# Primer viaje de James Cook
El primer viaje de James Cook fue una expedición al océano Pacífico sur organizada de forma combinada por la Royal Navy y la Royal Society que tuvo lugar desde agosto de 1768 hasta julio de 1771 y en la cual, a bordo del HMB Endeavour, Cook y sus hombres circunnavegaron el globo. Fue el primero de los tres viajes al Pacífico capitaneados por Cook. Planteada de forma ambiciosa tanto desde el punto de vista científico como geopolítico, la expedición partió de Inglaterra con dos objetivos fundamentales. El objetivo oficial y que inicialmente justificó esta expedición era enviar observadores al Pacífico Sur para presenciar el tránsito de Venus por delante del Sol, que estaba previsto que sucediera el 3 de junio de 1769, acontecimiento astronómico poco usual gracias al cual se podía determinar de forma fiable cual era la distancia que separaba la Tierra del Sol. Una vez que se decidió la realización del viaje, el Almirantazgo añadió un segundo objetivo estratégico y confidencial, solo conocido por Cook: buscar evidencia de la existencia de un hipotético y todavía no descubierto continente austral, conocido en la época como la Terra Australis Incognita o "tierra del sur desconocida".

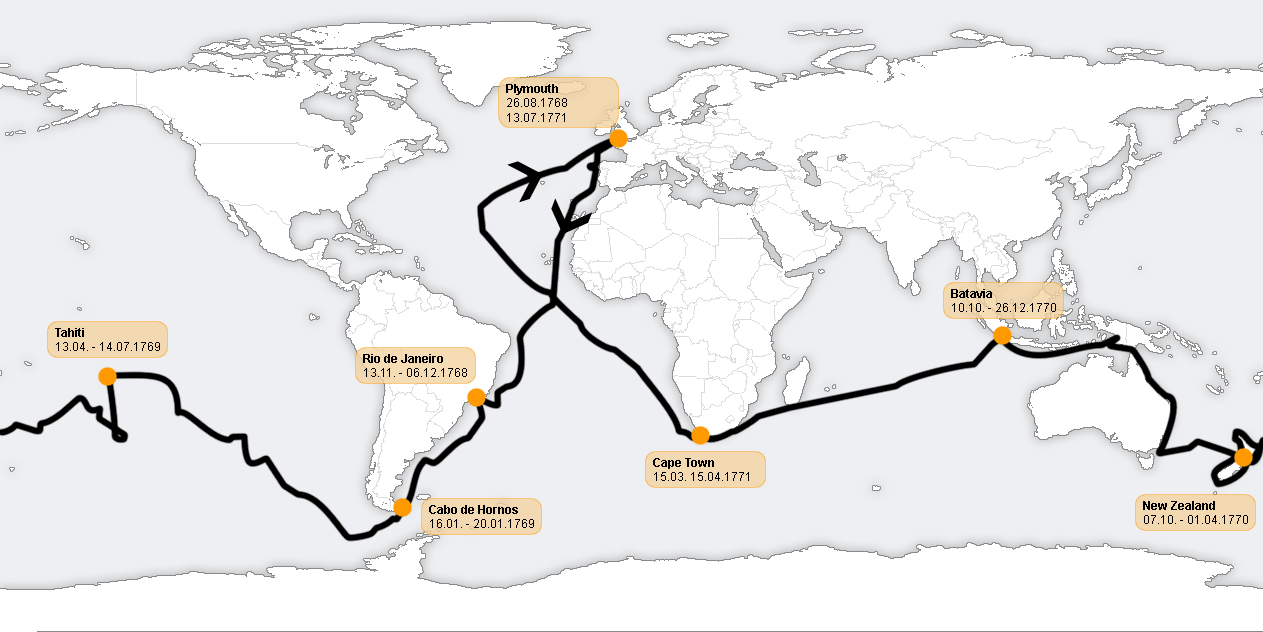
Ruta del primer viaje de James Cook (1768-1771).

El viaje fue una iniciativa británica que recibió el apoyo explícito del rey Jorge III y fue sufragado en parte por la propia corona y el gobierno británicos. El mando se le encomendó al entonces patrón de navío James Cook, un joven y poco conocido suboficial de la armada inglesa con conocimientos en cartografía, matemáticas y astronomía que fue ascendido a teniente para hacerse cargo de esta expedición. Partiendo desde Plymouth el 25 de agosto de 1768, el Endeavour cruzó el Atlántico, doblo el Cabo de Hornos, atravesó el Pacífico sur y llegó a Tahití a tiempo para observar el tránsito de Venus.
Cumplido el primer objetivo, Cook zarpó hacia zonas inexploradas del océano austral, siguiendo órdenes secretas del Almirantazgo. No se encontró el supuesto continente austral, pero fue la parte más fructífera del viaje. Exploró, reclamándolas para Gran Bretaña, varias islas del Pacífico como Huahine, Raiatea y Bora Bora. A principios de octubre de 1769, la expedición llegó a Nueva Zelanda, siendo los segundos europeos en llegar allí después de Abel Tasman, que la descubrió 127 años antes. Cook y su tripulación pasaron los siguientes seis meses circunnavegando y explorando las dos islas neozelandesas, de las que realizaron una rigurosa y completa cartografía de sus costas. A principios de abril de 1770 dejaron Nueva Zelanda y pusieron de nuevo rumbo al oeste. El 19 de ese mes avistaron Australia, convirtiéndose en los primeros europeos en llegar oficialmente a la costa este australiana, desembarcando en la bahía de Botany, el sur de la actual ciudad de Sídney.
La expedición continuó hacia el norte a lo largo de toda la costa este de Australia, logrando evitar el naufragio en la Gran Barrera de coral. En octubre de 1770, la muy dañada Endeavour entró en el puerto de Batavia, en las Indias Orientales Neerlandesas, con su tripulación obligada a guardar secreto sobre las tierras que habían descubierto. Su viaje se reanudó el 26 de diciembre, doblando el cabo de Buena Esperanza el 13 de marzo de 1771, y llegó de vuelta a Inglaterra el 12 de julio, casi tres años después de su partida.

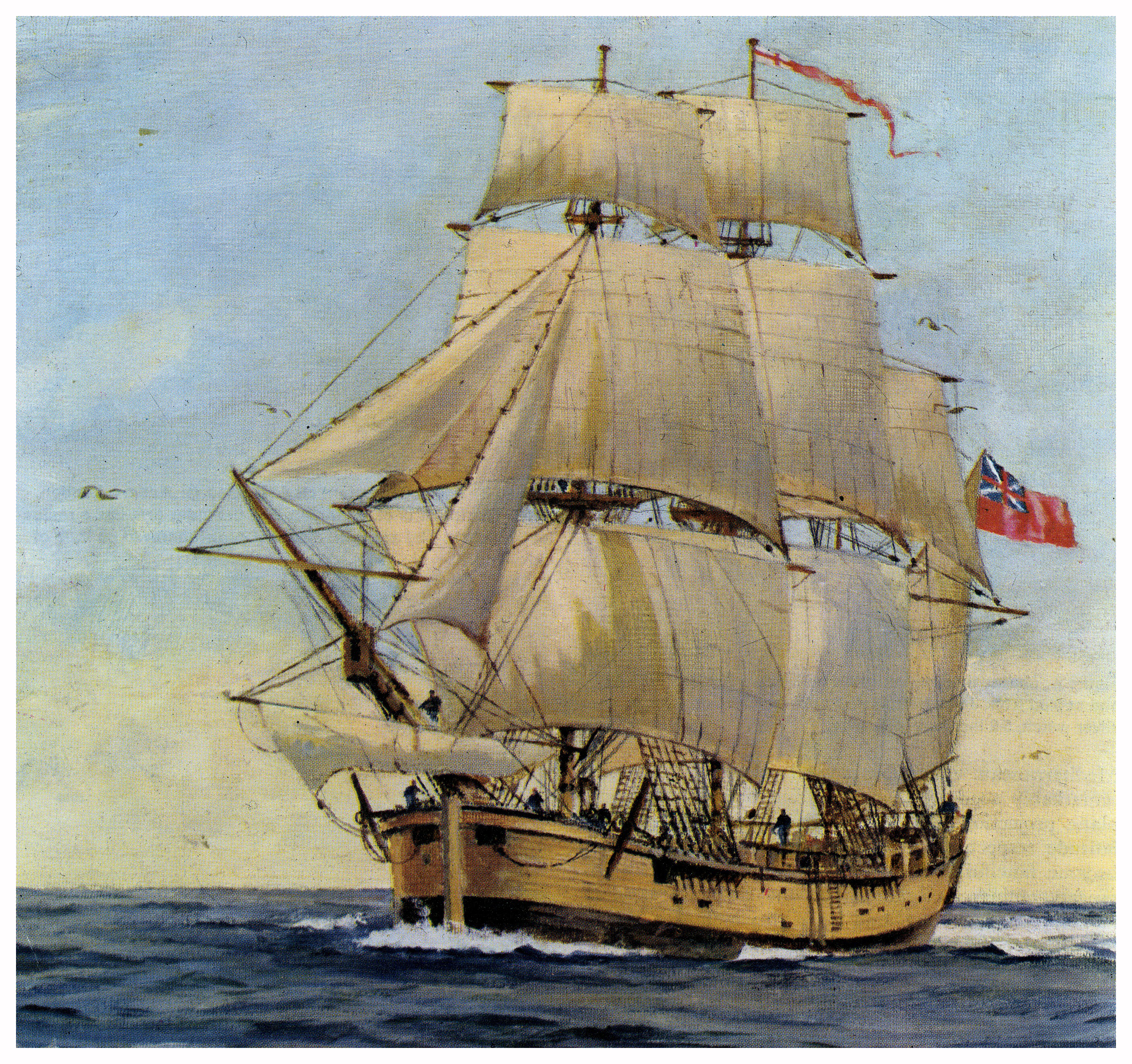
El HMB Endeavour. Representación artística moderna, [https://www.flickr.com/people/35759981@N08 Archives New Zealand.

El primer viaje de Cook es una de las grandes expediciones marítimas de la era moderna. Consiguió una serie de logros muy significativos en diversos campos del conocimiento como la geografía,la astronomía, la botánica o la antropología, por nombrar solo algunos. Gran Bretaña como nación supo obtener mucho rendimiento de lo que Cook y su tripulación lograron, pero las consecuencias derivadas iban más allá de los límites nacionales. Las mediciones del tránsito de Venus ayudaron a determinar con bastante exactitud la distancia que separa a la Tierra del Sol. Geográficamente, supuso el descubrimiento definitivo de Australia y de Nueva Zelanda, confirmando que esta última se trataba de dos grandes islas separadas. La rigurosa cartografía de las costas neozelandesas realizada por Cook tardó mucho tiempo en ser superada. En ambos casos, además, fueron el desencadenante de los procesos colonizadores por parte de Gran Bretaña tanto de Australia primero, con la llegada de la Primera Flota a Port Jackson en enero de 1788, como de Nueva Zelanda a principios del siglo XIX, colonización que ocasionó a su vez serios perjuicios en las respectivas poblaciones nativas. Aunque la expedición sufrió bajas por enfermedad, fue una de las primeras grandes travesías náuticas en las que, gracias a las medidas dietéticas y de higiene que Cook instauró y se esforzó porque se cumplieran, los casos de escorbuto fueron anecdóticos y no hubo ningún fallecido por esta causa entre la tripulación.
La participación de la Royal Society en las personas del astrónomo Charles Green, los naturalistas Joseph Banks, Daniel Solander y Herman Spöring y los artistas Sydney Parkinson y Alexander Buchan, que realizaron un inmenso trabajo de recolección, descripción, catalogación y representación gráfica de un enorme número de especímenes botánicos y zoológicos, muchos de ellos inéditos hasta entonces para la ciencia europea, además de las primeras descripciones antropológicas de los pueblos polinesios y aborígenes australianos, la convirtió en una de las primeras expediciones científicas de la era moderna y un modelo a imitar por las que le siguieron, incluidos los dos siguientes viajes de Cook.
Al año siguiente de su regreso, apoyado por el éxito de su viaje, Cook emprendió el segundo viaje al Pacífico, que duró desde 1772 hasta 1775. Su tercer y último viaje tuvo lugar a continuación, entre 1776 y 1779, en el transcurso del cual Cook encontró su muerte. El otro gran triunfador del viaje fue Joseph Banks, que retorno a Londres aupado por la fama que le dio los logros científicos del mismo e impulso su carrera posterior llegando a presidente de la Royal Society, entre otros méritos.

## Antecedentes y concepción del viaje

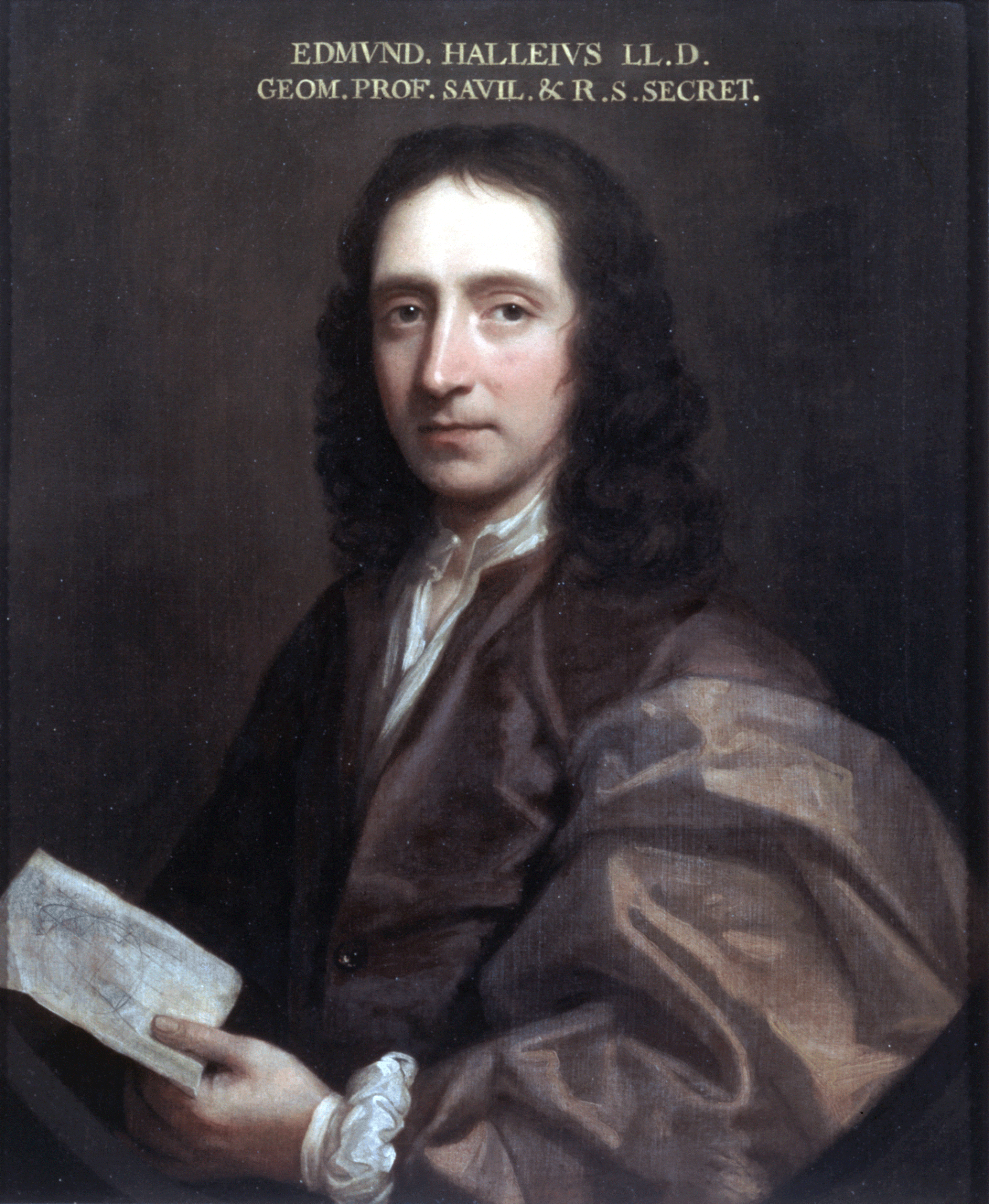
Edmund Halley, retrato de Thomas Murray, hacia 1690. The Royal Society.

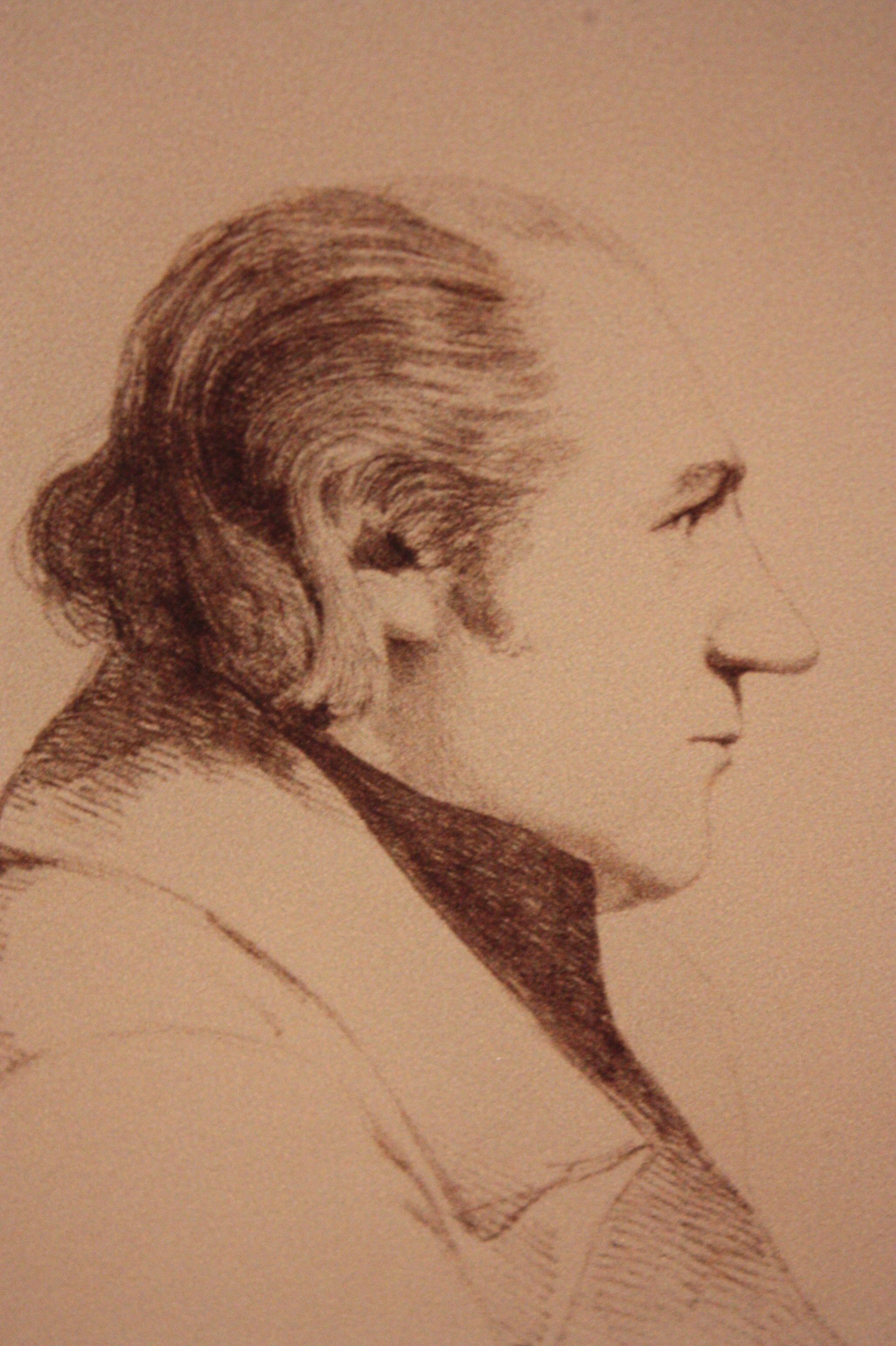
Alexander Dalrymple, retrato en sanguina de William Daniel, 1802, Museo Real Escocés.

El astrónomo Edmund Halley, basándose en una idea de 1663 del matemático escocés James Gregory, describió en 1716 un método para calcular con exactitud la distancia que separa la Tierra del Sol. Según Halley el tiempo de tránsito de un planeta como Venus delante del Sol podía utilizarse para estimar el paralaje con el Sol. Si esto se hacía desde diferentes lugares de la Tierra suficientemente separados, la combinación de las mediciones obtenidas permitirían medir dicho paralaje y así obtener la distancia entre la Tierra y el Sol con una precisión sin precedentes. Los tránsitos de Venus son eventos astronómicos predecibles pero poco frecuentes. Suceden, a grandes rasgos, según un patrón que se repite cada 243 años, con un par de tránsitos separados entre sí por tan solo 8 años pero con un intervalo de más de un siglo entre cada par. En los tiempos de Halley, las predicciones decían que el próximo par de tránsitos iba a tener lugar en 1761 y en 1769. Las observaciones realizadas en 1761 fracasaron debido principalmente a las malas condiciones atmosféricas. Por ello, el tránsito de 1769, previsto para el 3 y 4 de junio, iba a ser una nueva y última oportunidad para observarlo antes del siguiente par, que tardaría más de 100 años en repetirse. Todas las potencias europeas hicieron planes para enviar observadores a diferentes lugares del globo para esa fecha. En previsión de ello, en noviembre de 1767 la Royal Society creó una comisión dedicada exclusivamente a este propósito. Siguiendo las recomendaciones que hizo Halley sobre los lugares en los deberían hacerse las observaciones,la comisión determinó que enviaría parejas de observadores al Cabo Norte en Noruega, a Fort Churchill en la bahía de Hudson y a una isla en el Pacífico Sur aún por decidir. En diciembre de 1767, el astrónomo real, el reverendo Nevil Maskelyne, definió en coordenadas los límites geográficos en los que debía de encontrarse la mejor localización austral para la observación del tránsito. De acuerdo a lo que se conocía por aquel entonces de aquella zona del mundo, en estos límites se encontraban, en el noroeste, las islas Marquesas, en el sur del océano Índico, las islas de Nueva Ámsterdam (descubierta por Juan Sebastián Elcano en 1522), y, en el suroeste de dicho océano, la isla de Róterdam, que actualmente se denomina Nomuka, en Tonga (descubierta por Abel Tasman en 1643).
El 16 de febrero de 1768, la sociedad científica pidió al rey Jorge III su beneplácito y que financiara estas expediciones científicas, sobre todo la que iba a ser más costosa por lo lejano de su destino, la del sur del océano Pacífico. El 29 de febrero el entonces Secretario de Estado para las Regiones del Sur, Lord Shelburne, comunicó al Almirantazgo, el órgano de gobierno de la Royal Navy, que el rey y el gobierno británico habían dado su aprobación a este proyecto y que otorgaban 4.000 libras para la expedición del Pacífico, instando a que la Armada se hiciera cargo de equipar un navío para llevar a los observadores hasta el lugar finalmente escogido.
Maskelyne había propuesto que la persona adecuada para dirigir una expedición como esa a dichos destinos tenía que ser alguien que fuese oficial de la armada y que además tuviera conocimientos científicos y de astronomía. Su propuesta era la del entonces capitán John Campbell, prestigioso oficial de la Armada con una sólida formación científica, miembro de la Royal Society y del comité para el Tránsito y que había intervenido en el desarrollo del sextante y del cuadrante, pero al parecer rehusó. El célebre geógrafo escocés Alexander Dalrymple, uno de los defensores de la existencia de un continente austral, se propuso a la Royal Society como la persona que reunía los méritos necesarios, siempre y cuando se le concediera el mando absoluto de la misión con una comisión provisional como capitán en la Armada. La Royal Society apoyó esta proposición y así se lo trasmitió al Almirantazgo. Sin embargo, el Primer Lord del Almirantazgo Edward Hawke rechazó esta propuesta de forma rotunda, llegando a decir que preferiría cortarse la mano derecha a darle el mando de un buque de su majestad a alguien no instruido en la Armada. Esta decisión estuvo influenciada por el episodio de insubordinación que tuvo lugar a bordo de la corbeta HMS Paramour en 1698, cuando los oficiales de la Armada Real se habían negado a aceptar órdenes de Edmund Halley, que ejercía en aquella misión como comandante civil. También podía haber motivos políticos más sutiles. Dalrymple fue el gobernador británico en Filipinas tras la toma y saqueo de Manila el 6 de octubre de 1762 por los británicos al imperio español, en el curso de la Guerra de los Siete Años. Restaurado el control español de Manila tras el Tratado de París de 1763, el Almirantazgo pensó que poner a Dalrymple, uno de los responsables directos del saqueo de Manila, al mando de una expedición naval al Pacífico Sur provocaría problemas con España. El Almirantazgo veía más conveniente la que el mando lo ostentara alguien con un perfil más bajo y anónimo, para no levantar suspicacias antes de tiempo en el resto de potencias europeas con intereses en el Pacífico.
El 3 de abril se celebra una reunión del consejo de la Royal Society en la que su presidente, Lord Morton, comunica a los miembros de la sociedad que el Almirantazgo rechazaba la elección de Dalrymple y que la misión tenía que estar dirigida por un oficial de la marina y no por un civil. Sin tener el mando de la expedición, Dalrymple renuncia a ir en ella.

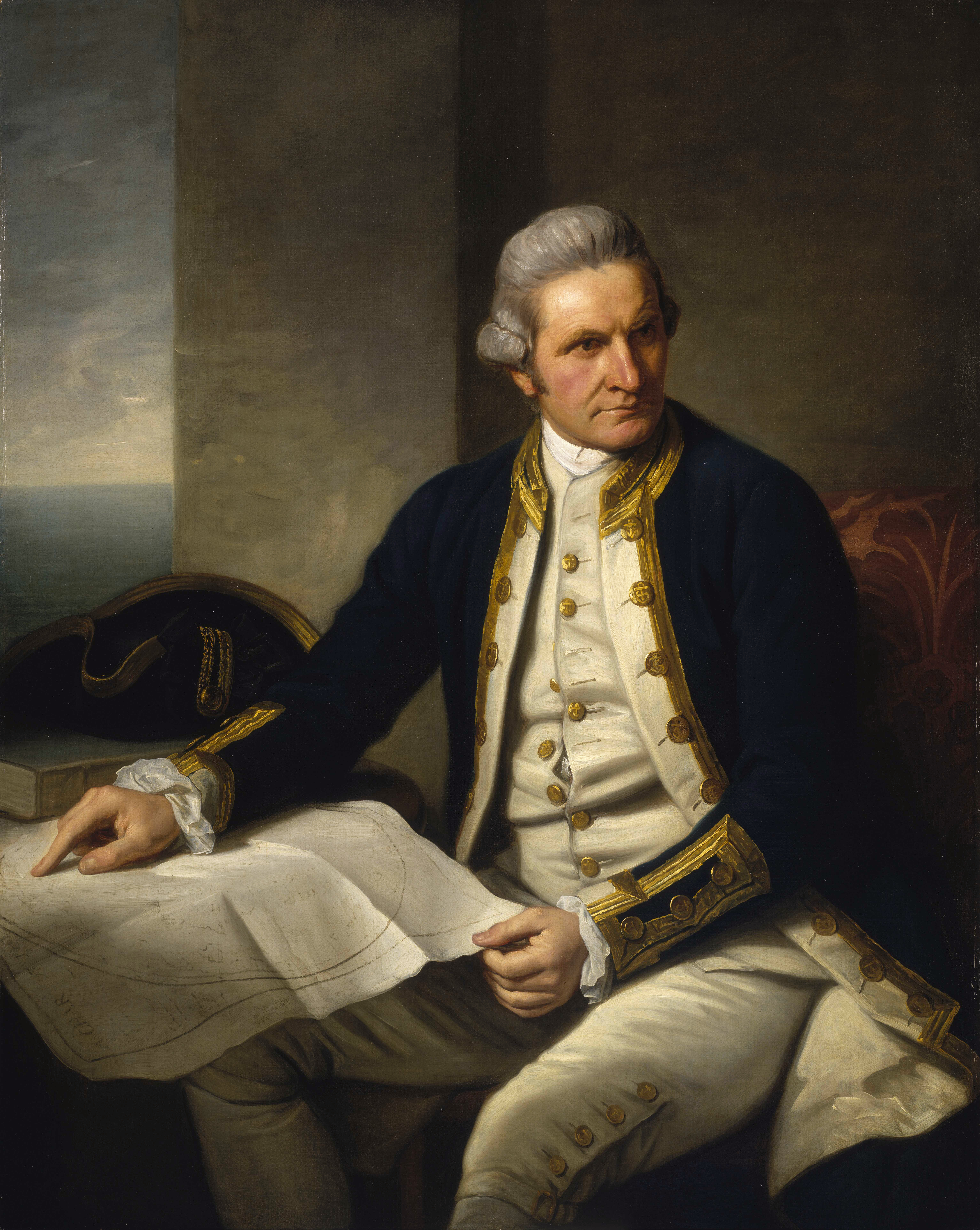
James Cook, retrato al óleo de Sir Nathaniel Dance-Holland, hacia 1775, Museo Marítimo Nacional, Grennwich.

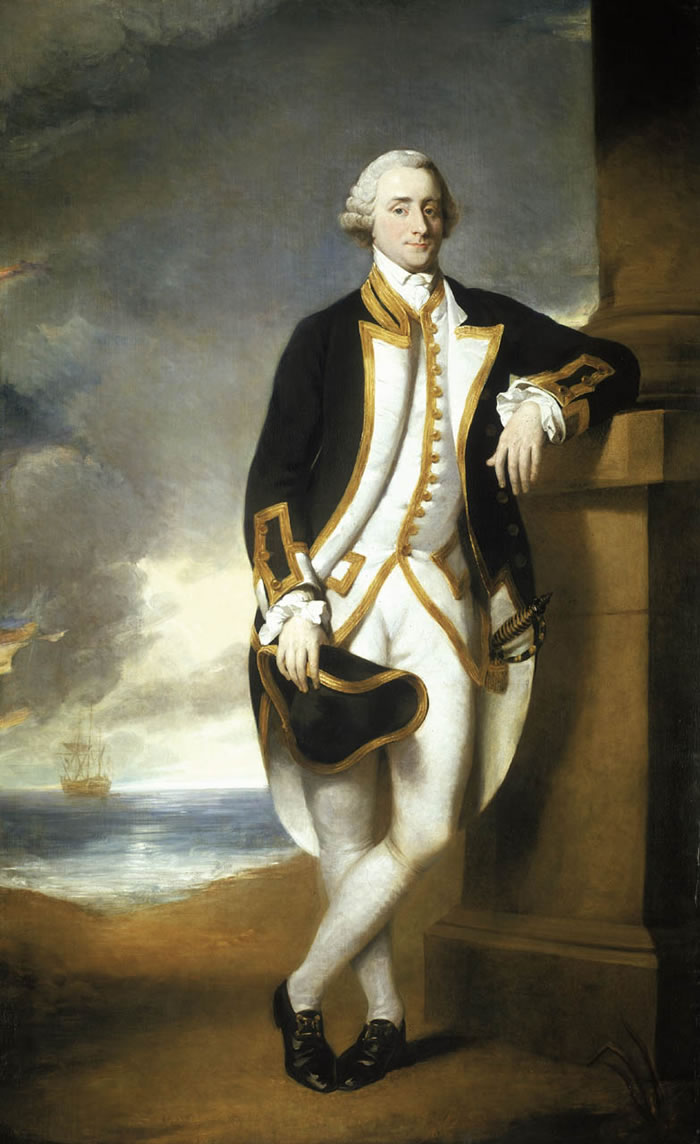
Hugh Palliser, retrato al óleo de George Dance, hacia 1775, Museo Marítimo Nacional, Greenwich.

James Cook había regresado de su última misión topográfica en Newfounland al mando del HMS Grenville en noviembre de 1767. Había pasado el invierno en casa preparando para su publicación todas las cartas y mapas realizados en Canadá. Para las fechas en las que se estaba buscando un candidato para capitanear la expedición del Pacífico, Cook estaba preparándose para otro verano más en Newfounland, como lo atestiguan las cartas que dirige al secretario del Almirantazgo. Sin embargo, en las oficina de la marina ya se estaba considerando su elección. El secretario de dicho organismo, Philip Stephens, que conocía bien a Cook como master del Grenville y su excepcional trabajo como cartógrafo en Newfoundland, fue quien probablemente lo propuso a los lores del Almirantazgo, rompiéndose así el impasse. Cumplía varios requisitos, ya que además de tener experiencia en el mando, era muy buen navegante y poseía una excelente formación matemática y astronómica, como demostró en la observación del eclipse de Sol que pudo observar en Newfounland y cuya descripción publicó en la revista de la Royal Society, lo cual hacía que no fuese un total desconocido a ojos de los miembros de la esta sociedad. Hugh Palliser, el comodoro y gobernador de la provincia británica de Newfloundland, mentor y valedor de los méritos de Cook, escribe el 12 de abril al Almirantazgo para proponer un sustituto para el mando del Grenville previendo que Cook no va seguir. El 5 de mayo la decisión ya estaba tomada porque se celebró una reunión de la Royal Society en la que James Cook es presentado ante los miembros de la sociedad como la persona elegida para mandar la expedición y colaborar en las observaciones astronómicas. Una vez aceptado por ambas partes, el Almirantazgo, para afianzar la capacidad de mando de Cook, le hace presentarse al examen de teniente el 13 de mayo, prueba que pasa sobrado de méritos y referencias. El 25 de mayo se aprueba oficialmente su ascenso a teniente de la marina asignándole el mando del HMB Endeavour como primer teniente y comandante del mismo.

Considerando que le nombramos a usted Primer Teniente del Bricbarco de Su Majestad el Endeavour, ahora en Deptford, y tenemos la intención de que usted lo mande durante el viaje actualmente previsto; y considerando que hemos ordenado que dicho barco sea habilitado y abastecido en dicho lugar para el servicio exterior, tripulado con 70 hombres (de acuerdo al esquema que se adjuntaba al dorso de la carta de notificación) y con suministros para doce meses con todo tipo de provisiones (la asignación total necesaria para dicho número de hombres), excepto de cerveza de la que solo se le abastecerá para un mes, siendo abastecido de brandy para el resto. Por la presente se le requiere y se le ordena que ponga todo de su parte para que este dispuesto para hacerse a la mar en consecuencia y se dirija a Galleons Reach para cargar con la artillería y los suministros de la misma en ese lugar y esperar nuevas órdenes.
Otorgada por nuestras propias manos el 25 de mayo de 1768

Ed. Hawke, C. Townshend, Py. Brett

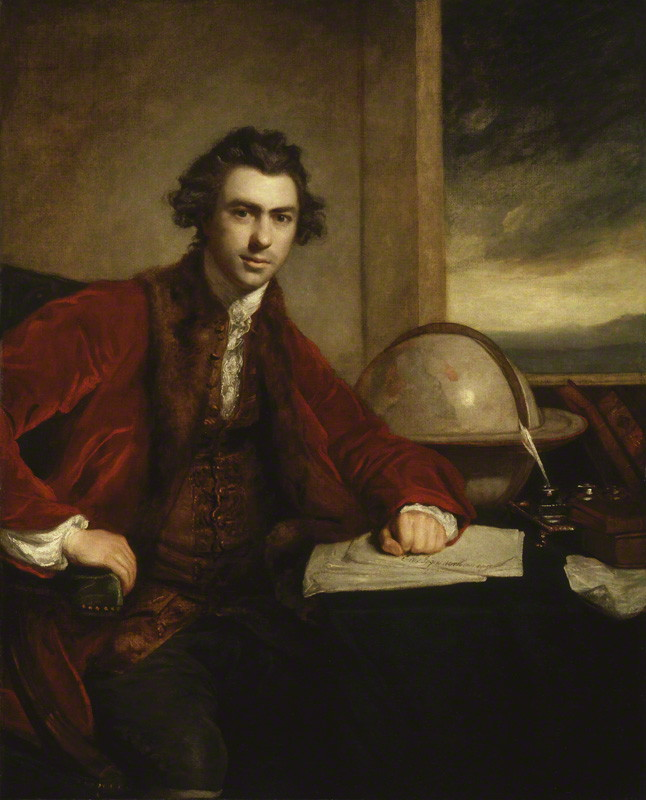
Joseph Banks, pintado por Sir Joshua Reynolds en 1773. National Portrait Gallery.

Una de las personas que asistió a esa reunión de la Royal Society en la que fue presentado Cook era Joseph Banks. Entonces era un entusiasta joven de 25 años, heredero de la sustanciosa fortuna de una familia de terratenientes de Lincolnshire, formado como naturalista y botánico autodidacta. Su participación en la expedición fue fruto de su propia insistencia y a la postre fue determinante para su éxito. Banks era miembro de la Royal Society desde 1766 y ya tenía experiencia en la exploración marítima habiendo participado ese mismo año en una misión de la armada a Labrador y Terranova, a bordo del HMS Niger, durante la que recogió numerosas muestras de plantas y especímenes de animales. Banks supo de los planes de la expedición que se estaba preparando al Pacífico Sur y hacia el mes de abril ya tenía decidido que iba a participar en ella porque empieza a utilizar sus influencias, como aprovechar su amistad con John Montagu, conde de Sandwich, que había sido Primer Lord del Almirantazgo, para que tanto la Royal Society como el Almirantazgo se lo permitieran. Para ello no dudó en poner dinero de su propio bolsillo para pagarse un sitio en ese viaje: Banks aportó la suma aproximada de 10.000 libras esterlinas para sufragar la expedición y pagar los gastos que su participación pudiera ocasionar. Una cifra considerable si tenemos en cuenta que la aportación que la corona y el gobierno británico habían sido de 4.000 libras. Banks fue muy consciente de la gran oportunidad que como naturalista y botánico le ofrecía un viaje como aquel. 

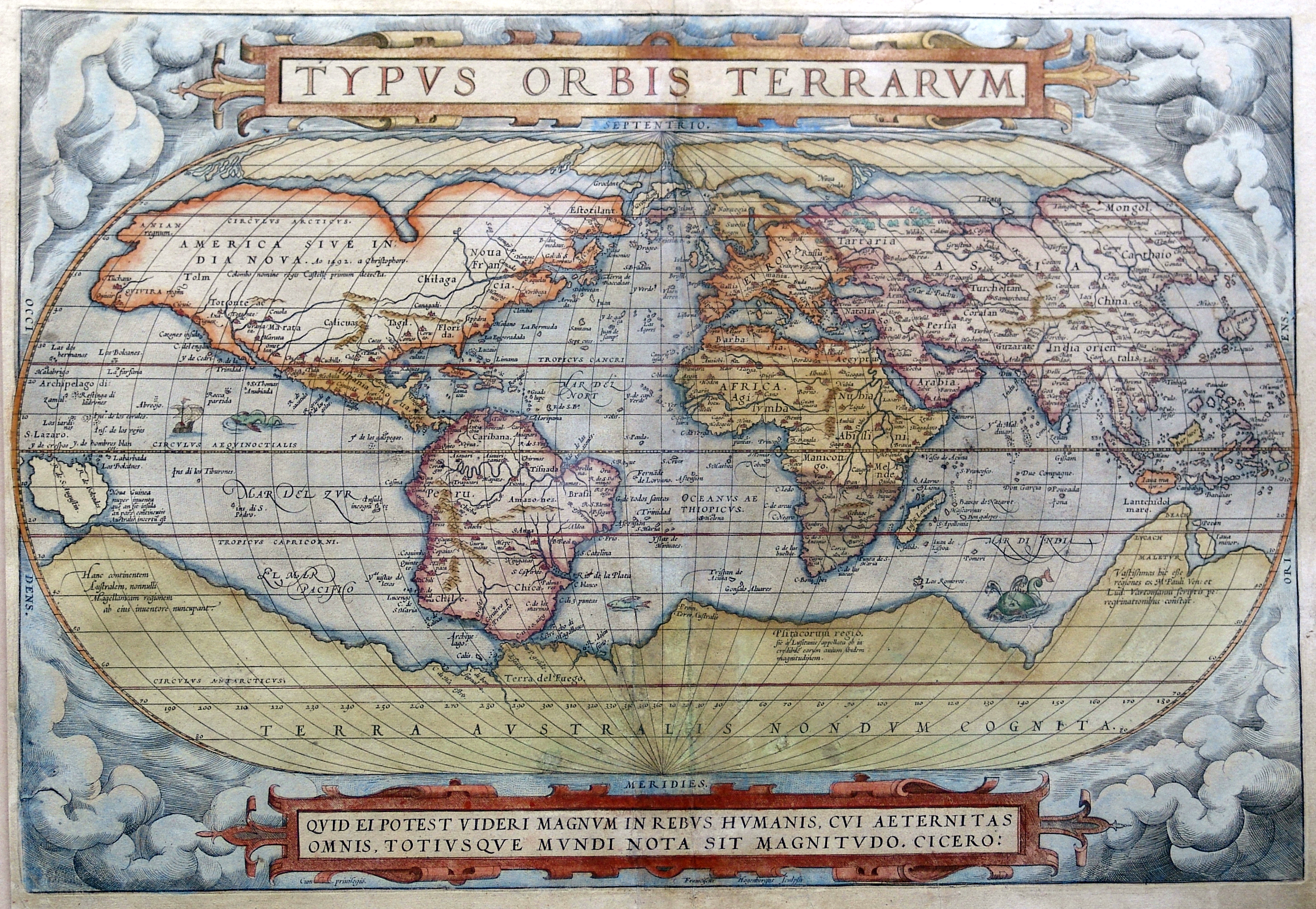
Typus Orbis Terrarum, mapa de Abraham Ortelius, hacia 1570, en el que se representa la Terra Australis. Biblioteca Nacional de Australia.

El 9 de junio la Royal Society comunicó al Almirantazgo, entre otros asuntos, que nombraban al astrónomo Charles Green y al propio James Cook los observadores oficiales y responsables de la observación del tránsito de Venus, y de que uno de los miembros de la sociedad, el Sr. Joseph Banks, formaría parte de la expedición en condición de naturalista y acompañado de su propio equipo de ayudantes. No sabemos con certeza en qué momento Cook supo que Banks y sus acompañantes formarían parte de la expedición. Ambos quizá ya se conocían porque pudieron haber coincidido en un baile que el gobernador de Newfoundland celebró en el puerto de Saint John dos años antes. Y sin duda debieron de tener contacto a raíz de las reuniones preparatorias que la Royal Society mantuvo durante el mes de mayo previo a la partida tras la presentación de Cook a los miembros de la sociedad. Esto no quiere decir que tanto Banks como Cook no tuvieran ya conocimiento de la participación del primero en la expedición mucho antes de que esta se hiciera oficial.  Esto sucedió el 22 de julio, con el Endeavour cargando armamento en Gallions Reach, cuando Cook recibe una notificación del secretario del Almirantazgo advirtiéndole de que deberá incluir en el Endeavour, tripulación supernumeraria formada por un grupo de pasajeros civiles que iban como equipo científico extraordinario.
La Royal Society también comunicaba al Almirantazgo cuál era, finalmente, el destino escogido para la observación del tránsito de Venus: la isla del Rey Jorge, como entonces se llamó a la actual Tahití, que había sido descubierta por la expedición del capitán Samuel Wallis con el HMS Dolphin. Wallis acababa de volver a Inglaterra a mediados de ese mes de mayo después de casi 2 años de viaje. Tahití cumplía los requisitos de localización descritos por Maskelyne. La sociedad recomendaba que los observadores tenían que llegar a dicho lugar con al menos 4 o 6 semanas de antelación a la fecha prevista para el fenómeno.
El Almirantazgo tenía además su propia perspectiva geopolítica sobre la expedición. El interés de las grandes potencias por el Pacífico era cada vez mayor, así como la búsqueda de nuevos territorios que colonizar. La presencia de un navío de la armada en las aguas del Pacífico sur era una gran oportunidad estratégica que había que aprovechar. Influido precisamente por las ideas y teorías geográficas de personas como Dalrymple, el Almirantazgo estableció un segundo objetivo, confidencial, que consistía en buscar evidencias del postulado continente Terra Australis Incognita todavía no descubierto. Hay controversia respecto a la información previa con la que los británicos y el propio Cook contaban respecto a la situación de la hipotética Terra Australis o de otras masas terrestres en el Pacífico. Los viajes de Abel Tasman y otros navegantes holandeses habían dejado claro de la existencia de la costa occidental y norte de Nueva Holanda, de la costa sur de la Tierra de Van Diemen y la costa occidental de Nueva Zelanda así como sus latitudes y longitudes obtenidas con los métodos de medición de la época. Además estaban las escasas referencias dadas por los navegantes españoles, que habían dominado la navegación del Pacífico durante los siglos XVI y XVII. De hecho, se da por seguro que Dalrymple aprovechó su mando en Manila durante el poco tiempo que la ciudad estuvo bajo dominación británica precisamente para hacerse con la abundante documentación que sobre los descubrimientos y rutas de navegación españolas había en las bibliotecas de la ciudad. Por último, los dos viajes del Dolphin, sobre todo el segundo que daba la posición de la isla de Tahití, perfilaba datos sobre las rutas del Pacífico Sur desde el cabo de Hornos. Había por lo tanto mapas y cartas náuticas con referencias más menos confusas sobre varias masas terrestres, islas y atolones a lo largo de toda la franja tropical del Pacífico.
Dalrymple había publicado en 1767 su obra An Account of the Discoveries made in the South Pacific Ocean, Previous to 1764, en la que, además de defender la existencia de un continente austral de grandes dimensiones, contenía un mapa con las rutas de las expediciones al Pacífico realizadas hasta entonces, incluidas las rutas españolas que descubrió en los archivos de Manila. Entre ellas la realizada por Luis Váez de Torres a través del estrecho que lleva su nombre y que separa Nueva Guinea de Australia. Sin embargo, Dalrymple no da información que apoye este hecho y realiza un mapa en el que se perfilaba la costa de Nueva Holanda en continuación con la de la isla de Nueva Guinea y la de Tasmania sin separación de agua entre ellas. Y más al este aparecía la pequeña porción de costa oeste de Nueva Zelanda descubierta por Tasman, que comprendía una parte de la isla sur unida a la norte por desconocimiento del estrecho que las separaba. Este libro y su mapa fue prestado por Dalrymple a Banks y éste lo puso a disposición de Cook. Los otros mapas que Cook también debía tener a bordo eran los realizados por Robert de Vaugondy para la obra de Charles de Brosses en dos volúmenes titulada Historie des navigations aux terres australes, de 1756, libros en los que aparecen por primera vez los términos "Polinesia" y "Australasia" que de Brosses creó para nombrar estas regiones del Pacífico. En las últimas páginas del primer tomo, aparecían una serie de mapas que mostraban la teoría de este escritor francés de que el estrecho navegado por Luis Váez de Torres al sur de Nueva Guinea era la prueba de que esta isla estaba separada de la costa norte de Nueva Holanda. De estas dos fuentes, Cook dedujo que españoles y holandeses habían circunnavegado la isla de Nueva Guinea y que está estaba separada de Nueva Holanda.

## Preparativos y tripulación

### Embarcación
Artículo principal: HMB Endeavour 

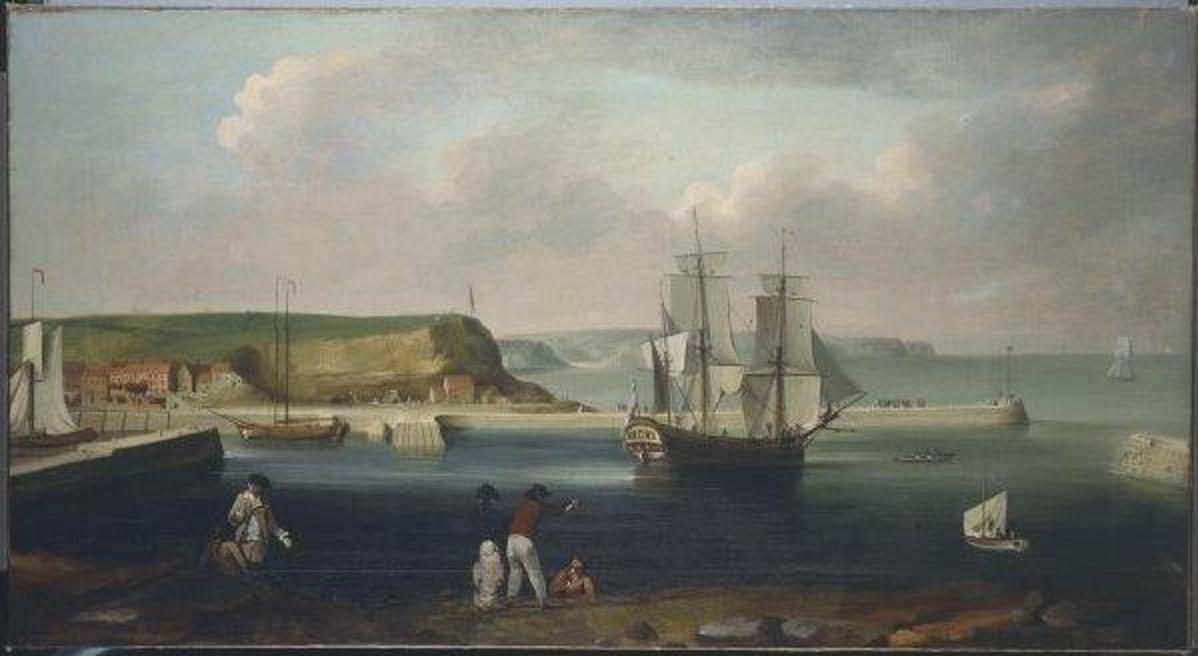
El Earl of Pembroke, que luego sería el HMB Endeavour, saliendo del puerto de Whitby en 1768, por Thomas Luny, fechado en 1790.

Cuando el Almirantazgo recibe el encargo de buscar y equipar un barco para la expedición al Pacífico, encomienda la tarea a la Junta Naval. Está empieza a inspeccionar varios navíos a principios de marzo y pronto llega a la conclusión de que dada la duración prevista del viaje y la capacidad de carga que necesitaría, especificando que hacían falta al menos 350 toneladas de desplazamiento, se inclinaba por escoger un barco de carga tipo cat-built o collier antes que uno de los buques de guerra de la armada, más rápidos pero con menor capacidad en bodegas. En ese momento había en el Támesis tres barcos que cumplían estas características: el Valentine, el Anna Elizabeth y un carguero de carbón tipo collier llamado Earl of Pembroke. El jefe de carpinteros del astillero de Deptford, Adam Hayes, dirige las inspecciones y el 27 de marzo envía un informe a la Junta Naval en el que recomienda que se escoja el Earl of Pembroke. Era una barco construido en los astilleros de Fishburn de Whitby, Yorkshire, botado en junio de 1764 y dedicado al transporte de carbón entre las cuencas mineras del río Tyne en el norte de Inglaterra y el Támesis. Era un buque sólidamente construido con un arco amplio, plano, una popa cuadrada y un cuerpo alargado en forma de caja con una bodega profunda. Un diseño de fondo plano lo hacía bien adaptado para la navegación en aguas poco profundas y le permitía quedar varado para la carga y descarga de mercancías y para las reparaciones básicas sin necesidad de un dique seco. Su eslora era de 32 m, con una manga de 8,92 m y un desplazamiento de 36871/94 toneladas.

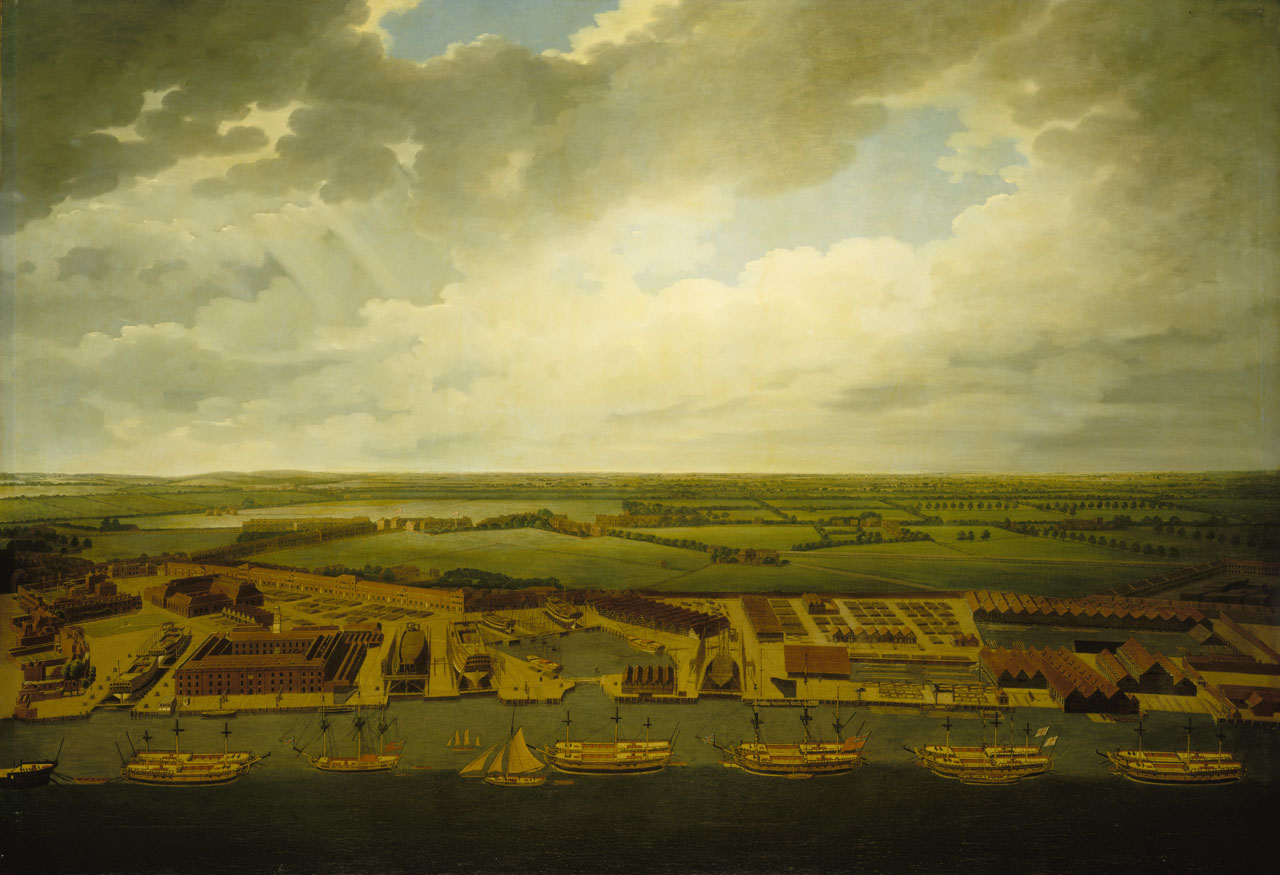
Paisaje mostrando los astilleros de Deptford, óleo sobre lienzo de Joseph Farrington, hacia 1794.

El Almirantazgo compró el Earl de Pembroke a finales de marzo de 1768 por la cantidad de £ 2840,10 s y 11 d. Entró en el dique seco de los astilleros de la armada en Deptford, en el Támesis para realizar diversas reparaciones y tareas de reacondicionamiento general. Se calafateó y sello el casco para dotarlo de un nuevo recubrimiento que lo hiciera resistente al gusano teredo que perforaba los cascos de los navíos que navegaban por aguas cálidas. Se le dotó de nuevos mástiles y aparejos. Se instaló una tercera cubierta interna para proporcionar nuevos camarotes para los oficiales, un polvorín y pañoles de almacenaje. Se proporcionó una lancha, una pinaza y una yola como botes del buque, así como un conjunto de arrastradores de 28 pies (8,5 m) para permitir que el buque fuese remolcado a remo si no hay viento o pierde el mástil. Los trabajos en el dique seco se prolongaron hasta mediados del mes de mayo, con un coste de casi 5.400 libras esterlinas. El 5 de abril la Junta del Almirantazgo lo registra en la lista de navíos de la Royal Navy como His Majesty Bark Endeavour.

### Suministros y provisiones
El aprovisionamiento de los barcos de la armada era responsabilidad de la Junta de Aprovisionamiento de la Royal Navy, cuyas oficinas y almacenes se encontraban en los astilleros de Deptford. El Endeavour iba a ser aprovisionado para ser autosuficiente durante 18 meses, aunque los cálculos de los suministros fueron cambiando continuamente durante el tiempo que el barco estuvo en Inglaterra antes de partir según Cook detectaba deficiencias y se incrementó la tripulación desde que salió de Deptford hasta que partió definitivamente de Plymouth.
Las provisiones cargadas al principio del viaje incluye 6000 piezas de carne de cerdo y 4000 de carne de buey, nueve toneladas de pan, cinco toneladas de harina, tres toneladas de chucrut, una tonelada de uvas pasas y cantidades diversas de queso, sal, guisantes, aceite, vinagre, azúcar, semillas de mostaza y harina de avena. El abastecimiento alcohol consistió de 250 barriles de cerveza, 44 barriles de aguardiente y 17 barriles de ron. También incluyó un pequeño ganado de animales vivos consistente en ovejas,  patos, gallinas y una cerda con sus lechones, como fuente de carne fresca y huevos para completar las raciones de a bordo. Además, en última instancia también se incluyó la cabra lechera que había ido en la expedición del Dolphin del capitán Wallis cuando este volvió a Inglaterra de su circunnavegación.
Una preocupación específica del Almirantazgo y su departamento sanitario era el escorbuto, el principal problema de salud en los viajes oceánicos de larga duración como el que iba a realizar el Endeavour. Por este motivo, el Almirantazgo envió varias instrucciones a Cook con recomendaciones para la prevención del mismo y, específicamente, que se le va a suministrar con ciertas provisiones que deberán dar regularmente a toda la tripulación con el objeto de probar su eficacia para el caso y que el cirujano del barco deberá anotar al respecto los efectos observados. Así, se enviaron al barco cargamentos de sopa deshidratada preparada específicamente para la armada, malta para hacer wort (mosto de cerveza), chucrut y concentrado de naranjas y limones junto con las instrucciones de como debían prepararse y tomarse estos productos.
El barco recaló en Gallions Reach, donde estaban los arsenales de armas de la armada, donde cargó piezas de artillería para su defensa: diez cañones de cureña de cuatro libras, de los que seis son montados en la cubierta superior y el resto se guardan en la bodega, y doce cañones giratorios.

### Instrumentos de navegación y equipación científica
Además de los habituales instrumentos de medición de un navío de la armada del siglo XVIII, el Endeavour fue equipado con instrumentos más específicos para poder realizar las observaciones astronómicas y determinar con la mayor exactitud posible la posición y coordenadas del barco. Cook, que ya atesoraba una experiencia previa y muy productiva como topógrafo en Newfounland, pidió que se le equipara con una mesa de trabajo y material de escritorio, una plancheta, un teodolito, reglas de latón, micrómetros, lentes, placas de vidrio para trazar mapas al trasluz, brújulas convencionales y una brújula de azimut. La Royal Society además le entregó una brújula de inclinación (dipping needle), un tipo primario de brújula, con el que la sociedad científica quería que Cook hiciera durante el viaje mediciones de las desviaciones de la misma respecto a las brújulas más modernas.
La expedición llevaba una excepcional dotación de telescopios. Estos instrumentos eran necesarios entonces para poder determinar las coordenadas en tierra utilizando el método de medición de los satélites de Júpiter, uno de los más exactos de la época. Pero en este caso además eran imprescindibles para las observaciones del tránsito de Venus. El Endeavour llevó los mejores instrumentos ópticos que los ingleses disponían en aquella época. No queda claro cuantos telescopios cargaba la expedición pero con base en los tres diferentes puestos de observación que se establecieron en Tahití para el tránsito de Venus debieron de ser al menos siete. Todos ellos eran telescopios de reflexión. Cuatro aparecen descritos en la diversa documentación del viaje. Dos de ellos fueron suministrados por la Royal Society destinados específicamente para las observaciones del tránsito. Eran telescopios de reflexión de 60 cm de distancia focal construidos por el matemático y fabricante escocés de telescopios James Short. Uno de ellos además incorporaba un micrómetro manufacturado por el óptico inglés John Dollond. El tercero era un telescopio de reflexión más largo, de 1 m de distancia focal, que era propiedad de Daniel Solander y que al parecer era más potente y de mejor calidad que los dos anteriores. El cuarto era el telescopio de reflexión que Cook había utilizado en el Grenville y con el que estaba familiarizado al haberlo utilizado en sus misiones en Terranova. Pidió expresamente a la Junta Naval que se lo enviaran al Endeavour.
Para la determinación de la latitud durante la navegación, Cook contaba con sextantes y cuadrantes, mientras que para la longitud el Almirantazgo le proporcionó las últimas ediciones del Nautical Almanac and Astronomical Ephemeris, el almanaque náutico británico, las correspondientes a 1768 y 1769, editadas por Nevil Maskelyne. Este almanaque fue uno de los encargos de la Comisión de la Longitud que Maskelyne impulso y publicó por primera vez en 1766 para facilitar a los marinos los cálculos de la longitud. Contenía 30 tablas en las se recogían las distancias angulares de la Luna y el Sol con respecto a 7 de las estrellas más brillantes del cielo nocturno respecto a la hora de Greenwich de cada día del año en intervalos de 3 horas. Las medidas de dichos ángulos a bordo mediante un sextante en un lugar determinado del mar a una hora concreta se comparaban con las de las tablas y la diferencia daba la longitud, teniendo en cuenta que cada hora de diferencia son 15 grados de longitud. Hasta su segundo viaje Cook no utilizó cronómetros para determinar la longitud.
Sí que llevó a bordo un reloj de péndulo, construido por John Shelton en 1756, adquirido por la Royal Society con el fin de ser utilizado en las mediciones del tránsito de Venus. Una vez llegados a Tahití y determinada la hora local mediante sextante y las tablas lunares, este reloj serviría para medir con la mayor exactitud posible la duración del tránsito de Venus.
Por su parte, Joseph Banks llevaba consigo todo un variopinto y copioso equipo de artefactos y utensilios para capturar animales y recolectar y almacenar muestras de plantas. Según una carta que el también naturalista John Ellis, amigo de Banks y de Solander, escribió el 19 de agosto de aquel año a Carl Linneo, nadie había ido nunca tan preparado para un viaje científico naturalista como Banks y su grupo:

Nadie fue a la mar mejor preparado para el propósito de la Historia Natural, ni más elegantemente. Llevan consigo una excelente biblioteca de Historia Natural; llevan todo tipo de artefactos para atrapar y preservar insectos; todo tipo de mallas, redes de arrastre, garfios y anzuelos para la pesca de coral; llevan incluso la curiosa invención de un telescopio, por el cual, puesto en el agua allí donde esta sea lo suficientemente clara, se puede ver el fondo a una gran profundidad. Llevan muchos tipos de botellas con sus tapones, de varios tamaños, para preservar animales en alcohol. Tienen los diversos tipos de sales para secar las semillas; y cera, tanto cera de abejas como la de Myrica; respaldándoles van un grupo de personas cuya única ocupación es asistirlos en esos propósitos. Tienen dos pintores y dibujantes, varios voluntarios que tienen nociones de Historia Natural; en resumen, Solander me aseguró que esta expedición costaría a Banks diez mil libras. Todo esto está motivado por ti y tus escritos.
John Ellis, carta a Carlos Linneo del 19 de agosto de 1768

No se conoce la lista de libros que formaban la "excelente" biblioteca de historia natural a la que hace referencia Ellis. En los diarios del viaje se citan obras concretas y por ello se ha deducido que pudo haber entre 50 y 65 títulos en unos 130 volúmenes. Entre ellos iba un ejemplar del Systema Naturae de Linneo y del Species Plantarum del mismo autor, obras que iban a ayudar a Banks y Solander a clasificar sus hallazgos y determinar aquellos que no estaban aún catalogados. Por su parte, Cook, como ya hemos mencionado, se suplió de varias obras de navegación además del almanaque náutico de la armada.

### Tripulación
Anexo:Tripulación del HMB Endeavour en el primer viaje de James Cook
En un principio, el Almirantazgo pensó en una tripulación de poco más de 35 hombres pero la envergadura del viaje le llevó a establecer una primera lista de 70. Dicha tripulación iba a estar compuesta, además de Cook, por un grupo de oficiales y suboficiales consistente en un teniente segundo, un master, dos ayudantes del master, un cirujano, un ayudante de cirujano y tres guardiamarinas. Además contaría con un contramaestre, dos ayudantes de contramaestre, un artillero, un carpintero con un ayudante, un cocinero, dos pilotos de derrota, un secretario del comandante, un armero, un velero, 40 marineros de primera (able seaman) y 8 criados para oficiales, suboficiales y algunos de los cargos intermedios. Era un tripulación más numerosa de lo que hubiera correspondido para un barco como el Endeavour porque el Almirantazgo esperaba un elevado número de bajas por enfermedad o fallecimiento durante el viaje.
A finales de mayo, con el Endeavour todavía en astilleros, comenzó el reclutamiento de la tripulación, proceso que duraría algo más de dos meses. Durante todo ese tiempo se fueron incorporando los hombres, a la vez que y se cargaban víveres, suministros, armas y material diverso. El rol de tripulación, o libro de registro de la misma, se abre el 27 de mayo de 1768 con catorce incorporaciones. Lo inicia, con el número uno, el propio James Cook seguido de trece hombres más. Entre ellos ocho de la goleta HMS Grenville, el barco de Cook en su anterior destino, que habían navegado con él en sus misiones topográficas en Newfounland entre los años 1763 y 1768 y que le siguieron a este nuevo destino.
El segundo oficial al mando de la expedición es el teniente Zachary Hicks, de 29 años. Marinero con una experiencia en el mar de nueve años, cinco en barcos de la Compañía Británica de las Indias Orientales, por lo que conocía el océano Índico, y cuatro en la Royal Navy. Había aprobado el examen de teniente hacía ya ocho años y dos meses antes de ser asignado al Endeavour obtuvo su primer mando efectivo en el sloop de 14 cañones HMS Hornet. Su destino como segundo teniente del Endeavour fue aprobado el 26 del mayo, inmediatamente después que el nombramiento de Cook y se incorpora al barco el 3 de junio junto con su criado, William Harvey. Hicks ya padecía tuberculosis cuando llega al Endeavour, aunque según los diarios de la expedición el cumplimiento de sus obligaciones no se vio afectado por ello hasta que el barco llegó a Batavia. Fue la causa de su fallecimiento durante el viaje de regreso, poco más de dos meses antes de que el Endeavour llegará a Inglaterra.

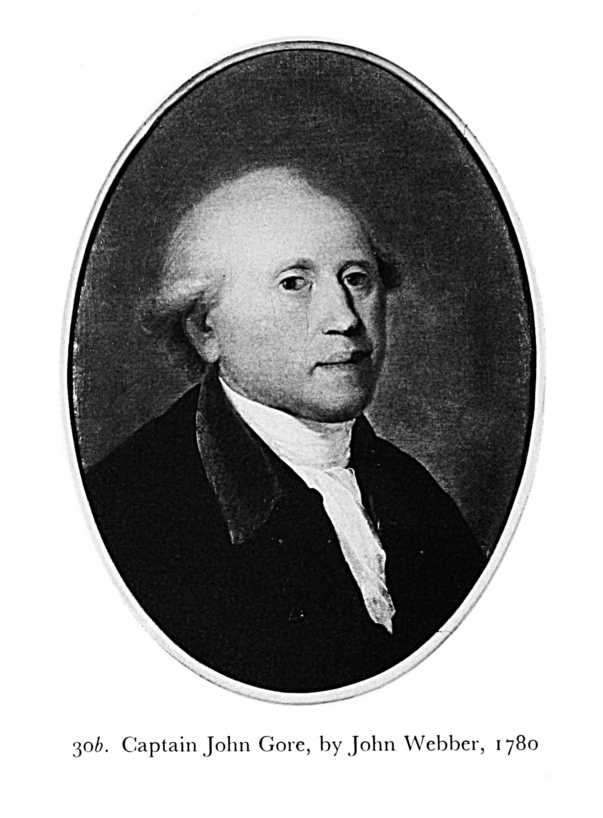
John Gore, retrato por John Webber, 1780.

El tercero en la cadena de mando era el teniente John Gore, de 38 años y nacido en la colonia británica norteamericana de Virginia. Inicialmente el Endeavour solo iba contar con un teniente por debajo de Cook. Pero el Almirantazgo cambió de planes y decidió su nombramiento pocos días antes de que el barco dejará los astilleros de Deptford. Era un experimentado hombre de mar, con una carrera en la Royal Navy iniciada en 1755, que además tenía un gran sentido común, buenas condiciones físicas y era un hábil cazador. Probablemente fuese el marinero más preparado y con mayor experiencia de toda la tripulación. Cuando se le destina al Endeavour tenía ya dos circunnavegaciones en su haber, las dos de los recientes viajes del HMS Dolphin alrededor del mundo. El primero con el comodoro John Byron en 1764-1766 y el segundo con el capitán Samuel Wallis en 1766-1768, en ambas como ayudante del master.  Este bagaje le convertía en una de las personas con más conocimiento real del Pacífico Sur y sus islas y un candidato ideal para cualquier expedición, lo que sin duda fue determinante para que el Almirantazgo pensara en él. El Dolphin llegó de su segundo viaje a finales de mayo de 1768. Tan solo dos meses después, el 21 de julio, Gore se tiene que incorporar al Endeavour.

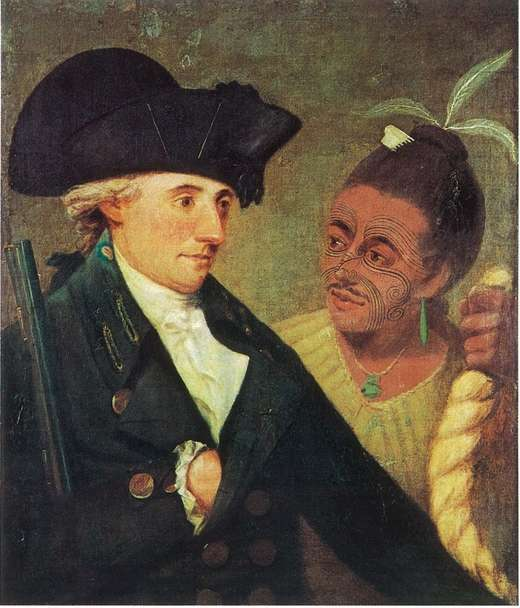
Retrato de Charles Clerke, óleo por Sir Nathaniel Dance-Holland, 1776. Government House, Wellington, Nueva Zelanda.

Los siguientes oficiales en el escalafón son también hombres con experiencia en el Pacífico. El master del Endeavour, otro de los puestos significativos en un navío de la armada británica, es el joven de 22 años Robert Molyneux, que también fue al Pacífico en el Dolphin con el capitán Wallis. Con él se alista como su criado, con 12 años de edad, un jovencísimo Isaac George Manley, comenzando en el Endeavour una carrera en la marina que le llevaría a ser Almirante de la Royal Navy. Los tres ayudantes de Molyneux, aunque jóvenes, también habían circunnavegado el globo. Dos de ellos junto al propio Molyneux en el Dolphin de Wallis y que fueron transferidos con él al Endeavour: Richard Pickersgill, de 19 años, que también navegará en el segundo viaje de Cook como 3.er teniente del HMS Resolution,  y Francis Wilkinson, de 21 años. El tercero fue Charles Clerke, de 27 años, enrolado en la Royal Navy desde los 12 años, un suboficial que esperaba ganarse su ascenso a oficial, con suficientes conocimientos técnicos y científicos como para ser un buen navegante. También tenía una circunnavegación en su haber con el Dolphin, en su caso en la expedición previa del comodoro Byron, y acompañará a Cook en sus otros dos viajes al Pacífico.

William B. Monkhouse, retrato al pastel de autor desconocido, hacia 1768, Biblioteca Nacional de Australia.

Otros miembros relevantes de la tripulación eran el contramaestre John Gathrey, el cirujano William B. Monkhouse, el artillero Stephen Forwood y el jefe de carpinteros John Satterly. Monkhouse, de 36 años en el momento de embarcarse en el Endeavour, había sido cirujano del HMS Niger en la base británica de Newfoundland. Allí coincidió con Joseph Banks, a quien trató con éxito de una seria enfermedad en el verano de 1766. Por eso se cree que el propio Banks pudo influir en que Monkhouse fuera el cirujano asignado al Endeavour. Unos días después se le une su hermano menor, Jonathan Monkhouse, de 18 años, como guardiamarina. No serían los únicos hermanos entre la tripulación pues también lo eran los marineros Michael y Richard Littelboy. Respecto al artillero Forwood, fue una de las personas que Cook reclamó específicamente para su asignación al Endeavour. Por último citar a Isaac Smith, primo de la esposa de James Cook, Elizabeth Cook, que ya había acompañado a Cook en el Grenville y que le sigue al Endeavour con 16 años. Hábil dibujante y responsable de algunos de los perfiles y mapas realizados durante el viaje, también hace el segundo viaje de Cook en el Resolution. Después continuó en la armada donde años después logró el rango de capitán.

Al finalizar el reclutamiento se han registrado 96 hombres. Pero hay que descontar dieciocho marineros que se han fugado antes de zarpar y cinco más que han tenido que ser dados de baja por diversos motivos. Tampoco cuentan dos “hombres de viudas” incluidos en el listado, terminó con el que se hacía referencia a personas ficticias que todos los comandantes incluían en el registro como una forma de crear un seguro de viudedad para los marineros. Esto significa que el número final oficial de hombres que están registrados en el rol es de 71. Pero hay más anomalías. Dos personas aparecen súbitamente en el listado de la tripulación con el barco ya en el Pacífico y sin duda tenían que estar ya a bordo del Endeavour desde el principio. No están registrados entre los hombres que parten de Plymouth ni consta entre los que se incorporan en los puertos de Madeira y Río de Janeiro donde recalará el Endeavour en el Atlántico. Uno es Nicholas Young, que aparece citado en el diario de Cook el 11 de octubre de 1769 por ser la primera persona en avistar Nueva Zelanda.  El otro es John Charlton, uno de los hombres que Cook en el Grenville, que no aparece en el listado hasta el 1 de mayo de 1770, en Australia, reemplazando a William Howson como criado de Cook cuando este último pasó a ser marinero. Es posible que hubiera otras personas no registradas a bordo pero no existe constancia alguna de ello. Si sumamos estos dos marineros habría 73 hombres a bordo.

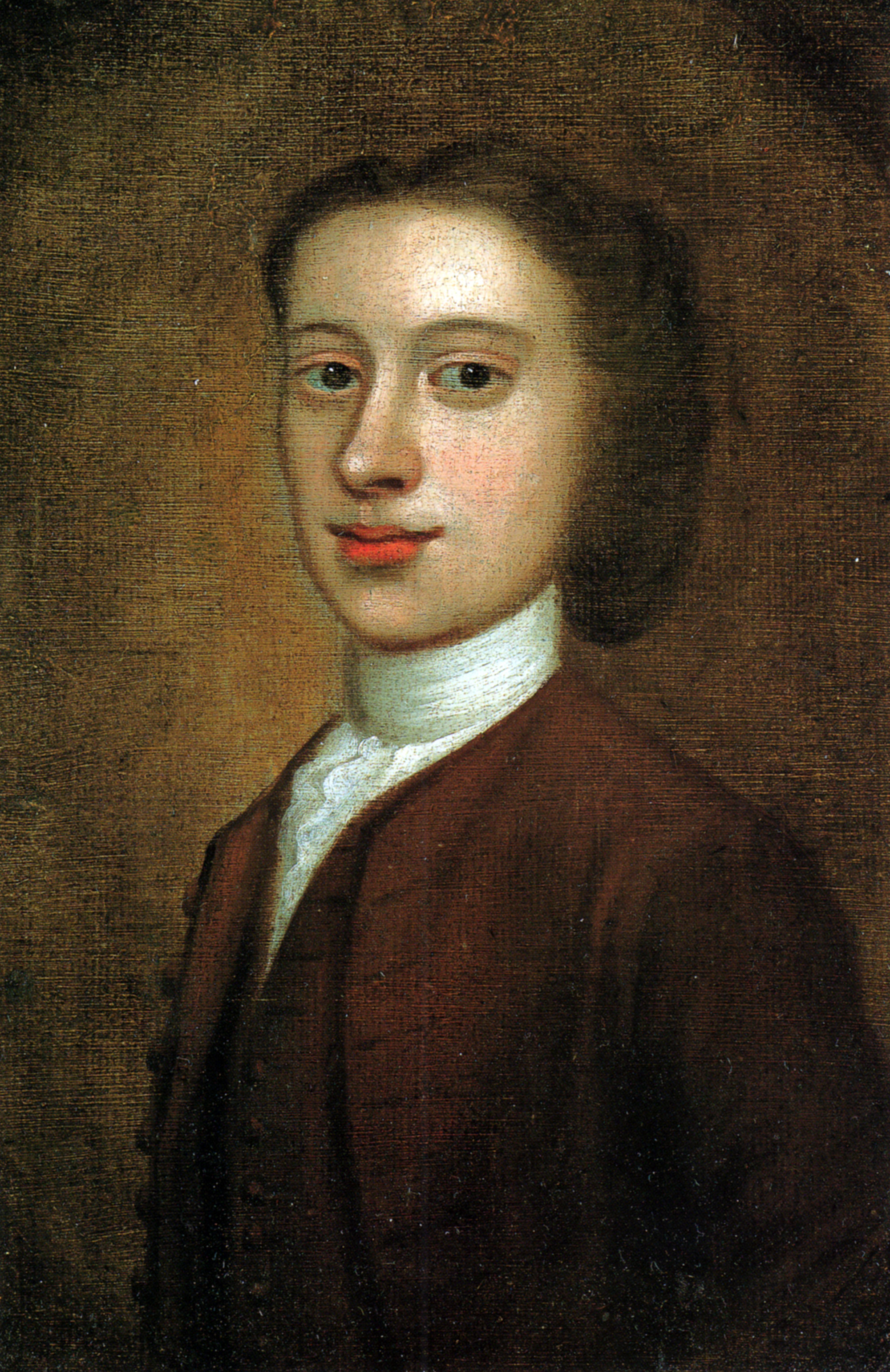
Sydney C. Parkinson, autorretrato de fecha desconocida. Museo de Historia Natural, Londres.

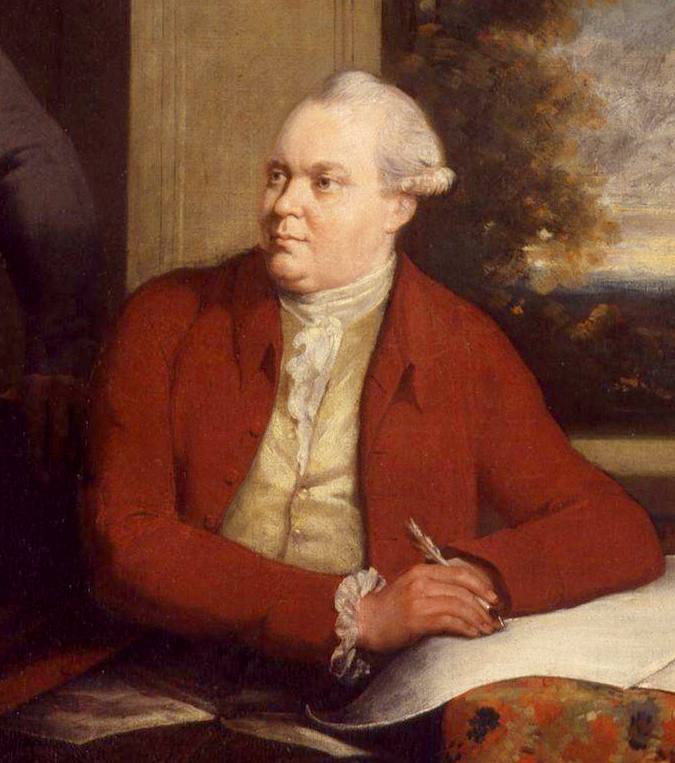
Daniel Solander, detalle de la obra de William Parry Omai, Sir Joseph Banks and Daniel Charles Solander, hacia 1775-1776. National Portrait Gallery.

La tripulación del Endeavour aún iba a aumentar más antes de su partida definitiva. Cuando el barco llegó a Plymouth, el Almirantazgo notificó a Cook que había decidido aumentar a 85 el número de hombres con la incorporación de un pequeño contingente de infantes de marina. Eran una medida de protección frente a posibles hostilidades por parte de los habitantes de las islas y tierras que visitaran así como para ayudar a mantener la disciplina dentro del barco. Dos días después, suben al Endeavour un pelotón de trece marines. Lo manda el sargento John Edgcumbe, de la 48.ª Compañía de la División de Plymouth y está formado por un corporal, un timbalero y diez soldados, de los que uno de ellos es dado de baja al día siguiente, todos procedentes de diversas compañías de la División de Plymouth.
Quedaba por incorporarse el grupo científico que enviaba la Royal Society. Por un lado el astrónomo Charles Green, que iba acompañado por su propio criado. Por otro, el grupo liderado por Banks, que estaba formado, además de por él mismo, por dos artistas dibujantes, un secretario naturalista y cuatro criados. Las personas que acompañaban a Banks habían sido seleccionadas a conciencia por él mismo, así como todo el material, equipación e instrumentos que pudieran necesitar. Todos los gastos corrían de su cuenta. Los artistas eran Sydney Parkinson, de 23 años, dibujante de gran talento de origen escocés y muy dotado para las reproducciones botánicas, y el también escocés Alexander Buchan, especializado en paisajes. Ambos iban a encargarse de registrar la memoria gráfica del viaje, representando en sus obras los lugares visitados y los especímenes animales y vegetales que fueran descubriendo. Como secretario o asistente de Banks iba Herman Spöring, de 35 años, sueco de origen, naturalista, botánico, dibujante y con conocimientos de mecánica de relojes y otros instrumentos. Los cuatro criados de Banks eran Peter Briscoe, que ya había acompañado a Banks en su viaje a Newfoundland, y John Roberts, ambos de la hacienda familiar en Revesby, Lincolnshire, y dos criados de raza negra, Thomas Richmond y George Dorlton. Finalmente Banks añadió a este grupo inicialmente anunciado otra persona, de la que también pagó su sueldo: el prestigioso naturalista sueco Daniel Carl Solander, uno de los alumnos favoritos de Linneo, llegado a Londres en 1760, también miembro de la Royal Society, de quien Spöring ya había sido su secretario y que trabajaba como asistente en el Museo Británico. El propio Solander solicitó al patronato de dicho Museo permiso para ausentarse de sus obligaciones durante un tiempo, aduciendo que su presencia en esa expedición abría la posibilidad a que el Museo obtuviera interesantes aportaciones para su colección.
Banks también se hizo acompañar por dos de sus perros favoritos, dos galgos, que no iban a ser los únicos animales del barco. Además del pequeño ganado y la cabra para obtener leche durante el viaje ya había dado la vuelta al mundo en el Dolphin con el capitán Wallis, ya referidos anteriormente, también constan hasta tres gatos, uno de ellos propiedad de Cook.
El grupo científico fue llegando a Plymouth con el material y equipaje. Banks y Solander, que esperaban en Londres, fueron los últimos en incorporarse. Con el equipo científico y ellos a bordo se completó la tripulación del Endeavour. Entre personal de la Royal Navy, incluidas las dos personas que aparecen más tarde en el registro, el destacamento de marines y el grupo de civiles suman 96 hombres que serán con los que Cook comience el viaje.

## El viaje

### A. Inglaterra: de Deptford Yard a Plymouth (21 de mayo – 25 de agosto de 1768).

#### Deptford Yard: 27 de mayo - 20 de julio.
El teniente James Cook se hace cargo oficialmente de la embarcación el viernes 27 de mayo de 1768 en los astilleros de Deptford. Ese día hizo sus primeras anotaciones en el diario y en el cuaderno de bitácora del Endeavour y se abre el rol de tripulación:

Tiempo moderado y agradable. A las 11 am izaba el estandarte y tomaba el mando del navío fondeado en la rada de Deptford Yard de acuerdo con las órdenes recibidas el 25 del corriente. Desde este día hasta el 21 de julio nos dedicamos a armar el barco, embarcar suministros y provisiones. Ese mismo día partimos de Deptford y fondeamos en Gallions Reach, donde permanecimos hasta el 30. Lo realizado durante estos días está registrado en el cuaderno de bitácora y como no contienen acontecimientos fuera de lo común no hemos creído necesario referirlos aquí.
James Cook, 27 de mayo al 29 de julio de 1768

Esos días en Deptford son de una gran actividad en el barco y en los almacenes de aprovisionamiento del astillero. Continuaron los trabajos para terminar el reacondicionamiento y equipación del barco. Se lastra el barco con 8 toneladas de hierro, se le dota de un nuevo aparejo de vela cuadrada y se recibieron anclas nuevas. Se estiban cargamentos de carbón, suministros, provisiones y otros útiles, desde una máquina para endulzar el agua a los topográficos y astronómicos referidos. El intercambio de correspondencia entre Cook y el Almirantazgo, sobre todo con el secretario del mismo, Philip Stephens, es diario y sobre multitud de temas relacionados con la tripulación, las provisiones y los suministros que necesita y recibe el Endeavour, según Cook iba detectando necesidades, carencias o problemas. Los hombres se van enrolando progresivamente. El 23 de junio Cook leyó en voz alta por primera vez las Ordenanzas Navales ante la tripulación enrolada hasta ese momento, 58 hombres, ceremonia que seguiría celebrándose una vez al mes.

#### Descenso del Támesis, Canal de la Mancha y llegada a Plymouth: 21 de julio-14 de agosto.

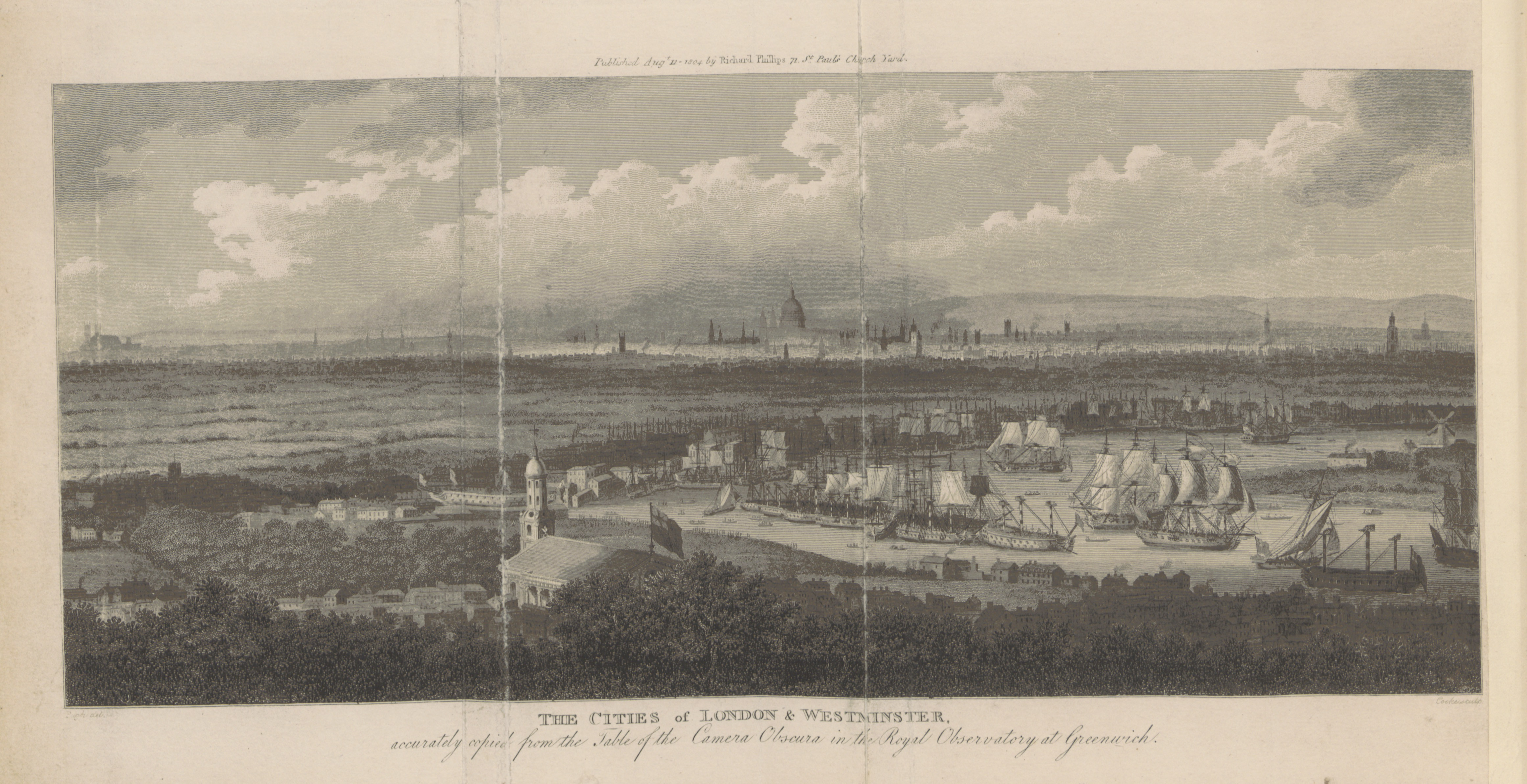
Vista de Londres y el río Támesis desde Greenwich, grabado de Robert Phillips, 1804. British Library.

El 21 de julio, con 70 (+2) hombres a bordo, se soltaron amarras por primera vez. El descenso del río quedó en manos del piloto John Blackburne, que sube expresamente al barco para conducirlo por el Támesis sorteando los bancos de arena hasta su desembocadura. Tras dejar Deptford se detuvieron poco después en Gallions Reach, donde estaban los arsenales de la armada. Allí permanecieron fondeados 9 días mientras se cargaban las armas que iba a llevar el Endeavour: 6 cañones de cureña de 4 libras y 12 cañones giratorios así como barriles de pólvora y otros útiles de artillería. También continuó enrolándose tripulación, entre ellos el dibujante Sydney Parkinson que se une a la tripulación allí, en Gallions Reach. Cook recibe el telescopio de reflexión que utilizaba en el Grenville y la brújula de azimut. También se les enviaron 20 chalecos salvavidas de corcho para ser utilizados por los marineros cuando estuvieran realizando tareas en los botes o fuera del barco.
El 30 de julio Cook recibió en Gallions la carta del Almirantazgo que contenía las órdenes e instrucciones de la expedición. Iban firmadas por el primer Lord del Almirantazgo, Lord Edward Hawke, y dos miembros de su junta, Sir Peircy Brett y Lord Charles Spencer. Venían redactadas en dos partes, ambas calificadas como secretas, estando la segunda parte contenida en otro sobre aparte cerrado y lacrado. La primera parte de las instrucciones se refieren a la ruta que ha seguir hasta la isla del Rey Jorge, Tahití. Para ello deberá dirigirse primero a Plymouth, donde se la terminará de aprovisionar y se le pagará a la tripulación por adelantado la paga de dos meses. Una vez ya en el mar, tiene que cruzar el Atlántico rumbo suroeste para llegar a Tahití por la ruta del cabo de Hornos, debiendo detenerse para aprovisionarse en Madeira y luego, según sus necesidades, en la costa de Brasil o en Port Egmont, la base británica en las islas Malvinas. Se le recomienda sortear el cabo de Hornos rodeándolo por el sur, siguiendo las indicaciones del ya difunto almirante Lord George Anson y no ir por el estrecho de Magallanes. Se le indica que debe alcanzar el paralelo en el que se sitúa Tahití unos 600 km al este de la isla para llegar a ella con al menos 4 o 6 semanas de antelación a la fecha prevista para el tránsito de Venus, el 3 de junio de 1768, y poder prepararse para la observación del mismo convenientemente. Además se le dan instrucciones de que deberá intentar la amistad con los nativos de la isla tratándolos con civismo y respeto, intercambiando con ellos regalos por provisiones, aunque por otra parte también se le recomienda no bajar la guardia y estar preparado ante cualquier incidente que con ellos pudiera tener. En caso de no lograr llegar a Tahití o no encontrarla, se le emplaza a buscar otro lugar que se sitúe dentro de los límites de coordenadas dados por la Royal Society en los que era posible realizar la observación del tránsito de Venus. Estas primeras instrucciones van acompañadas de documentación adicional, incluida una copia de los diarios, las cartas de navegación y los mapas de la recién llegada expedición del Dolphin. Cuando este objetivo ya estuviera cumplido, las órdenes eran volver a hacerse a la mar sin más dilación para seguir las instrucciones adicionales contenidas en el sobre cerrado.

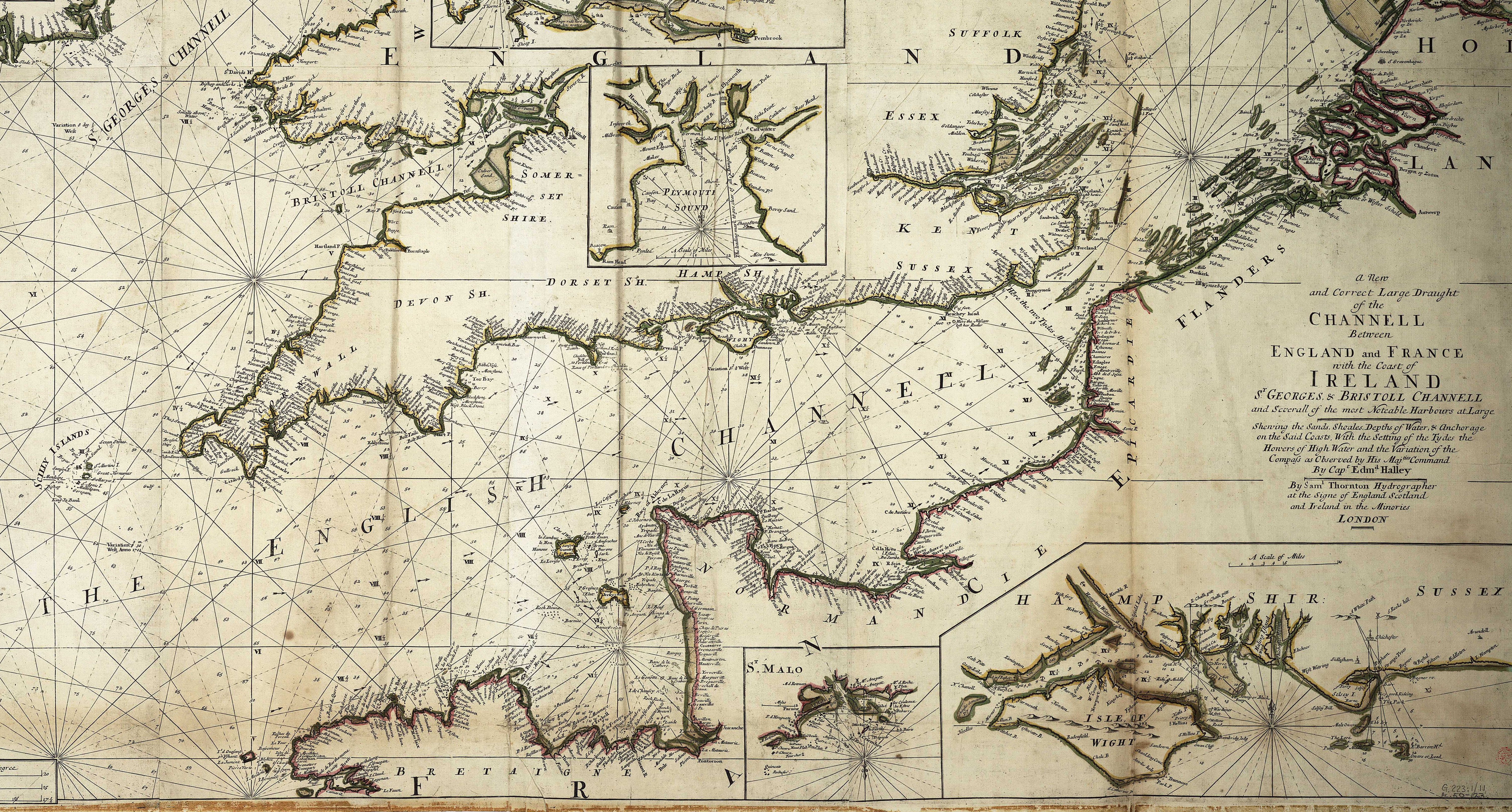
Carta del Canal de la Mancha, por Samuel Thornton (1710), National Maritime Museum, Greenwich, Londres.

Ese mismo día el Endeavour se puso de nuevo en marcha y durante los días siguientes descendió el resto del Támesis. Al llegar a mar abierto, el 3 de agosto, se detuvo en los Downs, fondeadero habitual de la época en la entrada del Canal de la Mancha, donde permanecieron anclados 4 días. Allí suben a bordo Samuel Evans, como piloto de derrota, y Richard Littleboy, hermano menor de Michel, como marinero de primera. Son las últimas incorporaciones de la tripulación hasta llegar a Plymouth. El 7 de agosto Cook despide al piloto y se hace cargo del Endeavour de forma definitiva y al día siguiente levan anclas con rumbo a Plymouth. Antes tiene que ser evacuado y llevado a la orilla por problemas de salud el marinero John Swan, que es dado de baja del rol de la tripulación. Quedan 73 (+2) hombres a bordo. La travesía del Canal de la Mancha hasta la bahía del puerto de Plymouth les llevó 6 días, donde llegan el 14 de agosto.

#### Plymouth: 15 – 25 de agosto.

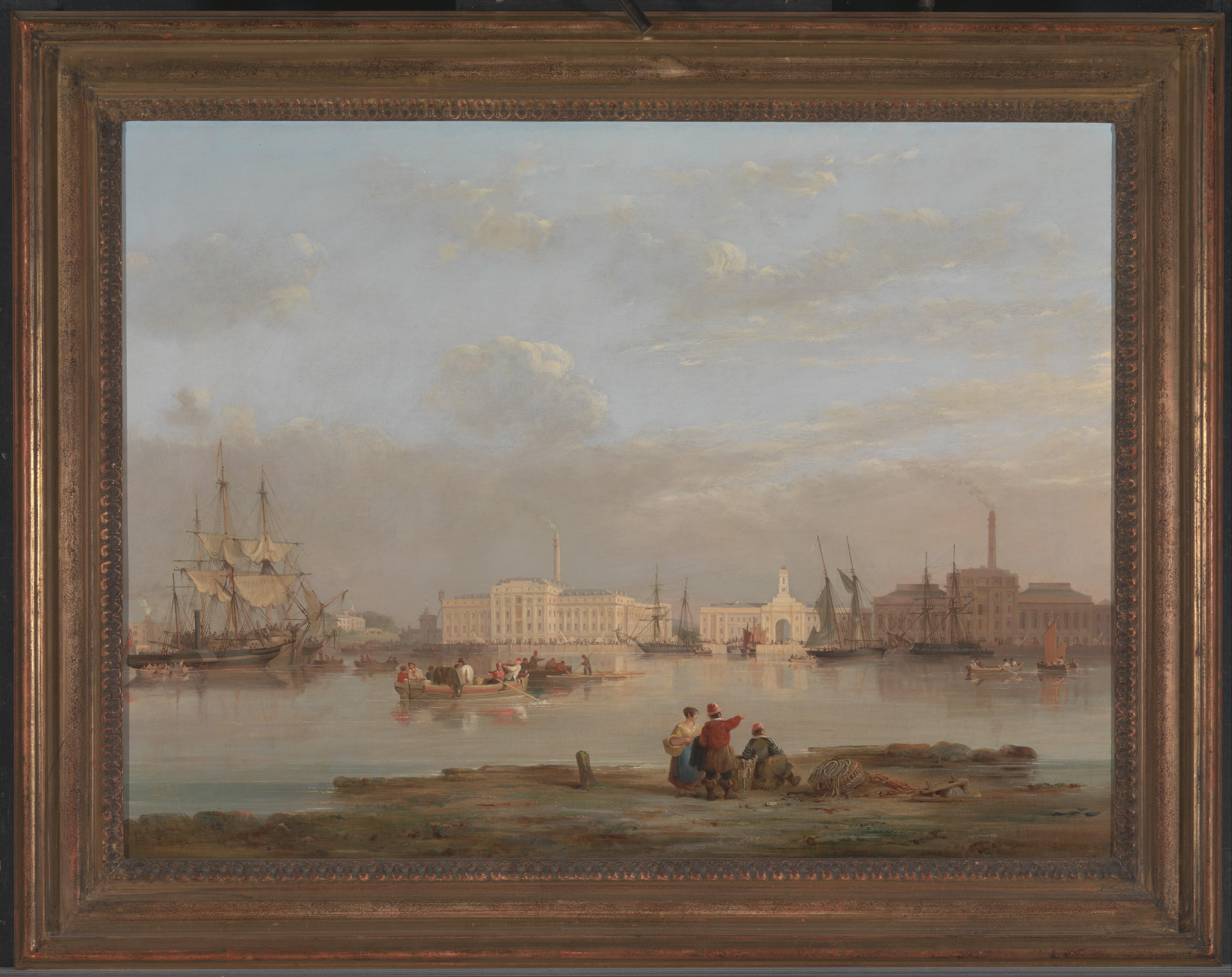
Edificios del puerto de Plymouth, del óleo The Victualling Office, Plymouth, de Nicholas Condy, hacia 1835, Centro de Arte Británico de Yale, New Haven, Connecticut.

El Endeavour permanece fondeado en Plymouth los siguientes 15 días. Ese tiempo se aprovecha para seguir recibiendo suministros y material, incluidos más cañones y munición, y para realizar los últimos ajustes del aparejo y de las instalaciones del barco. El 16 de agosto subieron al barco el contingente de 13 infantes de marina que había anunciado el Almirantazgo. Cook envía correo urgente a Londres para avisar a Banks y Solander de que el barco ya está en Plymouth, que la partida está ya próxima y que deben incorporarse a la tripulación. El resto del personal científico y los criados de Banks, junto con el equipo y equipaje, ya están allí. Banks y Solander llegan a Plymouth el día 18 de agosto. Se alojaron en tierra esperando a que el Endeavour estuviera ya listo para partir. Es posible que Banks trajera consigo la carta que el presidente de la Royal Society, Lord Morton, dirigió a Banks, Solander y al propio Cook, fechada el 10 de agosto de ese año. La carta incluía una serie de indicaciones e instrucciones respecto a la observación del tránsito de Venus y diversos aspectos científicos a tener en cuenta para las regiones que tuvieran que explorar. Pero además, contenía una serie de consejos apelando a la humanidad, decoró y respeto que debían regir los contactos con los pueblos nativos que encontraran a lo largo del viaje y en los que el uso de las armas contra ellos debía evitarse a toda costa y solo como último recurso. A su vez, incide en el hecho de que los legítimos dueños naturales de los territorios que pudieran descubrir son los nativos de los mismos y que ninguna nación europea tenía derecho a ocupar ninguna porción de ellos sin su consentimiento voluntario.
Para alojar en el barco a Banks y sus acompañantes fue necesario volver a reestructurar los ya escasos espacios destinados a cabinas y camarotes que, en principio eran solo para los oficiales. Esta remodelación no se terminó en Deptford y por ello suben al barco un numeroso grupo de carpinteros del astillero de Plymouth que deberán trabajar con celeridad para acabar las reformas de las cubiertas y las cabinas. El 19 de agosto se da de baja de la tripulación al marinero de primera Robert Brown, que es reasignado a otro navío de la armada, porque al añadirse los 13 marines a la tripulación, se supera por uno el número máximo oficial estipulado de 85 hombres, sin contar a los civiles. Ese mismo día, con toda la tripulación de la armada y de infantería de marina ya completas, Cook, tras leer una vez más las Ordenanzas de la Royal Navy, anuncia que se pagarán dos meses de sueldo por adelantado antes de partir pero que no deben esperar pagas adicionales al finalizar el viaje.
El 21 de agosto los carpinteros ya han terminado su trabajo. En los camarotes de la cubierta bajo el alcázar, donde en principio se hubieran alojado los oficiales y suboficiales, ahora se habían situado, además de la de James Cook, las cabinas de Banks, Solander y Green, mientras que Parkinson y Buchan compartirían una situada junto a la Cook. Estos espacios rodeaban la sala central que era la destinada a comedor y sala común de los oficiales, caballeros y suboficiales. El camarote principal, también en este mismo nivel, bajo el coronamiento, y normalmente reservado para el capitán del barco, estaba presidido por una gran mesa central e iba a convertirse en espacio de trabajo común y compartido para Cook, Banks, Solander, Spöring y sus dibujantes. En la cubierta inferior se habían preparado el resto de camarotes individuales: los del primer y segundo tenientes, el master, el cirujano, el artillero y el secretario del capitán,  situados a popa rodeando el comedor de los guardiamarinas y ayudantes de los suboficiales; a proa, los del contramaestre y el carpintero.
El barco está ya preparado para partir. Sin embargo, Plymouth estuvo esos días afectado por una borrasca de fuertes vientos y aguaceros que impidieron la salida de los barcos. El viernes 25 de agosto, el tiempo amaina. Banks y Solander, que hasta entonces han permanecido en tierra, suben al barco y el Endeavour leva anclas. Escribe Cook, con fecha náutica del 26 de agosto de 1768:

Inicialmente, brisa fresca y cielo nublado, después viento leve y despejado. A las 2 pm arrié velas y me hice a la mar, teniendo a bordo a 94 personas, entre oficiales, marineros, caballeros y sus sirvientes, cerca de 18 meses de provisiones, 10 cañones de cureña, 12 cañones giratorios, con suficiente cantidad de municiones, y suministros de todo tipo.
James Cook, 26 de agosto de 1768

Por su parte, Banks inicia ese día su diario personal del viaje:

Después de haber esperado diez días en este lugar el barco y todo lo que en él me pertenecía, estando todo ese tiempo en perfecta disposición para navegar a la primera advertencia, finalmente tuvimos viento favorable, y este día a las 3 en punto de la tarde levamos anclas y zarpamos, todos en excelente estado de salud y con el espíritu perfectamente preparado (al menos mentalmente) para afrontar con jovialidad cualquier fatiga o peligro que nos pudiera ocurrir en este viaje que nos proponemos.
Joseph Banks, 25 de agosto de 1768

Ese mismo día, nacía en el hogar de la familia Cook en Mile End, Londres, el tercer hijo de James Cook, Joseph, que moriría pocas semanas después, el 13 de septiembre de ese mismo año, y que por tanto Cook no llegó a conocer.
Así comenzaban el Endeavour y su tripulación un viaje que se habría de prolongar 2 años y 11 meses durante los cuales darían la vuelta al globo realizando un total aproximado de casi 68.000 km.

### B.  Travesía del Atlántico: de Inglaterra a Cabo de Hornos (26 de agosto de 1768 – 28 de enero de 1769).

#### De Plymouth a Madeira: 26 de agosto – 12 de septiembre.
- Días de navegación: 18.
- Distancia recorrida: 1229 millas náuticas (2276 km).[Nota 19]
- Media de distancia recorrida/día: 68,3 m.n./día (126,4 km/día).

Los primeros días de navegación sirvieron para reorganizar, en el poco espacio disponible en el interior de las cubiertas, los sitios asignados a la marinería para pernoctar y para revisar los cofres con los efectos personales de la tripulación, con el objeto de no llevar a bordo más peso ni objetos de los necesarios. El tiempo no fue demasiado apacible atravesando el borde occidental del golfo de Vizcaya, con galernas casi diarias que dificultaron el avance del barco. Una especialmente fuerte, el 1 de septiembre, cerca ya de las costas españolas, daño levemente el aparejo, hizo que se perdiera un bote y provocó que cayeran al mar, ahogándose, de tres a cuatro docenas de las aves de corral que llevaban para obtener huevos y carne.
Desde que salió de Plymouth, Joseph Banks se vio afectado continuamente de cinetosis y no se encontró suficientemente bien para escribir hasta que llevaba cuatro días en el mar. Sin embargo, desde el primer momento él y sus ayudantes empezaron su labor naturalista recogiendo con redes medusas y otros animales del mar que luego Solander catalogaba y Parkinson y Buchan, si los bruscos movimientos del barco no lo impedían, dibujaban.

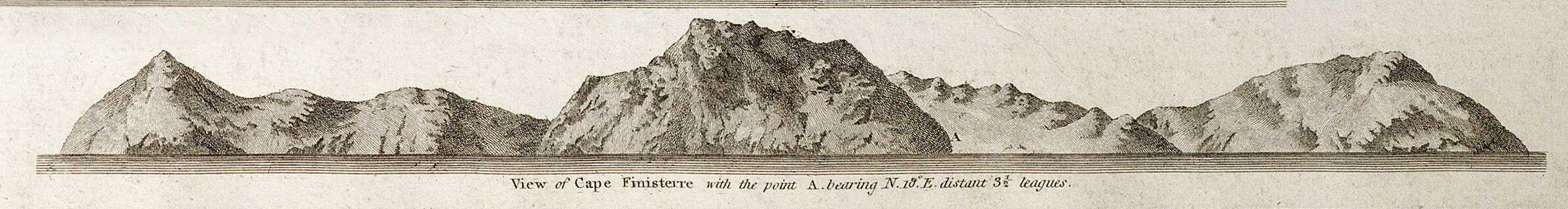
Vista del cabo Finisterre de una carta náutica española de 1805.

El 2 de septiembre avistaron la costa gallega, entre el cabo Ortegal y Finisterre. Les costó 3 días avanzar más al sur de Finisterre. En esas fechas Cook anota en su diario las primeras determinaciones de la longitud mediante el método de observación de la Luna, probablemente con la ayuda del astrónomo Charles Green. El Endeavour siguió rumbo sur paralelo a la costa portuguesa hasta el cabo San Vicente para virar luego rumbo sureste en dirección a Madeira donde llegan el 13 de septiembre.

#### Madeira: 13 – 18 de septiembre.

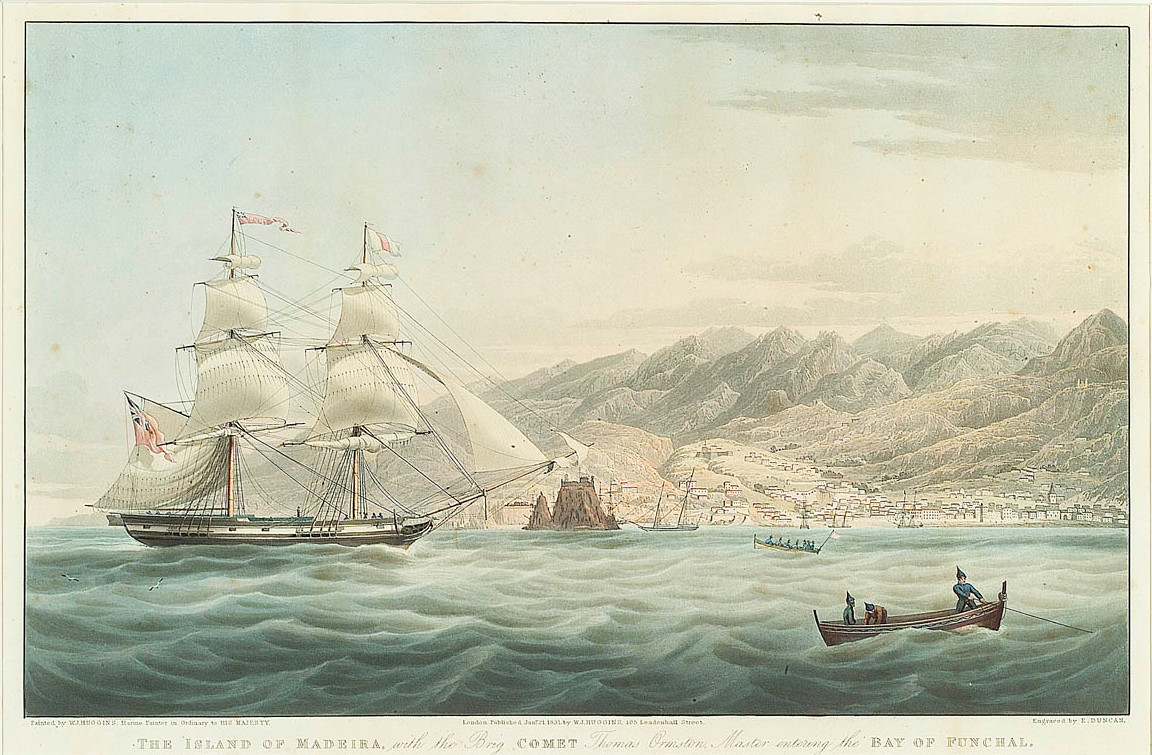
Vista de la bahía de Funchal, isla de Madeira. The Island of Madeira with the Brig Comet Thomas Ormston Master entering the Bay of Funchal, aguatinta de William John Huggins, 1831. Museo Marítimo Nacional, Greenwich.

El Endeavour fondeó en el puerto de su capital, Funchal, donde permanecieron 5 días. Madeira era una parada habitual para los navíos que iban a realizar travesías por mares cálidos puesto que allí se proveían del vino fortificado de dichas islas.

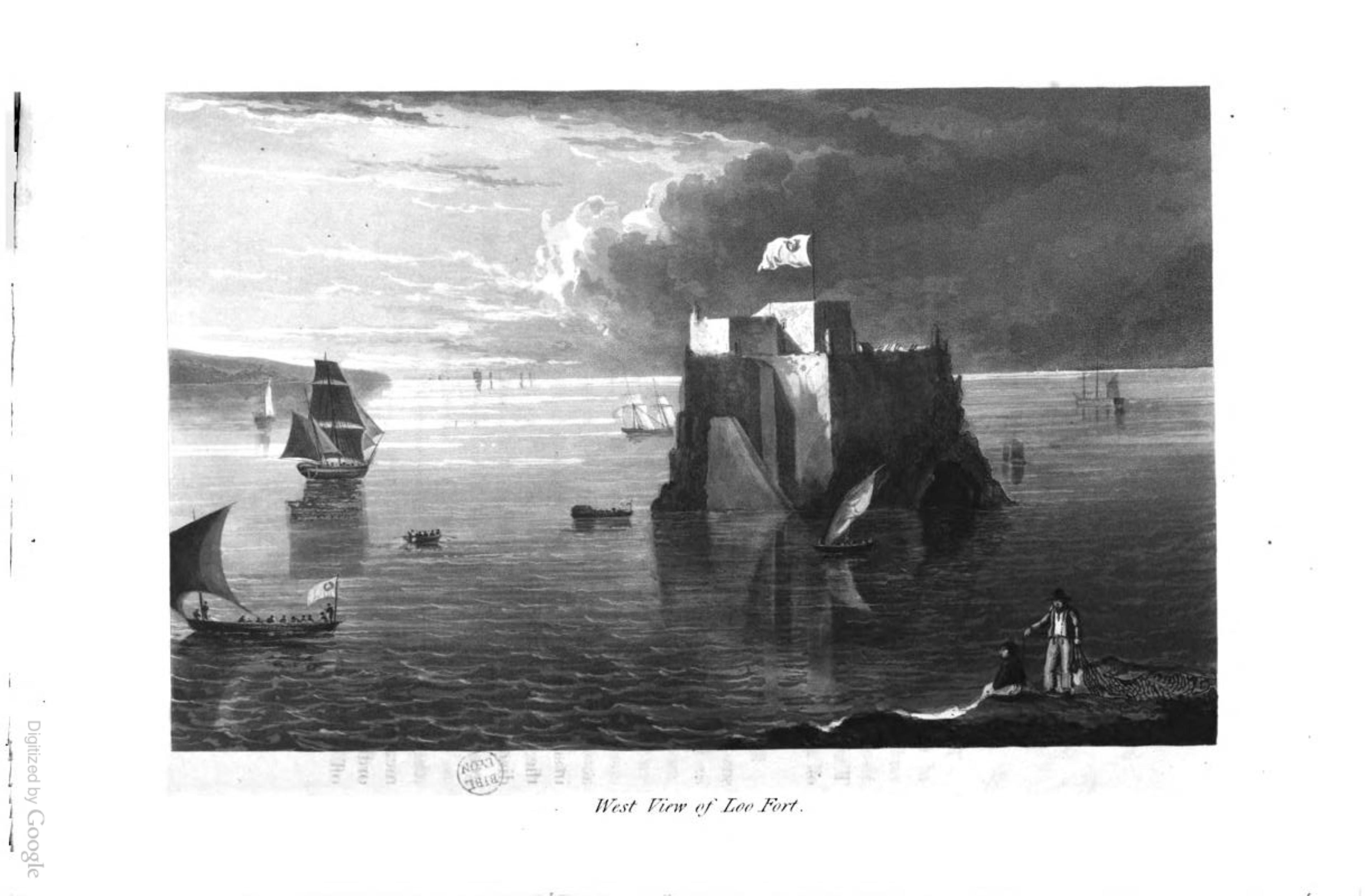
Fuerte Loo hacia 1821, bahía de Funchal, Madeira. Grabado 117 de autor desconocido de la obra A history of Madeira, publicada por R. Ackermann en Londres en 1821.

A su llegada a Madeira, el Endeavour tuvo un pequeño incidente. Cook ni ningún otro oficial hacen referencia al mismo ni en sus diarios ni el cuaderno de bitácora. Lo que pudo pasar lo sabemos por el marinero James Mario Magra que anota en su diario que fueron cañoneados desde el fuerte Loo, a la entrada de la bahía de Funchal. Según Magra, al llegar a Madeira, el viento y la corriente les desvió de la ruta normal alejándolos de la costa, lo que pudo ser interpretado como que el barco inglés quería evitar el control de las autoridades. Cuando por fin pudieron recuperar el rumbo y anclar en Funchal el cónsul británico ya se había quejado al gobernador de lo que había sucedido pidiendo que el oficial al mando del fuerte pidiera perdón al teniente Cook si éste así lo requería, cosa que al final no hizo. Años más tarde, George Forster, naturalista que viajó con Cook en el Resolution en el segundo viaje, también menciona este incidente de Madeira pero refiere que el Endeavour y una fragata inglesa respondieron también con disparos de sus cañones por lo que él explica fue una supuesta afrenta a la bandera británica.
Banks y Solander bajaron en seguida a tierra, y fueron hospedados por el cónsul británico en Madeira, William Cheap, quien pone a su disposición su casa, permisos, monturas para recorrer la isla y ayudantes para recolectar plantas y animales. Además, recibieron la inestimable ayuda del Dr. Thomas Heberden, médico que ejercía en Madeira y que además era un gran aficionado a la botánica, quien comparte información y consejos sobre la isla con los dos naturalistas. Banks y Solander se dedicaron esos días a recorrer los alrededores de Funchal y, a pesar de que no es la época del año más propicia, recolectaron 246 muestras de plantas. De ellas Parkinson dibujó 21 e hizo 16 acuarelas. Entre las plantas recogidas algunas que eran descritas y catalogadas por primera vez como la Heberdenia bahamensis, de la familia de las prímulas, nombrada precisamente en honor de Heberden, o la Sibthorpia peregrina, de la familia de las escrofulariáceas, que Banks nombra en honor de uno de sus profesores de botánica en Oxford, Humphrey Sibthorp. Banks hace interesantes y detalladas anotaciones en su diario sobre el paisaje, la flora y las gentes de la isla.
En Funchal tuvo lugar la primera pérdida fatal del viaje. El 14 de septiembre, el piloto de derrota Alexander Weir, uno de los compañeros de Cook en el Grenville, trabajando en cubierta es atrapado por la soga del ancla que lo arrastra al mar donde falleció ahogado. Cook repuso el tripulante perdido mediante leva forzosa de John Thurman, marinero de una balandra de Nueva York atracada en Funchal, que es enrolado como marinero de primera. También tiene lugar la primera indisciplina entre la tripulación que merece ser sancionada con castigo corporal: el marinero Henry Stephens y el infante de marina Thomas Dunster son castigados con 12 latigazos cada uno por rechazar y no comer la ración de carne fresca de buey que se les había asignado. Esto nos da un indicio de la importancia que tenía para Cook la correcta alimentación de sus hombres, no solo por ser parte de las normas que se había establecido para la tripulación si no por la repercusión que esta tenía en la salud de todos ellos.
La escala de Madeira tenía el abastecimiento de víveres como principal motivo. Se cargaron en el barco 13650 litros (300 galones) de vino fortificado de Madeira, unos 18.000 litros de agua, 600 kilos de carne fresca de buey, además de un buey vivo, y una buena cantidad de diversas frutas y verduras, especialmente cebollas, más de mil kilos, de las que se repartió una porción de unos cuatro kilos a cada hombre. Cook escribe cartas al Almirantazgo para hacer saber de que han llegado a Madeira y de los pagos que quedan pendientes de abonar por esos abastecimientos en Funchal, cartas que no llegarán a Inglaterra hasta finales de octubre. Banks también aprovecha para escribir a su amigo William Phelp Perrin, y Solander al naturalista John Ellis, al que además manda algunas muestras de moluscos y de los dibujos y descripciones hechos esa primera parte del viaje en un barco que parte hacia Inglaterra vía Lisboa.
En la media noche del 18 al 19 de septiembre el Endeavour se hace de nuevo a la mar.

#### De Madeira a Río de Janeiro: 19 de septiembre – 12 de noviembre.
- Días de navegación: 56.
- Distancia recorrida: 3.842 millas náuticas (7.115 km).
- Media de distancia recorrida/día: 68,6 m.n./día (127 km/día).

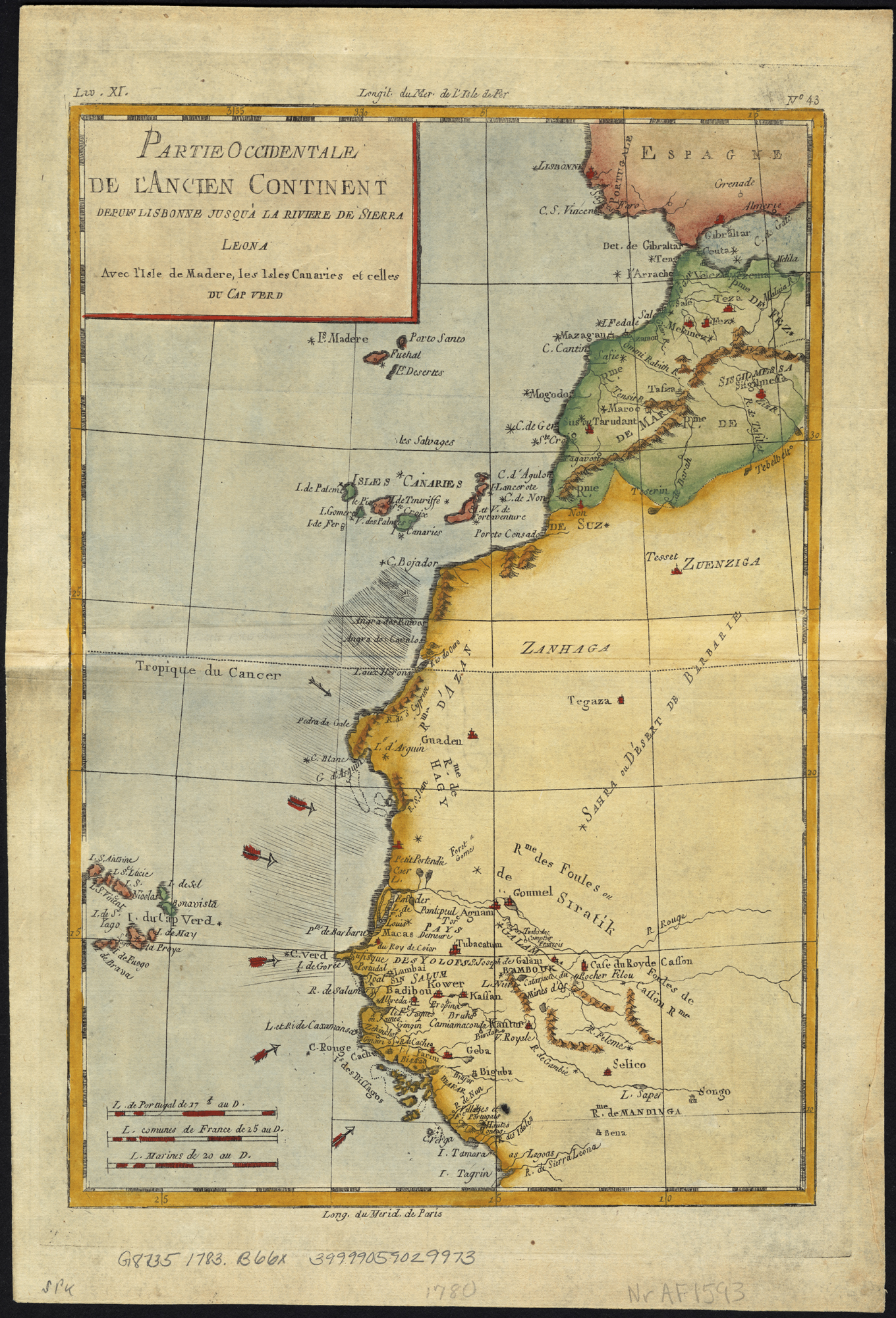
Mapa de Rigobert Bonne de 1783 que muestra el extremo sur de la península ibérica, la costa occidental de África septentrional y la situación de las islas de Madeira, las Canarias y Cabo Verde, región del Atlántico recorrida por el HMB Endeavour.

Durante las siguientes semanas, exactamente 56 días, el Endeavour navegó sin interrupción atravesando el Atlántico rumbo sursudoeste sin detenerse hasta alcanzar la costa de Brasil. En general serán días de navegación relativamente tranquila alternando jornadas de calma con otras de vientos favorables, aprovechando las corrientes ecuatoriales del Atlántico.

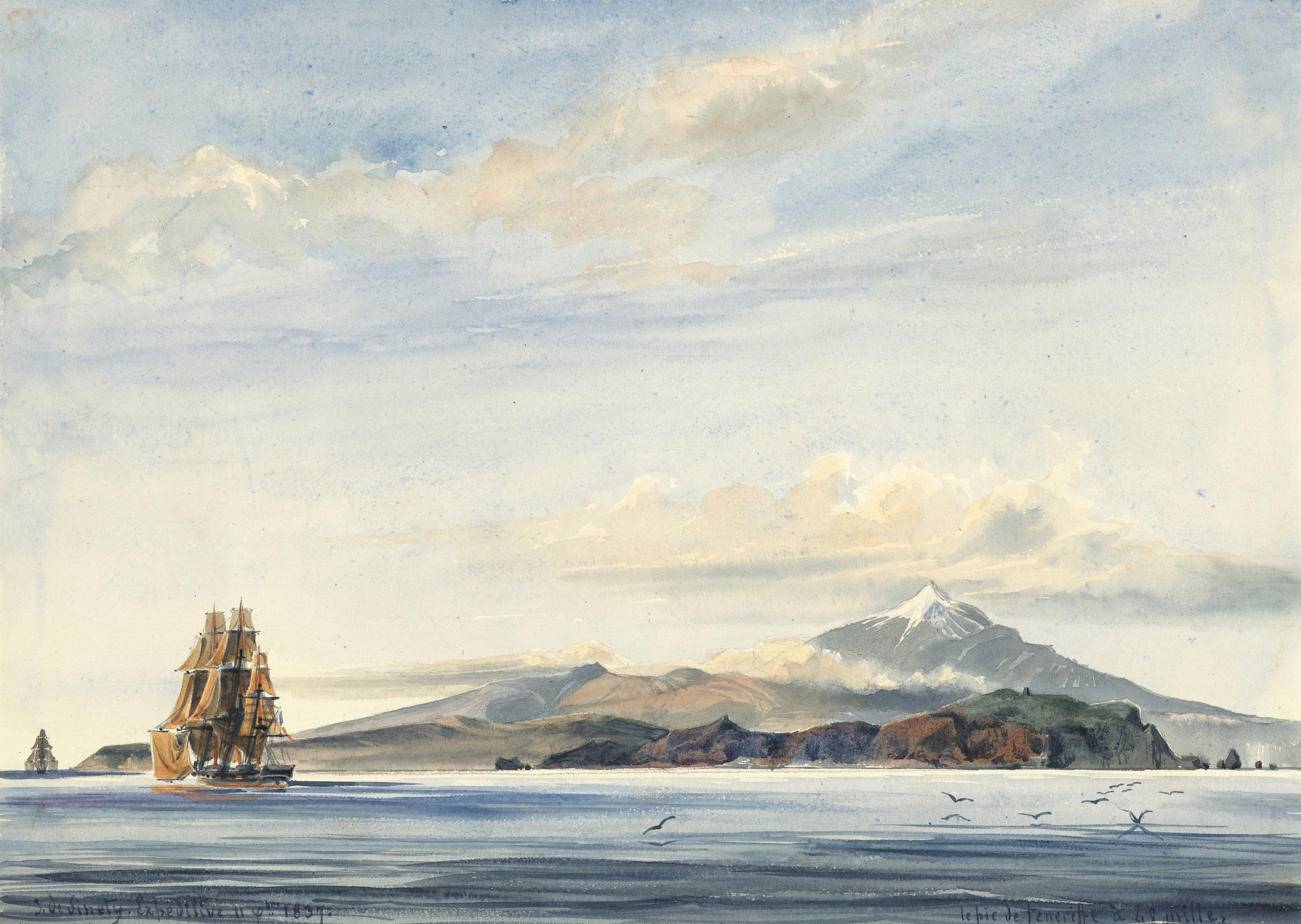
Vista del Teide desde el mar, en la acuarela sin título de Jules Marie Vincent de Sinety, de 1837. Pinacoteca do Estado de São Paulo, Brasil.

Al día siguiente de salir de Madeira, Cook puso a la tripulación en turnos de tres guardias en lugar de las dos habituales en los navíos de la armada, lo que permitía a los hombres periodos de descanso de ocho horas seguidas en lugar de solo cuatro. Tras pasar junto a las islas Salvajes, la madrugada del viernes 23 de septiembre se avistó el pico del Teide de la isla canaria de Tenerife, una referencia importante para la navegación, que dada su elevación despierta el interés de toda la tripulación. Aunque las referencias de la época dan una altitud errónea para el Teide, Cook calculó sus coordenadas geográficas con gran exactitud y Banks encarga dibujar una vista del mismo. Tras dejar atrás las islas Canarias, el Endeavour logró entrar en los vientos favorables de las corrientes ecuatorianas y durante los siguientes 7 días hicieron unos 1500 km de navegación, avanzando a una media de 115 millas náuticas al día, unos 212 km diarios, las medias más altas desde que salieron de Plymouth, alcanzando en ocasiones velocidades de hasta 7 nudos, casi 13 km/h, una velocidad relativamente elevada para una embarcación lenta como el Endeavour. Así el 26 de septiembre cruzan el trópico de Cáncer y 4 días después llegan a las proximidades del archipiélago de Cabo Verde.
El Endeavour entró en la zona de calmas ecuatoriales a principios de octubre. El tiempo es caluroso aunque en ocasiones con cielos cubiertos y lluvia, y no se avanzan más de 10 o 12 millas náuticas al día. Se nota la progresión que adquiere Cook en el dominio de la medición de longitud con el método lunar pues hace múltiples observaciones que luego compara con las coordenadas obtenidas mediante estimación de derrota y otros métodos. También anota las distintas variaciones de azimuth así como las de la distancia recorrida y de cómo las corrientes marinas afectan la marcha del barco. El día 4 de octubre, Cook comenzó las medidas antiescorbúticas incluyendo en la dieta de la tripulación raciones de sopa deshidratada para los días que no se servía carne y de chucrut para el resto de los días. Un cuadro de síntomas biliares, de carácter leve pero que padeció casi toda la tripulación, a finales de octubre, indujo a Monkhouse, el cirujano, a comenzar a utilizar el wort como una medida antiescorbútica más. Se administró un cuarto de galón a todos los que estaban convalencietes del cuadro biliar así como a los tripulantes de salud más débil. Las medidas antiescorbuticas se mantuvieron hasta la llegada a Río de Janeiro.

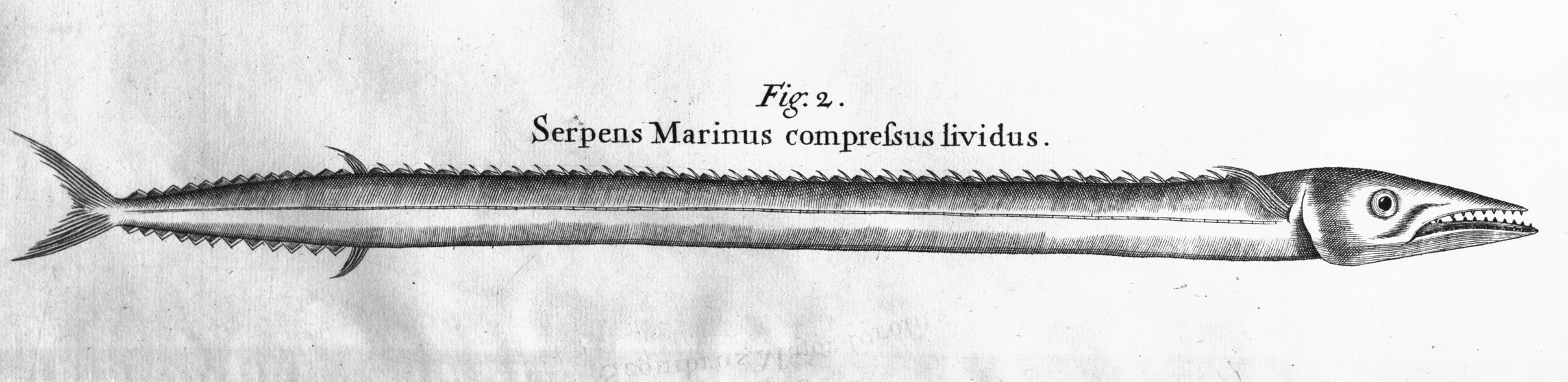
Gempylus serpens, o escolar de canal, que aparece como Serpens Marinus en la figura 2, tabla 1, del volumen 1 de la obra A voyage to the islands Madera, Barbados, Nieves, S. Christophers and Jamaica (1707) de Sir Hans Sloane que Banks llevaba en el Endeavour y a la que hace referencia en la entrada del día 23 de septiembre de 1768 de su diario.

Banks y su equipo continuaron aprovechado todas las oportunidades que desde el barco tuvieron para observar, capturar, estudiar, catalogar y dibujar los diversos especímenes marinos y de aves que su avance por el Atlántico ponía a su alcance. Banks aprovechaba los días de calma en los que el barco avanzaba más lentamente para bajar en su bote y capturar animales marinos diversos.  Pudieron ver y en ocasiones capturar y diseccionar ejemplares de medusas, copépodos, cangrejos, peces voladores, escolares de canal, bonitos, marsopas, delfines y tiburones con sus rémoras adheridas, y aves como lavanderas e incluso golondrinas que se adentraban en el mar cuando se encontraban relativamente próximos a las costas de África o de las islas Canarias y de Cabo Verde. Incluso no pasan por alto la presencia de parásitos en esos animales, como gusanos intestinales en el interior de los peces o ácaros entre las plumas de las aves, que también describen y catalogan.  En ocasiones las capturas, una vez clasificadas y estudiadas formaban parte de la comida de ese día. Banks también describe en sus notas los efectos del calor y la elevada humedad relativa del aire de las latitudes tropicales: los elementos metálicos del barco se oxidan y se cubren de herrumbre y las cubiertas de piel de los libros de su biblioteca aparecen cubiertas de moho.
El 25 de octubre, hacia las 8 de la mañana, varias mediciones de coordenadas consecutivas certifican que se ha cruzado la línea del ecuador o latitud 0°.  Banks anota en su diario como ese día se celebra la ceremonia del paso del ecuador de todo aquel en el Endeavour que no pudieran certificar haberlo hecho en el pasado, que eran la mayoría de ellos, incluidos el propio Cook, Banks y Solander. Parte de la oficialidad como Hicks, Gore, Molineux, Pickersgill o Clerke ya habían cruzado la línea en el pasado. El ritual solía consistir en una serie de zambullidas en el mar. Aquellos que quisieran librarse de ese bautizo tenía que pagar una multa, dinero con el que se pagaba bebida o comida a repartir entre la tripulación cuando se llegaba a tierra, o dar algo a cambio al resto de los hombres. En total son 21 personas las quedaron en la lista. Escribe Banks:

Hacia la hora de la cena fue llevada a la gran cabina la lista de nombres de todo el personal que estaba a bordo, en la que no faltaban ni perros ni gatos, [...]. Todos fueron llamados al puente y un teniente que ya había cruzado la línea, marcaba en la lista quién tenía que ser bautizado y quién no. El capitán Cook y el doctor Solander estaban en la lista negra, al igual que yo mismo, mis criados y mis perros, por lo que me vi obligado a dar a los que iban a ser bautizados una cantidad de brandy que nos permitiera ser excusados de la ceremonia.
La mayoría de los hombres escogieron ser zambullidos antes que renunciar a cuatro días de su ración de vino, que era el precio que se había acordado, mientras que los grumetes nunca se libraban, naturalmente; así, fueron 21 los que se sometieron a la ceremonia que se realizó de la siguiente manera:
Se amarró fuertemente a cada hombre a una cruz de madera atada a sus piernas, manos y cabeza […], así atados, el contramaestre daba la orden a toque de silbato y el marinero era izado todo lo que permitía la cruz y al sonar la segunda señal se soltaba la cuerda, su propio peso le hacía caer al agua y era inmediatamente izado de nuevo. Este procedimiento se repetía tres veces, que era lo que se había acordado para cada bautizado. Así terminó el día, ya que la ceremonia se prolongo hasta la noche.
Joseph Banks, 25 de octubre de 1768

Cook hace una descripción más breve del evento pero admite, lacónicamente, que la diversión de la tripulación “no fue pequeña”.

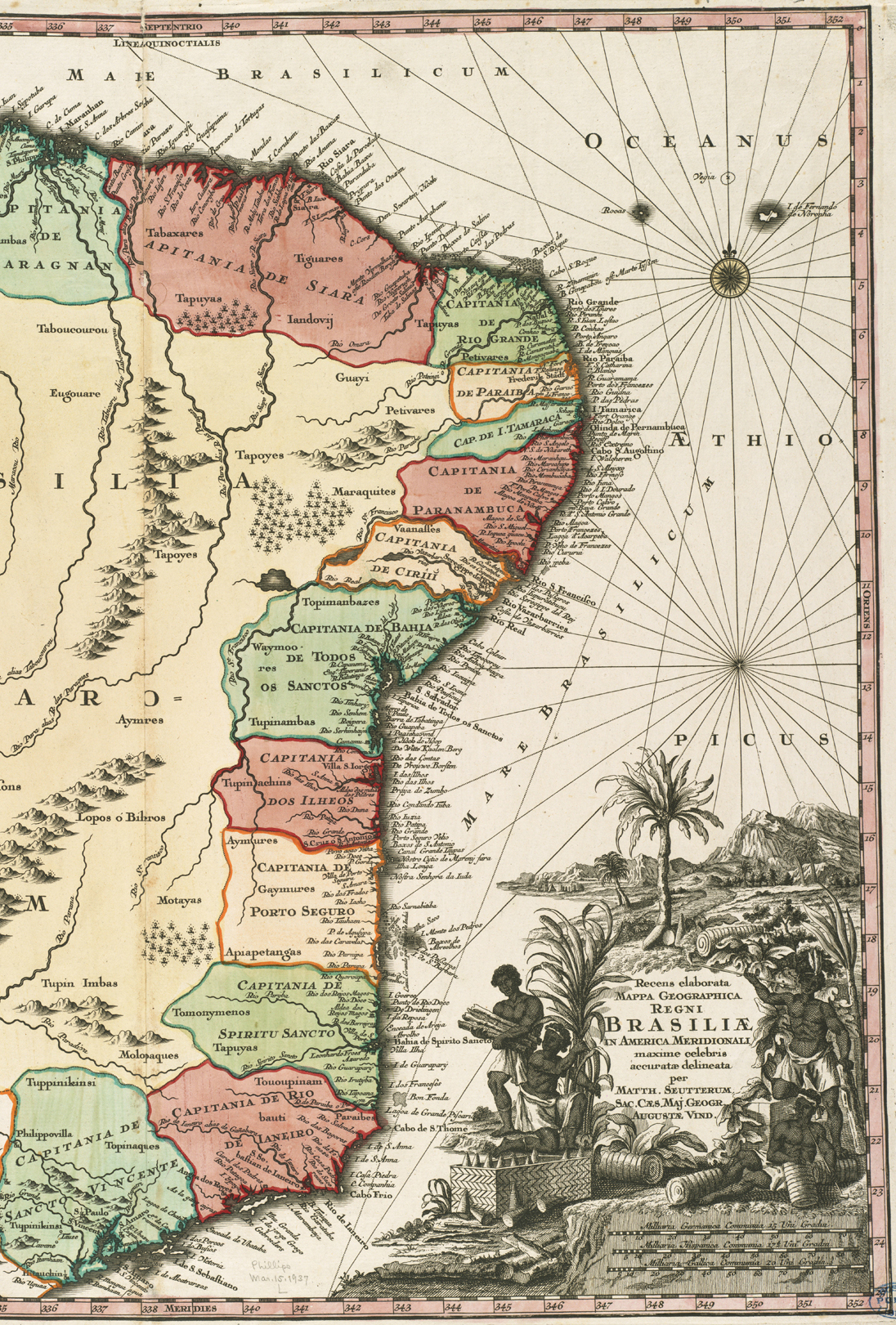
Mapa de 1730 de la costa oriental de Brasil, por Matthäus Seutter. En la esquina superior derecha aparece la isla Fernando de Noronha, más al sur el estado de Espirito Santo, los Abrojos y en el borde inferior, Río de Janeiro. Norman B. Leventhal Map & Education Center, Biblioteca Pública de Boston.

La navegación al sur del ecuador continuo siendo tranquila, con los vientos favorables de las corrientes ecuatoriales del sur-este. Se avanzaba una media de más de 80 millas náuticas al día (unos 150 km/día). El 28 de octubre, en las proximidades del continente sudamericano, la estimación y las cartas les situaban en las coordenadas de las islas de Fernando de Noronha, en las que Banks hubiera querido detenerse brevemente. Sin embargo, el pronóstico no se cumple, probablemente porque las cartas daban coordenadas incorrectas, y sobrepasan su posición teórica sin ni siquiera avistarlas. El 2 de noviembre las mediciones de Green y Cook determinaron que se había cruzado la línea de no variación magnética o línea agónica.
A principios de noviembre Cook decidió que el lugar de la próxima parada de aprovisionamiento sería Río de Janeiro y no las Malvinas. Argumenta que la ciudad portuguesa le ofrecía mejores oportunidades para aprovisionarse y hacer pequeñas reparaciones y porque, con anterioridad, otros barcos británicos habían sido bien recibidos por sus autoridades. El 7 de noviembre atraviesan sin incidentes los arrecifes y bancos de arena del archipiélago de Abrojos y al amanecer del 8 de noviembre se avista por primera vez la costa de Brasil a un distancia de unas 10 leguas (55,6 km). Ese mismo día se cruzan con un barco de pesca brasileño deteniéndose y subiendo a bordo para comprarle la pesca, la mayor parte de ella consistente en túnidos, pargos y corvinas. Pagan con moneda española. Los pescadores les informan que la tierra que tienen a la vista es la capitanía brasileña de Espirito Santo. Tras rodear la península de Cabo Frío, el mediodía del sábado 12 de noviembre avistan la entrada de la bahía de Guanabara en la que se encuentra la que entonces era la capital los territorios portugueses en Sudamérica, Río de Janeiro.

#### Río de Janeiro: 13 de noviembre – 7 de diciembre.
La escala en Río de Janeiro era la última oportunidad del Endeavour para aprovisionarse y hacer reparaciones en un puerto importante antes de continuar viaje y adentrarse en el Pacífico. Pero la recepción no iba a ser todo lo hospitalaria que Cook había supuesto y se iban a ver obligados a quedarse allí más tiempo del previsto, un total de 25 días.

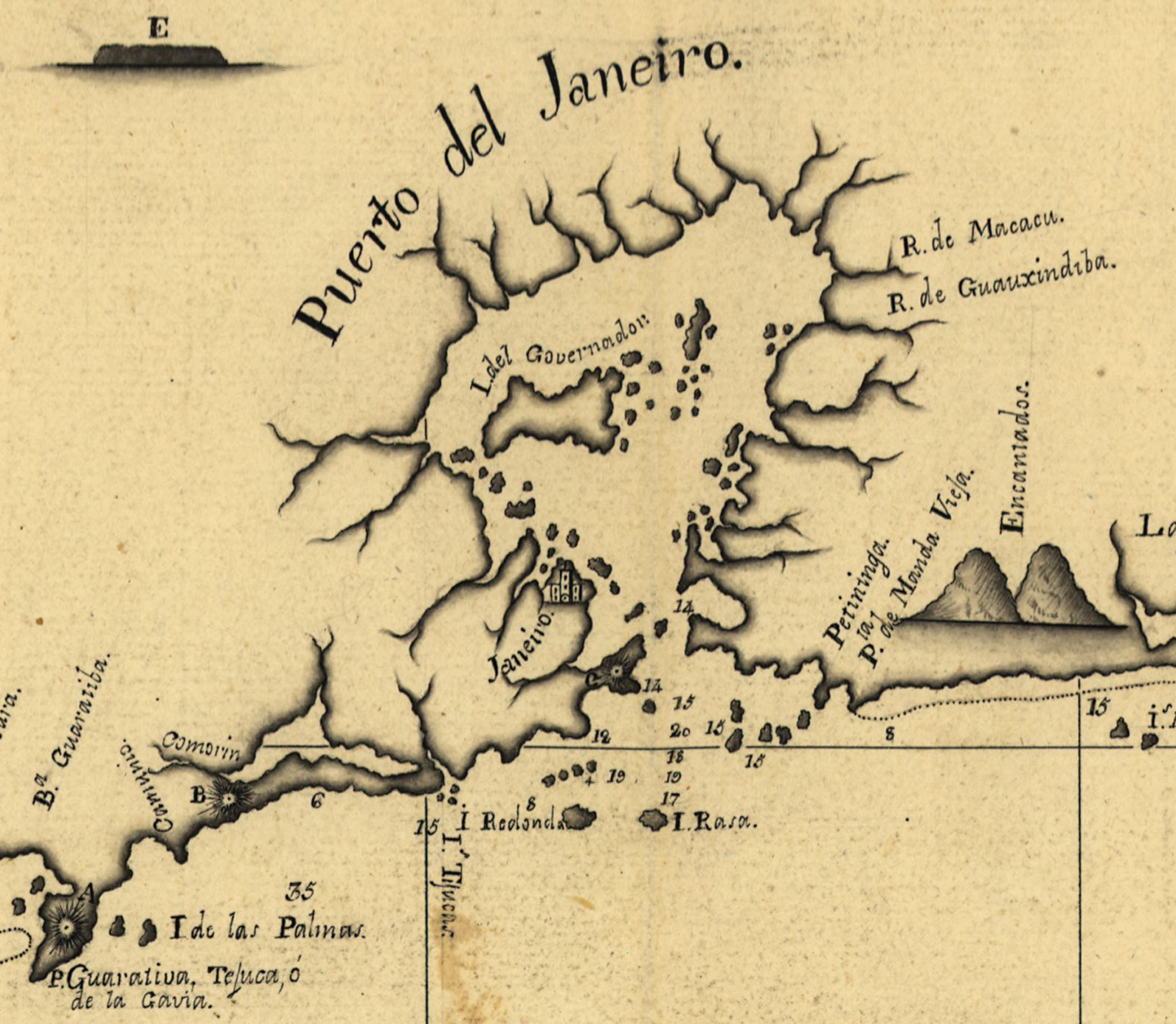
Bahía de Guanabara, aquí "Puerto del Janeiro". Detalle de la Carta esférica de la costa del Janeiro, del año 1780, Biblioteca del Congreso de Estados Unidos.

La mañana del domingo 13 de noviembre, mientras encaran la entrada a la bahía de Guanabara, Cook envía en la pinaza a su segundo, el teniente Hicks, acompañado por uno de los ayudantes del master, Charles Clerke, con el piloto de derrota Samuel Evans al timón. Las instrucciones eran que debían presentarse ante el virrey de Brasil, el portugués don Antônio Rolim de Moura Tavares, conde de Azambuja, la máxima autoridad de la colonia portuguesa, para informarle de los motivos de la expedición y de por qué se detenían en Río. Además necesitaban la asistencia de un piloto que les dirigiera a un fondeadero seguro en la bahía. Hicks había sido aleccionado, sin embargo, de que debía eludir cualquier pregunta respecto al destino final de la expedición o que en caso de insistencia contestará con reserva.
El suave viento favorable hizo que el Endeavour continuara entrando lentamente en la bahía, sin esperar la vuelta de Hicks con el piloto. Estando ya próximos al puerto de la ciudad de Río retornó la pinaza. Ni el teniente ni el ayudante del master iban en ella. El timonel de la pinaza, Samuel Evans, informó a Cook de que después de que dieran las explicaciones del motivo de la visita, el virrey había ordenado detener a los dos oficiales. El Endeavour se detuvo y echó el ancla junto a la isla de las Cobras, próxima al puerto de Río. Poco después llegaron procedentes del puerto dos botes, uno con una docena de soldados y otro con tres oficiales portugueses, uno de ellos un coronel. El coronel explicó que Hicks y Clerke habían sido retenidos en el puerto ya que no tenían permiso para desembarcar y allí permanecerían hasta que el propio Cook se personara ante el virrey. También informó de que el virrey no iba a impedir que se aprovisionaran de todo aquello que necesitaran pero que nadie más, excepto el capitán y los marineros necesarios para cargar y transportar las provisiones, tenían permiso para abandonar el barco, y esta prohibición iba especialmente dirigida a los civiles. El coronel además realizó preguntas sobre el barco, su procedencia, la carga que transportaba, el número de hombres armados y el de tripulantes.

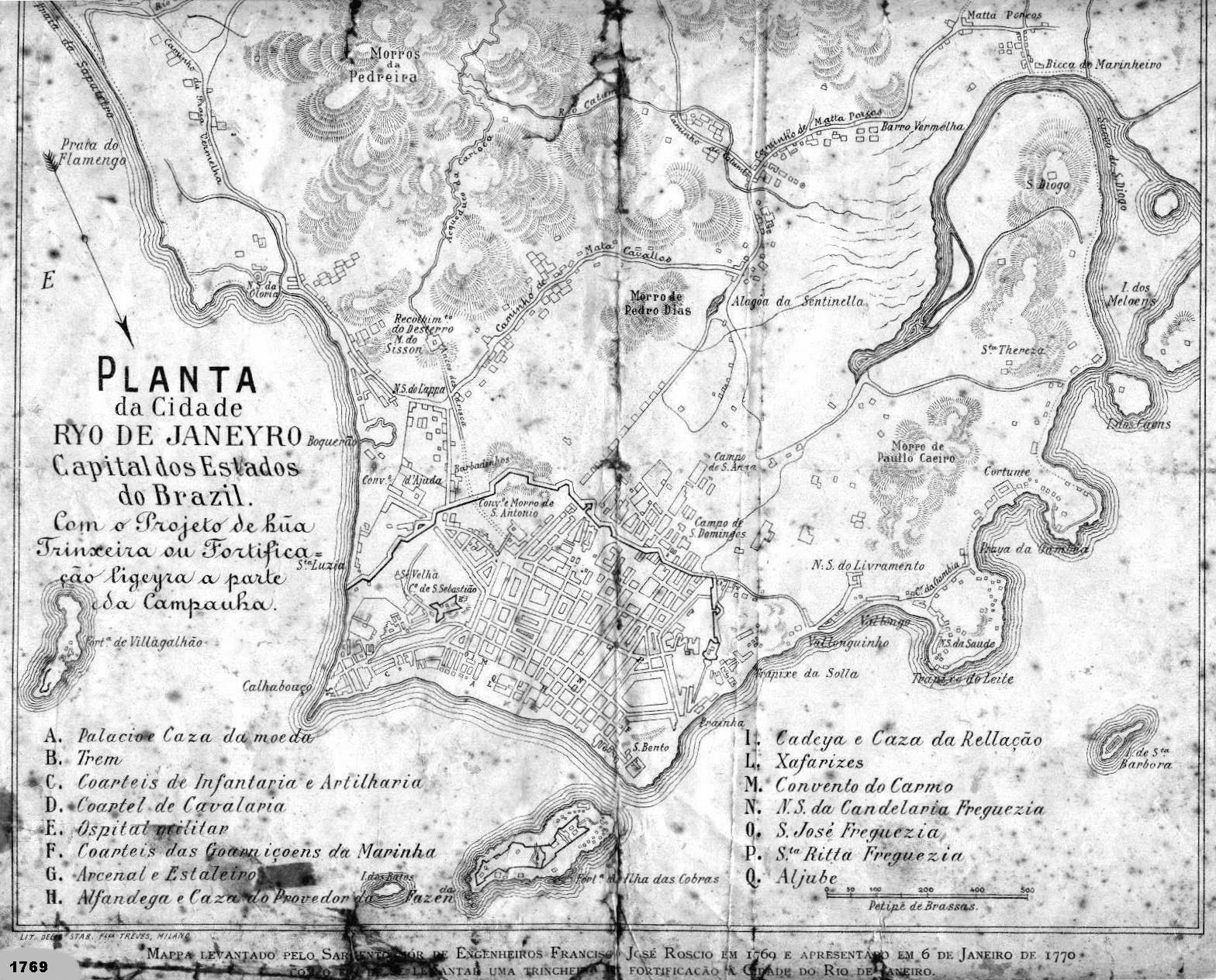
Mapa de la ciudad de Río de Janeiro de 1769, de Francisco Joao Roscio.

A la mañana siguiente, la tripulación comenzó a trabajar en las tareas de mantenimiento del barco y procedieron a descolgar las velas para secarlas y repararlas y comenzaron los transportes al puerto con los toneles de agua vacíos y desmontados para iniciar el aprovisionamiento. Cook personalmente desembarcó en el puerto de Río y compareció ante el virrey. La prioridad de Cook era cumplir con los motivos principales de aquella escala en el menor tiempo posible y evitar que los conflictos con la autoridad entorpecieran estos propósitos. La conversación entre ambos, sin embargo, no hizo cambiar de opinión al virrey, escudándose en que cumplía instrucciones recibidas de la corte de Portugal. Les permitía aprovisionarse pero las compras se realizarían a través de un oficial portugués que haría de intermediario. Nadie de la tripulación que no estuviera implicado en las labores de aprovisionamiento podía desembarcar y en ningún caso podían pernoctar o alojarse en tierra. Se insiste especialmente en que estar órdenes atañen también a los caballeros civiles. Además, siempre que estuviera en tierra, Cook sería escoltado en todo momento por un soldado portugués y una barca con patrulla de soldados vigilaría junto al Endeavour permanentemente para asegurarse que se cumplían las órdenes dadas. Hacia el mediodía, Cook vuelve al Endeavour con Hicks y Clercke, acompañados efectivamente por una barca con soldados y por un oficial del ejército portugués de origen inglés llamado Thomas Forster que explica a la tripulación las instrucciones del virrey. Banks y Solander, confiando en que tras la reunión con Cook el virrey, éste se atendría a razones, se habían preparado y vestido de etiqueta para desembarcar pero los soldados portugueses se lo impidieron a pesar de su insistencia y para su contrariedad.
Los malentendidos se suceden y en los días siguientes entre el navío inglés y el palacio del Virrey se estableció un intercambio de cartas y memorandos escritos por Cook, y en ocasiones también por Banks, en las que ambos intentaban convencer al virrey de que no había motivos para la desconfianza. Cook se quejaba de lo haber recibido un trato inadecuado para un navío y una tripulación de la Corona británica. El virrey contestó todas las cartas que recibió, negándose en todo momento a ceder en su postura. En una de ellas ponía en duda las explicaciones de Cook ya que ni el Endeavour (probablemente era la primera vez que un barco de estas características, un collier, era visto en Río de Janeiro) tenían el aspecto que él esperaba de un navío de guerra de la Royal Navy, lo cual, a ojos del virrey, lo convertía en un barco mercante o, aún peor, en uno dedicado al contrabando. Así mismo ponía en duda que Banks y el resto de civiles fuesen botánicos y naturalista, cuando lo propio, si realmente se trataba de un barco de la armada, era que fuesen ingenieros u otro tipo de técnicos, que podían estar allí realizando labores de inteligencia para el gobierno británico. Aunque la expedición del comodoro Byron fue bien recibida por las autoridades portuguesas en su visita a Río de 1765, tres años después la llegada del Endeavour fue vista con gran recelo. A lo largo del siglo XVIII la ciudad había sido atacada en dos ocasiones y saqueada en 1711. Y aunque tradicionalmente Inglaterra y Portugal eran aliados, las relaciones se habían enfriado en los últimos años. La piratería y el contrabando que predominaba en esa zona del Atlántico eran sobre todo británicos, la corte portuguesa estaba convencida de que su prosperidad económica se veía afectada por los privilegios comerciales de Inglaterra y algunos acontecimientos políticos recientes habían dañado aún más la confianza entre las dos naciones. Unos días después Cook pudo comprobar el trato bien diferente que recibía un bergantín español, un barco correo, procedente de Buenos Aires que en su ruta de vuelta a España hacía escala en Río de Janeiro y que fondeo en el puerto sin estar sometido a vigilancia y del que su tripulación pudo bajar y alojarse en tierra sin impedimento alguno. Escribe John Gore, el segundo teniente del Endeavour, en una entrada de su diario de esos días:

[…] se sospechaba de nosotros, entre otras cosas, que nuestro barco se dedicaba a trabajos de espionaje y que tanto el señor Banks como el doctor Solander eran sobrecargos e ingenieros y no naturalistas, ocupación ésta tan oscura e improductiva que no hacía creíble que dos caballeros vinieran hasta un lugar tan alejado como Brasil solo por ese motivo. No podían entender de ninguna de la maneras que nuestra intención de adentrarnos en los mares del sur fuera para observar el tránsito de Venus. Dicen que este barco no parece un navío de guerra inglés ni sus oficiales van vestidos como tales.
John Gore. Diario de abordo, P.R.O. Adm. 51/4548/145-6.

En uno de los viajes de la pinaza al puerto para llevar las cartas de Cook y Banks al virrey, Hicks se niega tajántemente a volver al Endeavour bajo la vigilancia de un soldado portugués lo que provocó que el virrey retuviera la pinaza, arrestara a los marineros que iban en ella y obligara a Hicks a volver al barco custodiado en un bote portugués. Esa misma noche se desató una fuerte tormenta al mismo tiempo que llegaba la barca larga de uno de sus viajes con provisiones desde el puerto, en este caso un cargamento de cuatro barriles de ron. La barca pierde el amarre con el barco y quedó a la deriva, aunque los hombres se habían puesto a salvo. Inmediatamente Cook envío la yola, que tras la retención de la pinaza en el puerto en ese momento era el único bote que quedaba disponible, para intentar recuperar la barca. En un primer momento consiguieron llegar hasta ella y empezaron a remolcarla. Pero la yola era, de los tres botes auxiliares del Endeavour, el menor, con tan solo 4 remos, siendo la barca larga el más grande de los tres, además de estar cargada, por lo que la tarea de remolcarla se hace imposible y tienen que dejarla ir. A la mañana siguiente, Cook envío en la yola a un suboficial para informar al virrey de lo sucedido y de que dado que solo tenía ese pequeño bote, necesitaba que se le devolviera la pinaza retenida, que liberara a sus marineros arrestados y, además, le solicitaba que le enviara una barca más para auxiliarle en las tareas de búsqueda y remolcado de la barca perdida. El virrey accedió a todo ello. Al acabar del día, cuando ya la daban por perdida, la pinaza y la yola volvieron al Endeavour con la barca larga intacta aunque sin su carga.
Retornados al Endeavour, los marineros que habían sido detenidos explicaron que a pesar de no haber opuesto resistencia fueron tratados a golpes y sacados de la pinaza y llevados a una celda de malos modos. La mazmorra en la que les encerraron estaba en muy malas condiciones, atestada de prisioneros, pero el timonel de la pinaza, Samuel Evans, consiguió una celda mejor pagando a los guardias siete petacks portugueses, equivalente a 7 chelines ingleses.
A pesar de todos estos inconvenientes, las labores de mantenimiento del barco continuaban. Ciertos trabajos no podían realizarse en mar abierto y precisaban un puerto seguro donde realizarlas. Entre ellas estaban las de limpieza del exterior del casco, para lo cual había que movilizar el lastre de las bodegas para escorar el barco a babor y a estribor y así poder limpiar la mayor parte posible de la superficie del casco. Cook esgrimió el escorado del barco como motivo para pedir una vez más al virrey que dejara alojarse en tierra a los civiles por lo incómodo de permanecer a bordo en esas condiciones, a lo que el Virrey también se negó. Después de limpiar el casco se procedió a un calafateado completo. También se repasó todo el aparejo, se embreó toda las sogas y cables del barco y, para reparar sus componentes metálicos, se montó la forja en cubierta. Las tareas que más tiempo ocuparon fueron la de calafateado y la reparación de las velas. Esta última labor fue la causa de que el marinero John Thurman fuera castigado por negarse a participar en ella. Cook lo sentenció a 12 latigazos.
Las tareas de aprovisionamiento también se iniciaron desde el primer día. En el puerto el cirujano Munkhouse era el oficial encargado de supervisar las compras, a través del intermediario impuesto por el Virrey, y los viajes de los botes cargados de provisiones para el Endeavour eran diarios y continuos. Se cargó carne fresca de buey, abundante pescado, gran número de hortalizas, verduras y frutas también frescas, y sobre todo se rellenaron todos los toneles de agua vacíos. En esta última tarea, de gran importancia en los suministros del barco, se empleaban a fondo los marineros dedicados específicamente a montar y preparar los toneles vacíos, que eran el tonelero Isaac Johnson ayudado por los marineros William Dawson y John Goodjohn. Una vez rellenados de agua fresca o de otras provisiones eran cargados en el barca larga, que era la de mayor capacidad, para ser llevarlos al barco.

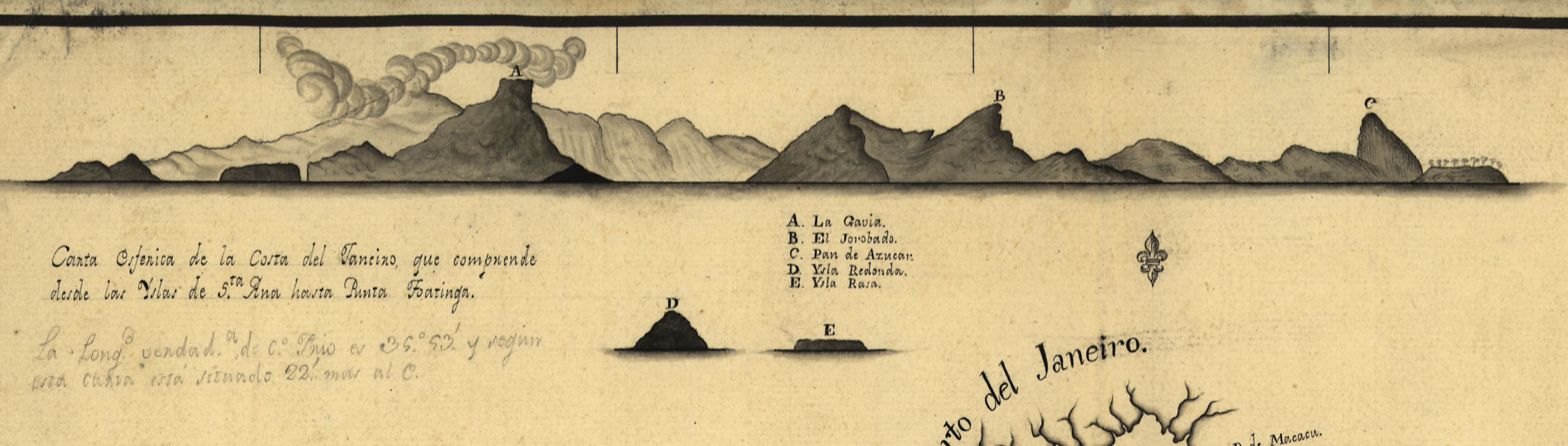
Perfil de la costa frente a la entrada de la bahía de Guanabara. En primer plano se ven la isla Rasa, donde se detendrá el HMB Endeavour al salir de la bahía; a la izquierda aparece el Pan de Azúcar. Detalle de la Carta esférica del Janeiro, de 1780. Biblioteca del Congreso de Estados Unidos.

Cook no olvidó sus deberes como oficial de la armada británica ni sus habilidades como topógrafo. Aprovechó los diferentes lugares de la bahía en los que estuvo fondeado el Endeavour para recoger información topográfica del lugar, sus recursos, las fortificaciones y las vías de navegación para entrar y salir de la bahía. Se realizaron varios perfiles y mapas de la bahía y del puerto de Río de Janeiro. Parkinson y Buchan dibujaron los perfiles y vistas de la costa y Pickersgill, Molyneux y Cook los mapas y cartas de navegación.
La prohibición a los civiles de desembarcar frustró los planes de Banks y Solander de aprovechar la escala en la costa sudamericana para continuar con su recolección de muestras de plantas y animales. Más aún si tenemos en cuenta que era la primera oportunidad que tenían desde que salieron de Inglaterra de visitar un territorio continental desconocido para ellos, que además casi no había sido explorado previamente por otros naturalistas. Sin embargo, con el paso de los días, se las ingeniaron para sortear las órdenes del virrey. Solander explica como al principio los pocos especímenes botánicos que pudieron estudiar los obtenían mediante encargos a terceras personas que camuflaban dichas muestras en los cargamentos de provisiones que llegaban al barco bajo la etiqueta de “verduras para la mesa”. Incluso buscando entre el forraje que traían para las ovejas y la cabra que llevaban a bordo. Por otra parte, los marineros y otros tripulantes no pudieron resistir la tentación de ir a la orilla y “dar satisfacción a su curiosidad”. Sydney Parkinson explica como él y otros se escabullían de los guardias portugueses en la oscuridad saliendo antes del amanecer a través de las ventanas de las cabinas desde la que se descolgaban con una soga hasta uno de los botes; una vez en el bote, se dejaban llevar por las olas hasta que se alejaban lo suficiente del barco para que el chapoteo de los remos no alertara a los centinelas y remaban hasta alguno de los lugares de la costa que desde el barco habían comprobado previamente que solían estar poco frecuentados. Ya de noche volvían al Endeavour sin ser vistos. Parkinson describe vívidamente la impresión que estas visitas dejaban en su mente:

A la mañana siguiente de haber estado en tierra, mis ojos eran agasajados con las placenteras vistas que se me mostraron por doquier.
Sydney Parkinson, ibidem

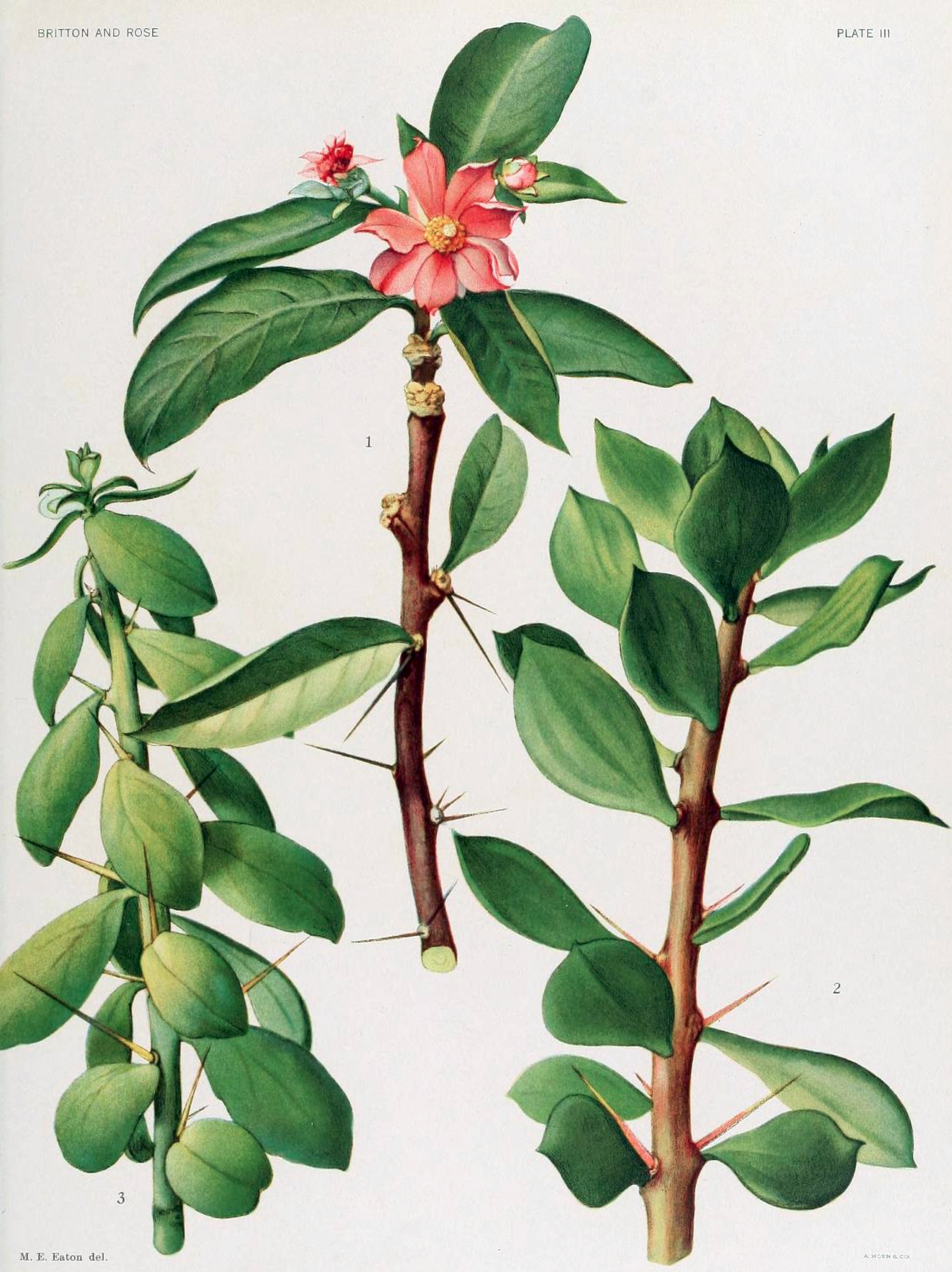
Pereskia grandifolia, una de las plantas obtenidas por Banks y Solander en Río de Janeiro. La ilustración que dibujó Parkinson de ella fue hecha grabado más tarde para el Florilegium de Banks. Esta es una ilustración de Mary Emily Eaton para la obra de N.L. Britton y J.N. Rose The Cactaceae, Vol. 1, plancha III (1919).

El sábado 25 de noviembre, es Daniel Solander el que consiguió llegar a tierra sin ser detenido por los guardias portugueses haciéndose pasar por el ayudante del cirujano que había sido requerido por los frailes de un convento de la ciudad. Solander aprovechó su visita para buscar en las boticas de la ciudad medicinas y hierbas para completar el botiquín del barco, consiguiendo por ejemplo pareira brava y bálsamo de copaiba. Banks tardó un poco más en decidirse en ir a tierra. Primero envió a sus criados, acompañando a los marineros que iban al puerto en las labores de aprovisionamiento, con instrucciones de recolectar muestras de plantas e insectos. Al día siguiente de bajar Solander lo hizo él. Salió, como Parkinson, antes del amanecer y no volvió hasta ya entrada la noche. Pero fue menos discreto que sus compañeros y no tuvo reparos en mantener múltiples encuentros con los habitantes de Río, que lo tratan amigáblemente, e incluso aceptó invitaciones a sus casas y a visitar sus huertos y campos de cultivo. Compró a buen precio un cerdo y un pato criollo vivos para complementar sus comidas a bordo. Y, por supuesto, exploró la flora y fauna del lugar y recogió todas las muestras que pudo. Todos estos movimientos y visitas a tierra terminaron por llamar demasiado la atención. A la mañana siguiente de la visita de Banks, cuando llega al Endeavour el primer viaje de la barca larga con los toneles de agua fresca, los marineros explicaron que en el puerto se decía que los soldados buscaban a los ingleses que estaban en tierra sin permiso. El virrey escribió a Cook haciéndole saber que estaba enterado de todo ello y de que, además, tenía motivos para pensar que sus marineros se dedican al contrabando. Estas noticias hicieron recapacitar a Banks y Solander y decidir que lo más prudente era no volver a bajar a tierra. Cook por su parte se vio obligado a negar al virrey las acusaciones de contrabando en una nueva serie de cartas. Unos días después se enteraron de que Thomas Forster, el inglés que era oficial de las fuerzas portuguesas, junto con otros británicos residentes en Río y el portugués que había hecho de intermediario en las compras de las provisiones, habían sido detenidos por orden del virrey acusados de contrabando con la tripulación del Endeavour.
La escala en Río de Janeiro se estaba prolongado más de la cuenta y, sin el desahogo de las salidas clandestinas a tierra, empezaba a hacer mella en la actitud de la tripulación. Cook ordena acelerar todo lo posible el llenado y carga de las provisiones de agua y terminar el calafateado y las reparaciones. Banks, hastiado, deja de hacer anotaciones en el diario. El marinero Robert Anderson intentó desertar cuando estaba en tierra cargando suministros. Y el soldado de los marines William Judge le faltó al respeto al oficial de guardia. Cook los sentenció a ambos a 12 latigazos, castigo que tenía que ejecutar el ayudante del contramaestre John Reading. Éste se negó a cumplir la orden, por lo que también fue castigado con otros 12 azotes. El martes 28 de noviembre, Cook pudo dar por finalizadas las reparaciones y las labores de aprovisionamiento, ordenó asegurar la carga de las bodegas y lo deja todo dispuesto para zarpar. Mandó recado al virrey para que le enviara un piloto que les guiara en la salida de la bahía hacia mar abierto. Sin embargo, se suceden varios días de calma o de predominio de los vientos desfavorables y otros percances que les impidieron partir.
El viernes 2 de diciembre por la mañana levan anclas por primera vez y abandonan el fondeadero junto a la isla de las Cobras. Lamentablemente, durante las maniobras, el marinero Peter Flower cae por la borda y muere ahogado antes de que pudieran auxiliarle. Tenía 18 años y llevaba navegando con Cook desde 1763 en Terranova. Cook lo tenía en muy buena consideración. Su baja la reemplazaron con un portugués, Manuel Pereira (o Parreyra) que se registra en el rol de tripulación con el número 98 el 3 de noviembre.

Aprovecharon que el bergantín español, que había llegado a Río ocho días atrás, partía rumbo a España, para entregarle a su capitán, don Antonio Negro Velasco, correo para Londres. Podía ser la última oportunidad de enviar noticias a Inglaterra en mucho tiempo. Cook entregó cartas para el secretario de la Royal Society y para el secretario del Almirantazgo; para este último además, iba un paquete que incluía un informe del conflicto mantenido con el virrey del Brasil con copias de todas las cartas y memorandos intercambiados con él. Además había enviado al propio virrey duplicados de todo ello con la pretensión de que lo enviara todo a Lisboa. Banks, por su parte, entregó cartas dirigidas al presidente de la Royal Society, Lord Morton, y a su amigo William P. Perrin. Y Solander una carta también para Lord Morton y otras para John Ellis y Carlos Linneo.

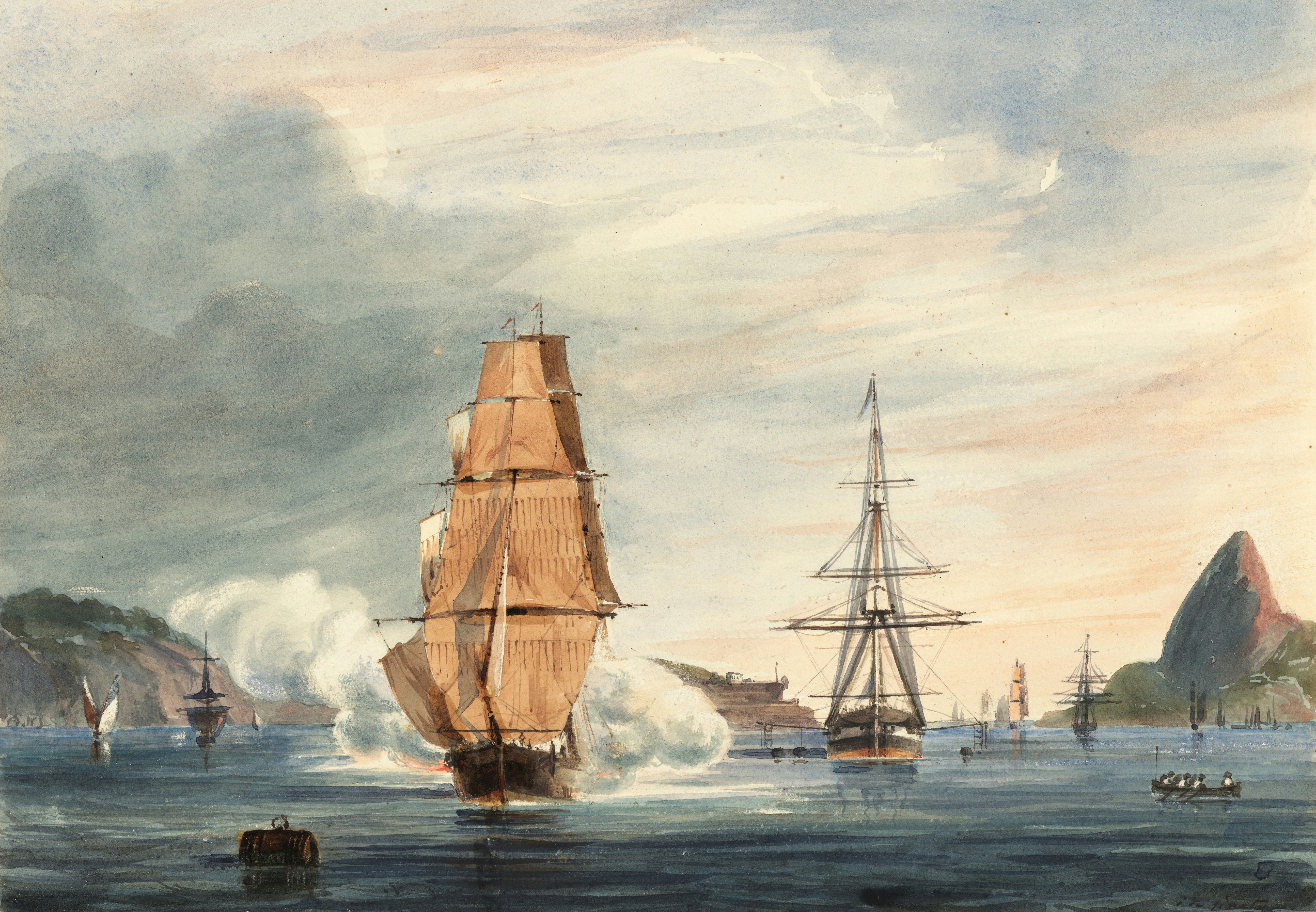
Barcos en la bahía de Guanabara junto a Río de Janeiro. Acuarela sobre papel titulada Baía do Rio de Janeiro de Jules Marie Vincent de Sinety, hacia 1837 - 1841. Pinacoteca do Estado de São Paulo, Brasil.

No consiguen avanzar mucho y fondean en la zona de la bahía de Guanabara conocida en la época por los ingleses como “the Great Road”, a unos 2,5 km al sudeste de la isla de las Cobras, donde los grandes barcos esperaban a que las mareas y los vientos fuesen favorables para salir de la bahía. Tarda dos días, el lunes 5 de diciembre, en volver a levar anclas pero con los botes remolcando el Endeavour ayudados por un leve viento favorable. Tienen que volver a detenerse porque, sorprendentemente, reciben dos cañonazos de aviso desde el fuerte de Santa Cruz, uno de los tres fuertes que guardaban la entrada de la bahía de Guanabara y situado en un promontorio del lado oriental de la misma. Por una negligencia del ordenanza del virrey, la orden de que el barco británico tenía permiso para partir no había sido enviada al oficial al mando del fuerte. Una vez solventado el malentendido, no pudieron seguir avanzando en esta ocasión porque el ancla se quedó enganchada en el fondo y cuando consiguieron liberarse el viento había cambiado, quedando fondeados frente a la Isla del Buen Viaje (Ilha da Boa Viagem).
El miércoles 7 de diciembre de madrugada, tienen viento favorable y el Endeavour se pone en marcha. Con la ayuda de los botes que lo remolcan, pronto consigue salir de la bahía a mar abierto. Cumplida su labor, el piloto dejó el barco para volver a puerto y lo mismo hicieron el bote de soldados portugueses que no habían dejado de vigilar el barco inglés en todo momento. Tan pronto como quedaron libres de la vigilancia portuguesa, Cook, con el pretexto de recolectar ramas para hacer escobas, que por las prohibiciones del virrey no habían podido hacer en todos esos días, detuvo el barco junto a la isla Rasa, un pequeño islote situado a poco más de 12 km al sur de la boca de la bahía de Guanabara. Banks, Solander y los demás aprovechan también la libertad obtenida y bajaron eufóricos a la isla. Durante las pocas horas que permanecen allí antes de partir, la actividad de los naturalistas fue frenética, recolectando toda planta que ven interesante.
A pesar de las pocas oportunidades que tuvieron para explorar la costa brasileña, entre lo recolectado los días fondeados en la bahía y la parada en la isla Rasa, fueron 320 muestras de plantas, de las cuales 112 no habían sido nunca descritas. Parkinson realizó 37 ilustraciones en acuarela de ellas, que esos días también dibujó y pintó 22 ilustraciones de peces. Además de ejemplares botánicos también se recogieron muestras de conchas y de nidos de aves.

#### De Río de Janeiro a Tierra del Fuego: 8 de diciembre de 1768 - 15 de enero de 1769
- Días de navegación: 31.
- Distancia recorrida: 2.482 millas náuticas (4.597 km).
- Media de distancia recorrida/día: 80 m.n./día (148 km/día).

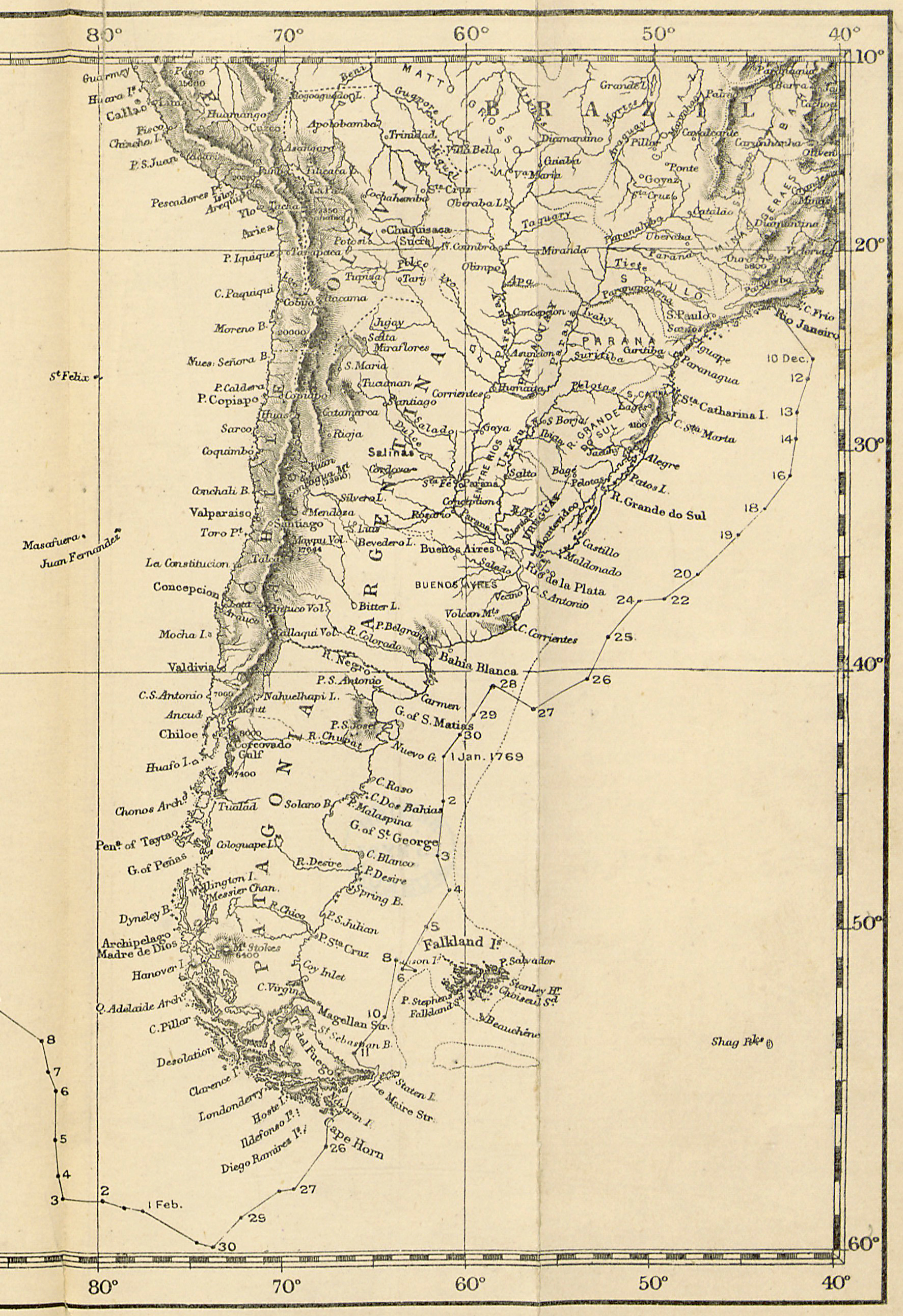
Ruta del HMB Endeavour desde Río de Janeiro hasta Tierra del Fuego, cabo de Hornos y el Pacífico Sur (10 de diciembre de 1768 - 6 de febrero de 1769). Fragmento de un grabado de I. Bayly para la edición de W.J.Ll. Wharton de los diarios del primer viaje de James Cook, ed. Elliot Stock, 1893, Londres.

Tras dejar atrás Río de Janeiro siguieron 39 días de travesía por el Atlántico Sur hasta alcanzar, ya en los primeros días del año 1769, las proximidades de Tierra de Fuego en el extremo meridional de América del Sur. Una travesía marítima de 2.482 millas náuticas, 4.597 km, a una media de 148 km diarios, una muestra más de las habilidades de Cook y sus hombres como navegantes, teniendo en cuenta que no fue una travesía libre de dificultades. Tuvieron averías como la que sufrieron a los dos días de salir de Brasil, cuando las fuertes corrientes hacen romper el mastelero del juanete de proa y los carpinteros tienen que hacer uno nuevo. Alternaban jornadas de calma en las que no se avanzaba con otras de fuertes vendavales. Hubo tormentas con fuerte aparato eléctrico que les obligaron a utilizar la cadena pararrayos que llevaban para estos casos. Y violentos temporales que impedían descansar a los marineros, por los vaivenes de las hamacas tanto en cabinas como en cubiertas, y que tiraban los muebles y objetos en el interior del barco. En todos los casos, el Endeavour demostró sus excelentes prestaciones de navegación como los marineros más expertos de la tripulación reconocían:

El barco ha demostrado durante este temporal su excelencia manteniéndose remarcádamente bien sobre el agua, a pesar de las fuertes olas que caían sobre él; todos los marineros han dicho que no habían visto un barco que aguantara tan bien como lo ha hecho el nuestro, navegando tan vivaz y al mismo tiempo tan suave.
Joseph Banks, Diarios, 7 de enero de 1769.

Aunque en general, la salud de la tripulación es buena, después de salir de Río Monkhouse y su ayudante Perry tratan a tres marineros por lesiones varias y a dos por afecciones venéreas. A ellos, además de a los marineros de más edad y a los cocineros, se les prescribe todos los días una dosis de wort que no dejarían de tomar hasta llegar a Tierra del Fuego. Para el resto de la tripulación se continuaron con las medidas antiescorbúticas habituales.
Cook y el astrónomo Charles Green seguían estudiando y comparando los diferentes métodos de medición de la longitud y realizaban series de medidas con el de observación astronómica lunar y con el de estimación, encontrando muy pocas diferencias y errores, salvo los debidos a las corrientes, la velocidad, movimientos del barco y otras interferencias técnicas en las mediciones. Además, el 23 de diciembre pudieron observar otro fenómeno astronómico, en este caso un eclipse de Luna.
No tuvieron encuentros con otros barcos, tan solo observaron unas velas a lo lejos el 14 de diciembre. A medida que avanzaban hacia el sur,  se preparó al barco y a la tripulación para un previsible empeoramiento del tiempo y descenso de la temperatura. El 18 de diciembre Banks, a 32° de latitud sur, anota que el frío le hace cerrar las ventanas de la cabina, que habían estado abiertas desde que dejaron Madeira, y el termómetro desciende cada día que pasa. El 22 de diciembre, aprovechando un día de calma, se montó una equipación completa de velas nuevas para el paso del cabo de Hornos. Ese mismo día, mientras los marineros cuelgan las velas nuevas, Banks y Solander salen en el pequeño bote y cazan ejemplares de pardelas rodeados de un grupo de marsopas. Conforme navegan hacia el sur, el avistamiento de cetáceos es más frecuente y prácticamente diario así como el de aves como pardelas, petreles y albatros, ave que avistan por primera vez el 23 de diciembre.
Fueron las primeras Navidades fuera de Inglaterra. Tanto Cook como Banks hacen referencia a que se fue celebrada por toda la tripulación.

Día de Navidad; todos los buenos cristianos, es decir, toda la tripulación, se emborrachó de manera tan abominable que al llegar la noche apenas quedaba un hombre sobrio en el barco. Gracias a Dios que el viento fue muy moderado, solo el Señor sabe lo que habría sido de nosotros.
Joseph Banks, Diarios, entrada del 25 de diciembre de 1768.

Y Cook, como siempre más breve, escribió al día siguiente:

Ayer, día de Navidad, ninguna de las personas a bordo estaba entre los más sobrios.
James Cook, Diarios, entrada del 26 de diciembre de 1768.

Durante las jornadas del 29 y 30 de diciembre,  a una latitud entre los 41 y 42 grados sur, longitud 60 grados oeste, aparecen en el agua plumas, restos de plantas terrestres y sobre todo un gran número de insectos flotando o volando entre el aparejo del barco, casi todos ellos escarabajos y polillas, signos inequívocos de que estaban próximos a la costa. De hecho, el Endeavour esos días navegó a solo unos 160 km de distancia paralelo a la costa de Argentina situada entre Bahía Blanca, el golfo de San Martín y la península Valdés. Banks y Solander piden ayuda a los marineros para recoger ejemplares de ellos para estudiarlos y clasificarlos a cambio de una botella de ron.
El cambio de año no mereció la misma celebración que la Navidad, aunque si anota Banks:

Hoy, día de año nuevo, nos hizo repasar cuentas y hablamos de nuestras esperanzas de éxito para el año 69.
Joseph Banks, Diarios, entrada del 25 de diciembre de 1768.

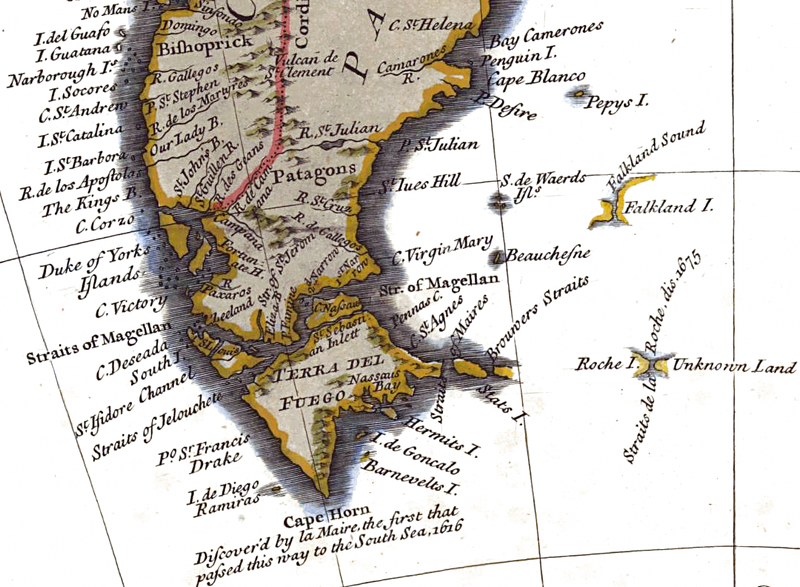
Mapa de 1744 del extremo sur de América del Sur en el que aparecen la isla Pepys, las Malvinas, Tierra del Fuego, el estrecho de Le Maire y el cabo de Hornos tal y como entonces eran conocidos. Richard William Seale (1744).

El avistamiento de ballenas y focas es a partir de esta fechas cada vez más frecuente y en ocasiones de gran número de ejemplares. El 3 y 4 de enero, en latitud 47° sur, la estimación les situaba en las coordenadas de las hipotéticas, e inexistentes, isla Pepys que aparecían en algunos mapas de la época. Sin embargo, no vieron tierra en ningún momento. Las noches del 4 y 5 de enero pudieron observar el fenómeno luminoso del mar motivado por el fitoplacton bioluminiscente, organismos que Banks intenta estudiar.

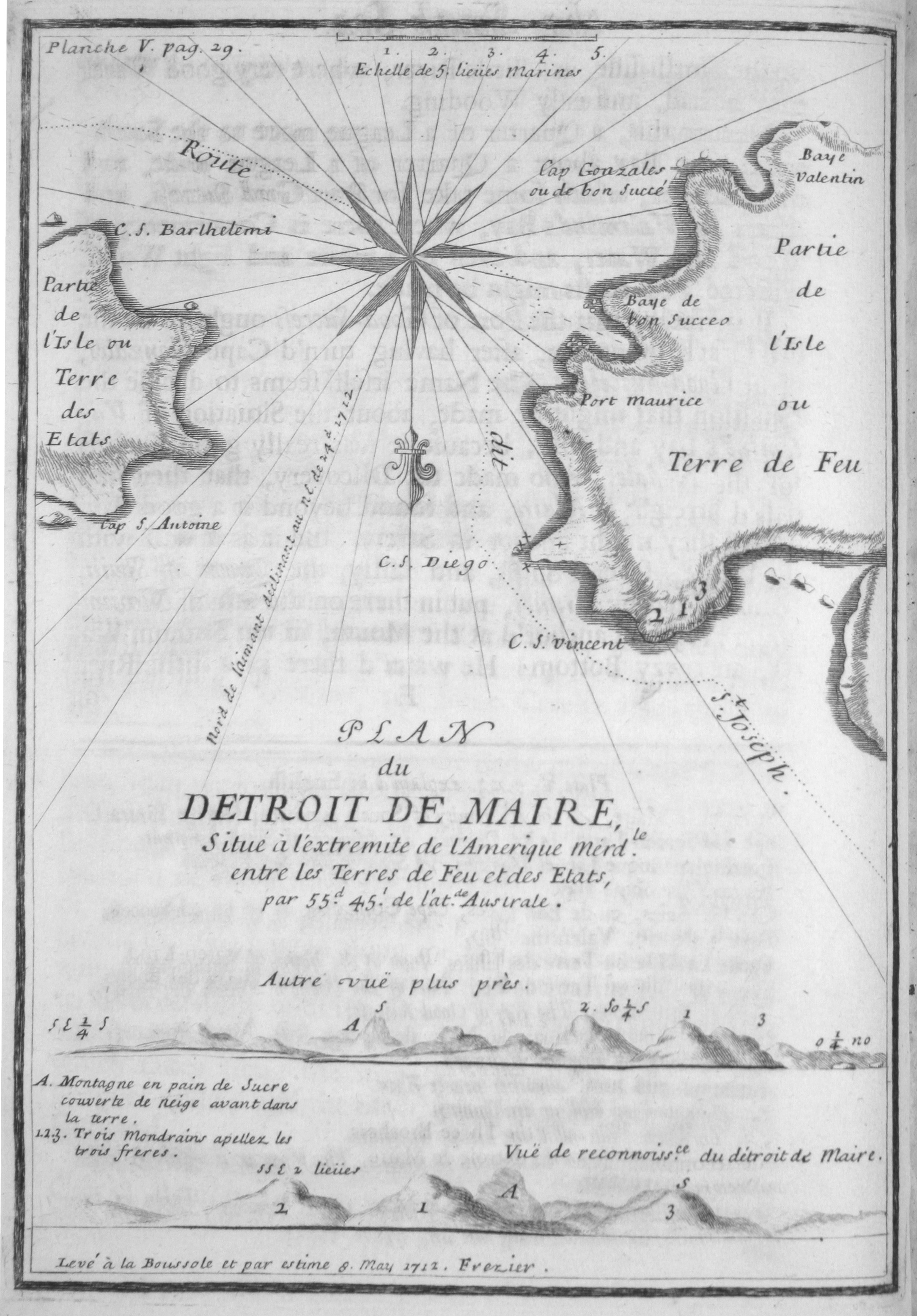
Mapa del libro A voyage to the south-sea and along the coasts of Chili and Peru in the years 1712, 1713 and 1714 ... by Monsieur Frezier. Por Amédée-F. Frézier, 1717. En él se representa (con el sur en la parte superior) el estrecho de Le Maire, con los perfiles de la costa de Tierra del Fuego. Se marcan la posición de los cabos de San Vicente, San Diego y San Bartolomé y de las bahías Puerto Mauricio y Buen Suceso.

El 6 de enero, a una latitud de 51° sur, Banks anota que el termómetro marca menos de 9° Celsius. Ese mismo día se reparte entre la tripulación chaquetas y pantalones de lana gruesa confeccionadas para el frío y proporcionadas por la armada que se habían guardado hasta entonces. Ante el empeoramiento de la climatología y unas condiciones del mar cada vez más duras Cook tuvo que poner a la tripulación a trabajar de nuevo en el sistema de dos guardias, porque la guardia dividida en 3 grupos no era adecuada.
Pasaron de largo las islas Malvinas, que ni siquiera llegaron a avistar, a pesar de que Banks había albergado el deseo de haberse detenido en ellas para explorarlas. De esos días son también los primeros avistamientos de pingüinos que nadaban junto al barco, y también de manadas de focas de muchos ejemplares. Cook dirigía el Endeavour hacia el estrecho de Le Maire. Las órdenes del Almirantazgo decían que el paso al océano Pacífico se haría rodeando el cabo de Hornos y no por el estrecho de Magallanes. Y Lord Anson recomendaba dirigirse hacia Hornos rodeando por el este la isla de los Estados y no hacerlo por el estrecho de Le Maire. Sin embargo, Cook no siguió esta última recomendación ya que le pareció que el rumbo más directo era por Le Maire y no desviándose hacia el este para rodear la isla de los Estados.
A las 8 de la mañana del 11 de enero avistaron la costa noreste de la isla Grande de Tierra del Fuego, quedando tan solo a 5 o 10 km de ella. Desde esa distancia podían distinguir detalles del paisaje y vieron por primera vez nativos fueguinos. Estos habían encendido hogueras con las que parecían querer hacerles señales de humo. Cook tuvo bastantes dificultades para pasar el estrecho de Le Maire, que separa la isla Grande de Tierra del Fuego de la isla de los Estados, siendo repelido en tres ocasiones por vientos y corrientes en contra, quedando siempre al norte del cabo San Diego de la actual península Mitre de la Isla Grande de Tierra del Fuego. El 14 de enero Cook envío a Molyneux a buscar un fondeadero entre el cabo San Vicente y el San Diego y lo encuentran en la bahía Thetis, que ellos llamaron bahía San Vicente. Cook quería aprovisionarse de agua y de madera antes de encarar el paso del cabo de Hornos pero las rocas y poca profundidad de la bahía Thetis no la hacen conveniente para ello. Sin embargo, sin llegar a echar el ancla, decidió dejar ir a tierra frirme a Banks y Solander acompañados por uno de los oficiales en uno de los botes. A las 9 de la noche retornaron al barco con más de 100 muestras de plantas y flores, entre ellas hierbas antiescorbúticas, y aunque no vieron a ningún nativo sí que encontraron algunas de sus cabañas y restos de hogueras junto a ellas. Tan pronto regresó la partida de Banks, Cook se adentra en el estrecho. La madrugada del domingo 15 de enero, esperando marea favorable, se detuvieron en la que denominaron bahía del Príncipe Mauricio y vislumbraron el extremo suroeste de la isla de Los Estados, el cabo San Bartolomé. En la orilla de dicha bahía vuelven a aparecer nativos que les observaron antes de desaparecer en el bosque. Tampoco esta bahía ofrecía buenas condiciones y Cook aprovecha viento favorable para adentrarse más en el estrecho. Pasado el mediodía avistan la bahía Buen Suceso donde el Endeavour echó el ancla.

#### Bahía Buen Suceso: 16 – 20 de enero.

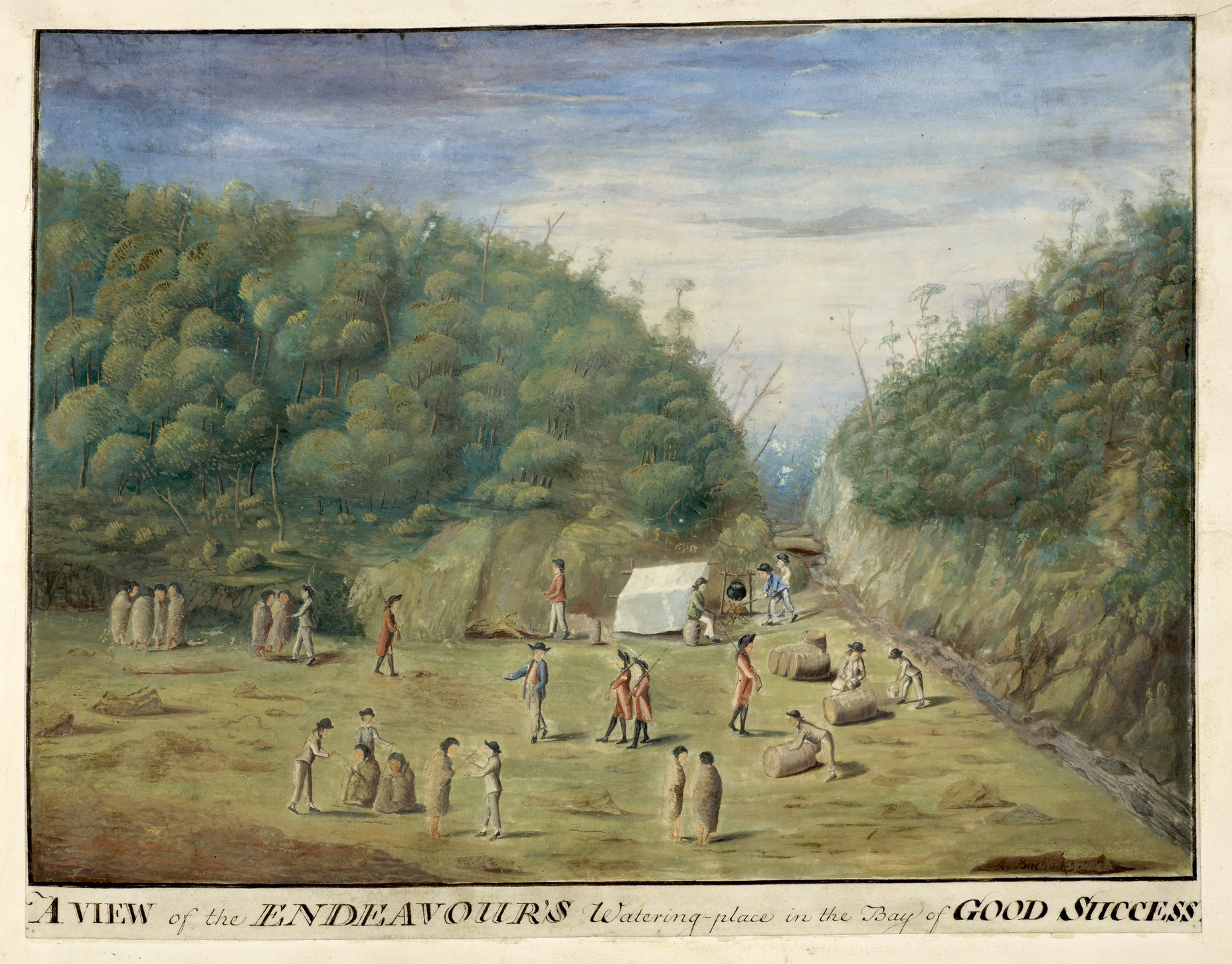
Pintura de Alexander Buchan, con título de Herman Spöring, que representa el lugar de aprovisionamiento de la expedición en la bahía Buen Suceso en Tierra del Fuego. En ella además de a miembros de la expedición pueden verse representados a nativos Haush. "A View of the Endeavour's Watering place in the Bay of Good Sucess", por Alexander Buchan, (1769). The British Library, Londres.

El Endeavour estuvo fondeado en la bahía del Buen Suceso 5 días. La misma tarde de la llegada, Cook, Banks y Solander bajaron a tierra para inspeccionarla buscando un lugar de aguada y posibles fuentes de leña. Allí la expedición tuvo el primer contacto con pueblos no europeos. Un grupo de 30 a 40 nativos fueguinos, aparecieron en un extremo de la bahía. Eran miembros del pueblo haush, un subgrupo étnico del pueblo selk'nam u onas, tribus patagónicas de cazadores-recolectores descendientes de los primeros habitantes que ocuparon las islas del archipiélago de Tierra del Fuego hace unos 10.000 años. Los haush ocupaban el extremo sureste de Tierra del Fuego. Ninguno de estos pueblos fueguinos sobreviven hoy día. El encuentro fue pacífico, aunque el comportamiento de los nativos fue tímido y precavido. Se les regalaron cuentas y cintas de tela y tres de ellos quisieron subir al barco cuando se les invitó a ello. La discreta confianza que los haush tenían ante los extraños, el hecho de que llevaran entre sus adornos objetos de inequívoco origen europeo y el no sorprenderse ante las armas de fuego que llevaban los británicos, hicieron comprender a Cook que de alguna forma estaban familiarizados con los europeos a pesar de los pocos barcos que llegaban hasta allí. Por otro lado, la impresión que estas gentes dejaron en el teniente fue de que se trataban de un pueblo con una forma de vida muy pobre y rudimentaria. En los días siguientes Banks y sus acompañantes visitaron un poblado cercano a la bahía y pudieron observar de primera mano su forma de vida y el aspecto de sus construcciones. En los diarios de Cook y de Banks aparecen descripciones bastante objetivas de todo ello. Constataron, por ejemplo, que la talla de los fueguinos era similar a la cualquier otro grupo humano, observación que desacreditó la calificación de "raza de gigantes" que Magallanes dio de los nativos de Patagonia en sus diarios tras su paso por esta región en su viaje de circunnavegación, descripción que hasta entonces se había considerado como cierta. Parkinson y Buchan realizaron varios dibujos y bocetos tanto de los nativos como de sus vestimentas y de las chozas donde vivían, ilustraciones que eran las primeras imágenes recogidas con cierto rigor objetivo de aquellos pueblos.
A la mañana siguiente, la tripulación, dirigidos por el segundo teniente John Gore y protegidos por los marines, empezó las labores de rellenar los toneles con agua fresca y hacer acopio de leña mientras Cook se dedicaba a topografiar la bahía. En pleno verano austral y con un día que en principio salió soleado y sin viento, Banks y Solander habían decidido hacer una pequeña expedición hacia el interior con la intención de superar el bosque que rodeaba la bahía y alcanzar una zona elevada de colinas en la que el bosque desaparecía y la vegetación parecía diferente y atractiva desde el punto de vista botánico. Se formó una pequeña partida de 12 hombres en la que además de ellos dos iban el cirujano Monkhouse, el astrónomo Green, el dibujante Buchan, el asistente de Banks Herman Spöring, los cuatro sirvientes de Banks y dos marineros para ayudar a acarrear el equipo y las muestras que se recogieran. Banks además se llevó a sus dos perros con él. Las prohibiciones impuestas por el virrey de Brasil en Río de Janeiro había incrementado el entusiasmo de los naturalistas por poder explorar territorios nuevos. Pero una serie de circunstancias convirtieron la pequeña expedición en una tragedia.

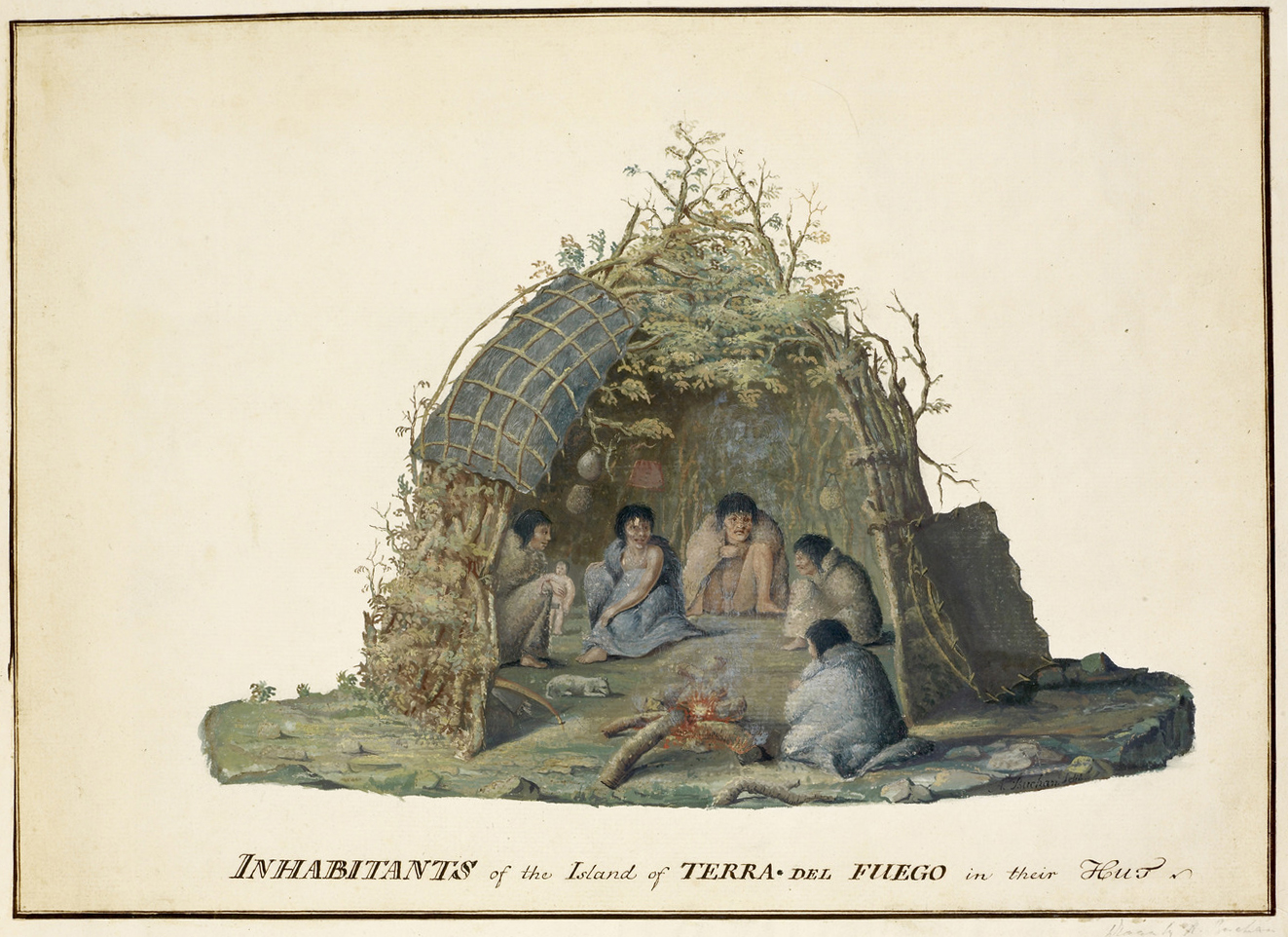
Ilustración al guache de Alexander Buchan, enero o febrero de 1769. En ella se representa a un grupo de nativos haush con sus vestimentas y utensilios dentro de una de sus cabañas. El título es de Herman Spöring. The British Library, Londres.

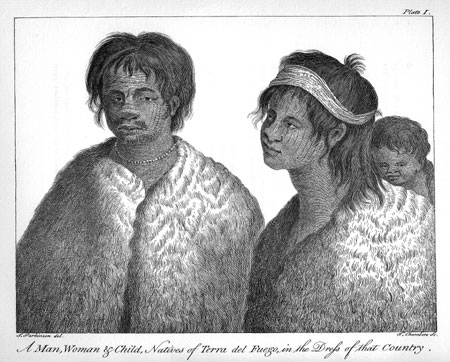
Familia nativa de Tierra del Fuego. Ilustración de Sydney Parkinson, enero 1769. Grabado que aparece en "A Journal of a Voyage to the South Seas, in His Majesty's Ship, the Endeavour", publicación de 1773 de los diarios de Parkinson. Biblioteca Nacional de Australia.

El grupo partió temprano por la mañana y tras superar el bosque llegaron a terreno de tundra semipantanosa con vegetación baja de arbusto y abedul que les dificultó mucho el avance. Cuando estaban a punto de alcanzar la zona que querían explorar, Buchan sufrió una crisis epiléptica. El grupo tuvo que detenerse para atenderlo. Cuando se recuperó, Banks, Solander, Monkhouse y Green siguieron hacia la zona más alta del terreno donde encontraron vegetación de tipo alpino con variedades desconocidas en Europa.
Repentinamente el tiempo cambio, la temperatura bajó drásticamente y empezó a nevar de forma copiosa con ventisca. Cuando volvieron a unirse al grupo, hacia las ocho de la tarde, consideraron que la fuerte tormenta y la distancia que creían que les separaba de la bahía hacían poco viable volver al barco esa noche. A pesar de que no iban preparados para pernoctar a la intemperie, la intención era llegar a la zona de bosque más espesa encender un fuego y vivaquear hasta la mañana siguiente.

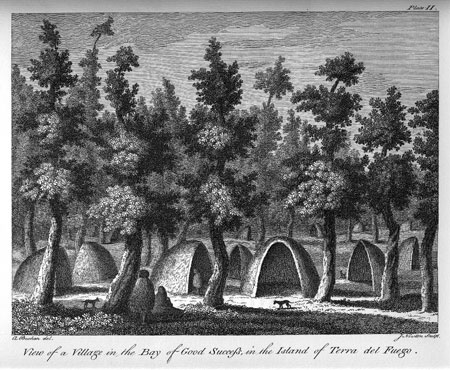
Vista de una aldea de nativos fueguinos en bahía Buen Suceso. Ilustración de Sydney Parkinson, enero 1769. Grabado que aparece en "A Journal of a Voyage to the South Seas, in His Majesty's Ship, the Endeavour", publicación de 1773 de los diarios de Parkinson. Biblioteca Nacional de Australia.

Pero el descenso de la temperatura fue aún mayor y la fuerte nevada continuaba, comenzando a hacer mella en los hombres. Solander y uno de los criados de Banks, Richmond, empezaron a presentar síntomas de hipotermia y en un momento dado fueron incapaces de seguir caminando, a pesar de la insistencia de Banks y del resto de que no podían detenerse. Banks decidió dividir el grupo, enviando a Buchan y cuatro hombres más para que se adelantaran en busca de un lugar donde poder encender un fuego y refugiarse. A duras penas Banks junto con dos de sus criados acarrearon a Solander junto al lugar donde el grupo había conseguido hacer un pequeño refugio mientras que junto al más afectado Richmond se quedaron el otro criado negro de Banks, Dorlton, y uno de los marineros. Para mitigar la sensación de frío se bebieron una botella de ron, lo que les dejó dormidos en estado de ebriedad. Cuando parte del grupo, rodeados por una fuerte ventisca, volvió a buscarlos, Dorlton y el marinero no contestaron a sus llamadas y no pudieron dar con ellos. Más tarde, el marinero consiguió recuperarse y pudo alertar a los demás de donde se encontraban. Cuando Banks y los pocos hombres que aún estaban en condiciones de caminar consiguieron encontrar a los dos criados, estos estaban letárgicos e inmóviles. Las malas condiciones físicas en las que estaban todos, la noche cerrada, la gran cantidad de nieve caída y la fuerte tormenta que no cesaba hicieron imposible la tarea de acarrear a los dos hombres hacía el pequeño refugio o encender un segundo fuego, y todo lo que pudieron hacer fue cubrirlos con ramas esperando que pudieran aguantar la noche. Banks dejó con ellos a sus dos perros para que les dieran calor. De vuelta hacia el vivac, uno de los lacayos de Banks, Peter Briscoe, empezó a sentirse muy enfermo y se temió también por su vida.

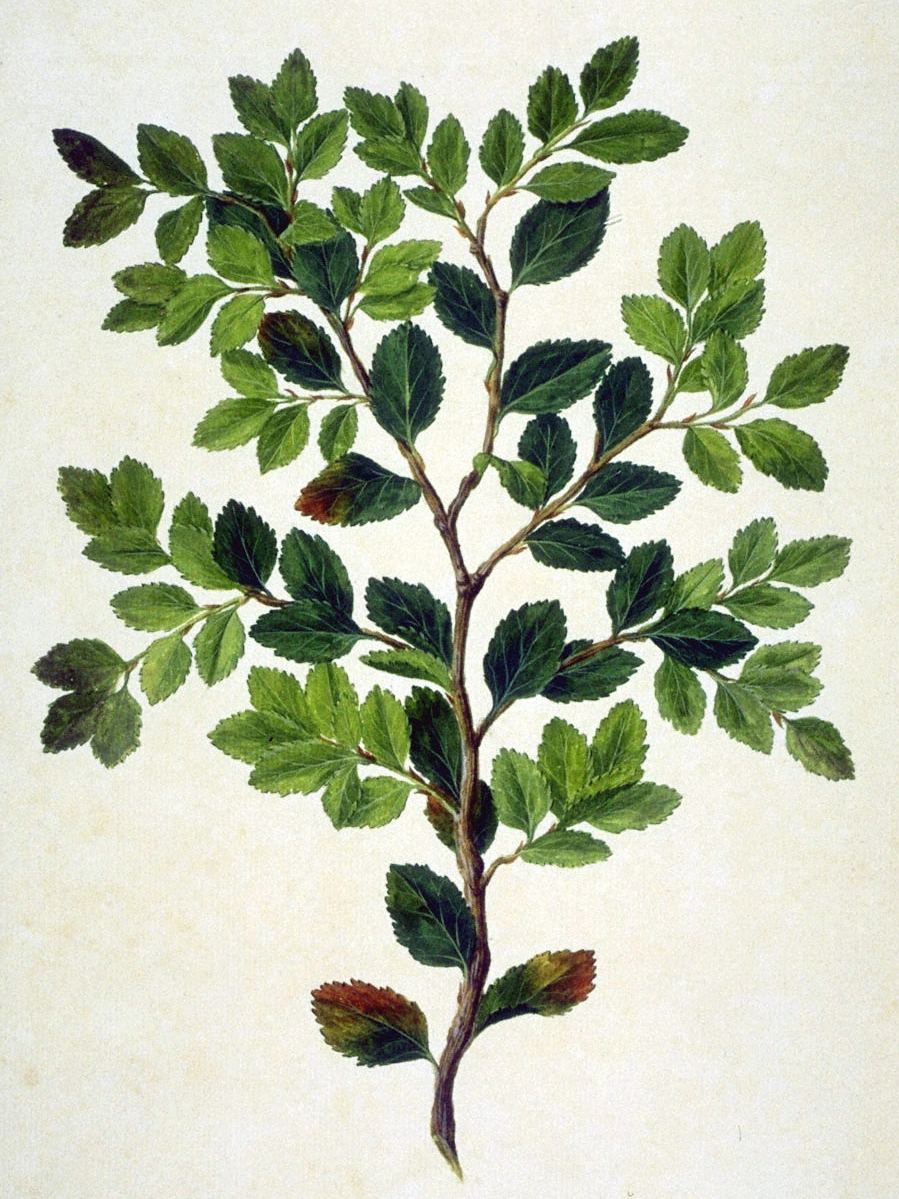
Nothofagus betuloides. Grabado de Gerard Sibelius para el Florilegium de Joseph Banks basado en una acuarela de Sydney Parkinson de 1769. Museo de Historia Natural, Londres.

Cuando a la mañana siguiente volvieron a buscarlos, Richmond y Dorlton habían fallecido. Los perros, sin embargo, habían sobrevivido y se mostraban reacios a abandonar a las dos víctimas. Hacia las ocho de la mañana dejó de nevar y el sol empezó a ablandar la nieve. Un buitre que habían cazado el día anterior antes de que todo empeorara, les sirvió de desayuno, desplumándolo y dividiéndo su carne en diez partes que cada uno se rustió al fuego. Fue el único bocado que comieron desde la partida. Tras una marcha de tres horas, ya alcanzado el mediodía, el grupo llegó, en condiciones pésimas, a la playa de la bahía del Buen Suceso. Estaban más cerca de lo que pensaban: al analizar la ruta realizada descubrieron que en vez de ascender en línea recta hacia el interior habían realizado un semicírculo por las colinas cercanas a la bahía. Lo que había empezado como una simple incursión botánica en el interior de la isla de Tierra del Fuego había terminado dramáticamente con la muerte de dos personas. Las causas fueron varias y entre ellas la conjunción de la imprevisible climatología del verano subantártico, el suelo fundido de la tundra y sus ásperos arbustos que dificultan mucho la progresión a pie, unido al percance de salud de Buchan, la falta de comida y equipación para pasar la noche a la intemperie y el esfuerzo físico que realizaron unas personas desacostumbradas a largas caminatas después de estar sometidos durante varias semanas a la inactividad propia de la vida a bordo.
Entre lo recolectado en la bahía Tethis y en la accidentada excursión, se obtuvieron un gran número de especímenes botánicos. Es de reseñar las muestras y dibujos que realizaron del guindo o coigüe de Magallanes (Nothofagus betuloides, Mirb. 1871), especie de haya austral propia del bosque patagónico del sur de Chile y Argentina. Solander la clasificó como "Betula antarctica" al considerarla por su similitud un tipo de abedul (Betulaceae); también de Ribes magellanicum (Poir. 1812), de la familia de la grosella; de Osmorhiza berteroi (DC. 1830), de la familia de las zanahorias y que es utilizada tanto como alimento como para usos medicinales contra la tos y los resfriados; de la orquídea palomita o Codonorchis lessonii (d'Urv. Lindl. 1840); de Caltha appendiculata (Pers. 1806), una ranunculácea; de Gunnera magellanica (Lam. 1789); de Berberis ilicifolia (L.f. 1782); y de Marsippospermum gandiflorum (L.f. 1843), una herbácea. Además el cirujano Monkhouse ordenó esos días recoger abundante apio silvestre y hierba escorbútica, en este caso con intención medicinal. Añadidas a la harina molida y la sopa deshidratada formaron parte del desayuno de la tripulación durante los días fondeados en la bahía como medida antiescorbútica. John Bootie, uno de los guardiamarinas, anotó en su diario que además del apio y de la hierba antiescorbútica se recolectaban y se consumían una especie de bayas de gran tamaño pertenecientes al arbusto Gaultheria mucronata, o chaura, al que Banks se refiere como Arbutus rigida en su diario.
Cook registró en su diario el empeoramiento del tiempo y la nevada, lo que no impidió que continuaran con las tareas de aprovisionamiento y de que él termine de topografíar la bahía. Al anochecer del martes 17 de enero Cook mostró preocupación cuando Banks y los demás no habían vuelto aún de su salida, sabiendo que no iban preparados para pasar la noche a la intemperie. Al día siguiente, el mal tiempo continuó, esta vez impidiendo que los botes pudieran alcanzar la orilla con seguridad por lo que se interrumpió la recogida de leña y agua. A pesar de los violentos movimientos del barco, se ejecutaron, bajo la supervisión del master Molyneaux, las tareas de bajar y guardar los 6 cañones de la cubierta para dejarlas despejadas antes de dirigirse al cabo de Hornos. Las malas condiciones del tiempo confinó a los naturalistas en el barco durante dos días más. Banks anota que Briscoe y Buchan aún están enfermos pero que los demás, aunque fatigados, tienen buena salud. El aprovisionamiento se reanuda el jueves 19 a pesar de las malas condiciones del oleaje en la bahía, finalizándolo al día siguiente de madrugada, pero pierden el anclote que habían estando utilizando para asegurar la barca larga en al orilla mientras la cargaban de toneles de agua. El sábado 21 de enero levaron anclas y pusieron rumbo a la salida del estrecho de Le Maire.

#### Cabo de Hornos y entrada en el Pacífico Sur: 21 de enero – 28 de enero.
- Días de navegación: 8.
- Distancia recorrida: 370 millas náuticas (685 km).
- Media de distancia recorrida/día: 46,3 m.n./día (85,6 km/día).

Mapa que muestra las rutas de paso al Pacífico de las expediciones del Dolphin de Byron y Wallis, de Cook y de Bougainville. Chart of the track of the Dolphin, Tamar, Swallow & Endeavour through the South Seas; & of the track of M. Bougainville round the World, de Thomas Bowen, ca. 1776. Biblioteca Pública de Boston.

El Endeavour y su tripulación tenían por delante el difícil paso del cabo de Hornos. Una travesía por el pasaje de Drake que podía suponer tener que hacer 1.500 millas náuticas por la región de los furiosos cincuentas en dirección este-oeste, en contra de los vientos y corrientes predominantes. La decisión de llegar al Pacífico Sur rodeando el cabo de Hornos y no utilizando el paso del estrecho de Magallanes se debe a que los precedentes británicos más recientes, en los que el Almirantazgo baso sus decisiones, parecían hacer más recomendable la primera opción frente a la segunda. El primer británico en atravesar el estrecho de Magallanes fue el marino inglés Francis Drake, con patente de corso otorgada por la reina de Inglaterra, que lo hizo en tan solo 18 días de agosto y septiembre de 1578. Pero los viajes posteriores de otros corsarios ingleses y las noticias que se tenían de las dificultades de su navegación hicieron que se perdiera el interés por esta ruta. Para el viaje del Endeavour, el Almirantazgo siguió las recomendaciones que Lord Anson hizo tras finalizar su viaje de expedición de 1740-1744, cuya escuadra de barcos, que salió de Inglaterra en septiembre de 1740, utilizó la ruta del cabo de Hornos para llegar al Pacífico. Anson llegó a Tierra del Fuego a principios de marzo de 1741, y aunque inicialmente dobló el cabo, la mala meteorología del otoño austral y una serie de errores de cálculo de la longitud le obligaron a rehacer parte de la ruta para encontrar vientos favorables que le permitieran subir más al norte del paralelo 55 sur, por lo que necesitó más de 2 meses para dar por superado el cabo. Las siguientes expediciones británicas al Pacífico Sur, más de veinte años después, escogieron el paso por el estrecho de Magallanes. La del comodoro Byron de 1764-1766 tardó casi 2 meses en hacer las 305 millas náuticas (648 km) de todo el estrecho. Y la del capitán Wallis, de 1766-1768, fue una travesía más accidenta aún, necesitando 4 meses para recorrerlo, y cuando volvió a Inglaterra transmitió una muy mala impresión de la región. En todos los casos el escorbuto hacia estragos entre al salud de las tripulaciones. Louis Antoine de Bougainville, en su expedición de circunnavegación de 1766-1769, también utilizó el estrecho necesitando, en su caso, 52 días, incluidas varias paradas. Sin embargo, el no tuvo ninguna víctima por escorbuto al salir del estrecho, a mediados de enero de 1768, lo que parcialmente lo atribuye a que navegar por él, a pesar de sus dificultades, da acceso a poder avituallarse cosa que no hubiera podido hacer de haber ido por el cabo de Hornos.
Doblar el cabo suponía no solo dejarlo atrás si no alcanzar los 50° de latitud sur en su lado occidental y una longitud lo más al oeste posible, lo que aseguraba al navegante situarse en una posición en la que se podían superar los vientos y corrientes dominantes del oeste que podían devolverle de nuevo hacia Hornos o ser empujado hacia el norte en paralelo a la costa occidental de Sudamérica por la corriente de Humboldt, lo que le impediría singlar hacia el Pacífico Sur. Para ello el Endeavour tenía que adentrarse en el paso de Drake y llegar al menos hasta los 60° de latitud sur. Anson recomendaba no tomar rumbo norte hasta no haber alcanzado los 61° o 62° sur, unos 600 km al sur del cabo de Hornos, zona en la que él pensaba que era más fácil encontrar corrientes y vientos menos desfavorables. Pero Cook no necesitó llegar tan lejos y pudo virar a rumbo norte mucho antes. Doblar el cabo le costó 24 días, si contamos desde su salida de la bahía de buen Suceso el sábado 21 de enero hasta el lunes 13 de febrero de 1769, ya en el Pacífico Sur, día en el que Cook confirmada una latitud de 49°52′ S, longitud 90°57′ O, da el paso por superado con el rumbo adecuado hacia Tahití. El Endeavour hizo en esos 24 días aproximadamente 1.490 millas náuticas, 2.715 km, a una media de 62 millas náuticas al día, 113 km/día. Fue otro ejemplo más de sus destrezas como navegante, pero sin duda se vio favorecido por la buena fortuna. A finales de enero se está en pleno verano austral, lo que no garantiza tiempo apacible, como de hecho refleja Cook en las entradas del diario de a bordo de esos días, pero a pesar de ello no sufrió las fuertes tormentas que retrasaron a Anson y Cook pudo largar todas sus velas disponibles, incluso las alas y las rastreras, y no tuvo que rizar las gavias desde que pasó el estrecho de Le Maire, lo que le permitió ir rápido, algo poco habitual en la difícil navegación de esas aguas. Y no dejó de estudiar la costa sur de Tierra del Fuego, dibujar sus perfiles y determinar las coordenadas de sus puntos de referencia. De hecho, el lunes 23 de enero descubre una nueva isla que no aparecía en las cartas existentes. El martes 24 de enero, solo 3 días después de salir de Buen Suceso llegan a las islas Hermite y a las proximidades del cabo de Hornos, que está situado en la isla más meridional de este archipiélago. El mal tiempo y la niebla le impide realizar las observaciones con el rigor que él hubiera deseado:

[…], yo solo deseaba tener la certeza de si era o no el punto más meridional de Tierra del Fuego, pero la espesa niebla y los vientos del oeste que nos alejaban de la costa nos impidieron satisfacer mi curiosidad en este punto; pero desde su latitud y por las razones antes dadas, pienso que debe, y así debe ser, el cabo de Hornos y que se encuentra en la latitud 55° 59' Sur y longitud 68° 13' al oeste del meridiano de Greenwich, mediciones que son el resultado promedio de varias observaciones del sol y de al luna realizadas al día siguiente de dejar tierra y que coinciden con las realizadas el estrecho de Le Maire, […].
James Cook, Diarios, entrada del 25 de enero de 1769

Estas mediciones, considerando las condiciones en las que Cook y Green hicieron sus observaciones, son más que notables. La latitud es exactamente la correcta y la longitud yerra por poco más de un grado al oeste de su longitud real. En esos días Cook y Green realizaron 24 mediciones de las coordenadas del cabo, tanto a un lado como al otro y en diferentes horas del día, para obtener la cifra más correcta posible y minimizar los errores debidos al avance del barco o a las corrientes. Banks anota el gran tamaño de los albatros y petreles que rodean el barco en gran número esos días. El sábado 27 de enero ya están en el extremo occidental del paso de Drake y pasan al sur de las islas Diego Ramírez, 100 km al suroeste del cabo de Hornos.

### C. El Pacífico Sur: desde cabo de Hornos a las islas de la Sociedad (29 de enero – 12 de abril de 1769)

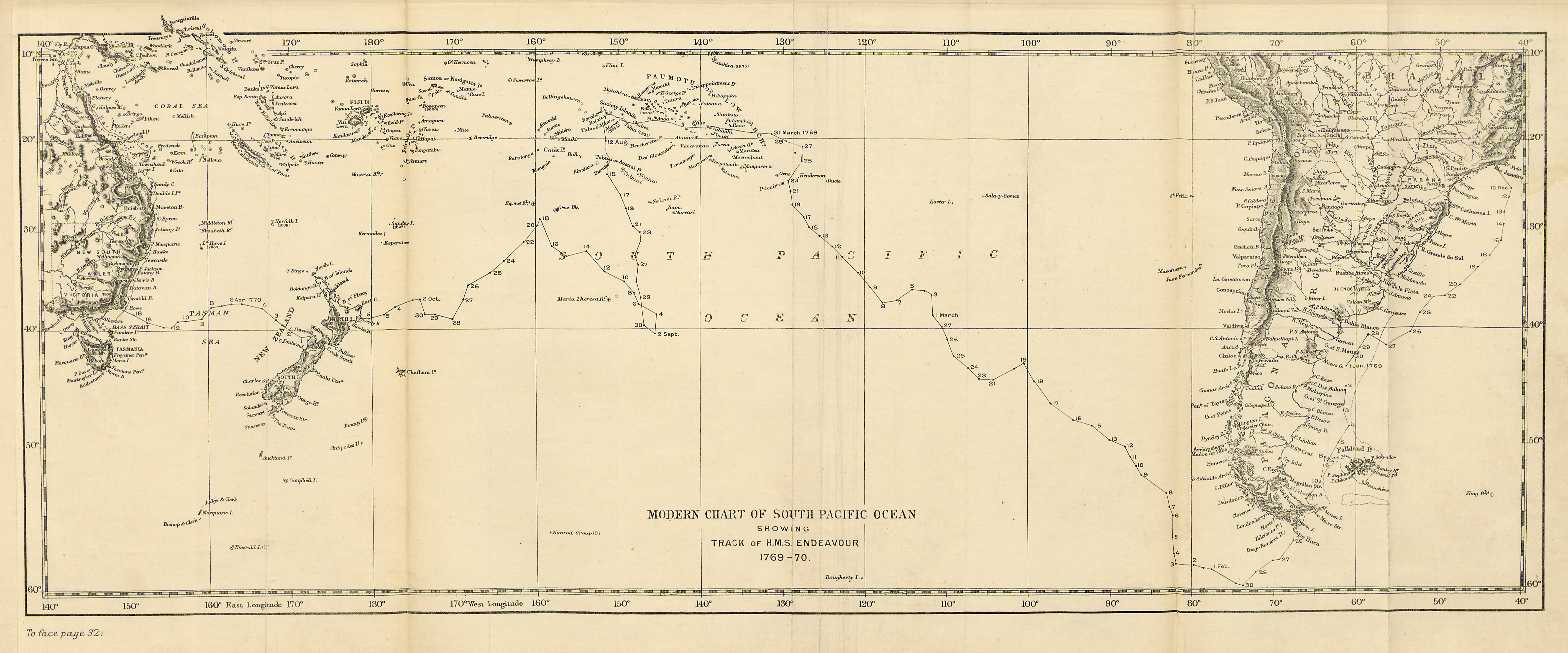
Ruta del HMB Endeavour desde Río de Janeiro a la costa este de Australia. Grabado de I. Bayly para la edición de W.J.Ll. Wharton de los diarios del primer viaje de James Cook, ed. Elliot Stock, 1893, Londres.

#### Travesía del Pacífico Sur hasta el archipiélago de Tuamotu: 29 de enero - 3 de abril.
- Días de navegación: 65.
- Distancia recorrida: 4.732 millas náuticas (8.764 km).
- Media de distancia recorrida/día: 72,8 m.n./día (135 km/día).

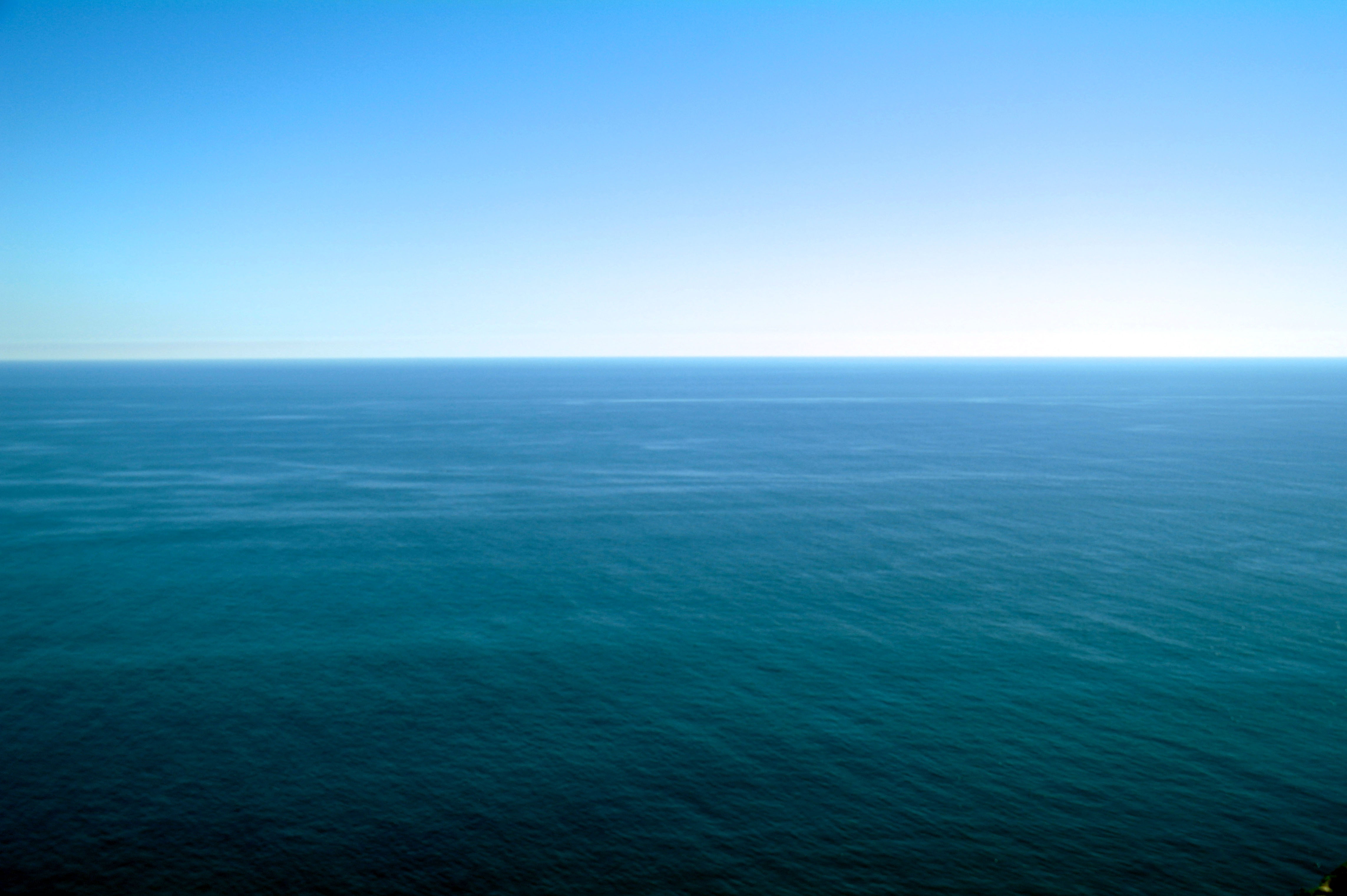
Vista aérea del océano Pacífico.

El Endeavour siguió su avance hacia el suroeste por el pasaje de Drake. A las 8 de la tarde del lunes 30 de enero Cook mide una latitud de 60°10′ S, longitud 74°30′ O. Iba a ser el punto más meridional que se alcanzaría en todo el viaje. En la madrugada del 31 el viento cambia a este-sureste y Cook considera que ya esta suficientemente al oeste como para aprovecharlo y poner rumbo noroeste, rumbo que prácticamente ya no abandonará hasta llegar a latitudes tropicales. Había logrado evitar la corriente de Humbolt que le hubiera llevado hacia la costa oeste de Chile e impedido poner rumbo oeste como pedían las órdenes del Almirantazgo. Cook y su tripulación se adentraban así en el Pacífico Sur.
Con una superficie aproximada de 77 millones de km², la mitad sur del océano Pacífico era por aquel entonces una de las regiones más inexploradas del planeta. Si exceptuamos a los navegantes polinesios, era un océano prácticamente desconocido. Se ignoraba su tamaño real, los límites de su inmensidad. Las rutas recorridas en los siglos previos por españoles, holandeses, franceses y británicos eran difíciles de situar con el suficiente rigor sobre las cartas y los mapas. Era muy fácil perder el rumbo si se intentaba reproducirlas. Los escasos conocimientos que se tenían sobre los vientos y corrientes de las diferentes regiones del Pacífico eran insuficientes para obtener unas reglas generales para su navegación. Y las coordenadas de las pocas islas o atolones con los que los primeros navegantes se habían encontrado habían sido obtenidas por métodos de medición que no tenían la suficiente fiabilidad y precisión, sobre todo en lo que respecta a la longitud. Esta dificultad para fijar la posición de las islas que habían descubierto significaba que no se sabía con exactitud donde se encontraban, por lo que volverlas a encontrar dependía más de la fortuna que de la pericia. Cook contaba con las referencias de los holandeses Le Maire y Tasman y de sus compatriotas Anson, Byron y Wallis (Bougainville todavía no había llegado de su viaje cuando el Endeavour partió de Inglaterra) y los mapas de Dalrymple y De Brosses, pero las órdenes dirigían su ruta más al oeste de lo que ningún navegante europeo se había adentrado con anterioridad. Sabía donde tenía que llegar, pero las posibilidades de desviarse y no encontrar Tahití eran muy altas. Obviamente, no había puertos en los que poder recalar en caso de tener que hacer reparaciones o lugares en los que poder reabastecerse de agua y de alimentos frescos. Atravesar el Pacífico podía llevar meses y el escorbuto, del que hasta ese momento no se había registrado ningún caso entre la tripulación del Endeavour, afectaba fatal e invariablemente a todas la expediciones que atravesaban sus aguas.

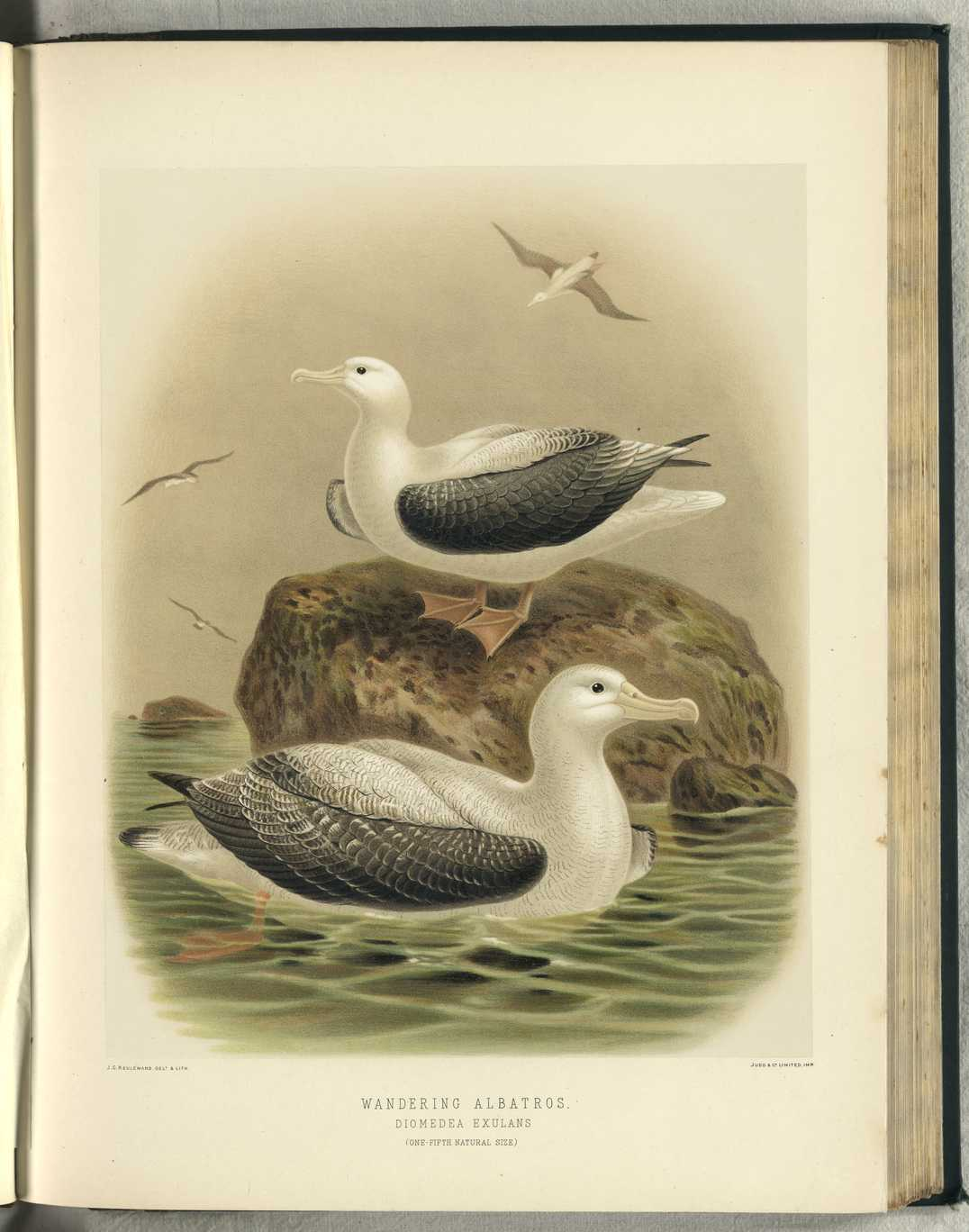
Albatros errante (Diomedea exulans). Ilustración de J. G. Keulemans, A History of the Birds of New Zealand, segunda edición de 1888, de Walter Buller.

Los primeros días de febrero, el mal tiempo, con fuertes lluvias, granizo y tormentas, alternaba con días de calma. Banks aprovechaba estos últimos para continuar disparando y capturando desde su esquife a los albatros y petreles que en gran número volaban alrededor del Endeavour. Después de ser estudiados y clasificados, algunos de esos grandes pájaros acababan formando parte de la comida. El 12 de febrero Cook advierte errores en las distancias que daba el cálculo por estima y averiguan que se debían a un fallo en las divisiones de los nudos de la corredera utilizada esos días y tienen que rectificarla. Al día siguiente, lunes 13 de febrero, tras varias mediciones y correcciones de las coordenadas, convencido de que se encuentra suficientemente al norte y al oeste de la salida occidental del estrecho de Magallanes, Cook da por solventado el paso de Hornos y de haber dejado atrás el cono sur sudamericano.
A mediados de febrero, ya en la latitud 48° sur, el mal tiempo continuaba. El violento oleaje que rompía sobre el alcázar les hizo perder la botavara del palo de mesana y en otra ocasión el viento rasgó completamente la gavia del palo mayor, que tuvo que ser sustituida. Alternaban días en los que solo avanzaban 13 millas náuticas con otros en los que recorrían 140. Los albatros, petreles y pardelas continuaban siendo muy abundantes y Banks y Solander no dejaban de incrementar su colección de aves. También pudieron verse marsopas y orcas junto al barco. El 20 de febrero el viento sopló de noroeste y durante tres días el Endeavour vio desviado su rumbo hacia oeste-suroeste. Recuperado el rumbo noroeste con viento favorable, avanzaron a velocidades de 7 nudos (casi 13 km/h), la máxima velocidad que el Endeavour era capaz de desarrollar. En los 28 días del mes de febrero, desde que salieron del pasaje de Drake con rumbo noroeste, habían recorrido 2.339 millas náuticas (4.332 km) alcanzado los 39° de latitud sur y los 110° de longitud al oeste de Greenwich. Situados más de 3.000 km mar adentro al oeste de la costa de Chile, en medio del Pacífico Sur, Cook hace consideraciones sobre las posibilidades de la existencia de un continente austral:

[…]; el mar de fondo de suroeste se ha mantenido treinta horas después de la tormenta, una prueba de que no hay tierra en las proximidades de esta región – […].
James Cook, Diarios, entrada del 28 de febrero de 1769

La longitud desde Greenwich obtenida por observación esta exactamente de acuerdo con la que da la hoja de estima tomada desde cabo de Hornos: este acuerdo de las dos longitudes después de recorrer 660 leguas es sorprendente y mucho más de lo que cabría esperarse; pero como es así, sirve para demostrar, tanto como las repetidas mediciones que hemos realizado cuando el tiempo nos lo permitía, que no hemos tenido ninguna corriente que haya afectado al barco desde que llegamos a estos mares. Esto es un signo evidente de que no hemos estado cerca de extensión alguna de tierra, porque uno encuentra corrientes cuando está cerca de la costa; […].
James Cook, Diarios, entrada del 1 de marzo de 1769

A primeros de marzo el tiempo era cada vez más benigno y cálido y ya no se necesitaba la ropa de abrigo. Pero el mes comenzó también con el primer caso de escorbuto registrado por los médicos del Endeavour. Richard Hutchins, marinero de primera que entonces tenía 28 años y que hasta el momento había gozado de buena salud, se quejó de dolor en las encías, de edema en las piernas y de la aparición de unas pequeñas úlceras en la piel de uno de sus tobillos. Un día después era el infante de marina William Wilshire el que presentaba gingivorragia, y debilidad de los dientes. Diagnosticados de escorbuto en sus primeras fases, se les prescribió cambios en su dieta, como sustituir la carne en salazón por harina, tomar raciones de sopa deshidratada y, específicamente, beber una pinta de wort al día. Tras diez días con este tratamiento parece ser que Hutchins mejoró significativamente y sus úlceras habían mejorado. Lo mismo sucedió con Wiltshire a los doce días de tratarse. Aunque se les consideró curados, ambos siguieron tomando wort hasta principios de abril. Ante la aparición de estos dos casos de escorbuto, los médicos de la expedición, convencidos de sus propiedades antiescorbúticas, decidieron administrar wort de forma preventiva a aquellos marineros que estuvieran enfermos o de baja del servicio por alguna dolencia, a los de más edad y a los que trabajaban en la cocina.

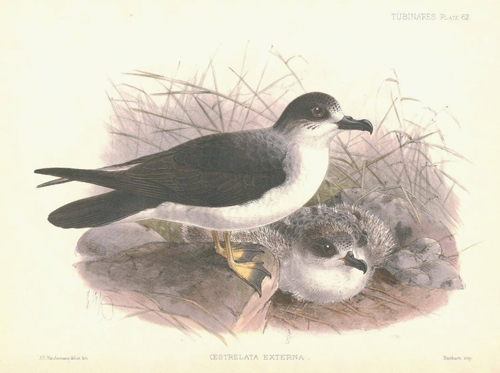
Petrel de las Juan Fernández (Pterodroma externa). Ilustración de J. G. Keulemans para Monograph of the Petrels (1907-1910) de Frederick DuCane Godman.

Banks continuaba capturando aves desde su esquife los días de calma. El viernes 3 de marzo, por ejemplo, abate con su escopeta nada menos que 69 ejemplares de diferentes especies. Teniendo en cuenta que Banks cazaba con armas que había que cargar, cebar y amartillar en cada disparo, podemos hacernos una idea del gran número de aves que debían sobrevolar el Endeavour para permitirle abatir ese número de piezas. Observó que la fauna marina que podía ver era similar a la que había en las mismas latitudes del océano Atlántico. El 5 de marzo la temperatura ya es de 21 grados centígrados y la humedad hace que, como ya pasó en el Atlántico meses atrás, ciertos materiales se cubrieran de moho y el barco apareciera lleno de rocío por las mañanas. Superada la latitud 37°, los albatros dejaron de verse de forma definitiva. El Endeavour volvió a perder el rumbo norte durante cuatro días por vientos del noroeste que les obligaron a llevar rumbo oeste-suroeste, lo que les llevó hasta los 120° de longitud oeste. Cuando volvieron a recuperar viento favorable del sureste avanzaron de nuevo a buen ritmo, superando las 100 millas náuticas diarias. El persistente buen tiempo convenció a Cook de volver a poner a la tripulación en el sistema de tres guardias y a sacar los cañones de las bodegas para colocarlos de nuevo en su lugar en cubierta. Por esas fechas la tripulación reinicia sus entrenamientos con las armas ligeras. Cook empieza a anticiparse al momento en el que tenga los primeros encuentros con los habitantes de las islas. Los monótonos días de navegación son aprovechados por los científicos de la expedición para ponerse al día en la descripción, catalogación y representación gráfica de los especímenes botánicos y animales recogidos desde que comenzó la expedición que estaban todavía pendientes de estudiar y clasificar. Esta labor se realizaba en la gran cabina de popa, espacio común de trabajo que todos los civiles además de Cook compartían.
Hacia la latitud 30° sur comenzaron a avistarse aves tropicales. El jueves 15 de marzo las efemérides preveían que tuviera lugar el ocultamiento de Saturno por la Luna. El astrónomo Green se preparó para ello pero las nubes entorpecieron las observaciones, y en el diario de Cook los espacios en los que anotar la hora de la inmersión y la emersión de la Luna sobre Saturno están en blanco. Richard Pickersgill, uno de los ayudantes del master, participa en las observaciones astronómicas, como reflejan su diario, siendo uno de los miembros de la tripulación que para esas fechas más había progresado en su formación astronómica. Banks escribió por esos días en su diario sobre la buena calidad del agua recogida en bahía Buen Suceso, en Tierra del Fuego. A pesar del aumento de las temperaturas y de que hacía ya casi dos meses de su recogida, esta se mantenía transparente, limpia y con buen sabor. A medida que se consumían estas reservas de agua, los toneles vacíos y situados en los pañoles de proa se rellenaban con agua de mar para equilibrar el barco. El 18 de marzo volvieron las lluvias, en ocasiones torrenciales hasta el punto de llegar a inundar las cabinas.
Las teorías que defendían la existencia de un gran continente o masa de tierra austral estaban siendo puestas a prueba tras ocho semanas de navegación ininterrumpida por el Pacífico y más de 3.700 millas náuticas (6.852 km) recorridas sin haber visto tierra, al menos en las latitudes recorridas por el Endeavour. Escribe Banks al respecto:

El número de grados cuadrados de su tierra que nosotros ya hemos comprobado que no son otra cosa que agua, refuta su teoría, y al menos me enseña que hasta que sepamos como se compone este globo y el lugar que la creación le ha asignado dentro del sistema general, no debemos mostrarnos ansiosos por buscar motivos para explicar porque una parte contrabalancea el resto.
Joseph Banks, Diarios, entrada del 20 de marzo de 1769

Faetón colirrojo (Phaethon rubricauda). Ilustración de Paul Louis Oudart para La galerie des oiseaux du cabinet d'histoire naturelle du jardin du roi, (París, 1822-1825) de L.J.P. Vieillot.

El avistamiento de aves tropicales iba en aumento. Se observaban, entre otros, petreles heraldo, fragatas, charranes sombríos y faetones colirrojos. El mar, además, traía abundantes algas y se vieron troncos de árboles flotando en el agua. Todo ello inducía a pensar en que había islas en las proximidades. De hecho, la posición del Endeavour el 21 de marzo (latitud 25°21′ S, longitud 129°52′ O) les situaba teóricamente en las cercanías de las islas Pitcairn (latitud 25° sur, longitud 130° oeste). Las Pitcairn habían sido descubiertas por el navegante español Pedro Fernández de Quirós en enero de 1606, concretamente las islas de Encarnación (actualmente llamada Ducie) y de San Juan Bautista (actualmente isla Henderson). Aparte de las referencias dadas por Quirós, Cook tenía las coordenadas medidas por Philip Carteret, mucho más concretas, que avistó las Pitcairn el 3 de julio de 1767 al mando de la corbeta HMS Swallow, el barco escolta del HMS Dolphin en la expedición del capitán Wallis, que se habían separado después del estrecho de Magallanes. Sin embargo, a pesar de su teórica proximidad, Cook no consideró conveniente demorarse en intentar encontrarlas puesto que no necesitaba recalar en tierra ni ese objetivo estaba entre las órdenes del Almirantazgo. El viernes 24 de marzo cruzaban el trópico de Capricornio. Por esas fechas las reservas de vino se han agotado y la cantidad que del mismo recibía la tripulación fue sustituida por grog.
Un hecho trágico rompió la rutina de la travesía oceánica. El domingo 26 de marzo, Cook escribió:

El infante de marina Greenslade, por accidente o por voluntad propia, ha caído por la borda y se ha ahogado; las siguientes circunstancias dan a entender que lo hizo intencionadamente, […].
James Cook, Diarios, entrada del 26 de marzo de 1769

William Greenslade, de 21 años, era uno de los infantes de marina de los doce que formaban el destacamento del Endeavour. Hacía el turno de guardia de tarde, el que va de las doce del mediodía hasta las cuatro de la tarde, en la puerta de acceso a la zona de cabinas de Cook, Banks y el resto de civiles. Según el relato que hace Banks de lo sucedido, el joven William Howson, uno de los criados de Cook, le pidió a Greenslade que le guardara una pieza de piel de foca con la que pretendía hacer bolsas de tabaco para varios marineros. Greenslade le había pedido a Howson que le hiciera una pero al parecer este se había negado. Al tener la piel en su poder, Greenslade aprovechó para quedarse con un pedazo. Cuando Howson volvió y advirtió lo sucedido, discutió con Greenslade pero como consiguió que le devolviera el fragmento cortado le dijo que no lo denunciaría. Sin embargo, el hecho llegó a oídos de los compañeros de destacamento de Greenslade. Consideraron que el honor del grupo había sido mancillado y suponía una ruptura de la confianza que la tripulación depositaba en ellos: un robo cometido por el propio centinela durante su guardia, era una falta inexcusable, agravada por el hecho de que el objeto robado estaba bajo su custodia. Sus compañeros se sintieron obligados a comunicárselo a su superior, el sargento John Edgcumbe, que a su vez consideró que, a pesar de que el agraviado no iba a denunciar, él, como su superior, no podía ocultar el hecho una vez conocido y debía hacérselo saber al capitán. Esa misma noche, probablemente abrumado por la respuesta de sus compañeros de destacamento y la perspectiva de verse humillado ante el capitán y el resto de la tripulación, antes de que el sargento lo llamara para llevarlo ante Cook, Greenslade subió a cubierta. Se dirigió a proa, hacia el lugar en el que los marineros hacían sus necesidades, por lo que no llamó la atención de los que en ese momento estaban allí, y amparado por la oscuridad se arrojó por la borda. Cuando los hombres lo echaron a faltar, ya era demasiado tarde.
Esta es una de las escasas ocasiones en las que Banks hace referencia en su diario a un asunto personal sobre alguno de los miembro de la tripulación del Endeavour, relatando con detalle todo lo sucedido. Cook, en su anotación en el diario de ese día, parece lamentarse de no haber podido hacer nada por evitarlo:

No supe ni del robo ni sobre las circunstancias del mismo hasta que el joven ya no estaba entre nosotros.
James Cook, Diarios, entrada del 26 de marzo de 1769

Los últimos día de marzo predominaban las calmas y la progresión del Endeavour se ralentiza. Cook aprovechó para realizar tareas de mantenimiento del barco como reforzar el cable del ancla principal y hacer reparaciones en los tres botes del barco además de recubrir con brea y carbonato de plomo las superficies de sus cascos para protegerlos del gusano teredo. El escorbuto volvió a aparecer, aunque de forma leve y con solo tres personas afectadas. Uno de ellos fue el propio Banks. Explica en su diario que a pesar de que, como el resto de la tripulación, comía chucrut constantemente y bebía una pinta de wort al día, sus encías se hincharon y aparecieron aftas en su boca. Temiendo que fuese una manifestación del escorbuto empezó a utilizar las preparaciones a base de zumo de cítricos que le habían proporcionado antes de salir de Londres. Todos los días añadía una pequeña cantidad de alguno de esos preparados a base de limón o de naranja a un vaso de licor. Según sus notas, en menos de una semana se había recuperado. En los días siguientes se registraron nuevos casos de escorbuto: el 2 de abril el marinero Samuel Jones y al día siguiente el ayudante del cirujano, William Perry. Ambos se trataron tomando un cuarto de galón de wort al día, junto con otras medidas, y parece que ya estuvieron recuperados diez días después.
Situados entre los paralelos 20 y 19 de latitud sur, el Endeavour estaba cerca de la longitud 137° oeste a la que el capitán Wallis con el Dolphin se encontró con los primeros atolones del archipiélago de Tuamotu. En este punto de la expedición, las órdenes del Almirantazgo eran muy claras:

[...]; sin embargo, tenga la precaución de alcanzar el paralelo de la isla del Rey Jorge al menos 120 leguas al este de la misma y ponga sus mejores esfuerzos para llegar allí entre un mes y seis semanas antes del tercer día del mes de junio del próximo año, para que el Sr. Green y usted dispongan de tiempo suficiente para ajustar y probar los instrumentos. [...]
Instrucciones del Almirantazgo para el teniente James Cook

A fecha del 30 de marzo, el Endeavour estaba unos minutos al norte del paralelo 19° sur y a una longitud de 131°21′ O, es decir, 2° al sur y 18° al este de las coordenadas de Tahití (17°40′ S, 149°25′ O), lo que supone encontrarse a una distancia de aproximadamente 1.800 km de dicha isla. En los días siguientes, con vientos del sur y del este que le permitieron avanzar más de 100 millas náuticas al día, Cook puso rumbo oeste, con más de 1000 km de margen de lo que decían las órdenes (120 leguas son algo más de 666 km) y más de dos meses antes de la fecha prevista del tránsito de Venus. Navegando hacia Tahití sin ninguna referencia salvo las astronómicas y los datos de la ruta llevada por Wallis, Cook y Charles Green realizaron esos días numerosas observaciones y cálculos de su posición para no cometer errores y determinar lo más exactamente posible la longitud en la que se encuentran en cada momento.

#### Ruta por el archipiélago de Tuamotu hasta Tahití: 4 - 13 de abril.
- Días de navegación: 10.
- Distancia recorrida: 637 millas náuticas (1.246 km).
- Media de distancia recorrida/día: 67,3 m.n./día (124,6 km/día).

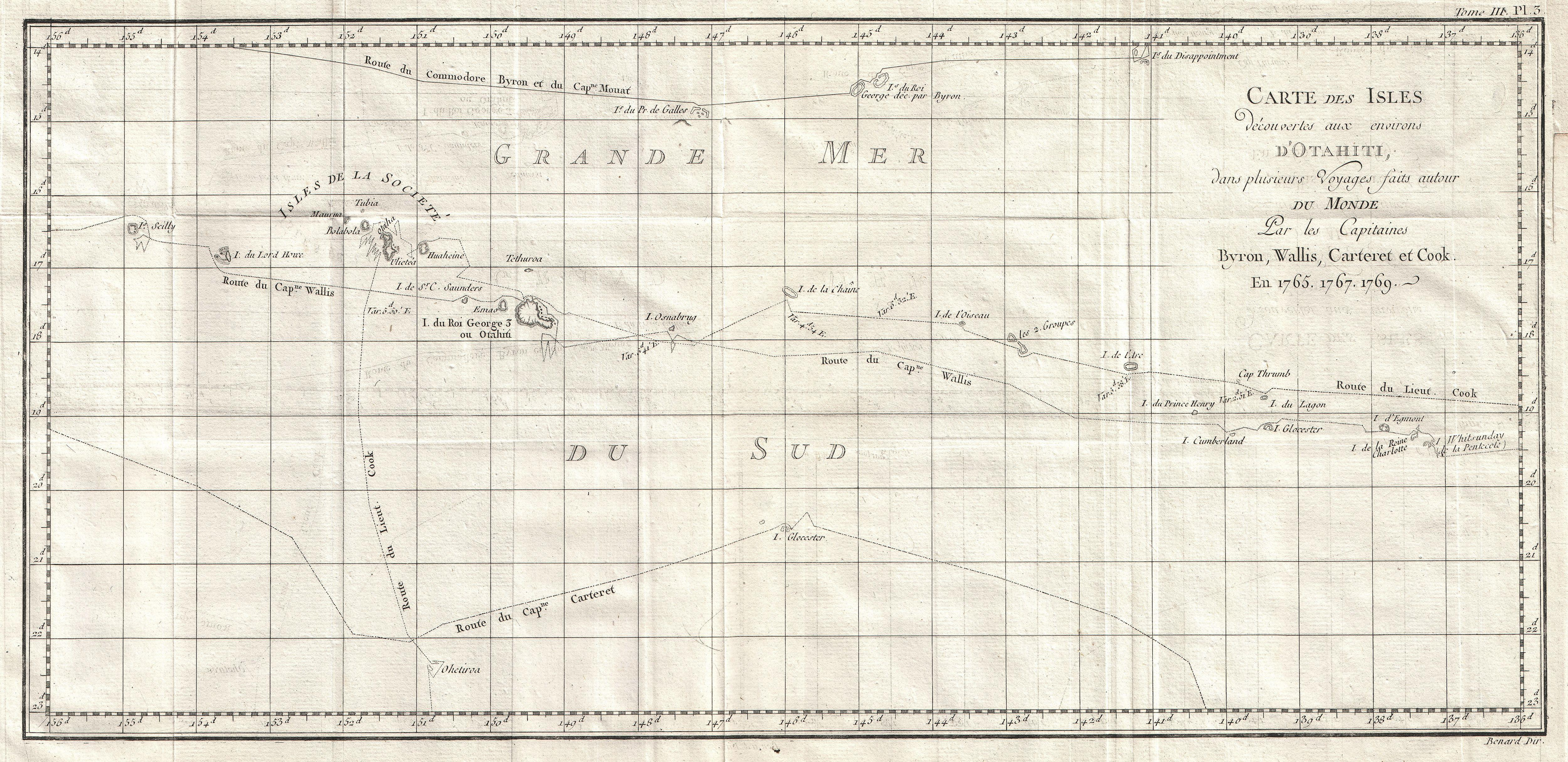
Mapa con las rutas a través del archipiélago de Tuamotu e islas de la Sociedad de Byron, Wallis, Cartert y Cook. Grabado por Robert Bénard. En: Relation des voyages entrepris par ordre de sa Majesté Britannique actuellement régnante pour faire des découvertes dans l'hémisphère méridional, et successivement exécutés par le commodore Byron, le capitaine Carteret, le capitaine Wallis et le capitaine Cook dans les vaisseaux "le Dauphin ", "le Swallow" and "l'Endeavour". (1774, Paris: edición de Saillant y Nyon). Biblioteca Nacional de Australia.

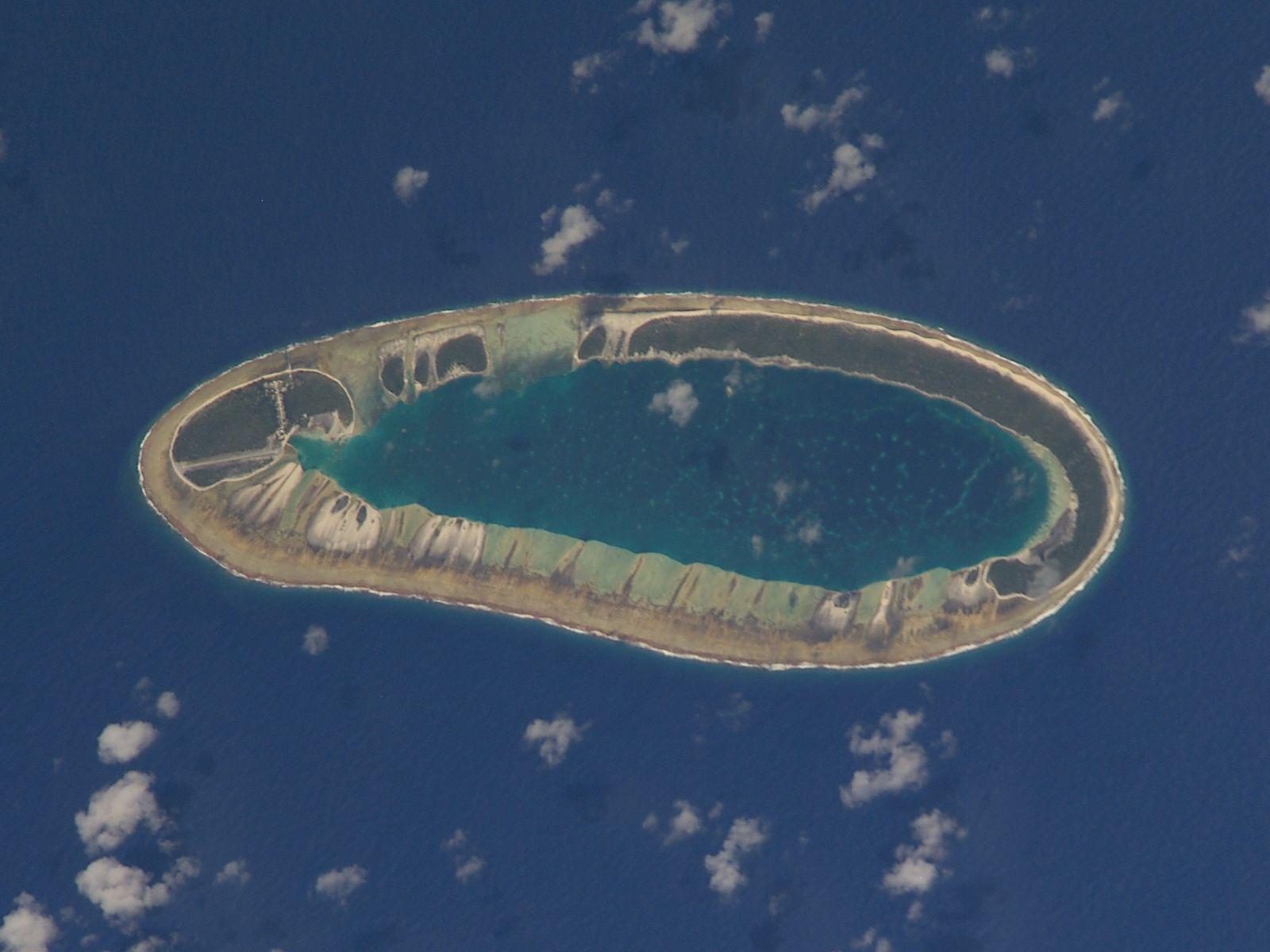
Atolón Vahitahi. Imagen obtenida en 2003 desde la Estación Espacial Internacional, NASA.

La mañana del 4 de abril, un día de viento fuerte pero cielos despejados, Peter Briscoe, uno de los sirvientes de Banks que estaba en cubierta porque formaba parte de la segunda guardia, avisto tierra hacia el sur. Habían pasado 72 días desde que se levó el ancla de bahía Buen Suceso en Tierra del Fuego y más de 4.700 millas náuticas (más de 8.700 km) de travesía por el Pacífico Sur. Se trataba del atolón de Vahitahi, en la región oriental del archipiélago de Tuamotu, archipiélago que actualmente forma parte de la Polinesia Francesa. La expedición francesa de Bouganville, en marzo de 1768,  fue la primera expedición europea en avistar este atolón. Cook cambió el rumbo para acercarse a él, con los marineros subidos a las cofas observando su forma elíptica, su laguna salada interior, los bosques de palmeras. El humo de hogueras indicaba que estaba habitada. Al mediodía estaban a una milla náutica de distancia y pudieron ver a sus habitantes. Banks utilizaba un catalejo para observarlos con más detalle, distinguiendo al menos a 24 individuos de piel cobriza y pelo oscuro, prácticamente desnudos, que seguían por la orilla el discurrir del barco llevando bastones y lanzas en sus manos sin que quedara claro si sus gestos eran amistosos o no. En zonas aclaradas de vegetación, bajo la sombra de las palmeras, se veían las cabañas de sus habitantes. A ojos de Banks la estampa no podía ser más atractiva:

[…] no puedo imaginar lugares más placenteros, al menos así nos parecen a nuestros ojos, que durante tan largo tiempo no han visto otra cosa que agua y cielo.”
Joseph Banks, Diarios, entrada del 4 de abril de 1769

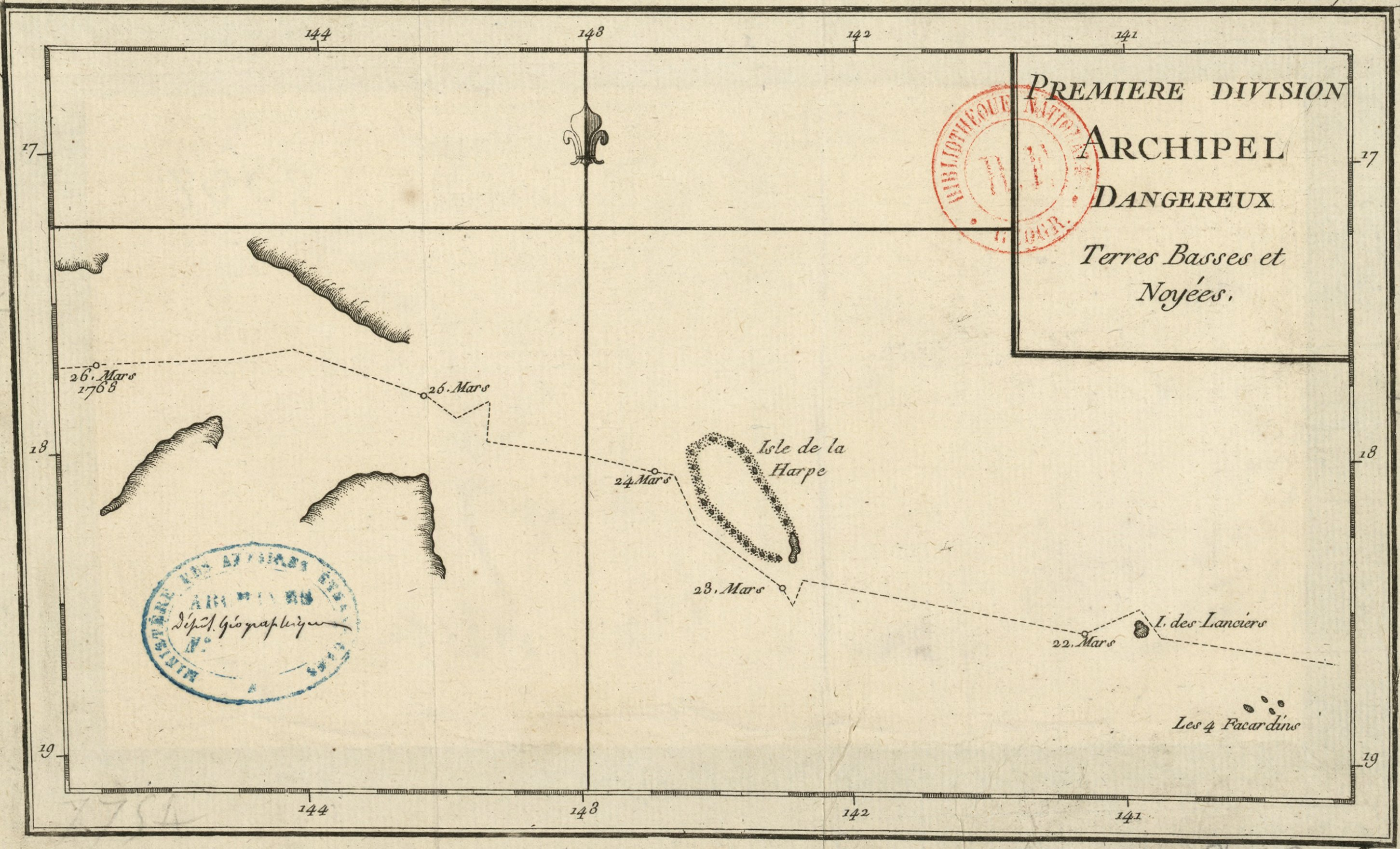
Carta de navegación con parte de la ruta de Bougainville por Tuamotu, (1768), similar en este tramo a la que hizo James Cook. Aparecen los atolones de Vahitahi (Les 4 Facardins), Akiaki (l'île des Lanciers) y Hao (l'île de la Harpe). Biblioteca Nacional de Francia.

A partir de entonces, fueron sucediéndose los avistamientos de islas, aunque no se detuvieron en ninguna de ellas. Antes de acabar el día, pasaron junto al atolón de Akiaki, 45 km al oeste-noroeste de Vahitahi, que por su aspecto áspero Cook llama Thrump Cap y que aparentemente estaba deshabitada. Las aves eran abundantes en los alrededores de la islas identificándose fragatas y tiñosas menudas (Anous minutus). Pescaron un guaju (Acanthocybium solandri). Al día siguiente, hacia las 3 de la tarde, avistaron al suroeste el atolón Hao, que rodearon por el sur. Por su forma Cook lo llama Bow Island. Banks pasó varias horas subido a la cofa del mástil deleitándose con las vistas del atolón y del mar al atardecer, haciendo luego una detallada descripción en su diario. El segundo teniente, John Gore distinguió nativos en sus orillas y canoas varadas bajo las palmeras, aunque aparentemente nadie se apercibió de la presencia del Endeavour. Hao fue descubierta por Pedro Fernández de Quirós en febrero de 1606, uno de los primeros encuentros entre europeos y polinesios. También Bougainville la avisto en su expedición, llamándola La Harpe. Pasado el mediodía navegaron al sur de los grupos de atolones de Marokau, al norte, y Ravahere, al sur, que Cook llamó Two Groups, a 104 km de Hao. Desde Marokau salieron varias canoas a su encuentro, por lo que Cook decidió detenerse para esperarlos. Pero los nativos también se detuvieron y no se acercaron más por lo que el Endeavour volvió a ponerse en marcha. Banks describe canoas ocupadas por 3 personas y otras por 6 o 7, algunas de ellas con mástil y vela. Desde las canoas y la orilla les hacían señales con las manos a las que los marineros del Endeavour contestaban agitando las suyas y sus sombreros. Escribe Banks de lo innecesario que era desembarcar en estas pequeñas islas y exponerse a un enfrentamiento con los nativos solo por satisfacer su curiosidad, cuando Tahití está ya tan próximo:

“Nuestra situación hacía inapropiado acercarnos más, no queríamos nada en especial y la isla era demasiado insignificante como para ser objeto del que valiera la pena tomar posesión; por lo tanto, si por nuestra curiosidad nos hubiéramos acercado en bote y nos hubiéramos visto obligados a hacer daño a alguno de los nativos si hubiésemos atacados y nos hubiéramos tenido que defender, la única razón que entonces podríamos alegar sería el deseo de satisfacer una curiosidad inútil.”
Joseph Banks, Diarios, entrada del 6 de abril de 1769

A la mañana siguiente, 120 km al oeste de Hao, avistaron hacia el norte el atolón Reitoru, también descubierto por Bouganville, y pusieron rumbo hacia él. Cook dice que estaba deshabitado pero que era abundante en aves, sobre todo fragatas, por lo que lo denomina Bird Island. Tras 24 horas sin nuevos avistamientos, el 9 de abril (fecha náutica), avistaron al norte el atolón Anaa. Está 350 km al este de Tahití. Cook lo denomina Chain Island, que con 30 km de largo y 6,5 de ancho era la mayor de todas las islas que avistarían hasta llegar a Tahití. Vieron signos de que estaba habitada. Existe un mapa hecho por Cook y un perfil dibujado por Buchan. La noche fue lluviosa y con tormentas con abundante aparato eléctrico, mejorando por la mañana, cuando avistaron la isla de Mehetia, isla volcánica descubierta por Wallis en junio de 1767, que llamó Osnaburg Island, y a la que también llegó Bouganville el 2 de abril de 1768, llamándola Le Boudoir. Cook la rodeó por el sur. Hay ilustraciones realizadas por Parkinson y Buchan.

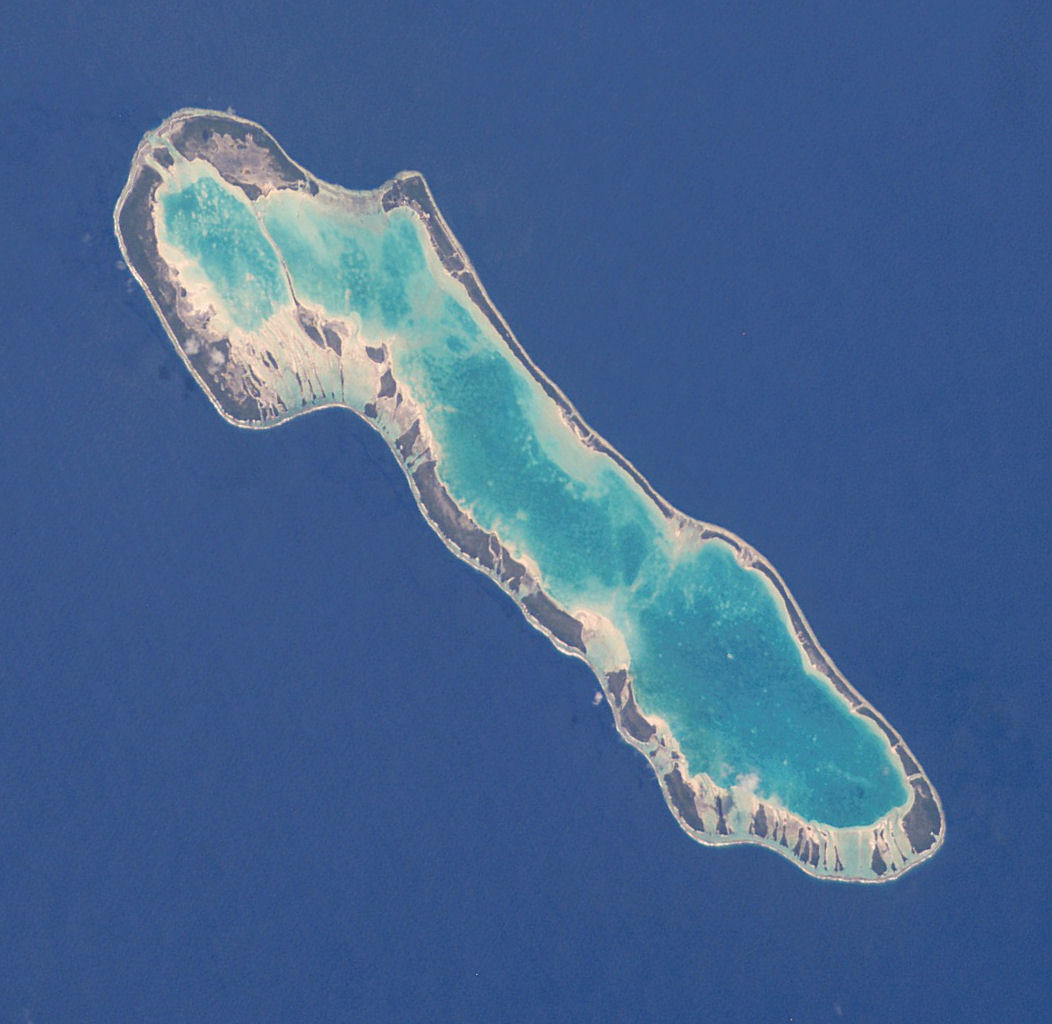
Atolón Anaa. Imagen obtenida en 2003 desde la Estación Espacial Internacional. NASA.

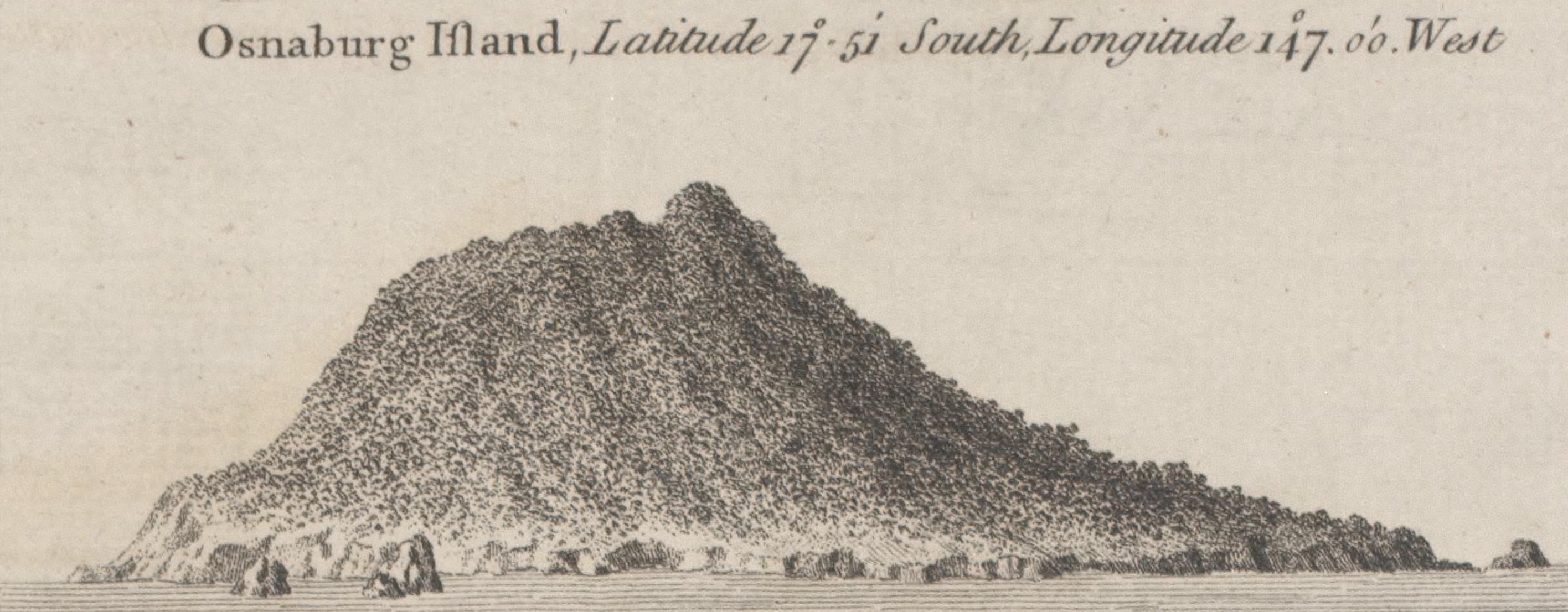
Perfil de Mehetia (Osnaburg Island), por James Cook. Impreso por W. Strahan y T. Cadell, Strand, Londres, 1773. Biblioteca Nacional de Australia.

Se encontraban a poco más de 100 km al este de Tahití, la tripulación estaba expectante y al atardecer, nuboso y borrascoso, a algunos marineros les pareció ver tierra al oeste. El propio Banks subió a la cofa pero las nubes ocultaban la vista. El martes 11 de abril, a las 6 de la mañana, se anotó oficialmente en la bitácora que se avistan al oeste las elevadas montañas de Tahití. Al día siguiente el mar estaba en calma y el viento era flojo, el Endeavour apenas avanzó 18 millas. Cuando estaban a unos 30 km de la costa, varias canoas de tahitianos se acercaron al barco desde la isla llevando cocos, frutas frescas y pescado. No paraban de decir “taio, taio”, que en lengua tahitiana significa "amistad". Sin subir a bordo, intercambiaron las frutas por clavos, cuentas y botones con los hombres del Endeavour, que así pudieron comer su primera fruta fresca en meses. La tripulación estaba probablemente inquieta e impaciente por la proximidad de la isla y por pisar tierra. El marinero Samuel Jones recibió 12 latigazos por desobediencia. La noche fue inestable, con chubascos y viento variable, pero mejoró al amanecer, y con tiempo despejado, aunque muy húmedo y caluroso, se aproximaban tranquilamente a la bahía de Matavai, en el norte de la isla. Hay que recordar que en el Endeavour había varios veteranos de la expedición de Wallis que, por lo tanto, ya habían recorrido esas agudas y habían estado en Tahití hacía escasamente 2 años. Entre ellos estaban el segundo teniente John Gore, el master Robert Molyneux y sus tres ayudantes Clerke, Pickersgill y Wilkinson, por lo que para la aproximación a la isla se contaba con su experiencia. Por ejempló, se mandó la pinaza por delante para explorar y marcar los bajíos y arrecifes con los que el Dolphin de Wallis se encontró en el lado noreste de la entrada de la había. Rodeados por las canoas de los nativos que observaban atentamente las maniobras, a las 7 de la mañana del 13 de abril de 1769, a una profundidad de 13 brazas, el Endeavour echó anclas quedando fondeado en la bahía de Matavai.

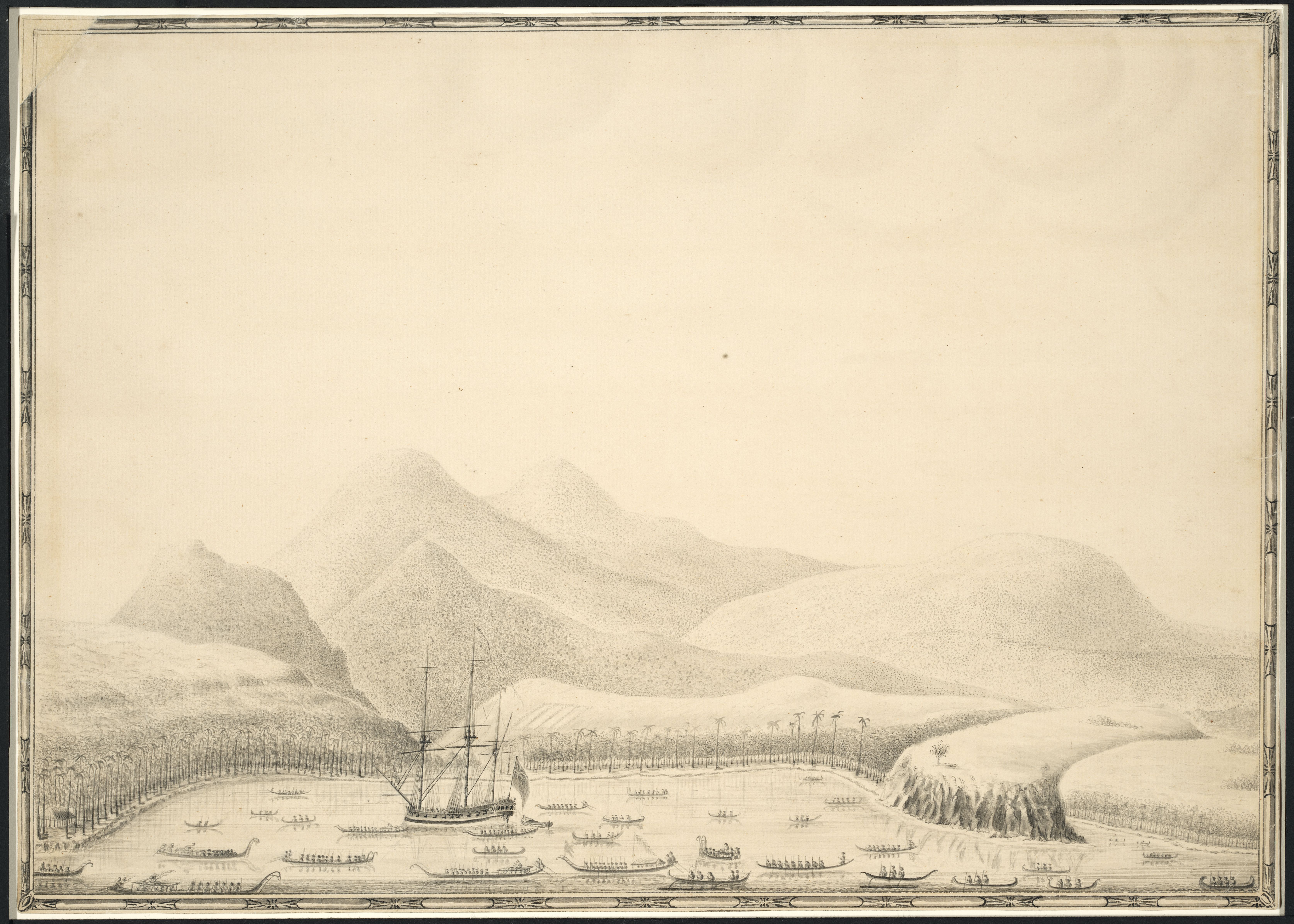
El HMS Dolphin de Samuel Wallis en bahía Matavai, Tahití. Ilustración de Samuel Wallis, hacia 1767. Biblioteca Nacional de Australia.

Habían pasado más de 7 meses y se habían recorrido más de 13.300 millas náuticas (24.632 km) desde que el Endeavour partió de Plymouth hasta su llegada a su primer objetivo, Tahití. Hasta entonces, el viaje había sido un éxito y fue un gran mérito de Cook y toda su tripulación como lo llevaron a cabo. Como explica Beaglehole, después de doblar cabo de Hornos y sortear la corriente de Humboldt alcanzando la máxima latitud sur posible lo más al oeste posible, Cook puso rumbo noroeste sin perderlo prácticamente durante 60 días, navegando más al oeste en el Pacífico Sur de lo que lo habían hecho sus predecesores. Aunque pasó cerca de las Pitcairn no desperdició tiempo en buscar algo que ni necesitaba ni estaba en las órdenes. Favorecido por una climatología que en general no fue demasiado adversa (Beaglehole pone el ejemplo del martirio de tormentas y temporales que sufrió Philip Carteret entre abril y julio dos años antes) llegó a la latitud de Tuamotu y Tahití con tiempo de sobra por delante, poniendo rumbo oeste entre las islas de Tuamotu. Su ruta por este archipiélago se acercaba más a la que siguió Bouganville (que Cook desconocía) que a la de Wallis, que quedaba un poco más al sur que la que llevó Cook, lo que se refleja en las islas que cada unos de ellos avistó en su ruta hacia Tahití hasta Mehetia, en la que ya coincidieron los tres. En palabras del propio Beaglehole:

“Esta travesía desde Plymouth hasta Tahití debe considerarse un ejemplo notable de marinería, y hay que recordar que fue la primera travesía oceánica de larga distancia que realizó Cook. Aunque se pueda considerar que la suerte estuvo de su lado, es también evidente que obtuvo el máximo partido de esa ventaja. […]. Aunque su mente había tenido que jugar libremente con algunos de los problemas de la navegación y la geografía, había demostrado que era posible cumplir literalmente con las instrucciones recibidas. Se le había aconsejado entrar en el paralelo de la isla del Rey Jorge al menos 120 leguas al este de la misma y al adentrarse en el archipiélago de Tuamotu desde el sureste exactamente en el momento preciso, eso era lo que había hecho: permitiéndose algunas millas de margen al norte y al sur, ya llevaba casi una semana navegando esa latitud. Se le había ordenado que hiciera todos los esfuerzos posibles por llegar a Tahití un mes o seis semanas antes de la fecha del tránsito. Él lo había hecho mejor. Tenía por delante siete semanas y un día antes del momento designado. Y sus hombres y pasajeros gozaban de buena salud.”
J.C. Beaglehole

Ese era el otro mérito de la expedición, el buen estado de salud que tenía toda la tripulación. Después de siete meses de viaje se habían contabilizado tan solo cinco bajas, cuatro por accidente y una por suicidio. Ninguna por enfermedad. Ninguna por escorbuto. Solo había unos pocos marineros en la lista de enfermos y ninguno por dolencias serias. Era un logro más que notable para la época. Y haber mantenido el escorbuto controlado fue uno de los méritos que se pueden poner en el haber de Cook y de los médicos del Endeavour. Esto Cook lo sabía y así se refleja en su diario, dedicando la mayor parte de su entrada del día que llegaron a Tahití a reflejar el buen estado de salud de sus hombres, el trabajo realizado por el cirujano del barco, William Monkhouse, y a explicar las medidas antiescorbúticas utilizadas, entre ellas la estrategia para que el chucrut, que al inicio no era del gusto de los marineros, fuera tomado de buena gana por toda la tripulación sin tener que recurrir a medidas disciplinarias.

“Al principio, la tripulación no comía el sour krout hasta que puse en práctica un método que, hasta donde yo se, nunca falla entre los marineros. Este consistió en servirlo en las mesas todos los días y permitir a todos los oficiales sin excepción que hicieran uso de él y dejar la opción al resto de los hombres de que comieran todo lo que quisieran de él; no pasó ni una semana y ya pude asignarlo en las raciones de todos […]; desde el momento en el que ven que sus superiores aprecian algo, ese algo se convierte en la sustancia más deliciosa del mundo y su inventor en el camarada más honorable.”
James Cook, Diarios del HMB Endeavour, entrada del 13 de abril de 1769

Una muestra de como Cook comprendía la psicología de los hombres de mar, como era capaz de persuadirles a cumplir sus órdenes sin recurrir a medidas de fuerza y de como, en definitiva, se preocupaba por su bienestar.

### F. Nueva Zelanda (8 de octubre de 1769 – 1 de abril de 1770).

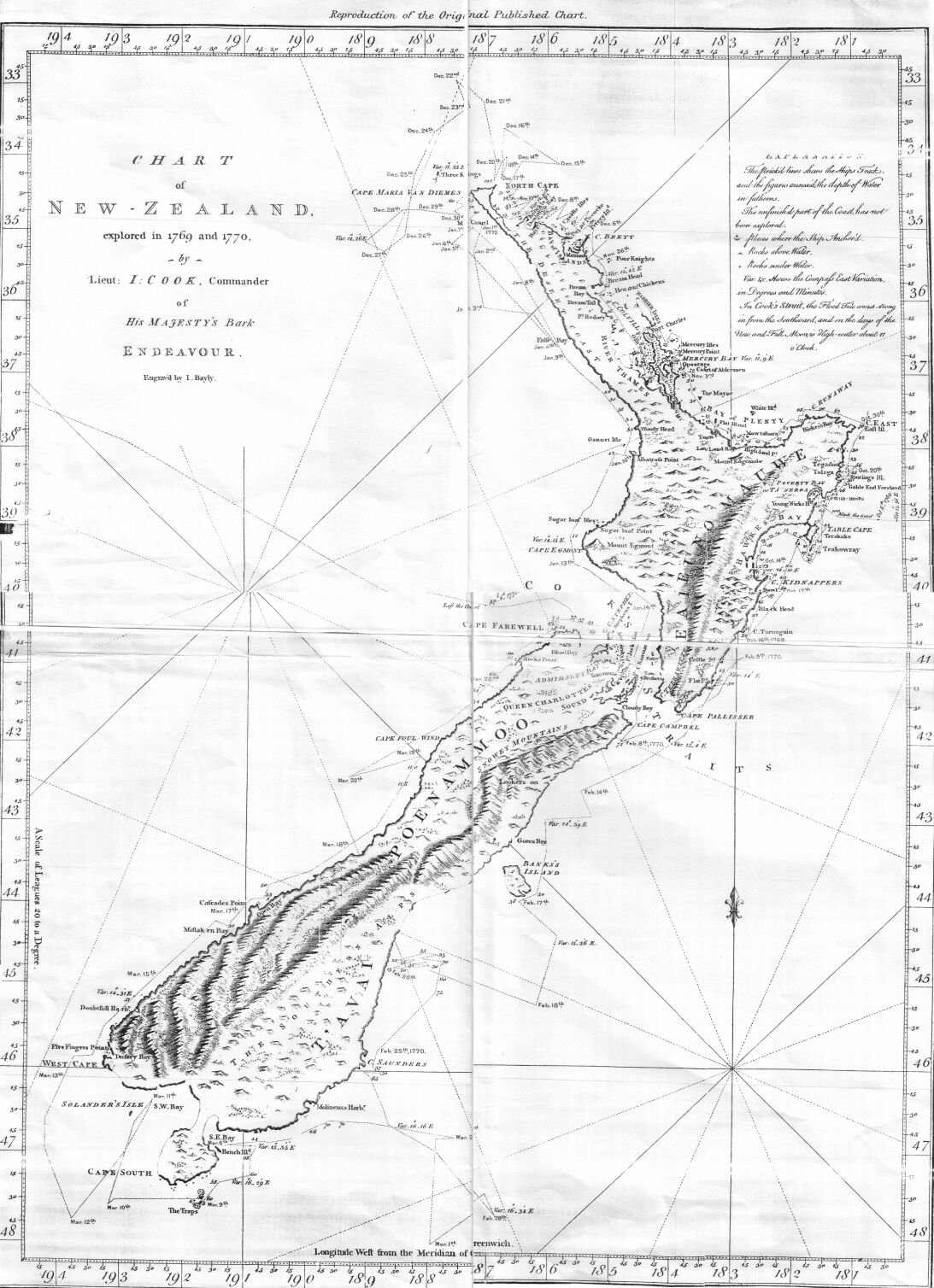
Grabado de John Bayly del clásico mapa de Nueva Zelanda realizado por James Cook y su sobrino Isaac Smith, que muestra el recorrido del HMB Endeavour del 6 de octubre de 1769 al 1 de abril de 1770 alrededor de las dos grandes islas neozelandesas y publicado en el relato del viaje editado por John Hawkesworth en 1773.

Las últimas masas de tierra emergida de gran extensión de nuestro planeta en ser ocupadas por el hombre fueron las dos islas principales de Nueva Zelanda, colonizadas por navegantes polinesios en algún momento entre los años 1250 – 1350 d. C. Es posible, aunque está mal documentado, que españoles, portugueses, chinos y malayos las avistaran, las visitaran o naufragaran en sus costas, pero el primer navegante no polinesio que avisto Nueva Zelanda y del que tenemos testimonio fue Abel Tasman en la breve visita que realizó durante su primer viaje de exploración de 1642 a 1643. Tasman llegó a su costa occidental, supuso que era parte de un hipotético continente austral que llegaba hasta el cono sur de Sudamérica y la denominó Staten Landt, nombre que los cartógrafos holandeses, posteriormente, lo cambiaron por el de Nueva Zelanda. Sin embargo, no fue hasta el viaje del Endeavour y al trabajo de James Cook y sus hombres cuando Nueva Zelanda fue realmente re-descubierta, situándola correctamente en los mapas y determinándose que no formaba parte de ningún continente sino que se componía de dos grandes islas separadas por un estrecho.
El Endeavour llegó a la costa este de la Isla Norte de Nueva Zelanda entre el 8 y el 9 de octubre de 1769, y se piso tierra por primera vez la tarde del lunes 9 de octubre. Fue el inicio de casi 6 meses de circunnavegación sistemática de las dos grandes islas neozelandesas durante los que se recorrieron más de 3.716 millas náuticas, con paradas y desembarcos en varios lugares de su costa. Fue otro de los grandes hitos de la primera expedición de James Cook. Durante esas semanas memorables, se cartografió y se hicieron cartas náuticas de prácticamente todo el perfil costero de las dos islas con un calidad tan alta que durante mucho tiempo fueron los únicos mapas fiables de Nueva Zelanda. Para Joseph Banks, Daniel Solander y su equipo ser los primeros naturalistas europeos en explorar aquellas tierras fue una gran oportunidad que no desaprovecharon. Su actividad fue frenética. Obtuvieron, catalogaron y dibujaron un gran número de muestras de especies de su flora y fauna, la mayoría desconocidas en Europa. Tanto las cartas de navegación como los perfiles costeros realizados por Cook y otros oficiales, así como las ilustraciones realizadas por Sydney Parkinson y Herman Spöring nos han dejado un registro visual inestimable de esta etapa del viaje.
El otro protagonista fue el pueblo maorí, los pobladores originales de Nueva Zelanda. En la época en la que llegaron los británicos, los descendientes de los aproximadamente 500 colonizadores polinesios de la “Gran Flota” de siete canoas que emigraron a las dos islas neozelandesas desde su lugar de origen en la polinesia oriental tropical, un lugar mítico conocido con el nombre de Hawaiki, habían alcanzado una población de aproximadamente unas 100.000 personas, que en su mayor parte vivían en la Isla Norte y en la franja costera norte de la Isla Sur. El pueblo maorí se encontraba en el periodo clásico de su prehistoria, iniciado hacia el 1500 d. C., con una economía mixta agrícola y de subsistencia basada en el cultivo de tubérculos como la kūmara, y en la recolección de helechos y otros vegetales comestibles salvajes, la pesca en el litoral y, en menor medida, la caza. Cook y sus hombres entablaron numerosos contactos con ellos y la tradición maorí ha dejado bastantes referencias de la visita del Endeavour de manera que es posible contemplar los acontecimientos sucedidos desde el punto de vista maorí. La mayor parte de los contactos que establecieron los hombres del Endeavour con ellos fueron más o menos amistosos aunque hubo que lamentar algunos encuentros desafortunados en los que hubo víctimas, siempre del lado maorí. Cook y Banks pronto advirtieron que aquellas gentes eran de inequívoco origen polinesio, pues desde su lenguaje, tan similar al hablado en las Islas de la Sociedad que el raiateano Tupaia pudo entenderse con ellos con normalidad, a sus costumbres tenían mucho en común con lo que habían podido observar en Polinesia. Los cuadernos de bitácora del Endeavour, y los diarios de James Cook, Joseph Banks y de otros miembros de la tripulación contienen abundantes descripciones del pueblo maorí, siendo las primeras observaciones y descripciones válidas que se conocen de este pueblo, que junto con las ilustraciones que Parkinson y Spöring realizaron de los propios maoríes, de sus utensilios, armas, canoas, construcciones y modos de vida, constituyen una inestimable fuente de información antropológica sobre cómo era la sociedad maorí del siglo XVIII antes de la llegada de los europeos. El viaje del Endeavour despertaría el interés europeo colonizador por Nueva Zelanda y cambió para siembre el curso de la historia del pueblo maorí que tuvo que sufrir la ocupación de sus tierras, la importación de nuevas enfermedades y la disminución de su población.
La presencia a bordo del Endeavour de Tupaia y Taiata dio lugar al que probablemente fuera el primer encuentro en 300 años entre maoríes y polinesios de las islas de la Sociedad. Raiatea se considera uno de los posibles lugares de origen de las migraciones polinesias que descubrieron Nueva Zelanda y se establecieron en ella. Desde la visión maorí, Tupaia era un congénere que venía del hogar ancestral, al que los maoríes no habían vuelto desde que finalizaran las últimas migraciones polinesias. De hecho, él fue la persona del Endeavour con la que más contacto tuvieron. Pronto comprendieron que era un arioki, una persona de la élite de su pueblo, con un elevado rango religioso, navegante y poseedor de sólidos conocimientos de su cultura. Se ha sugerido que para los maoríes él era considerado el verdadero líder de la expedición británica y al Endeavour lo llamaban “El barco de Tupaia”. Su presencia en Nueva Zelanda ha sido recordada por la tradición maorí hasta nuestros días. Por su origen polinesio, Tupaia podía comprender mejor que los británicos las costumbres y creencias maoríes. Y gracias a ello tuvo un papel fundamental en las relaciones que los británicos entablaron con los nativos. No hay duda que para Cook contar con él en Nueva Zelanda fue muy beneficioso, sobre todo una vez que se comprobó que era capaz de comunicarse fluidamente con los maoríes. Además de intérprete, fue un hábil mediador en el que Cook confiaba para suavizar sus relaciones con los nativos, interviniendo en los diferentes episodios conflictivos que hubo en esos meses. Su presencia fue determinante para que algunos de esos enfrentamientos no terminaran en baños de sangre y para que el trato que recibieran fuera, en términos generales, amistoso. Que entre la tripulación no hubiera víctimas por violencia en Nueva Zelanda es en gran parte mérito de Tupaia.
El Endeavour llegó a Nueva Zelanda con 89 hombres a bordo, sin contar a los polinesios Tupaia y Taiata. Durante la travesía desde las islas de la Sociedad a Nueva Zelanda solo ha habido que lamentar una baja: la del ayudante del contramaestre John Reading, fallecido de una intoxicación etílica aguda el 28 de agosto de 1769. Es de destacar que a pesar de llevar más de un año de viaje, el Endeavour tenía a casi toda su tripulación intacta pues solo había sufrido 7 bajas respecto a la tripulación que partió de Plymouth, la mayoría de ellas por accidentes. El estado de salud de todos ellos era, en general, aceptable, aunque de forma indirecta se infiere que había un número no definido de enfermos cuyas dolencias tampoco quedan registradas con claridad. Y tampoco consta ni sabemos cuántos marineros podían estar de baja por accidentes o traumatismos Según el informe redactado por William Perry, todavía ayudante del cirujano en la etapa neozelandesa del viaje, no se registró ningún caso de escorbuto durante la larga travesía desde las islas polinesias del Pacífico Sur hasta Nueva Zelanda, y explica que las medidas adoptadas para prevenir el escorbuto hicieron que no aparecieran más que dos casos en los meses que pasaron en las costas neozelandesas.
El Endeavour permaneció en aguas neozelandesas 176 días, los 99 primeros rodeando la Isla Norte. Se detuvieron entonces algo más de 3 semanas, en la que sería la parada más larga durante esos meses, para reabastecerse y hacer reparaciones en una ensenada del Queen Charlotte Sound, en el norte de la Isla Sur. Cuando reanudaron la navegación el 7 de febrero de 1770, primero terminaron de explorar la costa sureste de la Isla Norte, que se había quedado sin explorar, con lo que se demostró que no había nexo de unión entre las dos grandes islas neozelandesas, para, después, circunnavegar la Isla Sur en sentido horario. Lo hicieron sin detenerse ni desembarcar en tierra en ningún momento y completaron la vuelta a esta isla en 47 días, echando finalmente el ancla en Low Neck Bay, en la bahía del Almirantazgo. Tras permanecer allí fondeados 5 días, el 31 de marzo de 1770 partieron definitivamente de Nueva Zelanda con rumbo oeste por aguas del mar de Tasmania.
A Cook le gustaba Nueva Zelanda. Volvió allí en otras cuatro ocasiones en sus otros dos viajes al Pacífico, pasando un total de más de 300 días allí, ya fuera en sus islas o navegando en sus costas. Queen Charlotte Sound era su base ideal de aprovisionamiento y descanso en sus viajes australes. Supo apreciar y admirar las riquezas de aquellas tierras, sus bosques madereros, su fertilidad, sus virtudes como lugar para futuros asentamientos. También mostró su reconocimiento y respeto por el pueblo maorí, aunque sus relaciones fueron complejas y no siempre cordiales. Siguiendo las recomendaciones de Lord Morton, y contando con la inestimable mediación de Tupaia, hizo grandes esfuerzos para evitar enfrentamientos violentos con ellos aunque no siempre pudo evitarlos ni que hubiera víctimas. Pero siempre consiguió contenerlos y limitar los daños, incluso hacer las paces tras ellos. A diferencia del pueblo tahitiano, el maorí era, en general, más guerrero y belicoso y Cook desarrolló un método con el que iniciar las relaciones con ellos que combinaba las intenciones pacíficas y un trato transparente y justo con el uso de la fuerza para responder a la fuerza utilizando las armas como disuasión y el tiro de mosquete o el fuego de los cañones solo como último recurso. Consiguió contener los pocos contactos violentos que sufrieron y pudo establecer relaciones personales, comerciales y de mutuo conocimiento con un pueblo y en unas situaciones que a priori podían ser impredecibles. Dio instrucciones a su tripulación de cómo debía realizarse el contacto con la población nativa y de cómo desarrollar sus actividades con el mínimo impacto en la sociedad maorí. No dudo en castigar severamente a sus subordinados cuando alguno de ellos sobrepasaba esos límites y rompía esas reglas.

#### Isla Norte (N.Z.): 8 de octubre de 1769 - 14 de enero de 1770
- Duración: 99 días.

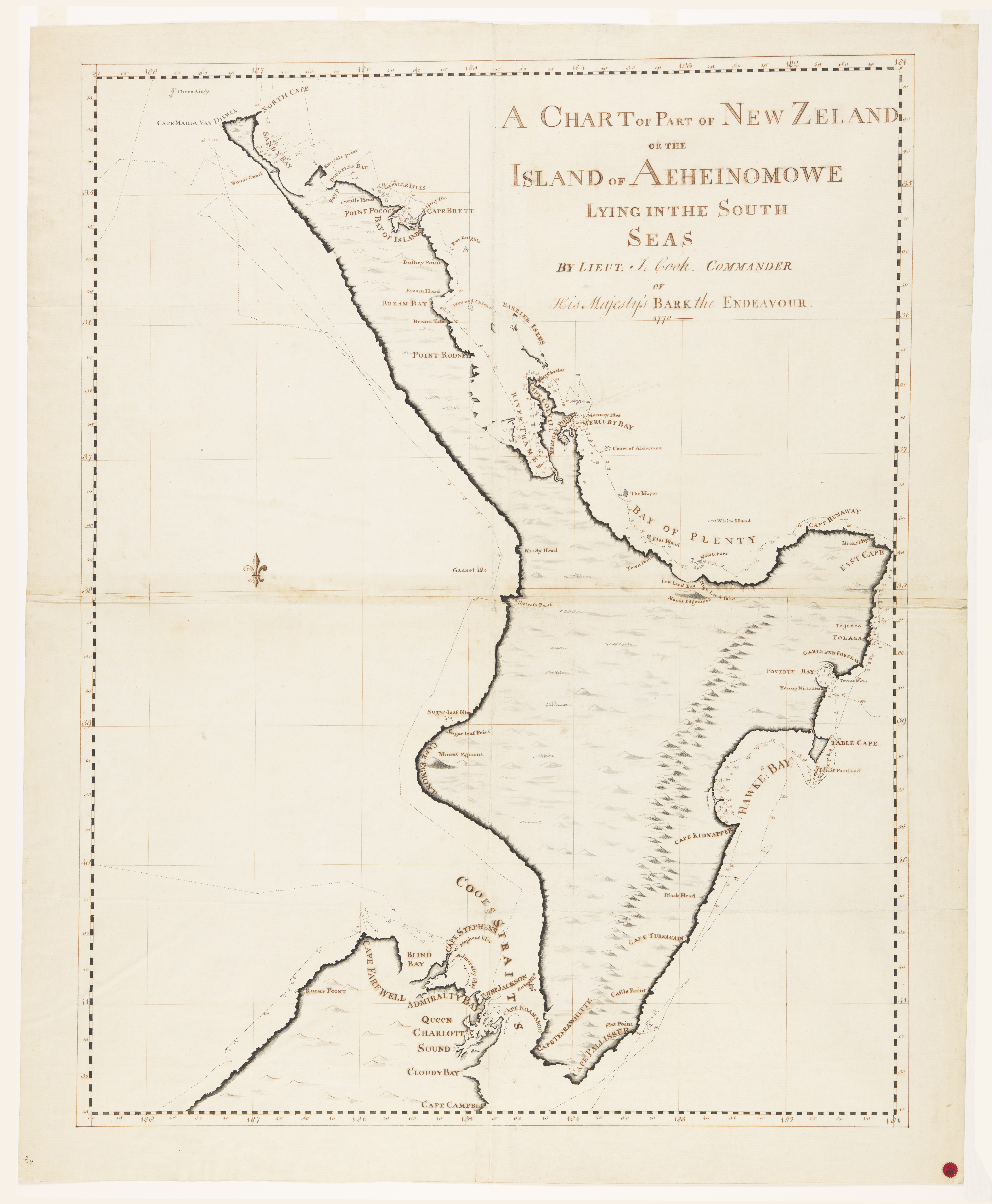
Carta náutica manuscrita de la Isla Norte de Nueva Zelanda por James Cook e Isaac Smith (oct 1769-ene 1770). Biblioteca Estatal de Nueva Gales del Sur, Sidney, Australia.

- Distancia recorrida: 1980 millas náuticas (3666 km).[Nota 67]

La Isla Norte, cuyo nombre maorí oficial es Te Ika-a-Maui, "A Ehei No Mouwe" en la transcripción del maorí que hizo James Cook, fue el primer avistamiento y lugar de desembarco de la tripulación del Endeavour en Nueva Zelanda. se rodeó en sentido antihorario casi por completo en 99 días, desde la llegada a Poverty Bay el 8 de octubre de 1769 hasta que avistaron el Queen Charlotte Sound en la costa noreste de la Isla Sur el 14 de enero del año siguiente, dejándose solo una pequeña parte de la costa sureste sin explorar que se completaría más tarde.  La mayoría de los desembarcos de la expedición en Nueva Zelanda tuvieron lugar en la Isla Norte, en seis localizaciones diferentes de la misma: las bahías de Poverty, Anaura, Tolaga, Mercury, el estuario del Támesis y Bay of Islands. La navegación de esta isla tuvo su momento culminante en el paso y cálculo de las coordenadas del cabo Norte y del cabo María van Diemen en el extremo norte de la misma. Allí el Endeavour se vio afectado por una serie ininterrumpida de tormentas y fuertes vientos que lo desviaron de su rumbo en varias ocasiones alejándolo mar adentro. Lo que en condiciones normales le hubiera llevado tan solo unos pocos días de navegación le llevó todo un mes en el que tanto la tripulación como el barco se sometieron a una prueba de extrema exigencia.
Fue en la Isla Norte donde se produjeron el primero y la mayor parte de los contactos posteriores con los maoríes. Los primeros nativos neozelandeses en tener contacto con la tripulación del Endeavour pertenecían a los iwi Ngāti Porou y de Rongowhakaata, dos de las tribus maoríes que habitaban en la actual región de Gisborne, concretamente en la zona de la bahía de Turanganui-a-Kiwa, que luego Cook llamaría Poverty Bay, en la costa noreste de la Isla Norte. Las circunstancias hicieron que el Endeavour hiciera su llegada a Nueva Zelanda en un lugar con un fuerte componente simbólico para los maoríes y en el que la tradición maorí sitúa la llegada de las canoas Horouta y Takitimu,, dos de los siete legendarios waka, (canoa en lengua maorí), que formaban parte de las migraciones polinesias a Aotearoa desde la mítica Hawaiki y las tradiciones fundacionales del pueblo maorí. Ambas canoas terminaron su viaje varando en las playas al oeste de la desembocadura del río Turanganui en Poverty Bay, lugar en el que se asentaron sus ocupantes y sus descendientes. En el siglo XVIII el área estaba habitada principalmente por cuatro grupos tribales, o iwi en lengua maorí: el ya referido Rongowhakaata y los Ngai Tahupoo (después llamado Ngai Tamanuhiri),Te Aitanga a Mahaki y Te Aitanga a Hauiti. Poco antes de la llegada del Endeavour, clanes pertenecientes a los iwi Te Aitanga A Hauiti y el de Te Aitanga A Mahaki, asentados en ambas orillas del Turanganui, vivían un periodo de luchas intermitentes. Según la tradición, la llegada de los británicos fue profetizada tres años antes por Toiroa Ikariki de Nukutaurua, uno de los ancianos del clan Ngāti Maru, clan rongowhakaata de la península de Mahia, al sur de Poverty Bay. Los primeros encuentros entre británicos y maoríes terminaron, por diversos motivos, violentamente y con víctimas del lado maorí. Otro de los encuentros críticos entre británicos y maoríes, a aparte de los episodios de Poverty Bay, fue el enfrentamiento armado que una pequeña partida de hombres del Endeavour, encabezada por el propio James Cook, que habían desembarcado en la isla de Motorua en Bay of Islands, mantuvo con una fuerza de 200 o 300 maoríes, enfrentamiento que estuvo a punto de acabar en un baño de sangre. Pero las intenciones pacíficas y conciliadoras de Cook y la presencia de Tupaia lograron contener esos y otros enfrentamientos y, en general, los contactos con los diversos clanes y tribus de las regiones que visitaban fueron amistosos.

##### Primer desembarco e incidentes en Poverty Bay: 8 - 11 de octubre

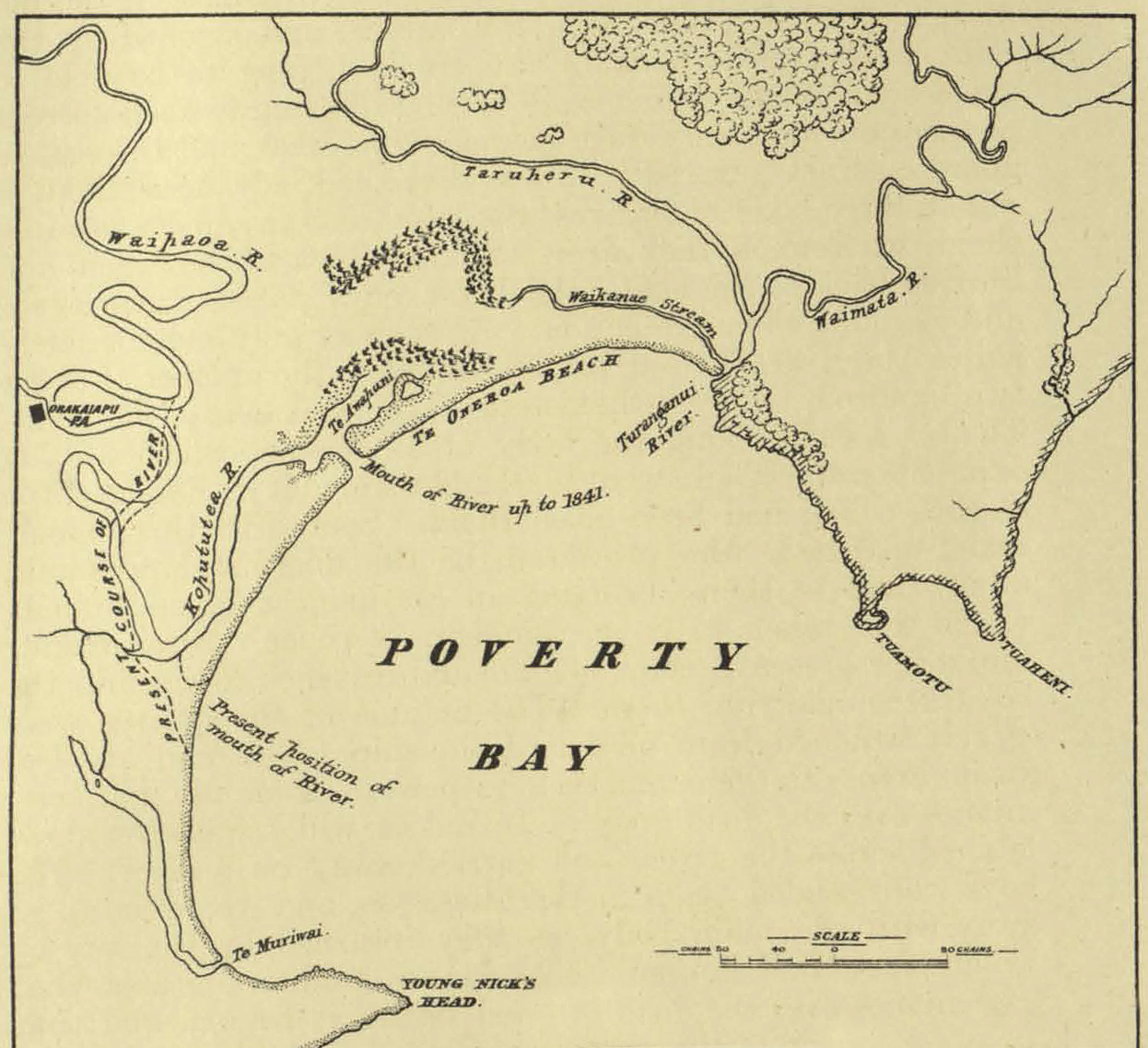
Poverty Bay en las fechas de la llegada de James Cook en octubre de 1769. Según WL Williams, 1888.

La tarde del sábado 8 de octubre (fecha náutica), situados a unos 10 o 15 km de la costa neozelandesa, Cook menciona por primera vez la bahía que más tarde llamaría Poverty Bay (bahía de la Pobreza o Tūranganui-a-Kiwa en lengua maorí). Se dirigieron hacia el promontorio sur de la misma, que fue el punto de referencia escogido para fijar el rumbo desde que se avisto la costa por primera vez, y al que más adelante se le dará el nombre de promontorio de Young Nick. Desde cubierta pudieron observar con detenimiento las características de la costa y de que estaba habitada. Durante la tarde y la noche de ese mismo día el viento les impidió entrar en la bahía y, empujados hacia el extremo norte de la misma, no consiguieron entrar con seguridad hasta la tarde del día siguiente echando el ancla frente a la desembocadura del río Turanganui, en la situación de la actual ciudad neozelandesa de Gisborne. Eran las 16:00 horas del domingo 9 de octubre de 1769.
Cook está decidido a desembarcar. Después de casi dos meses de navegación oceánica era prioritario recuperar las reservas de agua potable y otros aprovisionamientos. A primera vista la bahía ofrecía buenas perspectivas, y dado que parecía ser una región habitada, la posibilidad de entablar el primer contacto con sus habitantes. Lamentablemente, las primeras horas del Endeavour en Nueva Zelanda no fueron afortunadas y terminaron en enfrentamientos armados que tuvieron como resultado varias víctimas maoríes. A diferencia de Tahití, no había nadie entre la tripulación que hubiera estado previamente aquí. Nadie, ni siquiera Tupaia, podía conocer a los maoríes ni sus modos de comportamiento. La única referencia de la que disponían era la de Abel Tasman, expedición en la que el escaso contacto que tuvieron con los nativos fue violento y terminó con la muerte de 4 hombres de la tripulación holandesa, lo que disuadió a Tasman de desembarcar en ningún otro lugar de sus costas. Los diarios reflejan que Cook tomó precauciones antes de bajar a tierra e hizo preparar los cañones giratorios para montarlos en los botes. Hay discrepancias respecto a quienes formaron parte de esta primera partida de hombres en suelo neozelandés. La encabezaban Cook, Banks y Solander. También va el cirujano William Monkhouse y es altamente probable que alguno de los oficiales, pero hay dudas de si Tupaia estaba o no presente en este primer desembarco. Se ha sugerido que la no presencia de Tupaia en esta primera visita a tierra fue determinante para que está terminara fatalmente. Cook menciona que fueron con la yola y la pinaza, pero Parkinson dice que también se utilizó la lancha larga, lo cual incrementa el número de hombres que desembarcaron. Cook no dice nada de los marines, pero tanto Banks como Parkinson si los mencionan y así se consigna en el cuaderno de bitácora. Si fueron, no intervinieron en ningún momento. El plan inmediato era buscar un punto de aguada y aprovisionamiento, y por ello se dirigieron hacia la desembocadura del río Turanganui.
La yola varó en la playa al este de la desembocadura del río Turanganui. No nos consta quién fue el primero en pisar tierra neozelandesa. Los maoríes habían visto llegar el Endeavour al menos desde el día anterior y estaban expectantes. Un grupo de maoríes, del hapu rongowhakaata de Ngāi Tawhiri, se había congregado al otro lado de la orilla del río, en la playa de Oneroa (actualmente Waikanae) y Cook, que tenía intención de contactar y parlamentar con ellos, los siguió hacía sus chozas dejando la yola con 4 hombres. Entonces, otra partida de 4 maoríes surgió de entre los árboles armados con lanzas. Los hombres de la pinaza los vieron de inmediato y el timonel de la misma, probablemente el piloto de derrota Samuel Evans, ante lo que interpretó como un intento de ataque de uno de ellos al realizar un gesto con el que parecía querer arrojar su lanza, tras hacer dos disparos de advertencia disparó una tercera vez hiriéndolo en el pecho. Los otros tres maoríes se detiene atónitos sin comprender que es lo que ha derribado a su compañero y tras arrastrar su cuerpo inerme unos metros finalmente huyen dejándolo atrás abandonado.

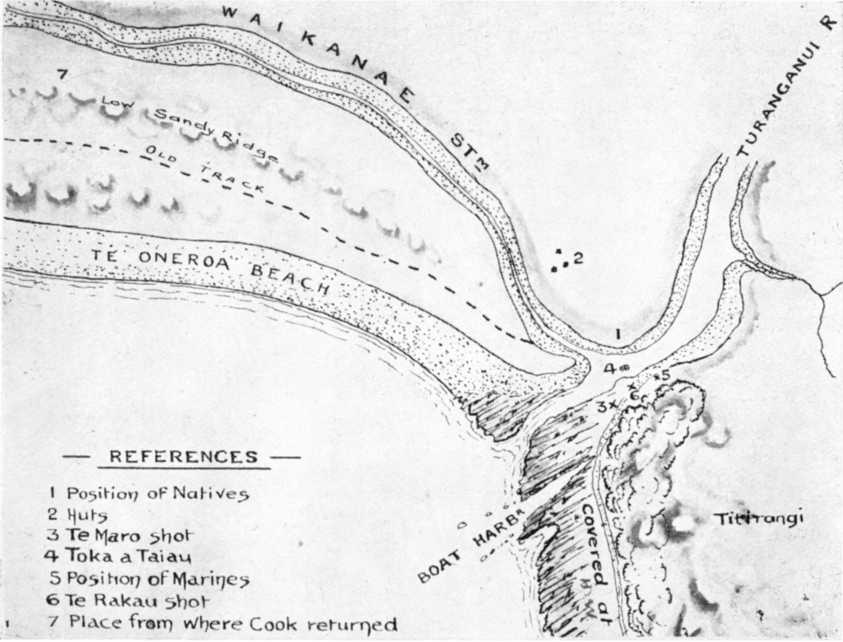
Detalle de la playa de Te Oneroa en Poverty Bay, Nueva Zelanda. La leyenda localiza la situación de los diferentes protagonistas en los primeros encuentros de los hombres del HMB Endeavour con los maoríes. Según WL Williams, 1888.

Cook y los demás, alertados por los disparos, volvieron hacia la desembocadura del río y se aproximaron al lugar en el que yacía el maorí. Banks lo describe con detalle. El cirujano Monkhouse inspecciona la herida: orificio de entrada a la altura de la sexta costilla izquierda con orificio de salida en la escápula derecha. Cook y sus hombres, a modo de ofrenda funeraria, dejan unas cuentas y clavos junto al cuerpo. Los botes volvieron al barco a las 6 p. m. A bordo, se ordenan estrictos turnos de guardia. Cook no quiere ser sorprendido por un ataque nocturno de canoas nativas.
La tradición maorí ha guardado la identidad del hombre que murió por el disparo del timonel del Endeavour. Se llamaba Te Maro un rangatira (jefe de clan) del pa de Rarohou, situado unas dos millas en el interior a orillas del río Waitama, y perteneciente al hapu Ngāti Rakai del iwi Ngāti Porou. No necesariamente la intención real de aquel maorí fue atacar físicamente a los recién llegados. Probablemente estaba ejecutando la ceremonia conocida como wero, danza de desafío que forma parte del Pōwhiri o protocolo de bienvenida maorí, y cuyo propósito es comprobar si un visitante viene en son de paz. Los hombres del Endeavour desconocían todo esto, Tupaia no estaba presente para corregir la impresión de los británicos, y adoptando una actitud defensiva pudieron interpretar en clave amenazante lo que entre la población local no era sino parte del protocolo de recepción a un desconocido que no necesariamente desembocaba en un enfrentamiento físico. De la misma manera, los maoríes no sabían nada de las armas de fuego ni de su capacidad de hacer daño; al caer Te Maro ninguno de sus congéneres entendían que lo había matado.
El día siguiente fue aún peor. Cook vuelve a desembarcar a primera hora de la mañana, esta vez con un grupo más numeroso, incluidos todos los marines, a bordo de la yola, la pinaza y la lancha larga. Le acompañan Banks y Solander junto con Green, Monkhouse y, esta vez sí, Tupaia. Cook tuvo la prevención de incluirlo en la partida. Iban todos armados, con mosquetes y sables. Nativos de los hapu Ngāi Tawhiri y Whanau A Iwi se congregaron en la orilla oeste del Turanganui al ver llegar los botes. Como los nativos parecían reluctantes, inicialmente solo bajó a tierra un pequeño grupo en el que estaban Cook, Banks, Solander y Tupaia, mientras que los demás incluidos los marines se quedaron en los botes sin desembarcar. Observaron que el cuerpo de Te Maro todavía yacía en el mismo lugar tal y como había quedado el día anterior. Cook, o Tupaia, se dirige a los nativos que dispuestos en dos filas comenzaron a ejecutaron lo que a todas luces fue un haka o un peruperu, como se desprende de la descripción que hace el teniente John Gore en sus notas del diario sobre los incidentes de aquella mañana, la primera descripción realizada por un occidental de la célebre danza maorí:

Sobre un centenar de nativos todos ellos armados, acudieron a la orilla opuesta del río salado, dispuestos en líneas. Entonces blandieron sus armas con unos saltos regulares de izquierda a derecha y viceversa, torciendo sus bocas, sacando sus lenguas y volviendo sus ojos hacia arriba mostrando el blanco de los mismos, acompañándolo todo de un canción ronca y fuerte, en mi opinión calculada para animarse entre ellos e intimidar a sus enemigos, en lo que podría ser llamado quizá apropiadamente una danza de guerra. Duro 3 o 4 minutos.
John Gore, Adm 51/4548/145-6, 10 de octubre de 1769.

Ante esta exhibición, Cook decidió retroceder y ordenó desembarcar a los marines, desplegados unos 200 m detrás del grupo de Cook. Cook y Banks acompañados de Green, Monkhouse y Tupaia se acercaron de nuevo a la orilla. Esta vez fue Tupaia quien tomó la iniciativa dirigiéndose a ellos en tahitiano. Para sorpresa de todos, esta vez los nativos sí que le entendieron y Tupaia continuó hablándoles viendo que la comunicación con ellos era posible. Explicó a los maoríes que venían en son de paz y que tan solo pretendía cambiar hierro por comida y agua. Los maoríes le replicaron preguntándole por su lugar de procedencia y protestando por la muerte de Te Maro, a pesar de que pertenecía a un clan rival. Algo alertó o despertó la suspicacia de Tupaia que avisó a Cook y los demás de que desconfiaba de las intenciones finales de los nativos. Uno de los maoríes, dejando sus armas en el suelo, cruzó el río hasta una gran roca que emergía en la superficie, roca que los maoríes llamaban Te Toka a Taiau y que tenía carácter sagrado para ellos, haciendo gestos al grupo de Cook para que se unieran a él. Lo que sucedió a continuación lo recoge el cirujano Monkhouse en su diario:

El capitán Cook, que inicialmente había decidido no avanzar más, dio su mosquete a un asistente y fue hacia él, quien aunque vio como el capitán entregaba su arma para acercarse, no tuvo el coraje suficiente para esperarlo, retirándose al agua, aunque, finalmente, se atrevió a volver y ambos se saludaron chocando sus narices, y unas baratijas pusieron a nuestro amigo de buen humor.
William B. Monkhouse.

Se desconoce la identidad del maorí que hizo el saludo hongi con Cook. Es la primera descripción conocida de esta costumbre maorí. El amistoso saludo entre ellos animó a otros dos nativos a llegar hasta la roca, que a diferencia del primero sí que portaban sus armas. Cook les ofreció regalos. Los maoríes que permanecían en la otra orilla ejecutaron otra haka. Otros más se disponían a cruzar el río. Cook que estaba solo sobre la roca con los tres maoríes y no iba armado decidió no asumir más riesgos y volvió hacia la orilla este. Un grupo de unos 20 maoríes le siguieron hasta allí y rodearon a Cook y sus hombres. Siguiendo sus costumbres, querían intercambiar sus armas por las de los visitantes extranjeros intentando arrebatárselas directamente de las manos. La malinterpretación de las acciones de los nativos por parte de los británicos fue inmediata y la tensión fue en aumento. Uno de ellos consiguió quitarle a Green su sable. Era Te Rakau, un importante jefe Rongowhakaata procedente del pa de Orakaiapu, del sur de la bahía. Cook ordenó abrir fuego y Banks, que estaba próximo a Te Rakau, efectuó un disparo seguido por Monkhouse. Te Rakau cayó herido. Sus compañeros intentaron recuperar el sable y Monkhouse trató de impedirlo usando la bayoneta. Green y el propio Tupaia abrieron fuego a continuación con sus mosquetes hiriendo al menos a 3 maoríes más y logrando hacerlos retroceder a la orilla opuesta. Te Rakau, al que inicialmente creían muerto, aún respiraba e intercambió algunas palabras con Tupaia. Sus heridas sin embargo eran mortales y nada podían hacer por él.

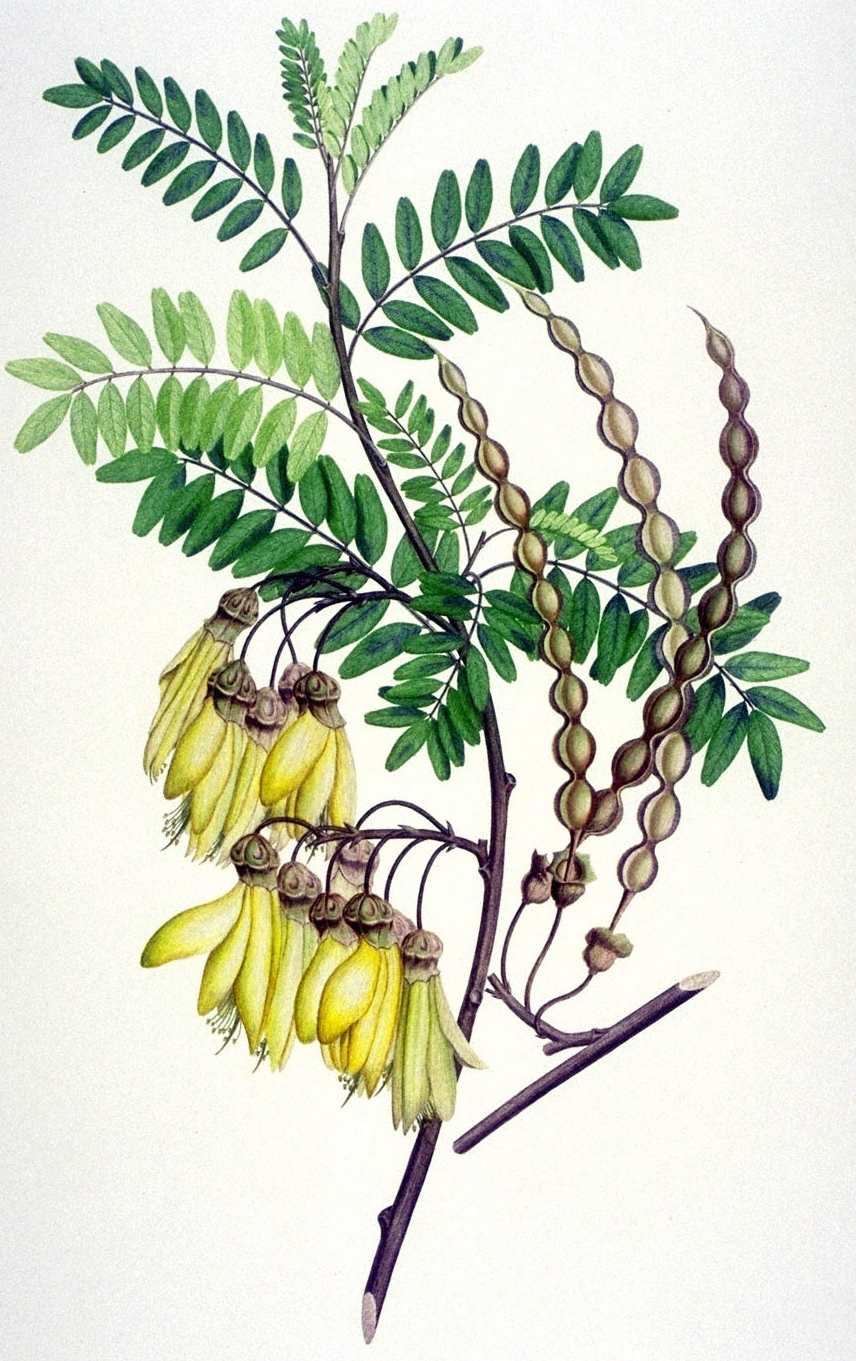
Kōwhai, Sophora tetraptera, obtenida en Poverty Bay, Nueva Zelanda, 8-11 de octubre de 1769; quizás una de las primeras plantas recogidas allí. Grabado a color de Gerald Sibelius a partir de dibujos y notas de Sydney Parkinson. Museo de Historia Natural, Londres.

Los maoríes se retiraron. Cook seguía necesitando buscar agua y leña y ordenó embarcar en los botes para dirigirse hacia la parte sur de la bahía. Tampoco renunciaba a intentar un nuevo encuentro, más amigable, con los nativos. El oleaje impidió de nuevo a los botes poder acercarse a la orilla pero avistaron dos canoas que parecían de pescadores. Cook decidió aprovechar la ocasión para interceptarlos e intentar ganarse su confianza llevando a algunos de ellos a bordo del barco y agasajarles con regalos y comida. Pero los maoríes respondieron con hostilidad enfrentándose a los británicos con sus remos y arrojándoles piedras e incluso los peces recién pescados. Cook, a la defensiva, ordenó abrir fuego. Al menos tres maoríes murieron a consecuencia de los disparos. Otros saltaron al agua, entre ellos tres jóvenes muchachos. Los británicos fueron a por ellos y tras alcanzarlos y recogerlos del agua, los llevaron al Endeavour. Una vez a bordo, fueron recibidos amablemente y les ofrecieron regalos y comida. Los muchachos pasaron la noche a bordo pero Tupaia tuvo que acompañarles para tranquilizarlos. Banks nos da algunos detalles de los tres muchachos, sus edades, 18, 15 y 10 años, que los dos mayores son hermanos e incluso sus nombres: Tahourange, Koikerange, y Maragooete.
Aquellos enfrentamientos dejaron huella en los británicos. El coraje con el que los nativos se defendían, incluso cuando veían caer heridos a sus compañeros por efecto de unas armas que no comprendían, impresionó a los hombres del Endeavour. Cook,por su parte, no estaba para nada satisfecho con lo sucedido. Compartía los consejos y advertencias que le hizo Lord Morton de intentar un trato amistoso y correcto con los nativos de las tierras que encontrara. Cook se lo recrimina a sí mismo en las notas de su diario:

De ninguna de las maneras puedo justificar mi conducta al atacar y matar a estas personas de la canoa, que no me habían provocado y desconocían por completo mis intenciones. Y si hubiera pensado si quiera que iban a ofrecer esa resistencia no hubiera hecho otra cosa que solamente observarlos, y una vez que estuvimos junto a ellos teníamos que haber previsto que eso podía suceder o habernos retirado y dejarles ir vencedores, lo cual, por supuesto, lo habríamos atribuido tanto a su propia valentía como a nuestra timidez.
James Cook, fragmento del lunes 10 de octubre de 1769, Mitchell Library, Sidney.

Banks, que fue el primero en disparar aquel día, también estaba muy afectado por lo sucedido:

Así terminó el día más desagradable de lo que hasta ahora ha sido mi vida, que sea marcado en negro y el cielo dicte que nunca retorne para amargar mis pensamientos en el futuro.
Joseph Banks, Diarios del HMB Endeavour, entrada del 9 de octubre de 1769.

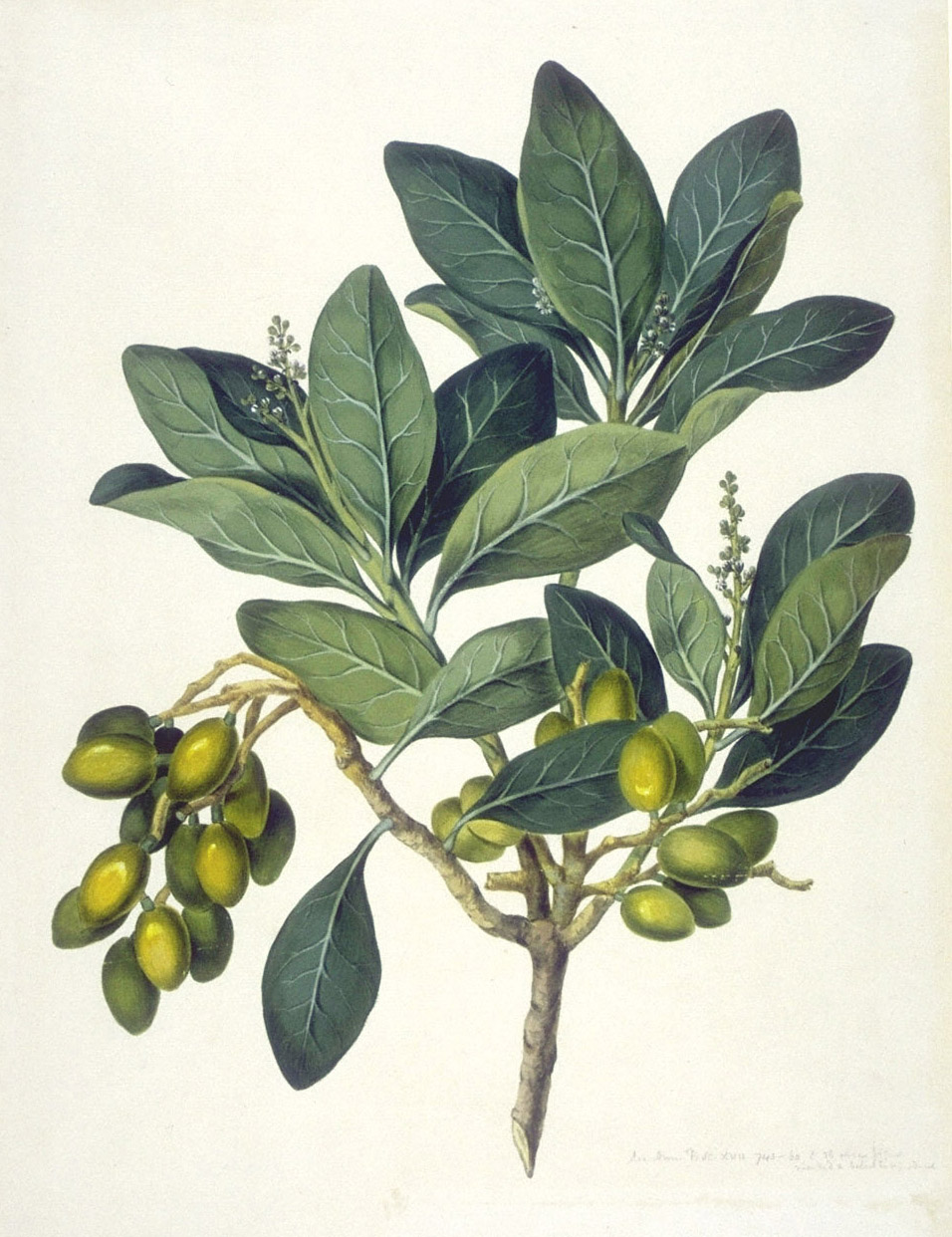
Karaka (Corynocarpus laevigatus) obtenida en Poverty Bay, Nueva Zelanda, 8-11 de octubre de 1769. Grabado a color de Gabriel Smith, basado en un dibujo de John Miller derivado de un dibujo a lápiz de Sydney Parkinson. Museo de Historia Natural, Londres.

Al día siguiente, los botes de Cook y sus hombres desembarcan de nuevo en la playa. El carpintero y su cuadrilla, custodiados por los marines, recogen leña y ramas apropiadas para las escobas de limpieza del barco. Los tres jóvenes maoríes fueron con ellos para ser liberados. Tupaia los acompañó. Un grupo de decenas de maoríes les recibieron y entre ellos hay un familiar de los muchachos. Tupaia se acercó y habló con él y acompañó a los muchachos hasta el lugar donde estaban los cuerpos y les entrega una casaca roja de los marines para que cubran con ella el cadáver de su pariente. Cook, escarmentado por lo sucedido los dos primeros días, queriendo evitar más enfrentamientos desafortunados decidió volver con todos sus hombres al barco. Banks hace una correcta interpretación de sus primeros encuentros con los maoríes y que los siguientes episodios con ellos iban a corroborar:

[...] el país ciertamente está dividido en muchos principados pequeños, por lo que no podemos esperar que un relato de cómo son nuestras armas y cómo hacemos uso de ellas sea difundido tan lejos como nosotros tengamos que llegar, y estoy muy convencido de esto: hasta que estas gentes guerreras no hayan sentido severamente nuestra superioridad en el arte de la guerra, nunca se comportarán con nosotros de una manera amable.
Joseph Banks, Diarios, op. cit, 11 de octubre de 1769.

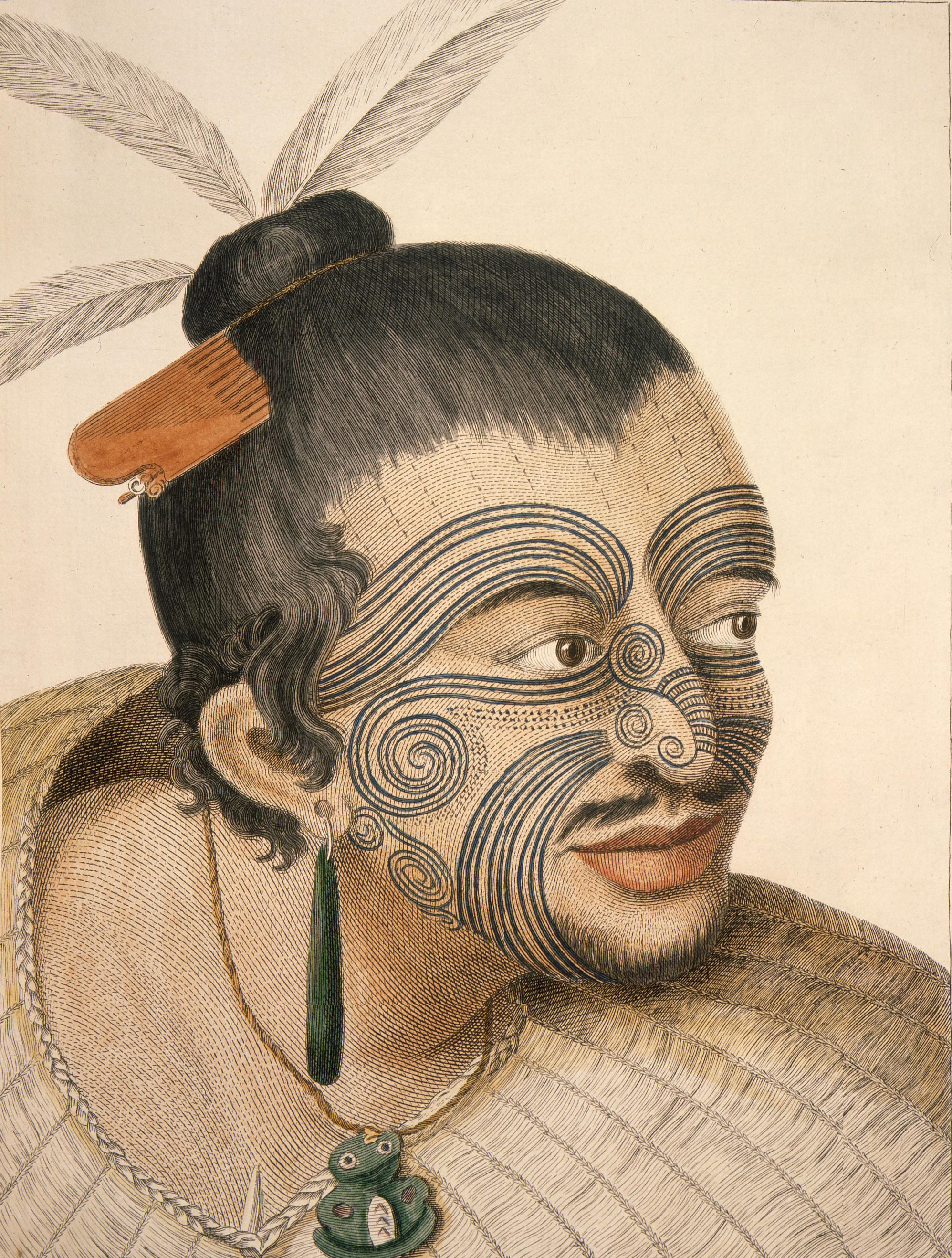
Retrato de un varón maorí en un grabado a color de Thomas Chambers publicado en 1784 basado en el realizado a tinta y agua por Sydney Parkinson de alguno de los maoríes que visitó el Endeavour en su estancia en Poverty Bay entre el 8 y 11 de octubre de 1769. Biblioteca Nacional de Nueva Zelanda, Wellington (Nueva Zelanda).

La intención de Cook era continuar navegando por la costa poniéndose como límite, siendo coherente con sus instrucciones, la latitud 40° o 41° sur para darse la vuelta y seguir hacia el norte si el territorio explorado no le parecía provechoso. El 11 de octubre a las 6 de la mañana el Endeavour zarpó de Poverty Bay. Según el borrador del diario que Cook hizo esos días, parece ser que inicialmente la bahía iba a llamarse Endeavour, pero lo cambió finalmente por el de Poverty ("pobreza" en inglés) por lo poco que pudieron obtener de ella: el agua en la desembocadura del río Turanganui era salobre y sus encuentros con los nativos fueron muy desafortunados. Por la parte científica, Banks y Solander, aún sin contar con mucho tiempo para ello, recolectaron 40 muestras de plantas, además de hacer descripciones de los nativos, sus cabañas y sus canoas. Al promontorio del extremo suroeste de la bahía, según se había prometido, se le dio el nombre del grumete que avistó tierra neozelandesa por primera vez: Young Nick Head, por el grumete Nicholas Young.
Los testimonios maoríes sobre la llegada del Endeavour a la bahía de Turanganui-a-Kiwa nos dicen que el barco fue considerado inicialmente como un fenómeno extraordinario, una manifestación de Ruakapanga, pájaro legendario proveniente de la mítica Hawaiki según la mitología maorí. Los haka que se ejecutaron en esos primeros contactos con los británicos, baile ceremonial que forma parte de la tradición ritual maorí de alabanza a la vida y de bienvenida a visitantes distinguidos, fueron malinterpretados por los británicos, desconocedores de su significado e impresionados por el aspecto feroz que estas danzas ofrecen. Los malentendidos de dos culturas tan separadas y que se desconocían totalmente una a la otra fueron determinantes. Pero además, el azar hizo que los británicos desembarcaran en un lugar de la costa este de la Isla Norte muy peculiar y cargado de simbolismo: la bahía de Tūranganui-a-Kiwa era el lugar de arribada de dos de las legendarias canoas de los ancestros de los maoríes; el río Maturrango por esas fechas era la frontera natural entre dos clanes rivales de la zona; y la roca Te Toka-ā-Taiau era un accidente geográfico que concitaba el símbolismo de la llegada de las canoas de los ancestros con ser el receptáculo de un poder sagrado.

##### De Poverty Bay a Anaura Bay: 12 – 19 de octubre.

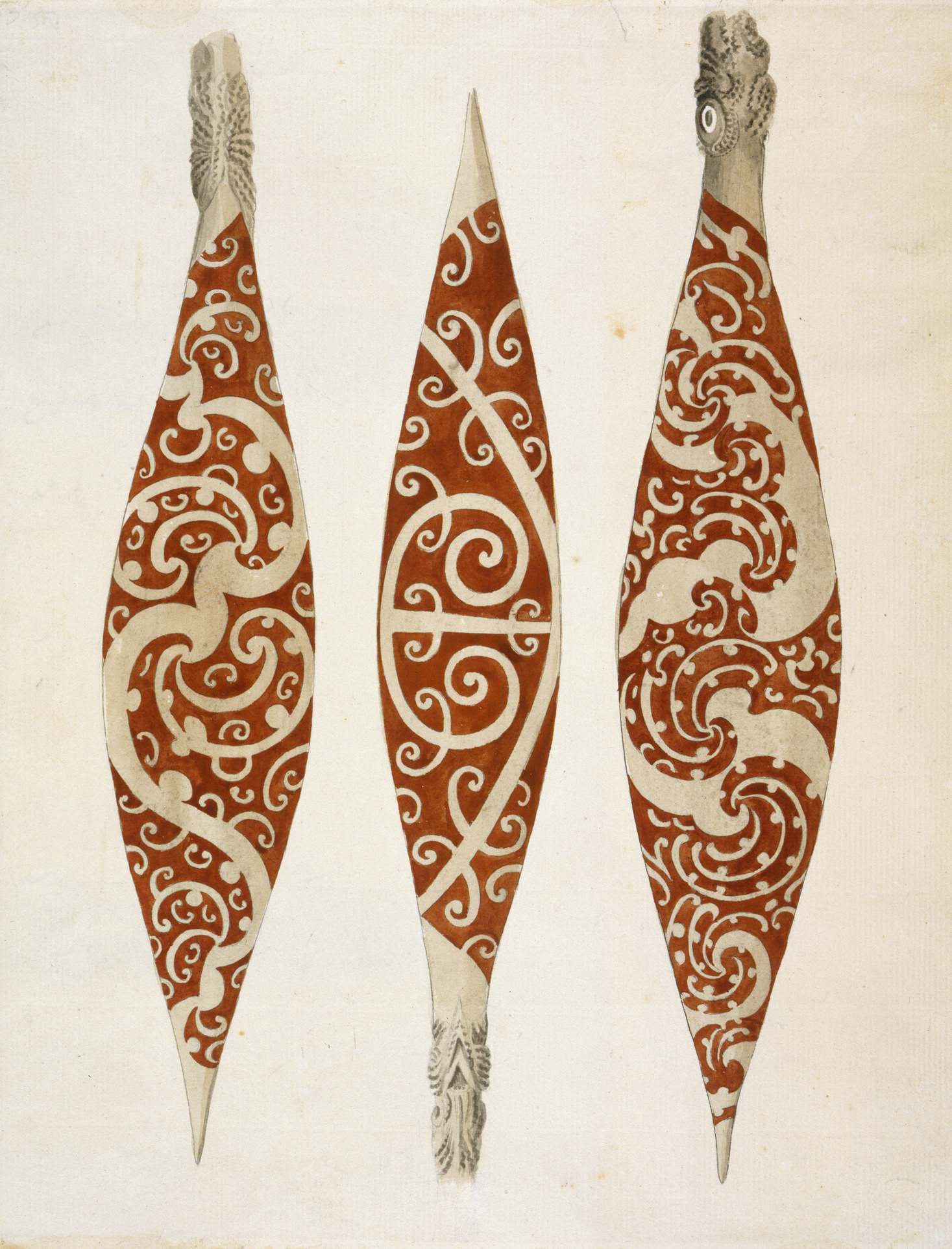
Tres remos maoríes, dibujo de Sydney Parkinson. Probablemente fueron los remos que los maoríes entregaron como regalo en Poverty Bay el 11 de octubre de 1769.

Durante los días y semanas que siguieron de singladura por las costa neozelandesas, Cook y su tripulación siguieron una rutina de trabajo que les permitía obtener datos con los que trazar un carta náutica de la costa que estaban descubriendo. Se navegaba durante las horas de luz para detenerse aproximadamente cuando caía la noche, por un lado para no navegar a oscuras en aguas costeras desconocidas y por otro para no perder los puntos de referencia en tierra que les ayudaban a fijar su avance y posición. Los oficiales y guardiamarinas, asistidos por el astrónomo Green y dirigidos por Cook, realizaban mediciones y observaciones desde la cubierta del barco para determinar distancias angulares con el sextante y los telescopios y calcular las coordenadas de los puntos de referencia de la costa. Los encuentros con los nativos formaron también parte de esa rutina en los días sucesivos. La noticia de la presencia de Tupaia se fue extendiendo por toda la costa. El día 12 de octubre por la tarde, con el mar en calma, varias canoas se aproximaron al barco. En una de esas canoas iba el hombre con el que Cook se saludo en la roca del río Turanganui, que subió a bordo junto con otros maoríes. Intercambiaron ropa, ornamentos, armas y un par de remos ricamente tallados y pintados a cambio de tapa, o paño rojo tahitiano, que en el Endeavour había en cantidad traído de Tahití y al que los maoríes le tenían una alta estima. Tres de ellos incluso se quedaron a pernoctar en el Endeavour. En su diario, Francis Wilkinson, entonces ayudante del master, escribe que Cook ordenó darles un cuenco de gachas y que durmieron en cubierta sobre unas velas en el suelo del castillo de proa. Comprobaron por sí mismos que los británicos no practicaban el canibalismo, algo que también creían los tres jóvenes capturados el día anterior. Esto hizo pensar a Cook y Banks que la antropofagía podía ser una práctica en aquellas tierras, aunque por entonces no tenían ninguna prueba de ello. Se considera que este fue el primer encuentro pacífico de principio a fin entre europeos y maoríes en Nueva Zelanda.
El Endeavour rodeó la península de Mahaia, entrando en una gran bahía, mucho más extensa que la de Poverty. Durante los siguientes 3 días recorrieron toda la bahía de norte a sur. Tras sus acantilados blancos, playas arenosas y cabañas de poblados maoríes se observaba un territorio interior boscoso de colinas y algo más en la lejanía montañas parcheadas de nieve. En toda la bahía no encontraron lugares seguros ni para fondear ni para aproximarse a la orilla y aprovisionarse pues continuamente eran hostigados por canoas, muchas de ellas de gran tamaño y con decenas de nativos en ellas cuyo comportamiento no parecía amistoso. El 15 de octubre, ya cerca del extremo sur de la gran bahía, tuvieron un incidente más serio. Varios marineros se habían descolgado por los laterales del casco para negociar con los nativos que se habían aproximado con pesca y comida. El marinero Robert Stainsby y el criado de Tupaia, Taiata, que estaban cerca del agua apoyados en un saliente del casco fueron capturados por la canoa de pescadores. Stainsby consiguió huir pero no Taiata, al que retuvieron en la canoa que comenzó a alejarse del Endeavour. Los marines, que estaban alertados en cubierta, recibieron órdenes de abrir fuego. Taiata logró saltar al agua y nadar hacia el barco, mientras los marines seguía disparando para evitar que otra canoa intentara capturar de nuevo al muchacho. Uno de los botes sale al recoger a Taiata del aguda. Los maoríes huyeron, con al menos dos o tres de ellos muertos por los disparos. Cook le dio al cabo sur de esa bahía el nombre de Kidnappers ("secuestradores" en inglés). Y a la bahía el nombre del que era el primer Lord del Almirantazgo cuando el Endeavour partió de Inglaterra, Sir Edward Hawke.
El martes 17 de octubre alcanzaron la latitud 40° sur que Cook se había puesto como límite. Al no haber encontrado un buen lugar para fondear y con la impresión de que el aspecto del país que veía no mejoraba, decidió dar la vuelta y continuar con la exploración de la costa hacia el norte, que intuía, y acertó, que podía ser más provechosa. El cabo que quedaba próximo al lugar donde viraron el rumbo lo denominó cabo Turnagain (“girar de nuevo”). El Endeavour navegó mar adentro para avanzar hacia el norte con mayor rapidez y en un par de días superaban la península de Mahia.  Tras superar Poverty Bay el litoral era ya desconocido y volvieron a aproximarse a la costa. Divisaron dos prometedoras bahías para fondear. Los maoríes, que seguían acercándose al navío británico en sus canoas, les indicaron que aquellas bahías eran lugares adecuadas para obtener agua fresca. El viento les impidió entrar en la más meridional de las dos bahías pero si lo hicieron en la segunda, la bahía de Anaura, que Cook transcribió como “Tega-doo”.

##### Fondeados en las bahías de Anaura y Tolaga: 20 - 29 de octubre.

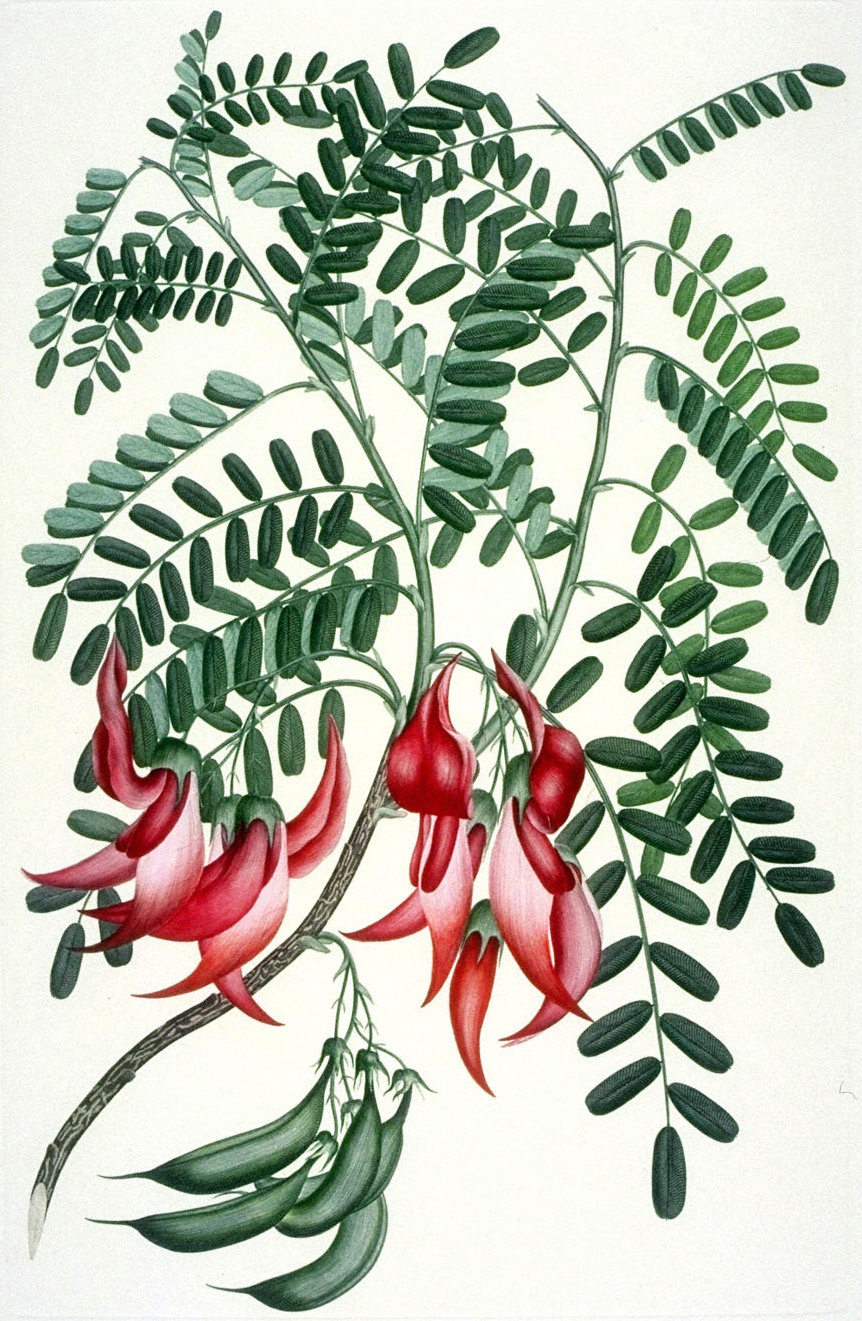
Kākābeak, (Clianthus puniceus), recogida en la bahía de Anaura, Nueva Zelanda, 20-22 de octubre de 1769. Grabado a color de Daniel Mackenzie a partir de boceto y acuarela de Sydney Parkinson. Museo de Historia Natural, Londres.

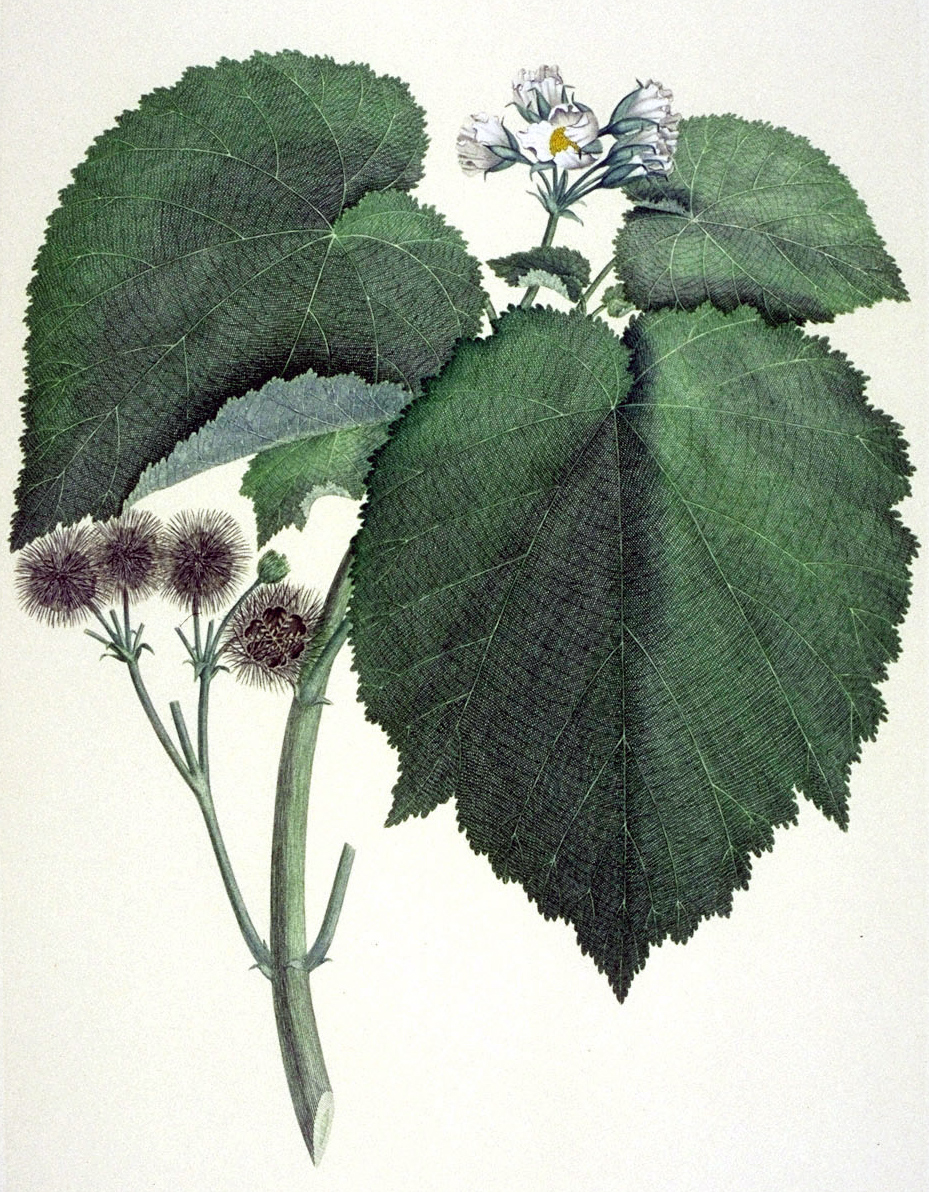
Whau, (Entelea arborescens), recolectada en la bahía de Anaura, Nueva Zelanda, 20-22 de octubre de 1769. Grabado a color de Gerard Sibelius a partir de dibujos y notas de Sydney Parkinson. Museo de Historia Natural, Londres.

Aunque Cook temía que los sucesos de los primeros días hubieran puesto en su contra a la población maorí, el trato amistoso dispensado por los jefes maoríes locales que salieron a recibirlos animó a Cook a detenerse. Uno de ellos era Te Whakatātare-o-te-rangi, arioki o líder de los Te Aitanga-ā-Hauiti, un clan familiar de la bahía de Uawa.  Escoltaron a los británicos una vez en tierra donde pudieron visitar un pequeño poblado y ver de cerca por primera vez los cultivos maoríes de kūmara, taro, calabazas y aute. Fue la primera visita en la que pudieron observar al pueblo maorí en su vida cotidiana. Los británicos permanecieron fondeados allí algo más de 48 horas,entre el 20 y el 22 de octubre. Tupaia y Te Whakatātare entablaron una buena relación lo que favoreció que la estancia fuera pacífica. Británicos y maoríes lograron hacer intercambios provechosos, obteniendo para avituallarse varios kilos de kūmaras. También se recolectó abundante apio silvestre y se reabastecieron parte de sus reservas de agua. El teniente John Gore se encargaba de supervisar las labores de aprovisionamiento con un numeroso grupo de hombres fuertemente custodiados por los marines. Banks aprovechó todos los días para bajar a tierra, recolectar plantas, cazar aves y visitar los poblados maoriés. Pudieron ver por primera vez el uso de las fibras del formio o harakeke neozelandés para confeccionar tejidos. Él y Solander tuvieron un percance cuando el oleaje hizo volcar su bote en uno de sus viajes a tierra. El cirujano Monkhouse fue invitado a cenar en casa de una de las familias del lugar. Al terminar, como un gesto de confianza hacia él, le enseñaron el cuerpo momificado de un bebe que había muerto al poco de nacer.
El viento y el fuerte oleaje les dificultaba mucho las labores de carga de las provisiones y no pudieron completar el reabastecimiento por lo que Cook decidió abandonar la bahía. El fuerte viento les impidió retomar el rumbo norte, con el Endeavour luchando contra olas y viento durante 27 horas sin poder avanzar. Te Whakatātare decidió recomendarles que no siguieran adelante y les convenció para llevarlos a la bahía en la que se situaba su poblado, situada justo al sur de Anaura, un lugar adecuado para fondear y en el que también podía proveerse aprovisionarse convenientemente. Era la bahía de Uawa,  nombre que Cook transcribió incorrectamente como Tolaga (quizás del tauranga nativo para la palabra “lugar de anclaje”), denominación que ha prosperado hasta la actualidad. El Endeavour quedó fondeado a una milla de la orilla frente a una pequeña cala del extremo sur de la bahía y que ahora conocemos como Cook's Cove (cala o ensenada de Cook).

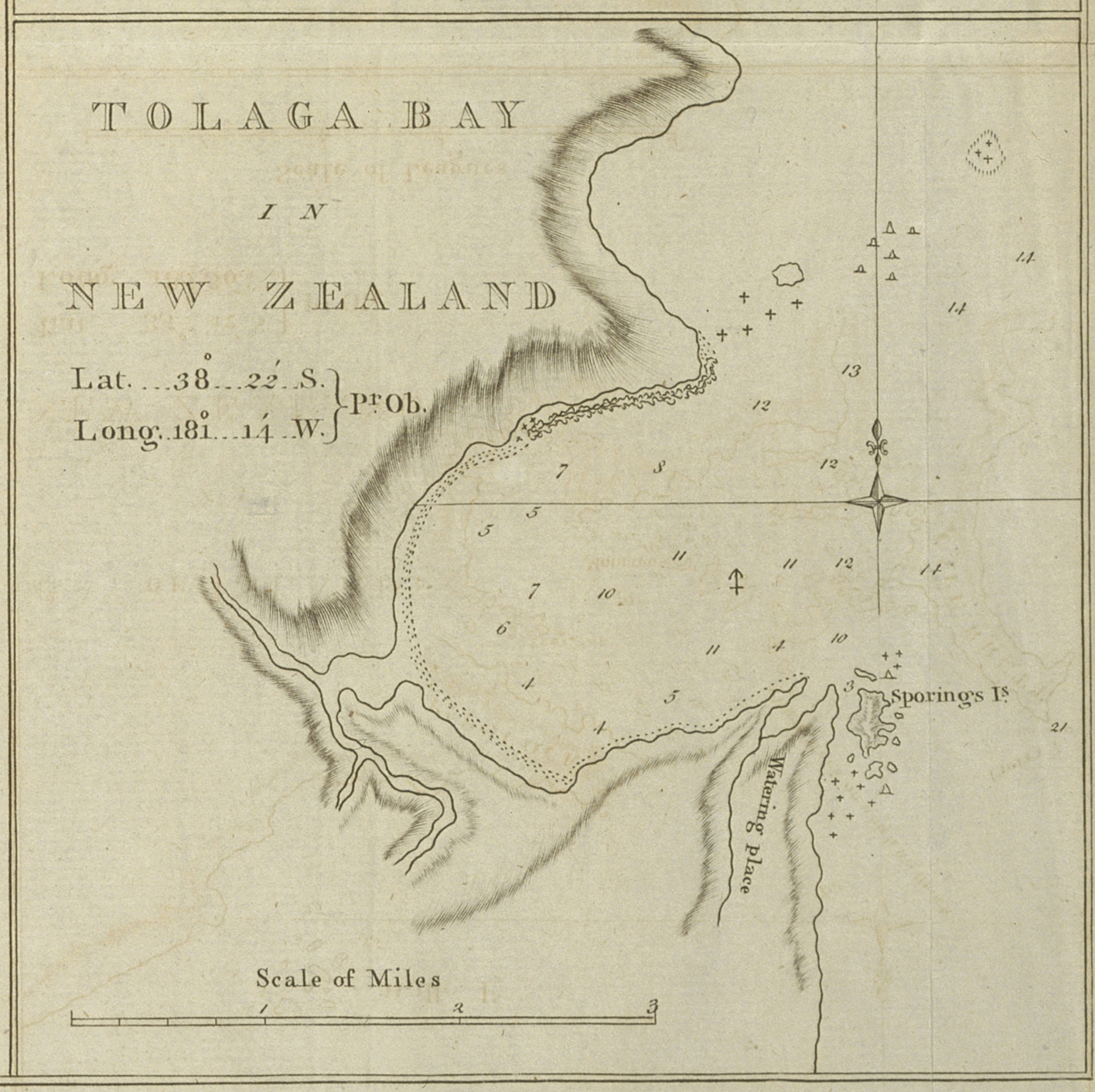
Carta de la bahía de Tolaga según James Cook (1769), que aparece en la obra de J. Hawksworth 'An account of the voyages undertaken...discoveries in the Southern hemisphere...' Londres: W. Strahan & T. Cadell, 1773.

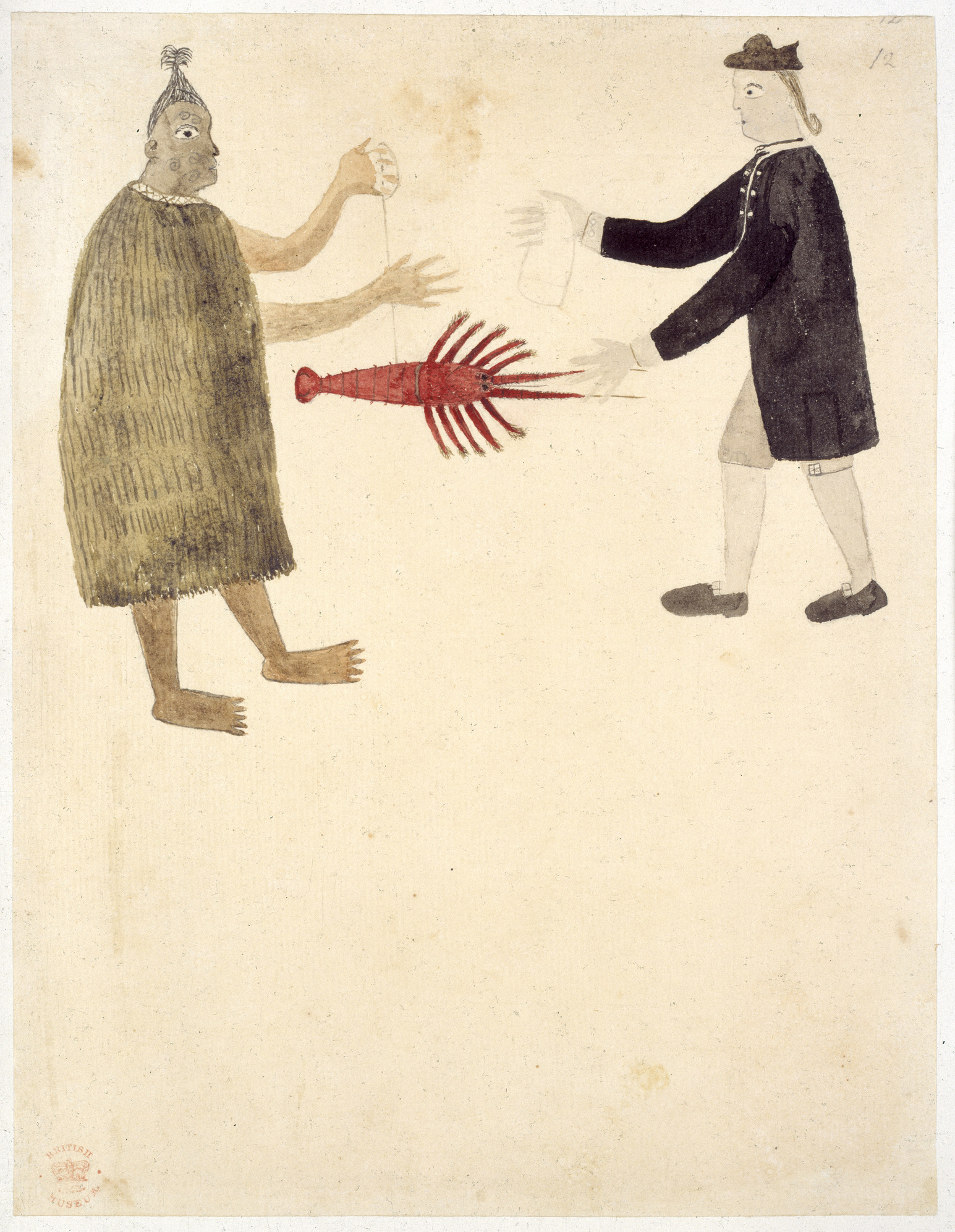
"Maorí intercambiando un cangrejo de río", acuarela obra de Tupaia realizada en Tolaga Bay, octubre de 1769. El británico con levita negra probablemente se trate de Joseph Banks que intercambia un pañuelo por un cangrejo de río con un maorí de identidad desconocida. British Library, Londres (BL, Add. MS 15508, f. 11).

La estancia en Tolaga fue aún más provechosa que la previa. Estuvieron fondeados 7 días. La bahía ofrecía un aspecto paradisíaco, boscosa, con la vegetación en temporada de floración. Tras comprobar la idoneidad del lugar la misma tarde de su llegada, el teniente Gore con un nutrido grupo de marineros, la cuadrilla de carpinteros y bajo la custodia de los marines, continuaron con las labores de abastecimiento de agua. Allí abundaba también la madera, el apio silvestre y la "hierba del escorbuto", vegetales que se introdujeron en las raciones diarias de la tripulación como alimento antiescorbútico, hervidos con avena y añadidos cada mañana a las raciones de sopa deshidratada para el desayuno. Se montó la fragua en tierra para reparar piezas del barco. Los intercambios con los nativos fueron también provechosos. Se intercambiaba pescado y kūmara por telas y cuentas de vidrio. Cook dio cierta libertad para estos trueques con la intención de que los maoríes llevaran todo aquello que pudieran aportar y ser útil como suministro. Cook se dedicó a sondear y cartografiar la bahía y junto con Green aprovecharon las bajadas a tierra para hacer observaciones y mediciones detalladas de la latitud y la longitud del lugar. También hizo alguna pequeña incursión exploratoria hacia el interior. Descubrieron la rica manufactura de la talla de madera para decorar sus cabañas y las proas de sus canoas. Los naturalistas pasaban la mayor parte del día recogiendo muestras de plantas. Banks estaba muy satisfecho de los numerosos descubrimientos de flora y fauna que pudo hacer allí. Se recolectaron 158 muestras de plantas solo en la bahía de Tolaga, entre ellas el descubrimiento de nuevas especies como el whau (Entelea arborescens), el árbol de leche o ewekuri (Streblus banksii), el ake ake (Dodonaea viscosa) y la orquídea blanca o maikuku (Thelymitra longifolia). Parkinson y Spöring hicieron bocetos de todas ellas. También ilustraciones de la cala y de la bahía. Parkinson anotó en su diario observaciones sobre el comportamiento sexual de las mujeres maoríes, que, a diferencia de las de Tahití, rechazaban mantener relaciones sexuales con los marineros. Sin embargo, no eran totalmente reacias. Banks lo explica en su diario:

Ambos sexos eran mucho más modestos en su forma de conducirse y decentes en su conversación que los isleños [tahitianos], lo que pronto descubrieron aquellos de los nuestros que tenían la intención de establecer contacto con las mujeres. Pero no eran inexpugnables: si se les solicitaba el consentimiento de sus relaciones y la solicitud iba acompañada de un presente apropiado, rara vez se rechazaba, pero, entonces, debía mantenerse la más estricta decencia hacia la joven o, de lo contrario, podría el amante podría verse burlado después de todo. Cuando uno de nuestros caballeros hizo su solicitud a una familia de la mejor clase, la señorita destinataria de la misma respondió lo siguiente: 'Cualquiera de estas jóvenes señoritas se sentiría honrada por su petición, pero primero debe hacerme un regalo adecuado y debe venir a dormir con nosotros aquí, porque la luz del día no debe ser testigo de ninguna de las maneras de tales hechos.
Joseph Banks, Diarios op. cit., Account of New Zealand, (marzo de 1770).

Tupaia pasaba todo el tiempo en tierra y por la noche dormía en el refugió natural que le ofrecía un llamativo arco natural de piedra que estaba en las cercanías del punto de aguada. Era continuamente requerido por los maoríes. En la bahía tenía su sede un centro de enseñanza de las tradiciones maoríes que era célebre en la región denominado Te Rāwheoro, donde se enseñaba la talla de la madera, la construcción de canoas y otros saberes ancestrales. Tupaia mantenía largas conversaciones con el sumo sacerdote de dicho centro, intercambiando sus conocimientos sobre los dioses antiguos, viajes de exploración y la vida de su hogar ancestral común, Hawaiki. Cuando Tupaia les interrogo sobre la costumbre local del canibalismo, afirmaron que sí que lo practicaban. La impresión que dejó Tupaia en la zona fue honda porque pusieron su nombre a muchos niños nacidos tras su marcha.
Al cuarto día ya se habían completado las reservas de agua, unos 70 toneles, pero como aún faltaba leña permanecieron unos días más. El 28 de octubre fue el cuadragésimo primer aniversario del capitán, pero no aparece ninguna mención a ello en los diarios. Los días pasados en Tolaga fueron muy productivos, los mejores desde la llegada de los británicos a Nueva Zelanda. En la mañana del 29 de octubre Cook largaba velas y ponía de nuevo rumbo norte.

##### Cabo Este y bahía de la Abundancia: 30 de octubre - 5 de noviembre.

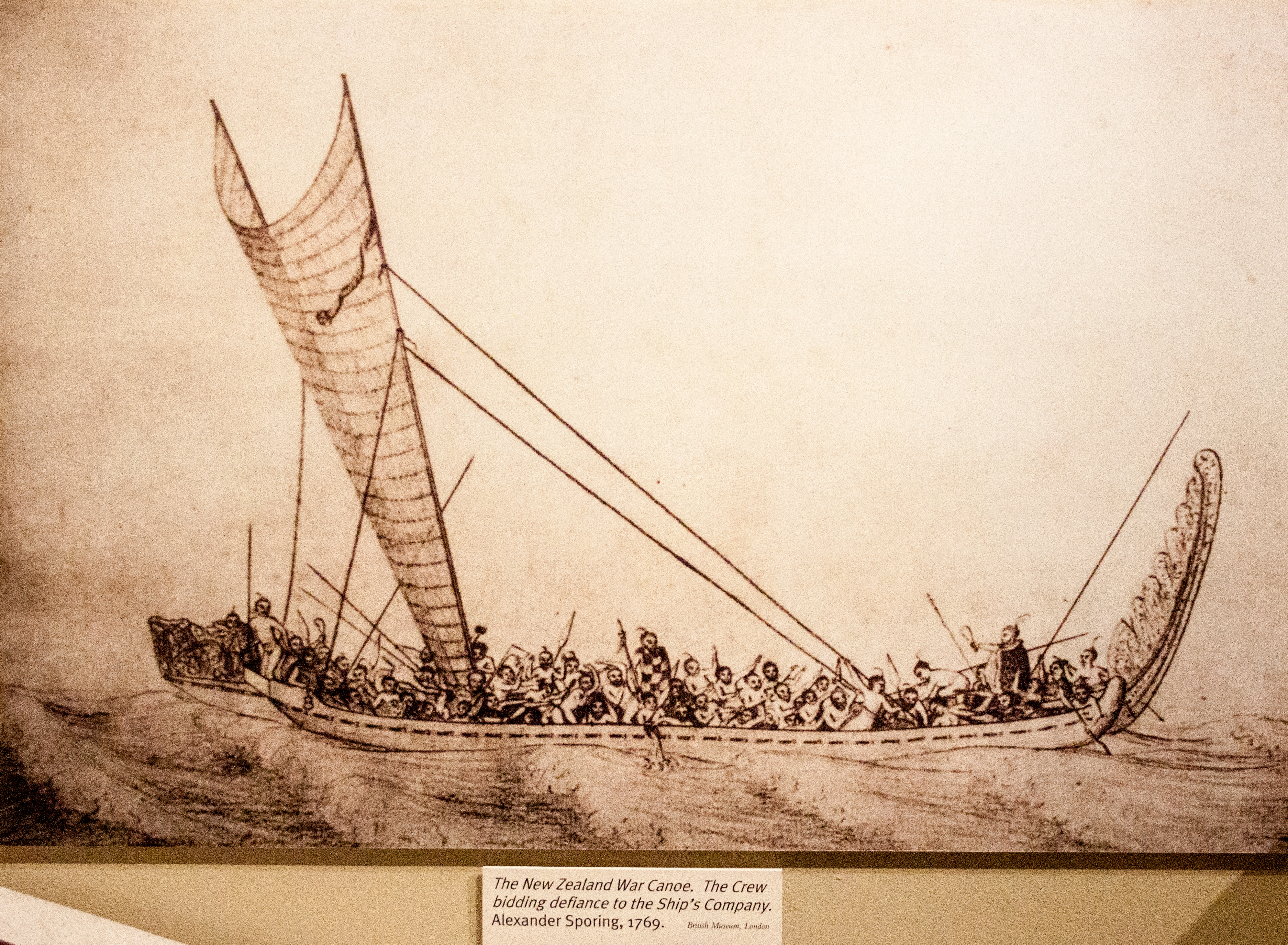
"Canoa de guerra neozelandesa. Sus ocupantes lanzas un desafío a la tripulación del barco." Dibujo de Herman Diedrich Spöring, fechado en 1770. Museo Británico, Londres.

El 31 de octubre doblaron un cabo a partir del cual la costa ya no continuaba hacia el norte, sino que lo hacía hacia el oeste. Cook lo llamó cabo Este porque conjeturó, correctamente, que era el punto más oriental de esa masa de tierra. Sobrepasaron una bahía a la que se le dio el nombre de bahía Hicks, en honor del primer teniente por qué fue el primero en avistarla, y volvieron los encuentros con canoas que protestaban ante la presencia de la extraña embarcación en sus aguas territoriales. Cada encuentro con los habitantes de las zonas en las que navegaban era volver a empezar. En uno de esos encuentros fueron perseguidos por una gran canoa de doble casco con decenas de guerreros en ella que les atacaron con piedras, rompieron los vidrios de las ventanas de popa. Los disparos de mosquete no los amedrentaron y hubo que realizar varios disparos con los cañones de 4 libras tras los cuales pusieron la canoa rápidamente a la fuga, lo que inspiró a Cook en darle a un cabo cercano el nombre de Runaway, cabo que los maoríes llaman Whangaparaoa. El Endeavour entró en la gran bahía del noreste de la Isla Norte, una región fértil y rica en cultivos, con numerosos poblados, fuertes empalizados en lo alto de las colinas, cientos de canoas en sus aguas o varadas alineadas en las orillas, todo lo cual les induce a pensar que tiene que tratarse de una región muy próspera. Cook le dio el nombre de Plenty Bay ("abundancia").
La malinterpretación del lenguaje maorí y las ideas preconcebidas parecen estar detrás de la hipótesis que tanto Cook como Banks tenían respecto a la existencia de un gran caudillo que dominaba toda la región de Plenty Bay. Como ya le pasó en Tahití, pensaron que el modelo jerárquico europeo debía regir también allí y que la sociedad maorí estaría organizada de manera similar. Cook habla de un supuesto rumor oído a los maoríes de la existencia de una jefe supremo de todos ellos llamado "Teratu" que viviría en algún lugar hacia el interior de Plenty Bay. La tradición maorí no recoge la existencia de este gran jefe ni consta alguien con ese nombre. Según Beaglehole, la conjetura más razonable es que Cook y Banks confundieron como el nombre de una persona lo que en realidad indicaba una dirección: la expresión "te ra to", que significa  ”el sol poniente” o ”hacia el oeste” oída a los nativos al indicar esa dirección.
Los grupos de canoas que se acercan al barco británico son en ocasiones de decenas de ellas. Muchos de ellos llegaban con intención de comerciar. Pero los maoríes no seguían las mismas reglas convencionales para el trueque que usaban los británicos y en ocasiones abandonan el barco con sus nuevas adquisiciones sin dar nada a cambio. Pero el avance del Endeavour no se detenía por estos pequeños incidentes. Muchas veces, los esfuerzos amistosos de Cook acababan con disparos de advertencia de mosquete o de uno de los cañones de cuatro libras, cuyos efectos los maoríes pronto aprendieron a diferenciar. El Endeavour recorrió  toda el litoral de Plenty Bay en algo más de tres jornadas, deteniéndose al pairo por las noches y reanudando la navegación al amanecer, con Cook y sus oficiales ocupados en mantener a raya a las canoas maoríes y, al mismo tiempo, en recabar datos para topografiar y trazar su línea de costa, marcar sus islotes, sondear sus bajíos y trasladarlo todo a las correspondientes cartas náuticas y mapas.

##### Mercury Bay: 5 - 14 de noviembre.

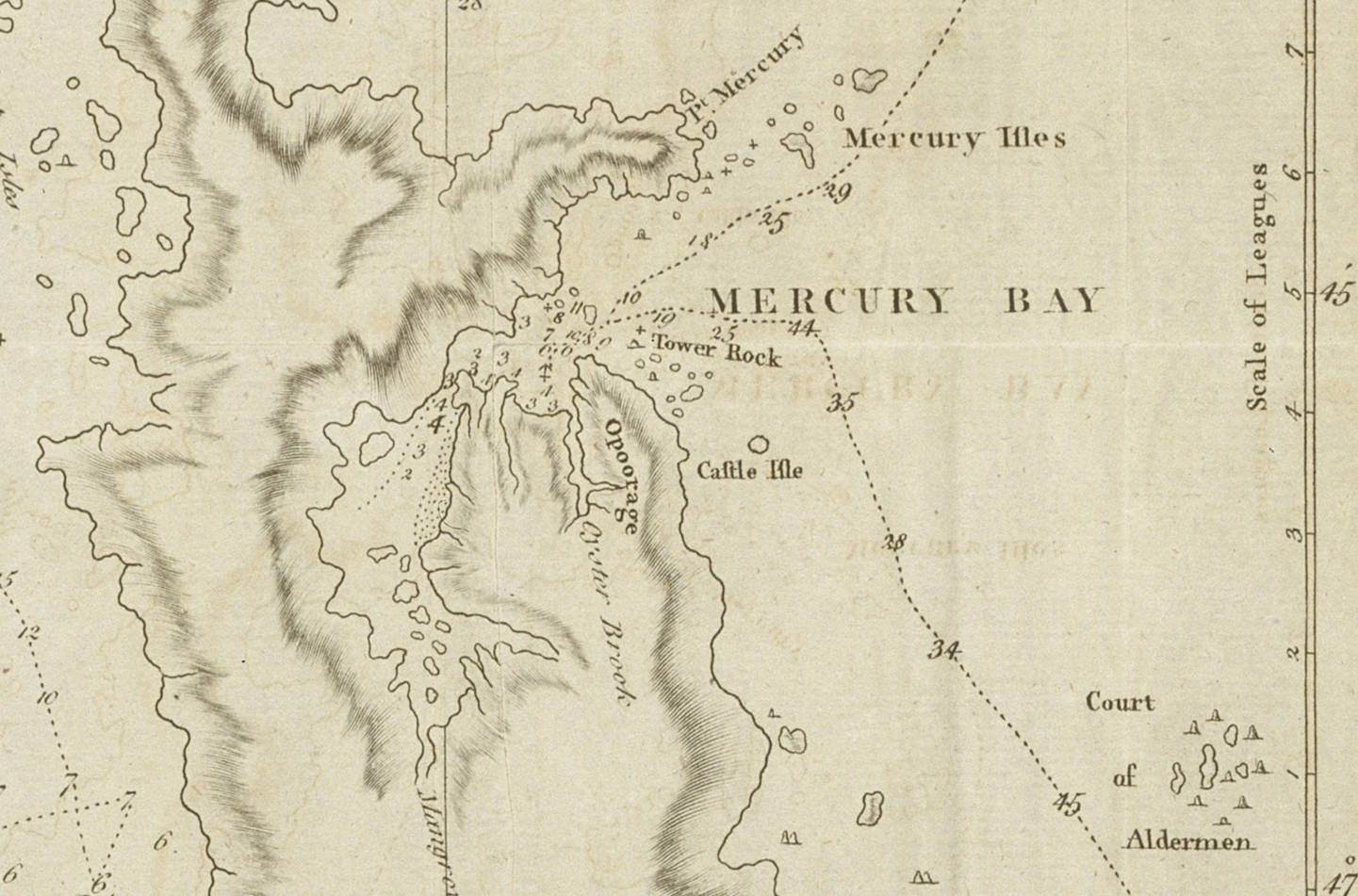
Carta náutica de Mercury Bay según James Cook (1769), fragmento, que aparece en la obra de J. Hawksworth 'An account of the voyages undertaken...discoveries in the Southern hemisphere...' Londres: W. Strahan & T. Cadell, 1773.

Tras dejar atrás Plenty Bay se aproximaban a la región de la península de Coromandel. Cook buscaba un lugar de la costa apropiado para fondear y desembarcar porque se acercaba la fecha de otra cita astronómica: el tránsito del planeta Mercurio por delante del Sol, que estaba previsto que sucediera para la fecha náutica del 9 de noviembre. Era un evento excelente para calcular con exactitud la coordenada de longitud del lugar desde el que se hacía la observación. Además para Cook y el astrónomo Green era toda una oportunidad poder observar este fenómeno y hacerlo en un lugar de la Tierra innédito para la astronomía occidental. Cook necesitaba un lugar en tierra firme en el que realizar las observaciones de manera adecuada.
A las 7 de la tarde del 5 de noviembre el Endeavour echó el ancla en la bahía que los maoríes llaman Te-Whanganui-a-Hei ("la gran bahía de Hei"), que luego Cook llamaría Mercury Bay. Varias canoas salieron a su encuentro y amenazaron con atacar por la mañana. Al día siguiente, los marines cumplieron con el ritual habitual de hacer disparos de mosquete con munición pequeña, pasando luego a los de munición mayor para terminar disparando alguno de los cañones de 4 libras por encima de las cabezas de los maoríes, que era lo que finalmente les hacía claudicar. A partir de entonces el trato fue amistoso. Establecieron muy buenas relaciones con el anciano jefe local, llamado Torava y al que Banks se refiere como “amigo”. Eso favoreció una estancia prolongada y relativamente tranquila de once días que les permitió aguar y recoger madera, limpiar el casco del barco, pescar para avituallar a la tripulación, topografiar la costa y tener algo de tiempo libre para el descanso y permitirles relacionarse con los nativos de la zona y estudiar su modo de vida. Cook y Molyneux desembarcaron y comprobaron la idoneidad del lugar y que las tierras alrededor de la bahía eran ricas en apio salvaje antiescorbútico. A pesar de que el paisaje era más árido que el de Tolaga Bay, los ríos que desembocaban en la bahía formaban extensos manglares y Banks y Solander obtuvieron un gran número de muestras botánicas. También había abundantes y vistosas aves que cazaron y dibujaron, como el ostrero de Finsch (Haematopus finschi), cuya primera descripción conocida de este ave en Nueva Zelanda la hace Cook en su entrada del diario del día 11 de noviembre. En el pequeño río que desemboca en el lado este de la bahía, llamado río Purangi por los nativos,  la tripulación descubrió un banco de ostras, probablemente la ostra de roca de Nueva Zelanda o también llamada ostra de Auckland (Saccostrea glomerata), que la tripulación recolectó y comió en abundancia, y que en opinión de Banks eran tan buenas como las de Colchester.

###### El tránsito de Mercurio: 9 de noviembre.

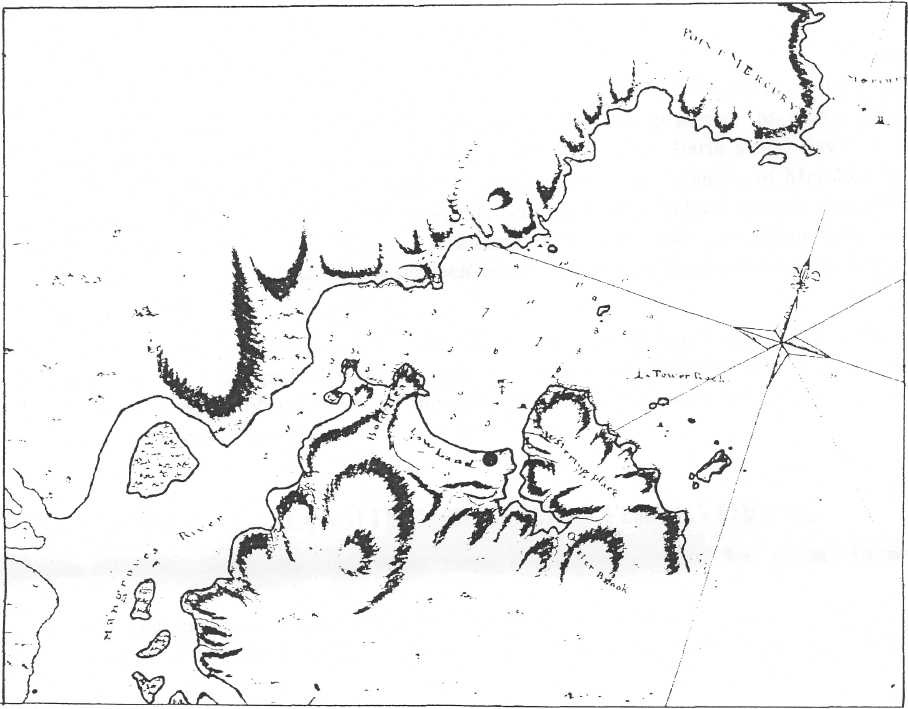
Parte de la carta náutica de Mercury Bay realizada por Cook e Isaac Smith, noviembre de 1769. El punto marca el lugar en el que se realizó la observación del tránsito de Mercurio el 9 de noviembre de 1769.

El tránsito de Mercurio es un fenómeno astronómico mucho más frecuente que el de Venus. Sucede unas 13 o 14 veces cada siglo con intervalos de 3, 5, 7, 9.5, 10 y 13 años. Antes del que tuvo lugar ese año, el último tránsito de Mercurio fue el 7 de noviembre de 1756 y el siguiente no sucedería hasta el 2 de noviembre de 1776. Un tránsito completo dura alrededor de 5 horas. A las 7 de la mañana del 9 de noviembre de 1769, Cook, Green y el primer teniente Hicks bajan a tierra con telescopios y relojes de péndulo y se sitúan en una playa cercana del lugar donde estaba fondeado el Endeavour, a unos 300 metros de la desembocadura del río ostrero. El día era soleado con cielos despejados. La primera fase del tránsito, la del ingreso de Mercurio en el borde externo del disco solar, fue observada y medida por Green mientras Cook en ese momento se dedicaba a medir la altitud del Sol. La fase final o de egreso ya fue observada por los dos. Los tiempos medidos por Cook y Green para esta fase final difieren en unos poco segundos. Parkinson refiere como algunos miembros de la tripulación también se dedicaron a observar el tránsito desde la cubierta del barco, aunque Green explica en su diario que el barco estaba mal situado para hacer las observaciones desde su cubierta y que los tiempos que se tomaron a bordo fueron erróneos. Las expectativas que Cook y Green tenían sobre las observaciones del evento eran demasiado altas. Con los instrumentos de observación de la época no era posible lograr la suficiente exactitud en las mediciones. Los tiempos del tránsito del pequeño planeta Mercurio no son fáciles de medir, aún peor que los del tránsito de Venus cuyo disco aparente es seis veces mayor que el de Mercurio. Con los telescopios que ellos disponían Mercurio era poco más que un diminuto punto sobre el disco solar moviéndose durante un periodo de varias horas, y en él que el efecto óptico de “gota negra” hace casi imposible determinar con exactitud el momento del contacto del planeta con el borde del Sol. Cook y Green promediaron que la bahía de Mercurio tenía una latitud de 36°47′ S y una longitud de 184°4′ O. Algunos autores han revisado los datos obtenidos de la observación del tránsito de Mercurio, deduciendo que, a pesar de la intención inicial de Cook, la longitud de la bahía de Mercurio no fue obtenida solo a partir de las mediciones del tránsito sino que se calculó haciendo un promedio con las obtenidas por otros métodos.

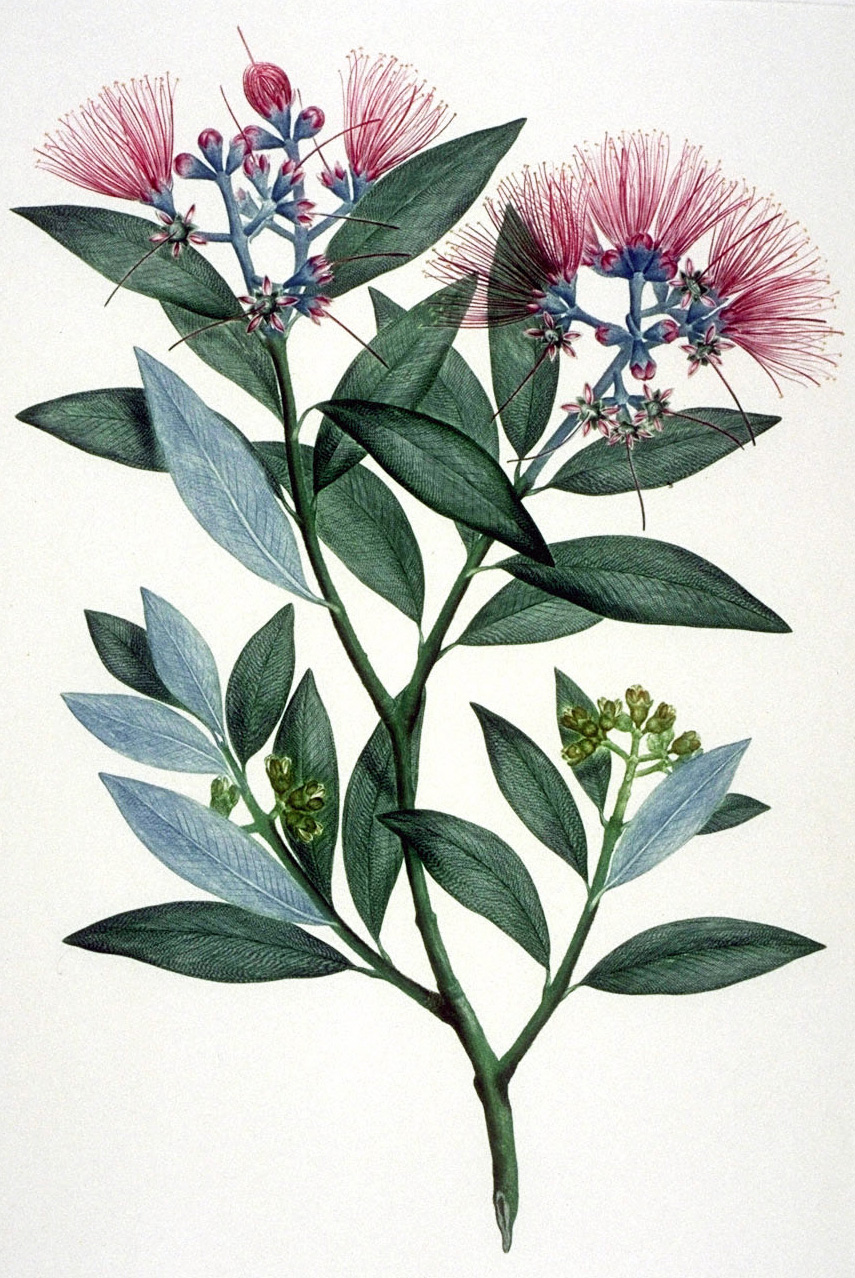
Pōhutukawa, (Metrosideros excelsa), obtenida en la bahía Mercurio, Nueva Zelanda, 5-15 de noviembre de 1769. Grabado a color de Gabriel Smith a partir de un dibujo de Sydney Parkinson. Museo de Historia Natural, Londres.

Mientras en tierra se realizaba la observación del tránsito, un grupo de canoas de una tribu diferente de la que hasta entonces se habían relacionado con ellos en la bahía llegó fuertemente armada a las proximidades del Endeavour. Su actitud parecía hostil. El teniente John Gore era el oficial de guardia a bordo. Los nativos querían comerciar y uno de ellos le ofreció cambiar su capa de piel de perro por una pieza de paño inglés. Gore estuvo de acuerdo, pero aparentemente el maorí se negó a cumplir con su parte del trato. Gore reaccionó con rapidez y contundencia y mató a tiros de mosquete al maorí. El resto de sus acompañantes huyeron en sus canoas. Los disparos fueron oídos desde la orilla tanto por los británicos como por los maoríes de la tribu del anciano Torava. Cook reprobó la conducta de su oficial: “El castigo era demasiado severo para el delito, y ya estábamos lo suficientemente familiarizados con estas personas como para saber cómo castigar faltas insignificantes como esta sin tener que quitarles la vida.” Como oficial al mando parece que Gore actuó con extremo rigor ante un acto que en otras ocasiones similares se había podido resolver con poco más que disparos de advertencia. Pero al ser oficial, Gore no recibió castigo alguno. Banks recoge en su diario que los maoríes de Torava, tras reunirse en consejo, decidieron no tomar represalias, ya que concluyeron que la víctima merecía su castigo por lo que había hecho. Banks razona que esos pequeños incidentes conllevaban graves riesgos, no solo porque los nativos pudieran tener éxito en un hipotético ataque, sino por el nivel de respuesta que los británicos se verían obligados a utilizar para defenderse. En el Endeavour sabían que un ataque perpetrado por un número suficiente de maoríes podría poner a toda la tripulación en grave peligro. Parkinson anotó en su diario el nombre del desafortunado maorí: Otirreeoònooe. Fue enterrado envuelto en el paño que había sido objeto de su muerte. Aún sucedió otro incidente, unos días después, por indisciplina de un miembro de la tripulación. Samuel Jones, marinero de primera, había sido confinado 48 horas por desobediencia, castigado con 12 latigazos y vuelto a confinar.
El jefe Torava invitó a los británicos a visitar sus poblados fortificados, los pa. Esta estructura característica de la construcción maorí, era un tipo de fuerte o empalizada con utilidad defensiva que rodeaba un núcleo habitado, generalmente coronando un promontorio o elevación del terreno. Los habían visto desde su llegada a Poverty Bay y se habían preguntado por su cual sería su función. Les mostraron uno de los fuertes más grandes de la zona, el pa de Whare-taewa (Banks los transcribe como Whanetoowa), situado en un promontorio en el extremo noreste de la actual Buffalo Beach en Whitianga. Encerrada por una empalizada de tres metros de altura, tenía unas veinte subdivisiones, cada una con hasta una docena de chozas y un foso de seis metros de profundidad. Cook y Banks se mostraron muy impresionados. A petición de los británicos, dos maoríes escenificaron como eran sus enfrentamientos armados, ejecutando primero un haka similar a la que los británicos habían presenciado en otras ocasiones, y luego simulando un combate haciendo uno de asaltante del pa y el otro de su defensor. Cook hace en su diario agudas observaciones de los diferentes tipos de armas maoríes y de como las usan, llamándole la atención que no conocieran ni el arco ni la honda. Describe varias de las armas propias de los maoríes: la huata, pica de más de 4 m de longitud utilizada en la defensa de los pa; la taiha, una lanza adornada con plumas; el pouwhenua, otro tipo de arma larga con cabezal cortante; el tewhatewha; una especie de hacha y el patu, maza de combate que ya había sido descrita por Banks en los primeros días en Poverty Bay. Tanto Cook como Banks describen también las diferencias que aprecian en los nativos que habitan en esta zona: son similares a los pobladores de Poverty Bay o Tolaga excepto en que su piel es de tono más oscuro, y que su vestimenta, chozas, canoas, y ornamentos son menos elaborados. También parece que no cultivan la kūmara, al menos en la bahía, plantaciones que sí que eran muy evidentes en las comunidades maoríes de la costa este.
Existe un testimonio en la tradición maorí de alguien que fue testigo de la estancia de los británicos en la bahía de Mercurio. Se trata de un jefe del iwi Ngāti Whanaunga llamado Te Horetā te Taniwha, cuyo testimonió fue recogido más de ochenta años después de la visita del Endeavour por John White, empleado público británico en Nueva Zelanda durante la segunda mitad del siglo XIX, conocido por sus trabajos sobre la historia y tradiciones del pueble maorí. Te Horetā era un niño en las fechas de la llegada del Endeavour. La bahía no era el asentamiento permanente de su tribu, sino que era una parte de su territorio, y en esas fechas se encontraban allí en una estancia temporal para evitar su ocupación por tribus rivales. La llegada del Endeavour y sus tripulantes fue el gran acontecimiento de su infancia. Para Te Horetā el navío era un dios con forma de gran canoa cuyos ocupantes eran tupua, seres sobrenaturales similares a duendes o trasgos, que llegaban a tierra en sus botes dando la espalda hacia la orilla porque tenían sus ojos en la parte posterior de la cabeza, que mataban pájaros a distancia con un bastón del que salía un trueno, pero que, sin embargo, eran amables y les regalaban comida. Uno de aquellos seres sobrenaturales pasaba el tiempo recogiendo conchas, flores, plantas y piedras. El líder de los tupua, el capitán Cook, dejó una honda impresión en el muchacho:

“Había un hombre supremo en esa nave. Sabíamos que él era el señor de todo por su comportamiento perfectamente caballeroso y noble. Era un hombre muy bueno y venía hacia nosotros, los niños, y nos daba unas palmaditas en las mejillas y nos tocaba la cabeza suavemente. Su lenguaje era un silbido, y no entendíamos ni lo más mínimo de las palabras que pronunciaba. Este es el líder de la nave, lo cual se demostraba por su amabilidad con nosotros. Era un hombre noble, un rangatira, que no podía pasar desapercibido entre la multitud”.
Testimonio de Te Horetā recogido por John White en: The Ancient History of the Maori, his Mythology and Traditions: Tai-Nu, (1888, Wellington), Vol V, capítulo IX, pp. 124.

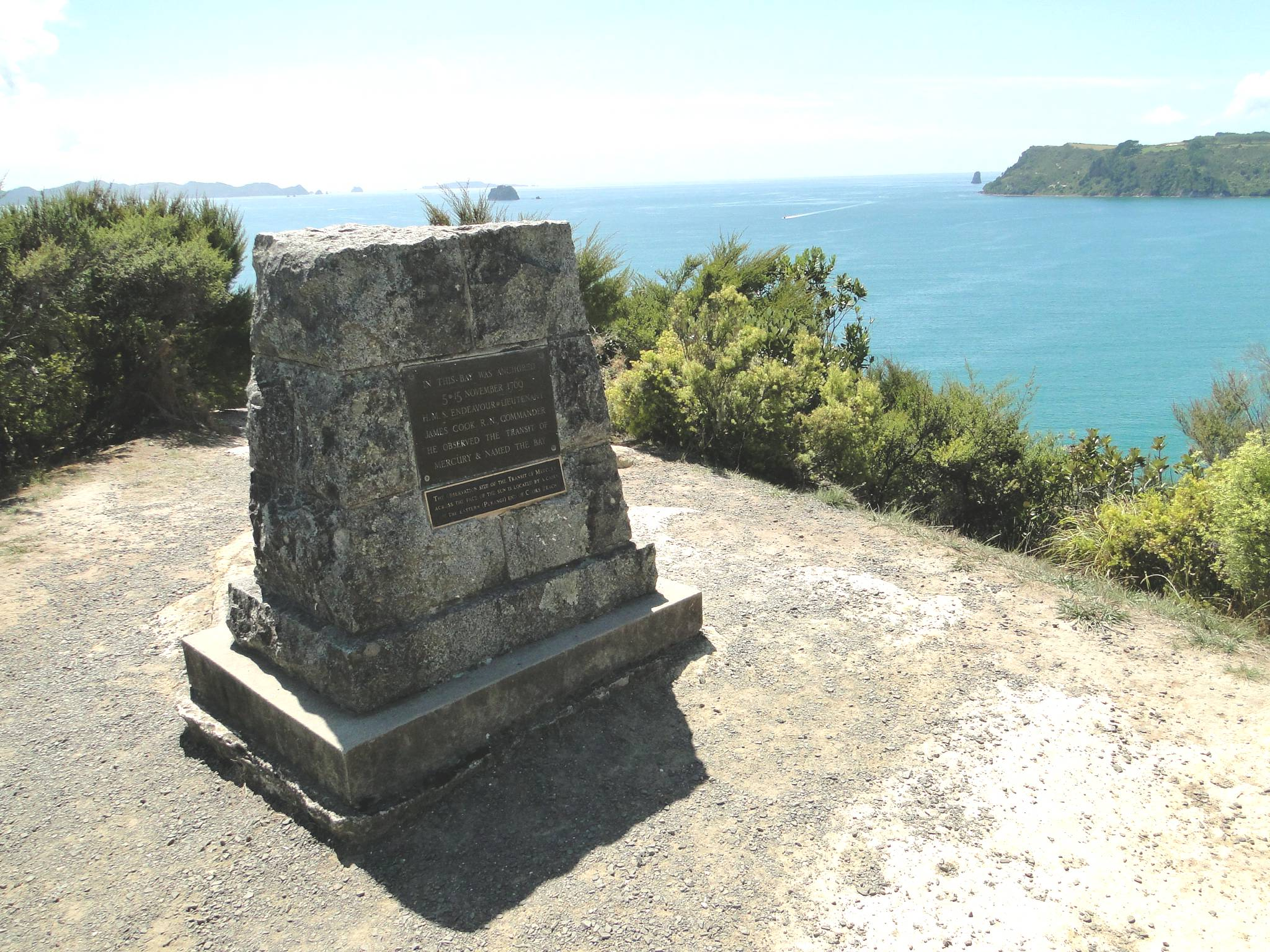
Memorial de la observación del tránsito de Mercurio por James Cook situado en Shakespeare Point, una elevación cecana a Cook's Beach en Mercury Bay, localización que no se corresponde con la del lugar donde se realizaron las observaciones.

Por él sabemos del consejo que se celebró entre los líderes de su tribu tras la muerte de Otirreeoònooe y que concluyó que el castigo que había recibido era merecido. Te Horetā también hace referencia a que su clan fue el primero en realizar el Powhiri, la ceremonia tradicional de bienvenida maorí, a los europeos, así como que también fueron los primeros en Nueva Zelanda en cultivar y comer patatas, tubérculo que obtuvieron a partir de unas semillas que su jefe recibió como regalo de manos de James Cook. También nos explica que Cook pidió información a su jefe sobre la situación del extremo norte de la costa y que se lo mostrará dibujando un mapa con un trozo de carboncillo sobre un papel.
La partida de Mercury Bay se vio demorada por dos día de mal tiempo. Hasta el último día antes de levar anclas se aprovechó para aumentar las provisiones con apio silvestre, crustáceos y ostras. Y Banks y Solander bajaban a tierra para recolectar todas las plantas y animales marinos que pudieron antes de abandonar la bahía. Los naturalistas recogieron durante su estancia en Mercury Bay un total 214 especímenes de plantas. Cook hizo un detallado mapa de la bahía, manteniendo en sus cartas náuticas muchos de los nombres maoríes de los accidentes y lugares de la bahía salvo el de la propia bahía y el de los dos ríos que desembocan en ella, el Oyster y el Mangroves. La mañana del miércoles 15 de noviembre estaban ya preparados para partir, pero antes Cook cumplió con una de las órdenes que le había dado el Almirantazgo: tomar posesión del territorio descubierto en nombre de la Corona británica. Hizo grabar el nombre del barco y la fecha en la corteza de un árbol cercano del lugar de aguada, plantó la bandera británica e hizo una pequeña ceremonia para formalizar que tomaba posesión del lugar en nombre de su majestad el rey Jorge III del Reino Unido,  Nada indica que hubiera obtenido "el consentimiento de los nativos", según especificaban las mismas órdenes. Cabe señalar que Cook solo tomó posesión de la bahía Mercury, no tomó posesión de toda la isla ni de todo el país, ni lo hizo en ningún otro lugar de Nueva Zelanda, como muchos neozelandeses creen que hizo. En el momento de la partida, el jefe maorí Torava acudió a despedirse. Banks anotó en su diario que Torava explicó que en cuanto hubieran partido debía volver a su poblado porque el clan al que pertenecía el maorí muerto le ha amenazado con tomarse venganza por haberse puesto del lado de los británicos.

##### De Mercury Bay a Bay of Islands: 16 – 28 de noviembre.
A la salida de Mercury Bay el Endeavour dejó a babor las islas que también llamó Mercurio tomando rumbo norte, virando en varias ocasiones mientras se aproximaba al sur de la isla Gran Barrera. Allí doblaron el extremo norte de la península de Coromandel hacia el oeste. Cook lo llamó días después cabo Colville, en honor de Lord Alexander Colville, quien había sido el comodoro en Terranova cuando Cook era master del Northumberland entre los años 1759 – 1762. Al doblar el cabo se encontraron en la entrada del profundo golfo que hay en el lado occidental de la península de Coromandel, el golfo de Hauraki. Dos canoas con más de 60 maoriés armados se aproximaron al barco, ejecutaron una haka y les amenazaron de muerte. A Banks le llamó la atención el singular razonamiento que Tupaia les hizo desde cubierta:

“Tupaia, que se temía que fueran a atacarnos, fue a proa y les habló diciéndoles que si les provocaban les podríamos destruir con facilidad. Le respondieron con su tono habitual: bajad a tierra y os mataremos a todos. Bueno, dijo Tupaia, mientras estemos en el mar no tenéis nada que hacer contra nosotros ya que el mar es tanto propiedad nuestra como vuestra”.
Joseph Banks, Diarios, op. cit, entrada del 18 de noviembre de 1769.

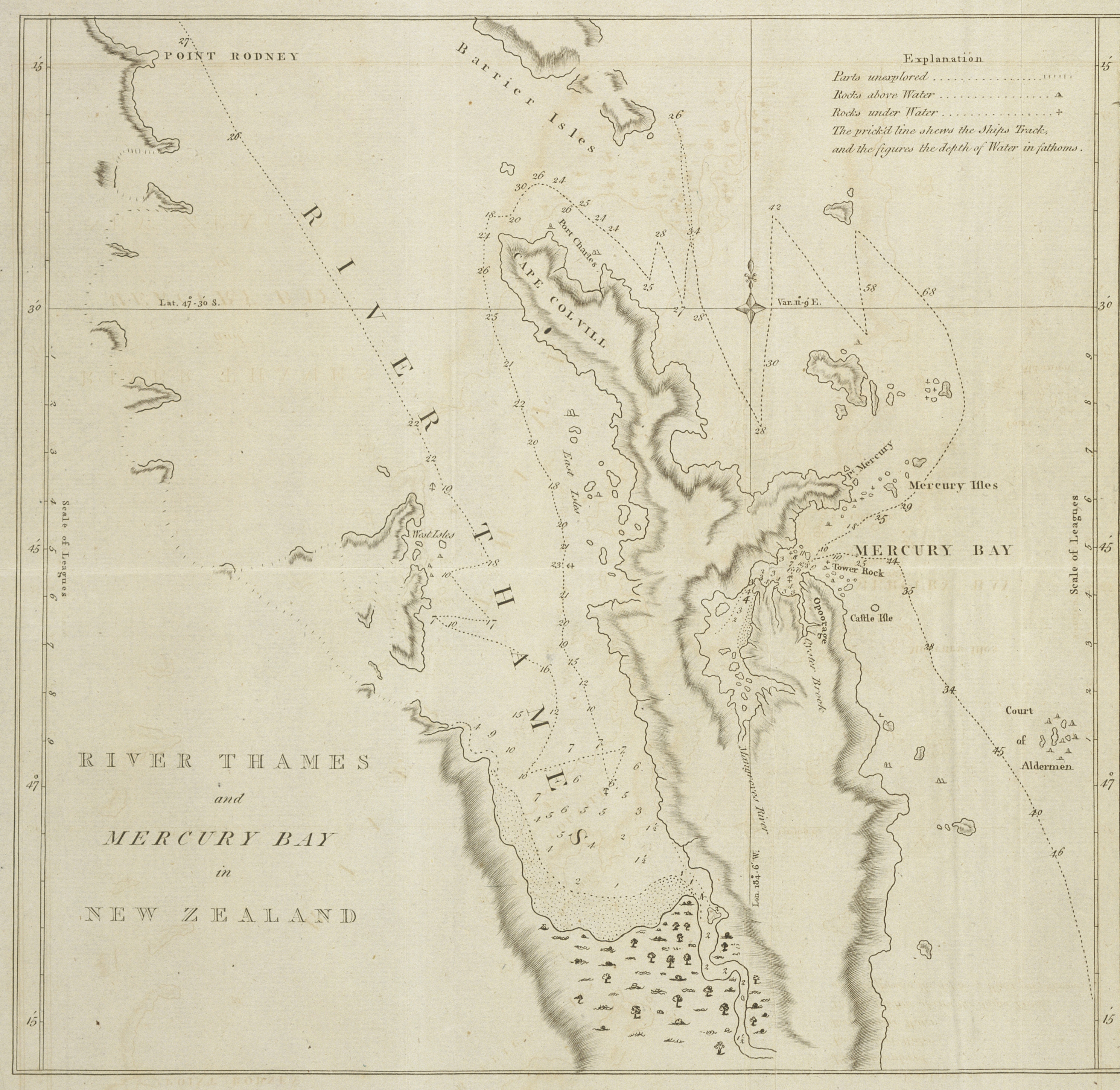
Carta náutica del estuario del río Támesis, Nueva Zelanda, según James Cook (1769) que aparece en la obra de J. Hawksworth 'An account of the voyages undertaken...discoveries in the Southern hemisphere...' Londres: W. Strahan & T. Cadell, 1773.

Por miedo a perder la costa de vista, Cook decidió adentrarse hacia el fondo de ese gran golfo y después de navegar por él unas doce o trece leguas echaron el ancla en lo que parecía un ancho estuario. Era el domingo 19 de noviembre. El anclaje lo tuvieron que corregir varias veces debido a la presencia de un flujo de mareas muy activo. La anchura del estuario y las fuertes mareas les recordó al río Támesis de Inglaterra, lo que le dio nombre al estuario. Los nativos que se acercan al barco conocían a Torava, incluso uno de ellos dijo ser su nieto, y llamaban a Tupaia por su nombre. A Banks le llamó la atención la influencia que parecía tener Torava en toda aquella región. Cook pronto vio en este estuario sus posibilidades como fondeadero y futuros asentamientos y decidió detenerse para explorar con más detenimiento sus alrededores. Arriaron la pinaza y la lancha larga y acompañado por Banks, Solander y Tupaia y varios marineros remaron nueve millas aguas arriba por el río que formaba ese estuario, el actual río Waihou. Al mediodía vararon en la orilla oeste del mismo y visitaron un poblado cercano. Sus habitantes también sabían de ellos por medio de Torava, siendo recibidos amistosamente. La zona estaba ocupada por un gran bosque de kauris (Agathis australis) y kahikateas (Podocarpus dacrydiodes), que asombraron a los británicos por el tamaño y la majestuosidad de sus ejemplares. Recogieron muestras de 40 especies de plantas. En el viaje de regreso al barco, el viento y la fuerte marea entrante les obligaron a amarrar los botes durante la noche y pernoctar en la orilla, y no llegaron al Endeavour hasta la mañana siguiente.
Aunque la intención inicial de Cook hubiera sido seguir ruta, una combinación de mareas, viento y lluvias les mantuvo en el fondo del golfo de Hauraki hasta el 23 de noviembre. Los nativos se acercaban hasta el lugar donde estaba fondeado el barco y subían a bordo para comerciar. En unas de esas ocasiones un maorí sustrajo de la bitácora del puente uno de los relojes de arena o ampolletas utilizados para los cálculos de tiempo. El primer teniente Zachary Hicks, que era el oficial de guardia, lo detuvo en el acto y creyó necesario condenar oportunamente aquel acto. Decidió castigarlo allí mismo a 12 latigazos, al estilo de la armada británica, para que sirviera de escarmiento al resto. Los maoríes reaccionaron alarmados al ver al muchacho atado a un poste con el torso desnudo y Tupaia tuvo que intervenir para asegurarles que no temieran por su vida, que tan solo iba a ser azotado. Al finalizar el castigo el joven fue liberado y al llegar a su canoa fue agarrado por uno de sus congéneres, parece ser que su padre, quien procedió a darle una paliza. Cook finalizó su entrada del diario de ese día refiriéndose a la acción de Hicks, juzgándola como excesiva dado que no tenían intención de permanecer en la zona mucho más tiempo y la ejemplaridad del castigo no era necesaria. Cook terminó eliminando esta última reflexión, quizá para no comprometer la hoja de servicios de su primer teniente, un oficial de probada capacidad y confianza.
El Endeavour salió del estuario del Támesis aprovechando las subidas de la marea y atravesó el golfo de Hauraki deteniéndose de nuevo más al norte en la bahía de Bream (“del besugo”, por la abundancia de peces que pescaron). En la ruta seguida hasta allí pasaron al oeste de varias islas, que Cook denominó islas del Oeste, que el mal tiempo le impidió estudiar con más detenimiento. Cook conjeturó que aquellas pequeñas islas parecían ofrecer una buena protección y que tras ellas, en la costa, seguramente habría buenos puertos y lugares adecuados para fondear. Estaba en lo cierto porque detrás de esas islas de las que solo vislumbró su perfil oriental está la actual ubicación de la ciudad y el puerto de Auckland. En los mapas de Cook aparecen insinuados los bordes de las actuales islas de Ponui (o Chamberlins), Waiheke, Rakino y Rangitoto.
Pasada la bahía de Bream, el lunes 27 de noviembre pasaban junto a un promontorio que Cook llamó cabo Brett, en recuerdo de Sir Peircy Brett, uno de los lores comisionados que firmaron sus órdenes cuando ganó su ascenso a teniente, cabo situado frente a la peculiar isla de Motukokako que posee un gran arco de piedra producido por la erosión del oleaje. El cabo daba paso a otra profunda bahía con numerosas islas en su interior de la que inicialmente el Endeavour iba a pasar de largo. Estaba habitada, varias canoas salieron a su encuentro y algunos maoríes subieron a bordo. Ya no estaban en el área de influencia del jefe Torava. Su comportamiento no era muy amable y tuvieron que hacer disparos de advertencia con los mosquetes. Los más pacíficos subieron a bordo. Parkinson explica como al mismo tiempo que se saludaba con uno de ellos con el saludo maorí del hongi le estaba robando lo que llevaba en los bolsillos. Cuando habían avanzado 22 millas desde el cabo Brett, al sur de las islas Cavalli, que Cook llamó así por la abundancia de especies de carángidos en sus aguas, el fuerte viento en contra obligó a Cook a retroceder y buscar refugio en la bahía que habían dejado atrás.

##### Bay of Islands: 29 de noviembre - 6 de diciembre.

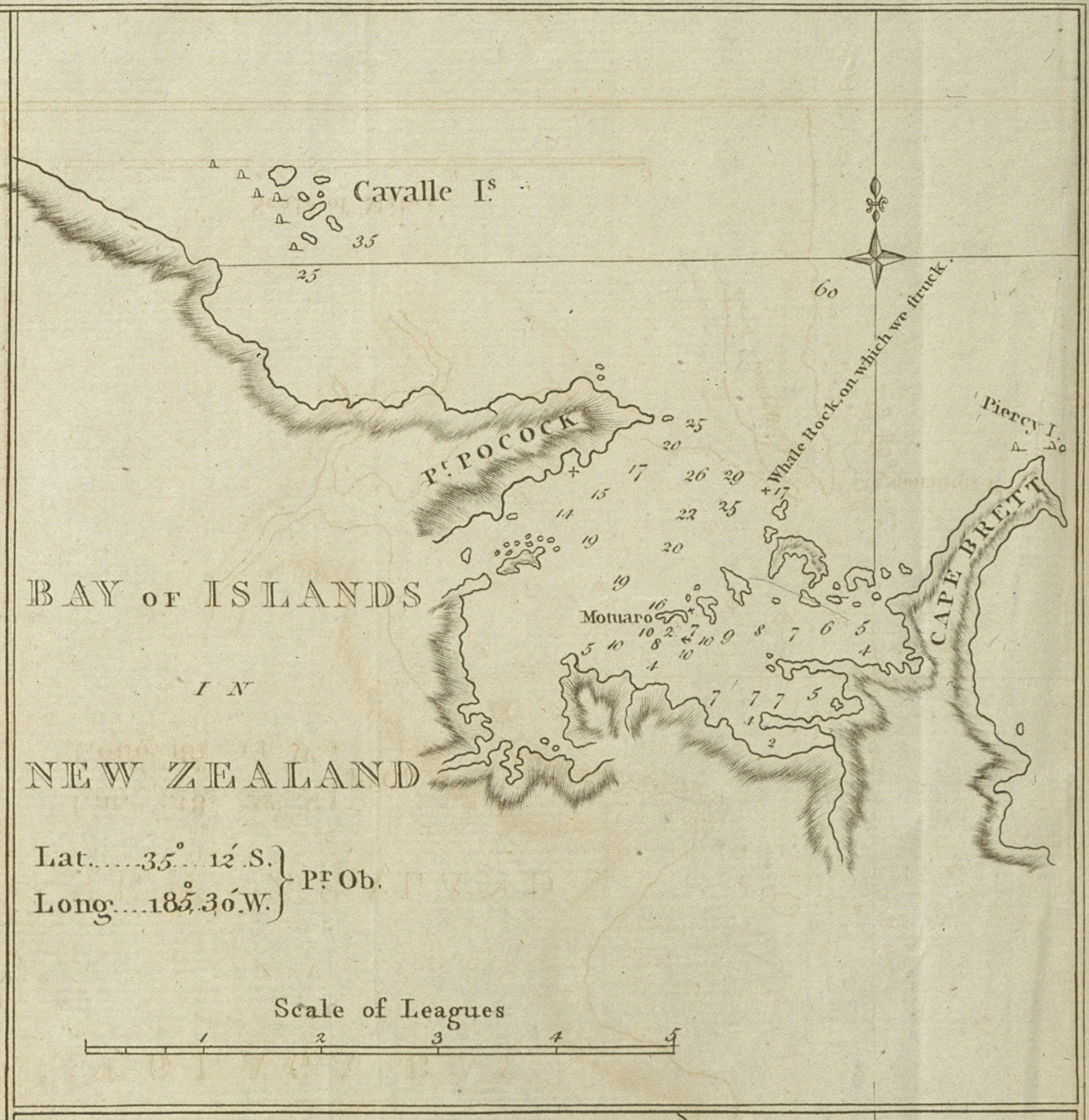
Carta náutica de Bay of Islands, en Nueva Zelanda, según James Cook (1769) que aparece en la obra de J. Hawksworth 'An account of the voyages undertaken...discoveries in the Southern hemisphere...' Londres: W. Strahan & T. Cadell, 1773.

Era el miércoles 29 de noviembre. El día fue algo ventoso, con chubascos. Una vez dentro de la amplia bahía, anclaron al sur de una de sus islas, la isla de Motuarohia. Pronto se vieron rodeados por un nutrido grupo de más de 30 canoas. Un pequeño grupo de nativos fue admitido a bordo. Entre ellos estaba Tapua, el líder de la tribu Ngāti Hao de Hokianga, entre otros importantes jefes de la región. Hubo intercambio de presentes pacíficamente. Sin embargo, después de que los jefes maoríes volvieran a sus canoas, otro grupo de maoríes intentaron hacerse con la boya del ancla desde sus canoas. Cook ordenó hacer varios disparos de advertencia con munición pequeña de mosquete, pero hasta que uno de los nativos no fue herido por uno de los disparos no se alejaron lo suficiente como para poder hacer un disparo de cañón que fue lo que les ahuyentó definitivamente. Tupaia intuyó que la retirada no era definitiva, pero Cook pensó que no iban a dar más problemas. Hizo arriar la pinza y la yola con los marineros armados y algunos marines, y él, Banks y Solander para explorar la isla de Motuarohia frente a la cual estaban anclados. En cuanto desembarcaron en la playa se vieron rodeados por 200 o 300 maoríes armados procedentes de varias canoas que les habían seguido y de otros grupos que salieron de la fronda que rodeaba la playa. Su actitud era evidentemente amenazante y el ataque maorí parecía inminente. Cook actuó con decisión. Él y Banks se aproximaron hacia ellos y trazaron en la arena una línea como para marcar un límite simbólico. Un grupo de maoríes inició un peruperu. Otro grupo se dirigió hacia los botes británicos para hacerse con ellos. Cook, Banks, Solander y dos de los marines dispararon uno tras otro sus mosquetes cargados con munición pequeña consiguiendo hacerles retroceder con cada disparo pero sin lograr hacerlos huir ni ceder en sus ataques. Así estuvieron un cuarto de hora, con los británicos disparando reiteradamente para mantener a los maoríes a cierta distancia, fuera del alcance de sus armas arrojadizas. Mientras, en el Endeavour, un atento Hicks, que había quedado como oficial al mando a bordo, estaba siguiendo las evoluciones de los botes y el desembarco en la isla de su comandante y compañeros. Pronto pudo percibir que había problemas. Inmediatamente ordenó maniobrar el buque para dirigir los cañones hacia la playa y, balanceando el barco para conseguir el ángulo apropiado, hizo disparos con los cañones de 4 libras hacia los árboles de las colinas justo por encima de los nativos. Los efectos e los disparos de la artillería pusieron a los nativos en fuga.

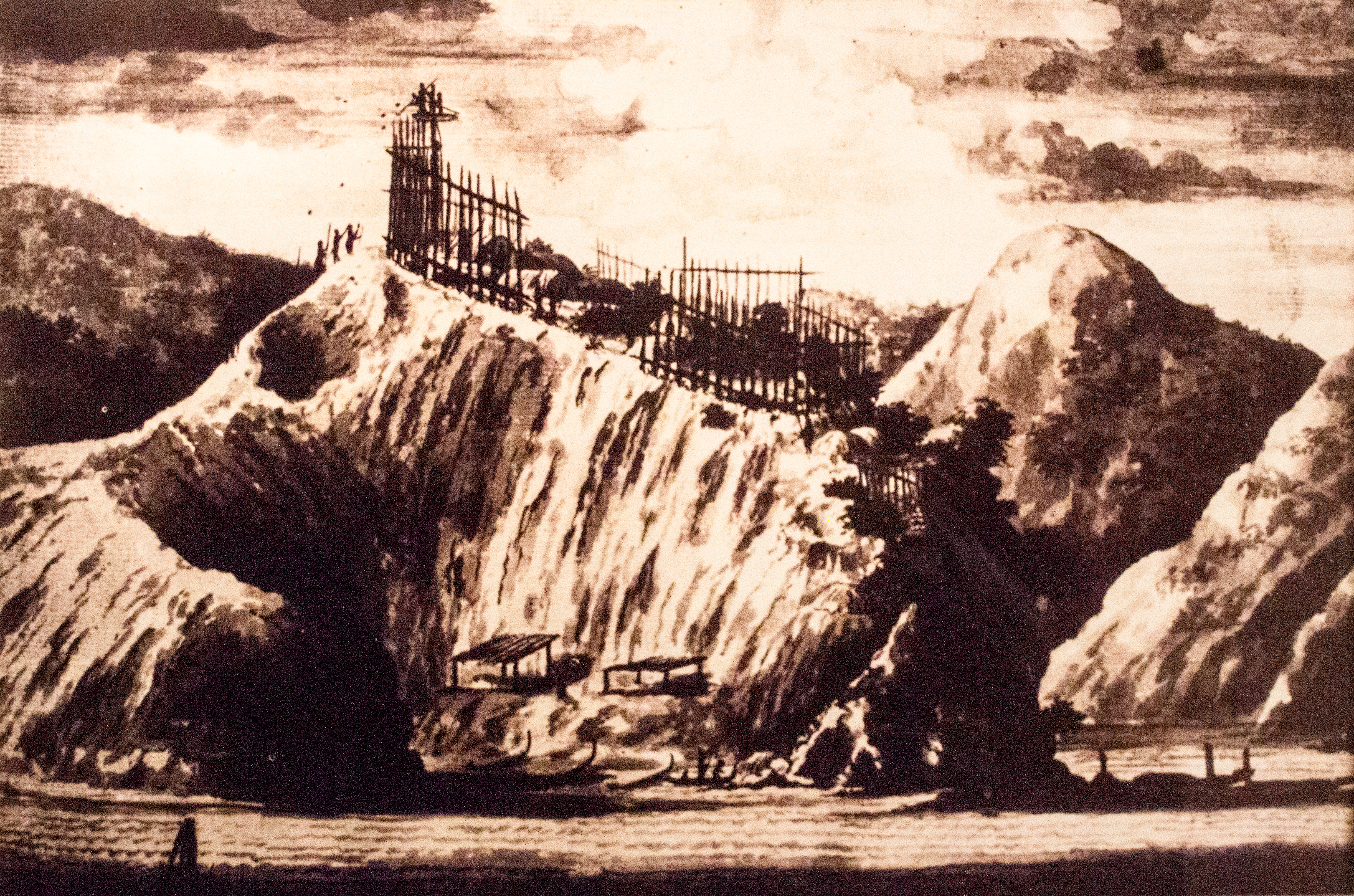
"Vista del Hippa sobre la isla de Motuaro en Bay of Islands, Nueva Zelanda", dibujo en titan y agua de Sydney Parkinson (diciembre, 1769). British Library, Londres, Add. MS. 23920, f. 43(b).

Los maoríes se retiraron y no hubo más enfrentamientos. Parecieron comprender, como venía siendo habitual, la superioridad del armamento de los europeos. El jefe Tapua, junto con su mujer y su hermano, se acercó hacía ellos, respetuosamente. Quería saber si uno sus hermanos, que había recibido uno de los disparos en el incidente de la boya, iba a morir a consecuencia de la herida. Le tranquilizaron y le enseñaron la diferencia que había entre los diferente calibres de la munición y el daño que cada una podía hacer en consecuencia. Solventada la situación, Cook no desaprovecho su estancia allí y exploró otra playa cercana donde encontraron apio silvestre en abundancia que mando recolectar y cargar en los botes. A continuación, ascendieron a lo alto de una colina desde la que había una buena vista de toda la bahía: estaba salpicada de varias islas e islotes con numerosos ensenadas y entrantes resguardados; quedaron impresionados por la abundancia y extensión de los campos de cultivo de kūmara y taro, sus numerosas aldeas y poblados fortificados, las flotas de largas canoas con tallas decorando sus extremos. Era evidente que se trataba de una región próspera y muy poblada, quizá una de las más pobladas de las que los británicos visitaron en la Isla Norte. Cook la llamó Bay of Islands.
El enfrentamiento en la isla de Motuarohia parece que fue más cruento de lo que Cook quiere hacer ver. A juzgar por las inusualmente largas entradas de esa jornada en los diarios de varios de los tripulantes, está claro que lo sucedido causó una fuerte impresión en todos ellos. Según Cook solo hubo uno o dos heridos leves entre los maoríes y nadie entre los británicos, pero parece probable que hubiera más víctimas e incluso varios fallecidos entre los maoríes. Por ejemplo, Banks hace mención al trato amigable que tuvieron por parte de los nativos los días siguientes incluso al relacionarse con familiares de maoríes que habían muerto por los disparos recibidos en la refriega. Y Parkinson es muy claro sobre estos hechos:

“Si estos bárbaros hubieran actuado más ordenadamente, habrían sido un enemigo formidable y podrían habernos hecho mucho daño; pero carecían de ningún tipo de orden o disciplina militar entre ellos.”
Sydney Parkinson, Diarios, op. cit., Parte II, p. 109.

Lo que se si es evidente es que Cook gestiono bien una situación muy complicada. Un solo error por parte británica y la historia hubiera sido otra. El comandante supo mantener la sangre fría, y la de sus hombres, ordenando a los marines que no dispararan sus armas de munición de mayor calibre indiscriminadamente porque quería evitar en lo posible que aquello terminara en una carnicería. La atenta vigilancia del teniente Hicks y su acertada maniobra hicieron el resto para evitar que aquello acabara trágicamente. En la playa de Motuarohia la tripulación del Endeavour tuvo que enfrentarse a uno de los episodios más delicados desde su llegada a Nueva Zelanda, que bien pudo haber dejado a la expedición al borde del desastre.
El mismo día en el que tuvo lugar el enfrentamiento armado en Motuarohia, al volver al barco, Cook tuvo que juzgar un acto de indisciplina de tres miembros de la tripulación. Los marineros Matthew Cox, Henry Stephens y Manuel Pereira habían abandonando su turno de guardia de la noche previa para bajar a tierra y hacerse con unas kūmaras de las plantaciones maoríes. Fueron castigados con una docena de latigazos. Pero el marinero Cox protestó porque creía que había sido castigado injustamente alegando que él no había hecho nada que Cook y otros oficiales no acostumbraran a hacer. Fue confinado y vuelto a azotar al día siguiente. Cox continuó pensando que había sido castigado injustamente y tras finalizar el viaje, ya en Inglaterra, puso una denuncia a Cook ante el Almirantazgo, denuncia que, por otra parte, no prosperó. Este incidente ilustra una vez más el cuidado que ponía Cook en intentar ser imparcial como parte de su estrategia para mantener una buena relación con los nativos. El mismo día en el que había salido vivo de una complicado enfrentamiento armado con los nativos no dudó en castigar a sus subordinados por haber incumplido el reglamento abandonado el barco sin permiso durante su guardia y afrentar a los maoríes robando de sus cultivos.

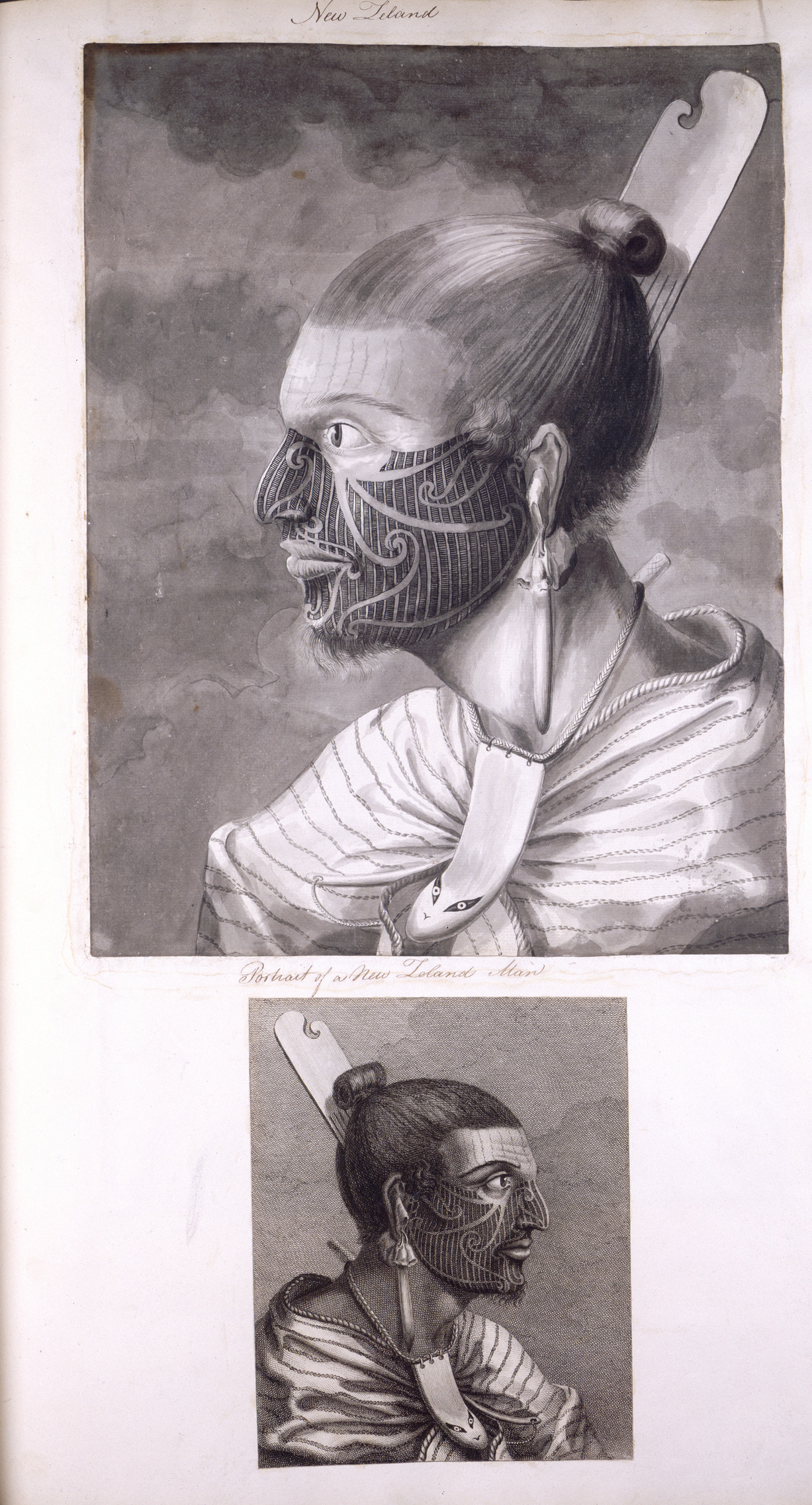
Retrato de Otegoowgoow (Te Kuukuu), maorí de Bay of Islands, Nueva Zelanda. Dibujo a tinta y agua por Sydney Parkinson (diciembre, 1769). British Library, Londres. BL Add. MA 23920, f. 54(a).

Cook, Banks y Solander desembarcaron en la costa principal al día siguiente. Los maoríes les recibieron amistosamente. Banks convencido de que aquello era el continente utilizaba la palabra “Continent” al referirse a la zona de la costa en la que desembarcan, mientras que Cook utiliza la palabra “Main”, “principal”, para referirse a la masa de tierra principal. Los marineros se dedicaron a recoger forraje para el pequeño ganado de ovejas del Endeavour. Un nuevo acto de indisciplina se registró en los diarios el día 2 de diciembre. Durante la primera guardia (la comprendida entre la medianoche y las 4 de la madrugada), el artillero Stephen Forwood, que además era el oficial al cargo de ese turno de guardia, junto con los marineros Alexander Simpson y Richard Littleboy y el soldado de marines Thomas Rossiter sustrajeron un barril de 12 galones de ron de las bodegas que consumieron casi en su totalidad en el alcázar, donde fueron sorprendidos. Una parte del ron fue encontrado en la cabina del artillero. Los dos marineros y el soldado fueron castigados con 12 azotes cada uno. Forwood, al ser oficial, se libró del castigo que, sin embargo, no se libró de presenciar como azotaban a sus compinches. Escribe Cook:

“[...], en cuanto al artillero, que buenamente merecía que todo el castigo hubiera caído sobre sus espaldas, era tal su embriaguez que era la única persona inútil a bordo del barco.”
James Cook, Diarios, op. cit., entrada del 2 de diciembre de 1769.

Además, a los cuatro se les retiró su asignación semanal de ron hasta sumar la cantidad que se habían bebido. Cook, posteriormente, eliminó este suceso de su diario ya que perjudicaba a Forwood, de quién Cook, en general, tenía un buen concepto. De hecho, cuando estuvieron ya de vuelta en Inglaterra, Cook lo recomendó para un ascenso.
La estancia en la bahía se prolongaría durante 7 días. La pesca era muy abundante, una de las actividades principales de los nativos allí, que utilizaban enormes redes de pesca, de cientos de metros de largo, confeccionadas con fibra vegetal. Los nativos se acercaban diariamente al barco para comerciar con sus capturas. Cook y Banks supieron por ellos que uno de los nativos herido de mosquete en las escaramuzas del día 27 había muerto. Había sido alcanzado en uno de sus ojos por lo que Banks supuso que el proyectil pudo haber alcanzado el cerebro y ocasionar su muerte. El 3 y el 4 de diciembre Banks y Solander desembarcaron en la costa principal para botanizar. Durante toda su estancia allí los naturalistas recogieron muestras de 85 especies de plantas de la región de la bahía o de sus islas. Visitaron los poblados maoríes donde pudieron ver los instrumentos de tatuaje locales, que eran muy similares a los utilizados en Tahití. Los tatuajes y marcas faciales, que los maoríes llamaban moko, que llevaban los nativos de esta región eran más elaborados que los que habían visto en otros sitios, así como las tallas en madera de las canoas. En la isla de Moturua vieron más evidencia de la influencia tahitiana. Los maoríes les mostraron especímenes de aouta, planta que utilizaban para obtener fibras para tejidos como se hacía en Tahití. Sin embargo, la planta se da mal en esas latitudes, necesita más calor, y su obtención es escasa y el material de muy alto precio. El jefe Tapua trajo a su hermano a bordo para enseñarles sus heridas en el muslo, que según Banks estaban curando de forma natural.
Aunque a los ojos expertos de Cook la bahía parecía un lugar de alto interés por su riqueza de recursos y por ofrecer multitud de opciones seguras de fondeaderos para embarcaciones futuras, decidió no detenerse más tiempo para topografiarla con más detalle ya que juzgo que hubiera necesitado demasiados días para completar esas tareas dada la complejidad geográfica de aquel litoral. La tarde del martes 5 de diciembre el Endeavour levó anclas. El viento era flojo y no logró salir por sí mismo de la bahía. La corriente les empujaba peligrosamente hacia la costa y hubo que arriar los botes para remolcarlo. Tuvieron dificultades en las maniobras y no pudieron evitar que el barco impactara con una roca oculta que casi les hizo encallar. Banks estaba en su cabina cuando sintió dos grandes golpes en el casco y por un momento pensó que el naufragio era seguro. Afortunadamente no se produjo daño alguno y con algo de brisa y remolcado por los botes el Endeavour logró salir de la bahía.

##### El cabo Maria van Diemen: 7 – 31 de diciembre.

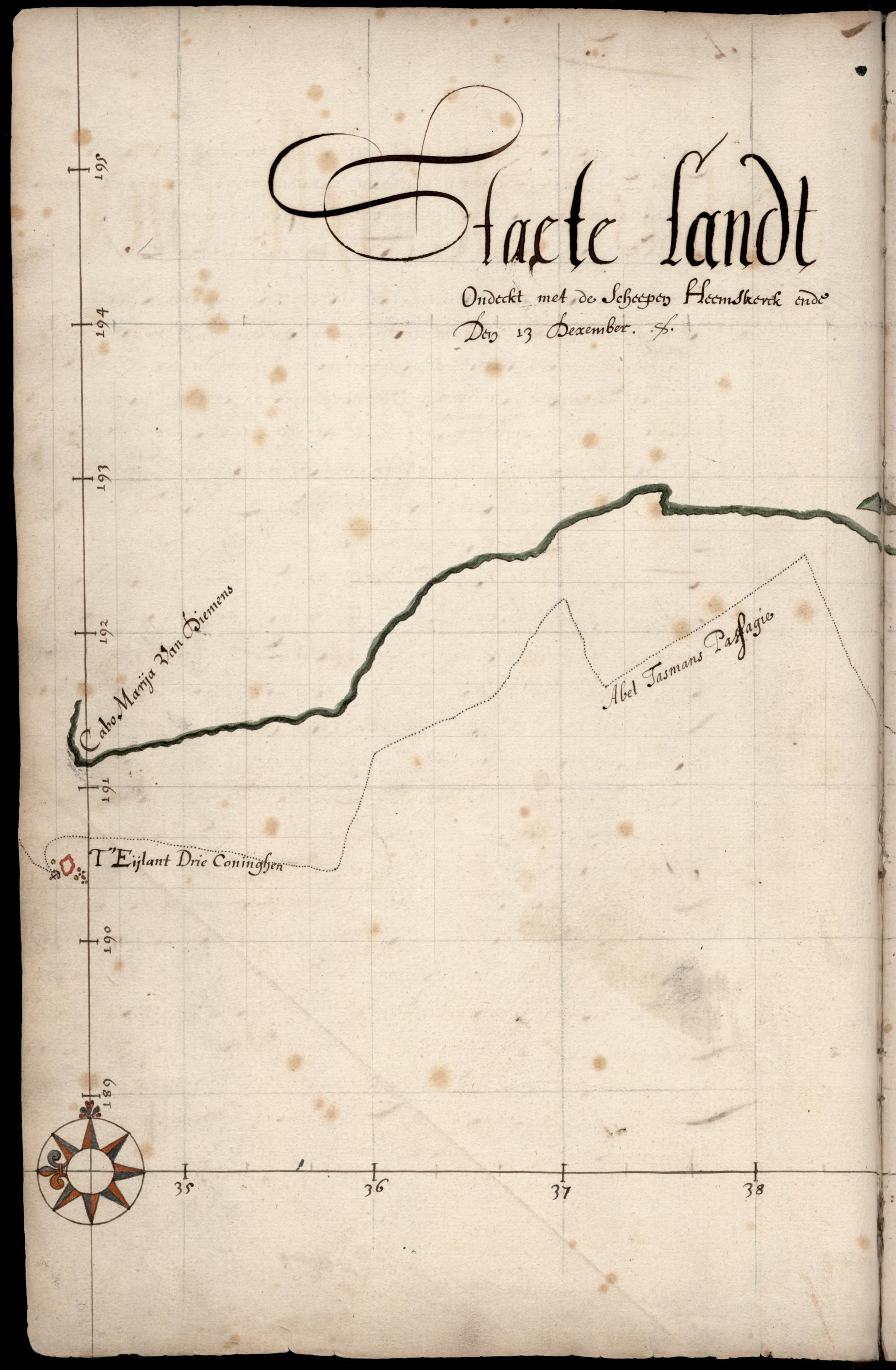
Mapa de la porción septentrional de Staten Landt según aparece en el diario de Abel Tasman, p. 24. Con el norte situado a la izquierda, se perfila la línea de costa correspondiente al litoral oeste de la Isla Norte de Nueva Zelanda, con el cabo Maria van Diemen en su extremo norte, las islas de los Tres Reyes y la ruta llevada por Tasman. Scheepsjournal Abel Tasman (1642), Nationaal Archief, La Haya.

Las coordenadas obtenidas por Cook situaban al Endeavour en la proximidad de uno de los puntos de referencia que Abel Tasman dio de su Staeten Landt: el cabo Maria van Diemen. Se intuía que probablemente ese era el extremo norte de Nueva Zelanda. Cook renunció a explorar y cartografiar en profundidad las costas del golfo de Hauraki y de Bay of Islands porque le hubiera llevado demasiado tiempo y porque él tenía mucho más interés en comprobar lo que Abel Tasman vio y determinar la posición exacta de ese punto de referencia con sus propios métodos. Así pues, el Endeavour siguió rumbo noroeste próximo a la costa. De nuevo pasó al este de las islas Cavalli, y el 9 de diciembre alcanzó la entrada de una profunda bahía, en la que el mal tiempo les impidió entrar y que Cook llamó Doubtless Bay (bahía Indudable). Varias canoas maoríes salieron desde la orilla a ofrecerles pescado. Tupaia conversó con ellos y obtuvo la siguiente información, según anotó Banks en su diario:

“Le dijeron que a una distancia de tres días remando en sus canoas, en un lugar llamado Moorewhennua, la tierra giraba hacia el sur y desde allí no se extendía más hacia el oeste. Concluimos que ese lugar tenía que ser el cabo María van Diemen y al ver que eran personas que tenían información interesante, le pedimos a Tupaia que preguntara si conocían de la existencia de algún otro país además de este o de si sabían de alguien que hubiera ido allí. Dijeron que no […].”
Joseph Banks, Diarios, op. cit, entrada del 9 de diciembre de 1769

Todos estuvieron de acuerdo en que ese lugar tenía que ser el cabo Maria van Diemen. Parecía un objetivo fácil de alcanzar. Se encontraban a solo treinta y nueve millas náuticas al sur de la latitud dada por Tasman (34°30′ S; Cook situó el monte Camel, su punto de referencia esos días, en la latitud 34°51′1), y a menos de dos grados al este de la longitud correcta. Eso significaba que Cook tenía que navegar aproximadamente unas sesenta o setenta millas náuticas hacia el noroeste. El 10 de diciembre, un promontorio que parecía ser el ansiado extremo norte de Nueva Zelanda apareció a la vista, a una distancia de unas 27 millas náuticas (50 km) según sus cálculos. Desde esa distancia el promontorio parecía separado de la costa principal. Pero no resultó tan fácil recorrer esas últimas millas. La meteorología puso en serios problemas y dificultades al Endeavour y a todos sus ocupantes durante los siguientes 30 días.
Se encontraban a unas 18 millas náuticas del cabo y a solo una milla y media de la costa cuando la meteorología cambió y una borrasca del oeste con fuertes vientos saco al Endeavour de su rumbo. Entre el 13 y el 14 de diciembre, sin que Cook y su tripulación pudieran hacer nada para evitarlo, la tempestad les alejó de la costa, hacia el noreste, y por primera vez desde que habían llegado a Nueva Zelanda se encontraban mar adentro sin tener tierra a la vista. La violencia del viento rompió la gavia del mayor, una del trinquete y la vela de mesana, que tuvieron que ser desmontadas y cambiadas por unas nuevas en plena tormenta. El velero y sus ayudantes tuvieron mucho trabajo arreglando las rasgaduras y roturas de unas velas y un aparejo que fueron puestos a prueba esos días. A esa distancia de la costa, detectaron una fuerte corriente marítima desde el oeste, lo que significaba que era poco probable que hubiera masas de tierra de consideración en la proximidad de Nueva Zelanda. Eso era una prueba más de que aquel promontorio tenía que ser el extremo norte de ese territorio. Y la posición del cabo tenía que ser fijada. El 15 de diciembre, Cook puso al barco a navegar de ceñida hacia el oeste con los vientos en contra y con toda la vela que el aparejo podía soportar en un intento por recuperar longitud hacia el oeste para luego poner rumbo sur directos hacia el cabo. Al medio día Cook estimó que su posición se situaba a unas 15 o 17 leguas (88 km) de la costa.

Rumbos del Saint Jean-Baptiste y del HMB Endeavour alrededor del extremo norte de la Isla Norte de Nueva Zelanda en diciembre de 1769. Las fechas indicadas son las correspondientes a los cuadernos de bitácora de los respectivos navíos.

Pero el Endeavour no era el único barco europeo en esas aguas. El navío francés St. Jean-Baptiste, un mercante de 650 toneladas armado con 63 cañones (el Endeavour movía 368 toneladas) y bajo el mando del navegante francés Jean-Francois-Marie de Surville, había salido el de 2 de junio de 1769 del puerto de la colonia francesa de Pondicherry en la costa sureste de la India. Su misión era encontrar una supuesta isla en el Pacífico que según los rumores, basados en confusos datos llegados a Francia del descubrimiento de Tahití por Samuel Wallis, estaba llena de riquezas, con la intención estratégica añadida de mantener la presencia francesa en el Pacífico para no perder posiciones frente a los británicos por el control de dicho océano. Tras navegar desde Filipinas hacia el este y no encontrar la supuesta isla, recaló en las Salomón, de donde tuvo que marcharse por enfrentamientos con los nativos, y necesitado de buscar un lugar en el que recuperar a su tripulación muy afectada por el escorbuto, Surville puso rumbo sur buscando las coordenadas de la Staeten Landt de Abel Tasman. Llegaron a las proximidades de la costa oeste de la Isla Norte neozelandesa el 12 de diciembre, fecha náutica, a la altura de Hokianga, latitud 35°37′ S. El sábado 16 de diciembre, con mucho mejor tiempo que el Endeavour y con viento favorable, doblaron el extremo norte de Nueva Zelanda en busca de un lugar seguro donde fondear. Por la mañana pasaban el cabo Maria van Diemen y por la tarde rodearon el cabo Norte, situados a unas nueve millas de la costa. En esos mismos momentos Cook, alejado de la costa por la tormenta, navegaba con rumbo suroeste hacia allí pero todavía muy alejado del litoral. Los barcos inglés y francés se cruzaron a una distancia de solo veinticinco o treinta millas, cada uno bajo el horizonte del otro. Si un vigilante hubiera estado mirando en la dirección correcta desde lo alto del mástil de cualquiera de las dos naves, podrían haberse visto. De no ser por la tormenta que mantenía a ambos barcos separados, los dos comandantes habrían tenido la sorpresa de sus vidas.
El Endeavour, con rumbo sur, recorrió un total de 56 millas desde el punto de partida del día anterior y a las 6 de la madrugada del día siguiente consiguieron volver a tener a la vista el promontorio. Dos horas después estaba a unas pocas millas del mismo. Les había costado tres días de dura navegación conseguirlo. Al anochecer de ese mismo día, De Surville echaba el ancla al sur de la península de Karikari en Doubtless Bay, bahía de la que Cook había pasado de largo una semana antes y que el francés llamó bahía de Lauriston, por Jean Law de Lauriston (1719 - 1797), gobernador francés de Pondicherry en esos años y uno de los impulsores de la expedición de De Surville. Ninguno de los dos supo de la existencia del otro. La estancia de los franceses en Doubtless Bay, muy afectados por el escorbuto, con 60 fallecidos por esta enfermedad desde su partida, al menos 7 solo en aguas neozelandesas, se prolongó 14 días, del 18 al 31 de diciembre de 1769. Las relaciones con los maoríes fueron inicialmente cordiales. El día de Navidad, el capellán de la expedición, el Padre Paul-Antoine Léonard de Villefeix, realizó el primer servicio religioso cristiano del que se tiene referencia en tierras neozelandesas. Pero la pérdida de uno de los botes franceses después de que su barco perdiera el ancla en una tormenta y quedara a la deriva librándose por poco del naufragio (la misma tormenta que iba a poner en dificultades a Cook el 27 de diciembre), fue interpretada por De Surville como un robo por parte de los nativos. Decidió abandonar la bahía no sin antes tomar represalias prendiendo fuego a un poblado y a varias canoas y capturando como rehén a un jefe maorí, Ranginui, líder del iwi de Ngati Kahu.
El lunes 18 de diciembre la corriente hacia el este arrastró al Endeavour a sotavento y tuvieron que hacer varias viradas para mantenerse lo más cerca posible del cabo y poder continuar haciendo sus mediciones. Para el martes 19 de diciembre, a pesar de que la climatología no había mejorado y el viento era muy fuerte, Cook había hecho ocho determinaciones de posición. Consiguió aproximarse a 4 o 5 millas náuticas de él, lo suficientemente cerca como para poder describirlo minuciosamente e incluso ver en lo alto de su promontorio la empalizada de un pa y las figuras de personas. Empezaba a pensar que, por la posición que estaba obteniendo de sus observaciones, aquel promontorio que venía persiguiendo desde el 8 de diciembre no era el cabo que avistó Tasman y que el extremo norte de Nueva Zelanda bien podía tener dos cabos en lugar de uno. Ese promontorio no era otro que el Moorewhennua al que los maoríes habían hecho referencia unos días atrás en la conversación con Tupaia. Cook le dio el nombre de cabo Norte y le calculó unas coordenadas de 34°22′ S, 186°55' Oeste.

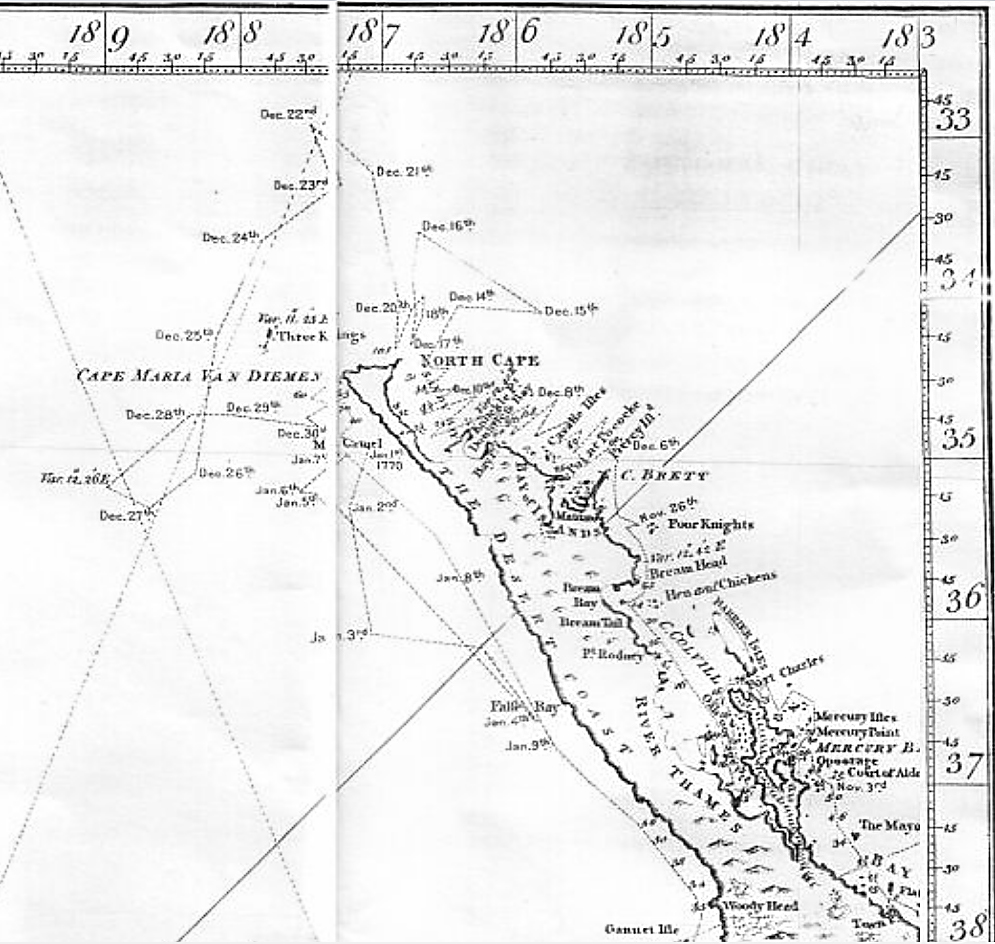
Ruta del HMB Endeavour por el extremo norte de la Isla Norte de Nueva Zelanda y el paso del cabo Norte y del cabo Maria van Diemen. Fragmento del grabado de John Bayly del mapa de Nueva Zelanda realizado por James Cook e Isaac Smith, 1769-70.

Al día siguiente, el fuerte vendaval se convirtió en una intensa tormenta y el Endeavour se tuvo que alejar de la peligrosa costa para ganar seguridad mar adentro. La fuerza de la tormenta lo arrastró durante decenas de millas hacia el noroeste, alejándolo mar adentro unas 114 millas náuticas de cabo Norte, casi hasta el paralelo 32° sur, perdiendo de nuevo la tierra de vista, y sin poder recuperar el control hasta la mañana siguiente. El sábado 23 de diciembre consiguen poner rumbo suroeste y avanza 30 millas buscando de nuevo la costa. El 24, la climatología les dio una tregua llegando incluso a tener el mar en calma, lo que permitió a Banks salir en su chalupa y cazar varios alcatraces. Banks pensaba que sus capturas podían formar parte de la cena de Navidad. Fue la segunda Navidad fuera de Inglaterra que se celebró a bordo de modo similar a la primera un año atrás. Los alcatraces cazados por Banks se guisaron para toda la tripulación y se bebió alcohol con generosidad.

“Día de Navidad: nuestro ganso se comió con gran aprobación y por la noche todos los hombres estaban tan borrachos como nuestros antepasados solían estarlo en ocasiones similares”.
Joseph Banks, Diarios, op. cit, entrada del 25 de diciembre de 1769.

Cook, no hace mención alguna a las celebraciones. Seguía centrado en los problemas de la navegación y sus cálculos de posición. En sus entradas del diario de los días 25 y 26 de diciembre, anotó con meticulosidad como pasaron al oeste de las islas de Los Tres Reyes, descubiertas por Tasman el 6 de enero de 1643 (de ahí su nombre), a unas 30 millas náuticas de Nueva Zelanda. El lunes 26, Cook estima que, con rumbo sur, estaban en la latitud de Bay of Islands y solo a unas 90 millas al oeste de la longitud del cabo Norte. Sin embargo, todavía no podían ver tierra de ese lado de la costa neozelandesa, por lo que concluyó que esa parte de Nueva Zelanda estaba formada por una estrecha península.
La tregua duró poco. Una nueva tormenta llegó el miércoles 27 y no cesó en los siguientes cuatro días. Cook la calificó de huracán, con mar de arbolada y montañosa. El Endeavour fue de nuevo sacado de su rumbo y arrastrado primero hacia el oeste, luego al noreste, cruzando su curso anterior. El viento roló hacia el sudoeste y fueron empujados hacia sotavento. Pero Cook estaba decidido a fijar la posición del cabo que vio Tasman. Dio la orden de virar por redondo, para poner el viento a popa, adecuando la posición de las velas, maniobra que repitieron varias veces, rompiendo trinquete y vela mayor, que los marineros tuvieron que descolgar y cambiar por trapo nuevo, pero se consiguió invertir la dirección de la nave y evitar que fuera arrastrada por el viento y alejada de su objetivo. El sábado día 30 avistaron el cabo Maria van Diemen y el 31 se quedan a 15 millas náuticas de él. El cabo es uno más de los hay en la península de Aupouri de la Isla Norte, en este caso su extremo suroeste. Cook y sus oficiales pudieron hacer varias mediciones y observaciones del mismo. La posición que fijó fue sorprendentemente exacta: 34°30′ S, 187°18' O (172°42′ E), un error de dos minutos, dos millas, de más de latitud y cuatro minutos, o 3,9 millas, menos de longitud de las coordenadas reales.
Durante esos 30 días de navegación, la violencia de las tormentas en su apogeo fueron más fuertes que las que tuvieron que sufrir meses atrás en su travesía austral desde Raiatea hasta Nueva Zelanda. La tripulación tuvo que trabajar muy duro y sin descanso y Cook tuvo que poner a prueba sus mejores cualidades como navegante y demostrar una vez más su temperamento y su paciencia.2 No desfalleció en intentar no perder la tierra de vista, ni de su propósito de fijar la posición y las coordenadas de su ruta y de sus puntos de referencia. Consiguió corregir su rumbo una y otra vez para situarse lo suficientemente cerca de ambos cabos como para registrar no menos de dieciséis tomas de posición, todas realizadas desde la inestable y balanceante cubierta de un barco sacudido por fuertes tormentas, sin darse por vencido hasta que finalmente hubo obtenido las coordenadas a su entera satisfacción. No fue excentricidad por parte de Cook. Tasman dio para el cabo Maria van Diemen la misma latitud que obtuvo Cook: 34°30′ S. Sin embargo, el cálculo de la longitud seguía siendo un desafío en el siglo XVIII. Y Tasman, 126 años antes que Cook, aún lo tuvo más difícil. La longitud calculada por Tasman para el cabo María van Diemen fue de 191°9' E (al este de Tenerife, donde el holandés fijaba su meridiano cero y equivalente a 173°35′ al este de Greenwich), 1°57′, o unas 116.8 millas náuticas, demasiado al este. Durante mucho tiempo la longitud se calculaba por estima y en viajes prolongados como el suyo, la posibilidad de que se acumulara error en los cálculos era mayor cuanto más largas eran las travesías o cuanto más días se acumularan sin tener puntos de referencia con longitud conocida. Esto lo sabía Cook, como sabía que establecer una longitud absolutamente fiable para los puntos cardinales de la costa de Nueva Zelanda era fundamental para establecer un mapa preciso de su costa. Hacerlo además aumentaría su reputación como cartógrafo.
Para el cálculo de la longitud con la nueva metodología se obtenían los ángulos lunares, solares y de estrellas de referencia tomados con sextantes y cuadrantes, cifras con las que luego había que hacer ciertos cálculos y trasladarlos a las tablas del Almanaque Náutico de Maskelyne. Los cálculos matemáticos necesarios para obtener la longitud final llevaban al menos 4 horas. Tanto el método lunar de calcular la longitud como las tablas dadas por el Almanaque se estaban poniendo a prueba en el viaje. Por ello, fueron necesarias observaciones repetidas para estar seguros del resultado y de que los cálculos y cifras cuadraban. Cook no hizo todo este trabajo él solo. En la realización de todas las mediciones importantes siempre que era posible participaban Cook y el astrónomo Charles Green. Pero además colaboraban los oficiales, al menos los que estuvieran en su turno de guardia, que tenían que tener formación en este sentido. Green da testimonio de como introdujo a los oficiales, incluido el cirujano Monkhouse, en el nuevo método de las tablas lunares y enseñó a los que no sabían cómo usar el cuadrante y el sextante. "Desearía que en lugar de aprender a hacerlo mejor al menos no lo hagan peor", escribió Green. El método lunar para calcular la longitud y el nuevo Almanaque Náutico en el que se basaba habían estaban demostrado su utilidad y precisión. El enérgico trabajo de equipo de aquellos jóvenes marineros sanos y talentosos en ese alcázar que no paraba de balancearse violentamente por las tormentas que sufrieron esos días simbolizaba la diferencia entre Cook y Surville. En opinión de Wharton, el editor de una de las ediciones de los diarios de Cook, refiriéndose a la posición medida por Cook para le cabo Maria van Diemen:

Es de una precisión extraordinaria, teniendo en cuenta que el barco nunca estuvo realmente cerca del cabo y todas las observaciones fueron tomadas con mal tiempo. La latitud es exacta y la longitud solo tiene 3 millas de error. La persistencia con la que Cook se aferró a este promontorio hasta que pudo reanudar su exploración y examen del resto de la costa es muy característica del hombre. No dejaría sin explorar voluntariamente ni una milla y así lo hizo.
Wharton, W.J.L. (1893), p. 176, nota 1.

##### Desde el cabo María van Diemen al Queen Charlotte Sound:  1 – 14 de enero de 1770.
Si nos atenemos a lo escrito en los diarios, el cambio de año no parece tener ningún efecto en la tripulación. Exactamente un año atrás, el Endeavour navegaba a la altura de la península Valdés, Argentina, rumbo sur hacia Tierra del Fuego. Ahora estaban en la latitud de la bahía Indudable, donde habían estado hacía 31 días, pero al otro lado de la actual península de Aupouri tan solo separados por 30 millas de tierra. Un recorrido que de Surville hizo en poco más de 1 día. El día de año nuevo las reflexiones de Cook son las de un estoico marino:

“No puedo evitar pensar, lo extraño que es que en esta estación del año hayamos necesitado tres semanas para avanzar 10 leguas hacia el oeste, y que un total de cinco semanas para recorrer 50 leguas es mucho tiempo desde que pasamos cabo Brett - difícilmente se daría crédito a que en pleno verano y en la latitud de 35° hubiéramos podido tener una tempestad de viento como la que hemos tenido, de una fuerza y persistencia como nunca antes sufrí. Afortunadamente en este momento estábamos a una buena distancia de tierra, de lo contrario podría haber sido fatal para nosotros.”.
James Cook, Diarios, op. cit., 1 de enero de 1770.

Para entonces Cook dilucidaba la transcendencia de que la península tuviera dos cabos. El extremo noreste de la península correspondía al cabo Norte, y el suroeste tenía que ser el María van Diemen de Tasman. Las entradas de su diario del 1 y 2 de enero tienen varias partes del texto tachadas y espacios en blanco rellenados posteriormente que nos demuestran que la primera intención de Cook era eliminar el nombre de María van Diemen de su mapa y solo dejar el de cabo Norte. Sin embargo, las diferencias en las coordenadas obtenidas para ambos puntos son lo suficientemente significativas como para que Cook rectifique en aras de la exactitud cartográfica y finalmente mantenga el nombre que le dio Tasman al cabo del extremo suroeste de la península de Aupouri.
La marinería de Cook tuvo que volver a ponerse a prueba en su singladura por la costa oeste de la Isla Norte. Según los cálculos, al medio día del 2 de enero de 1770, estaba a unas cuarenta y ocho millas al sur del cabo María van Diemen, sin tierra a la vista. El problema era la dirección del viento, siempre del oeste, que amenazaba con hacer encallar al Endeavour contra una costa a sotavento y desconocida. Cook eligió alejarse de la costa para ponerse a salvo, aún a precio de perderla de vista y no poder realizar observaciones para cartografiarla. El jueves 4, el Endeavour estaba a dieciocho millas de tierra y pudo ver la entrada de la bahía de Kaipara, que Cook llama bahía Falsa, pero en cuanto tuvo oportunidad, y antes de alejarse demasiado hacia el sur, viró y puso rumbo noroeste contra el viento para volver a navegar más próximo a al litoral que se estaba perdiendo y, de paso, echarle un último vistazo al cabo Maria van Diemen. Se requería la máxima vigilancia, ya que los aparejos cuadrados eran difíciles de maniobrar en esas condiciones de viento y se necesita un amplio círculo de giro para cambiar de rumbo.
El 6 y 7 de enero, situados de nuevo en la latitud de Doutful Bay por segunda vez en una semana, la tormenta había amainado y pueden observar los extensos bancos de arena de la costa que Cook llamó Desert Coast, la actualmente denominada playa de las Noventa Millas. Hubo incluso horas de calma, y Banks, como siempre, pudo bajar en su chalupa a disparar petreles y albatros que descansaban en el agua, y Cook pudo hacer unas últimas observaciones del cabo María van Diemen.
El buen tiempo continuó y el Endeavour navegó con buena mar a lo largo de la costa oeste, ganando muchas millas cada día, mientras Cook y sus oficiales podían hacer observaciones y sondeos de la larga y rectilínea costa oeste de la Isla Norte. El día 10 se alcanza el promontorio de Woody Head y siguieron el contorno del litoral hacia el suroeste que hace la gran bahía actualmente llamada North Taranaki Bight. El 11 avistan entre las nubes la llamativa cima del monte Taranaki que se convirtió en el centro de atención a medida que se aproximaban. La tripulación lo comparaba con el Teide de Tenerife, aunque no parecía tan elevado como aquel. Cook lo llamó monte Egmont, en honor de uno de los lores del Almirantazgo. Le dio el mismo nombre al cabo. Tasman, por la mala visibilidad que tuco esos días, no pudo ver esta montaña, o no la describe en su diario, a pesar de que estuvo próximo a ella, pero si intuyó la existencia del cabo al que le dio el nombre de cabo de Pieter Boreels.
El domingo día 14, siguiendo la costa de la actual gran ensenada Sur de Taranaki, avistan hacia el sur un amplio litoral formado de varios entrantes y con sus laderas boscosas. Cook se dirigió hacia allí, navegando toda la noche y al amanecer escogió el entrante más próximo a su curso que era el situado más al sureste. La meteorología dio un día despejado sin apenas viento y tuvo que arriar la pinaza y la yola para remolcarse y mantenerse alejado de la orilla noroeste hacia la cual lo atraía una fuerte corriente. Vieron lobos marinos. Y también canoas maoríes cruzando la bahía, que indudablemente está habitada. Coronando una pequeña isla en el interior del entrante, la isla de Motuara, vieron un poblado y su empalizada. A las dos de la tarde del 16 de enero de 1770 (sería el lunes 15 en fecha civil), el Endeavour echó el ancla en una pequeña y tranquila ensenada. Cook había llegado a la que se convertirá en su base austral de descanso predilecta para todas sus campañas oceánicas. Era Ship Cove, una de las muchas ensenadas del que sería llamado Queen Charlotte Sound.

#### Isla Sur de Nueva Zelanda (Te Waipoumanu): 15 de enero – 1 de abril de 1770.
- Duración: 77 días.

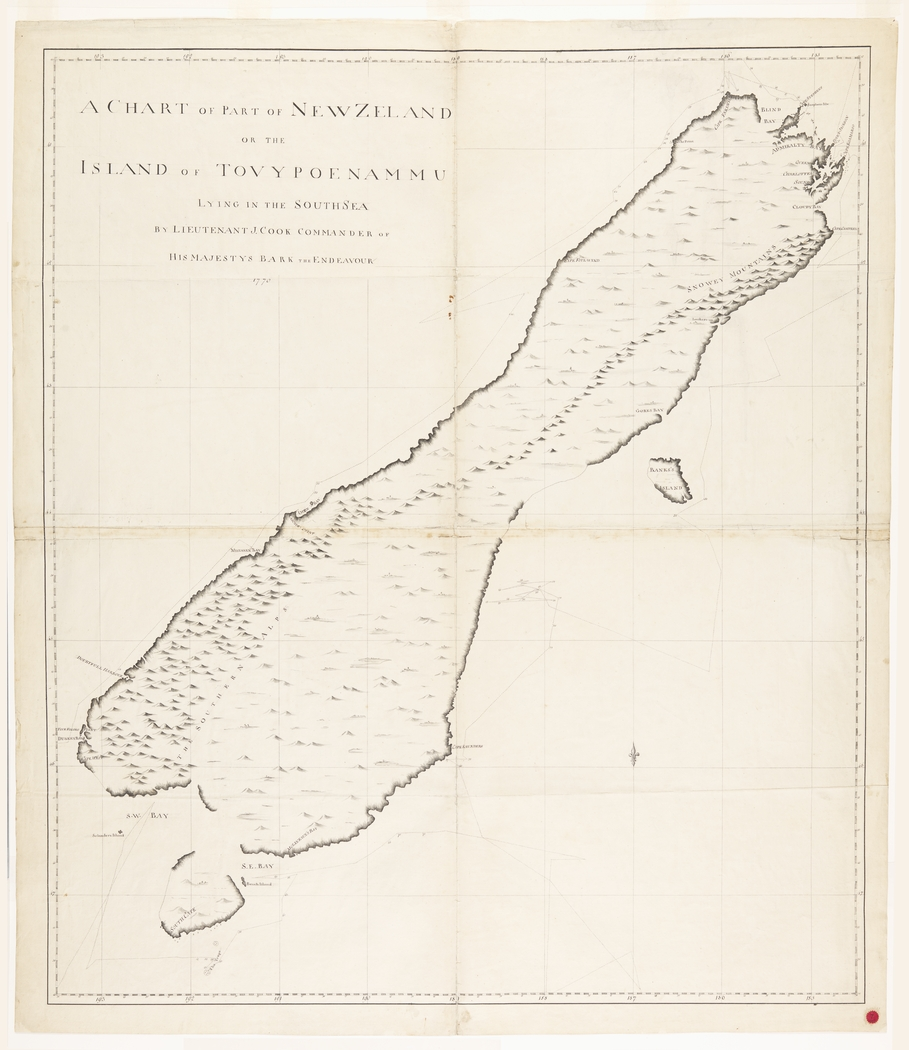
Carta náutica manuscrita de la Isla Sur de Nueva Zelanda por James Cook e Isaac Smith (ene-abr 1770). Biblioteca Estatal de Nueva Gales del Sur, Sidney, Australia. Aparece la península de Banks separada de la costa y la isla Stewart con sus límites al norte difusos sugiriendo una unión con la costa sur de la Isla Sur.

- Distancia recorrida: 1.736 millas náuticas (3.215 km).[Nota 95]

Si en la Isla Norte Cook tuvo la oportunidad de demostrar sus dotes como navegante y cartógrafo, en la Isla Sur tendría lugar, primero, uno de los descubrimientos más relevantes de toda la expedición y uno de sus hitos como explorador: el descubrimiento del estrecho de Cook, o la demostración de que Nueva Zelanda estaba formada por dos grandes islas separadas por en estrecho que acabaría llevando su nombre. Y, segundo, consecuencia del primero, que Nueva Zelanda, la Staeten Landt de Tasman, no era parte del supuesto continente austral sino que se componía de dos islas independientes, que con la circunnavegación de ambas Cook demostró. Fijar la posición geográfica de Nueva Zelanda y demostrar la insularidad de sus dos grandes islas, dio a Cook argumentos en contra de la existencia de un gran continente austral situado en latitudes habitables. La navegación desde las Islas de la Sociedad hasta Nueva Zelanda y la circunnavegación de esta marcarían los límites en los que Cook diseño la ruta por la que debería discurrir la expedición que tuviera como objetivo encontrar o refutar definitivamente la existencia de dicho continente, especificando además que Nueva Zelanda sería el lugar ideal como base austral de aprovisionamiento de dicha expedición.
En la Isla Sur tuvo lugar la parada más prolongada durante los casi seis meses pasados en las dos islas, cuando tras algo más de tres meses explorando la Isla Norte permanecieron fondeados 23 días en la ensenada de Ship Cove en el Queen Charlotte Sound, en los Marlborough Sounds, en la costa noreste de la isla Sur, lugar que Cook iba a elegir como base de aprovisionamiento y de descanso de sus futuros viajes. Salvo esta y los 5 días anclados en la Admiralty Bay cuando terminaron de rodear la isla, la totalidad de la singladura de la Isla Sur se realizó sin hacer ninguna otra parada ni se desembarcó en sus costas en ningún momento, para contrariedad de los naturalistas de la expedición. La navegación no fue tan exigente como la que sufrieron en el extremo septentrional de la Isla Norte. Pero si se desviaron en varias ocasiones ya fuera por la meteorología, ya para comprobar la insularidad de las tierras que exploraba o descartar supuestos avistamientos de masas de tierra. El mapa que James Cook hizo de la Isla Sur contiene dos errores geográficos importantes, impropios del rigor y la pericia de Cook como cartógrafo: la consideración de la península de Banks como isla y de la Isla Stewart como península. Durante la singladura de la Isla Sur fue cuando probablemente Cook tomó la determinación de que ruta escoger para el retorno a Inglaterra. No hubo bajas entre la tripulación ni se registró ningún episodio de indisciplina. Cook transcribió el nombre maorí de la Isla Sur como Tovy Poenammu, similar a su nombre oficial maorí actual, Te Wai Pounamu.

##### Queen Charlotte Sound: 15 de enero – 6 de febrero de 1770.

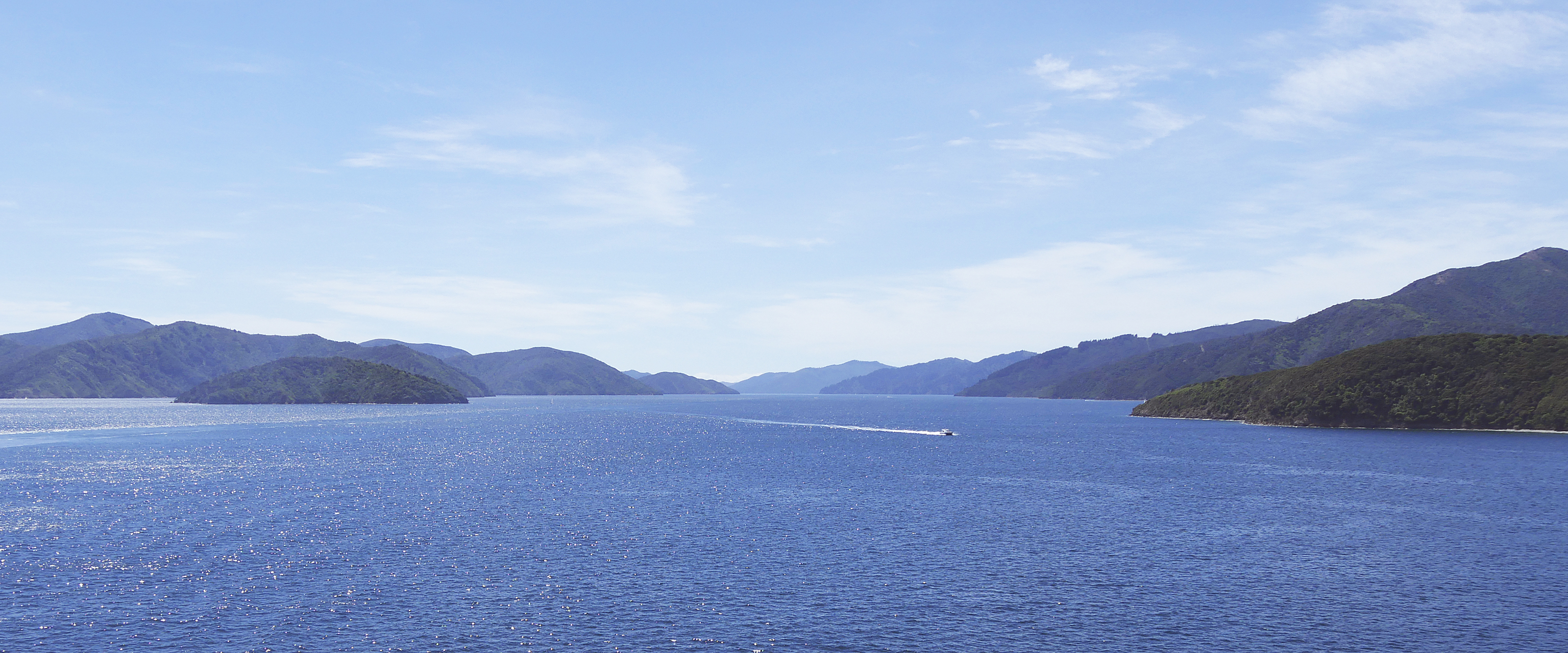
Queen Charlotte Sound (vista hacia el noroeste).

El Queen Charlotte Sound, llamado así por Cook en honor de Carlota de Mecklemburgo-Strelitz, reina consorte de Jorge III de Inglaterra, es un amplio, protegido y profundo canal que se estrecha hacia el interior de la Isla Sur con una complejo litoral de calas, entrantes y pequeños islotes. Los nativos lo llamaban Tōtaranui. La ensenada de Ship Cove, donde amarró el Endeavour, está situada cerca de su entrada, en su orilla occidental. Tan pronto como echaron el ancla, aparecieron varias canoas y sus ocupantes se dirigieron a ellos como había sucedido en otros lugares de Nueva Zelanda, arrojandoles piedras y ejecutando danzas de guerra. Según Banks los maoríes ofrecían el mismo aspecto que el que tenían en una ilustración de los diarios de Tasman. Tupaia se dirigió a ellos saludándoles y preguntándoles por su antepasados, consiguiendo calmar los ánimos. Un anciano llamado Topāa, manifestó su deseo de subir a bordo y, aunque los suyos hicieron todo lo posible para contenerlo, aprovechó el extremo de una cuerda que le arrojaron desde el barco y subió a cubierta. El visitante fue recibido con mucha amabilidad y se le ofrecieron obsequios, tras lo cual abandono el barco y las canoas se retiraron.

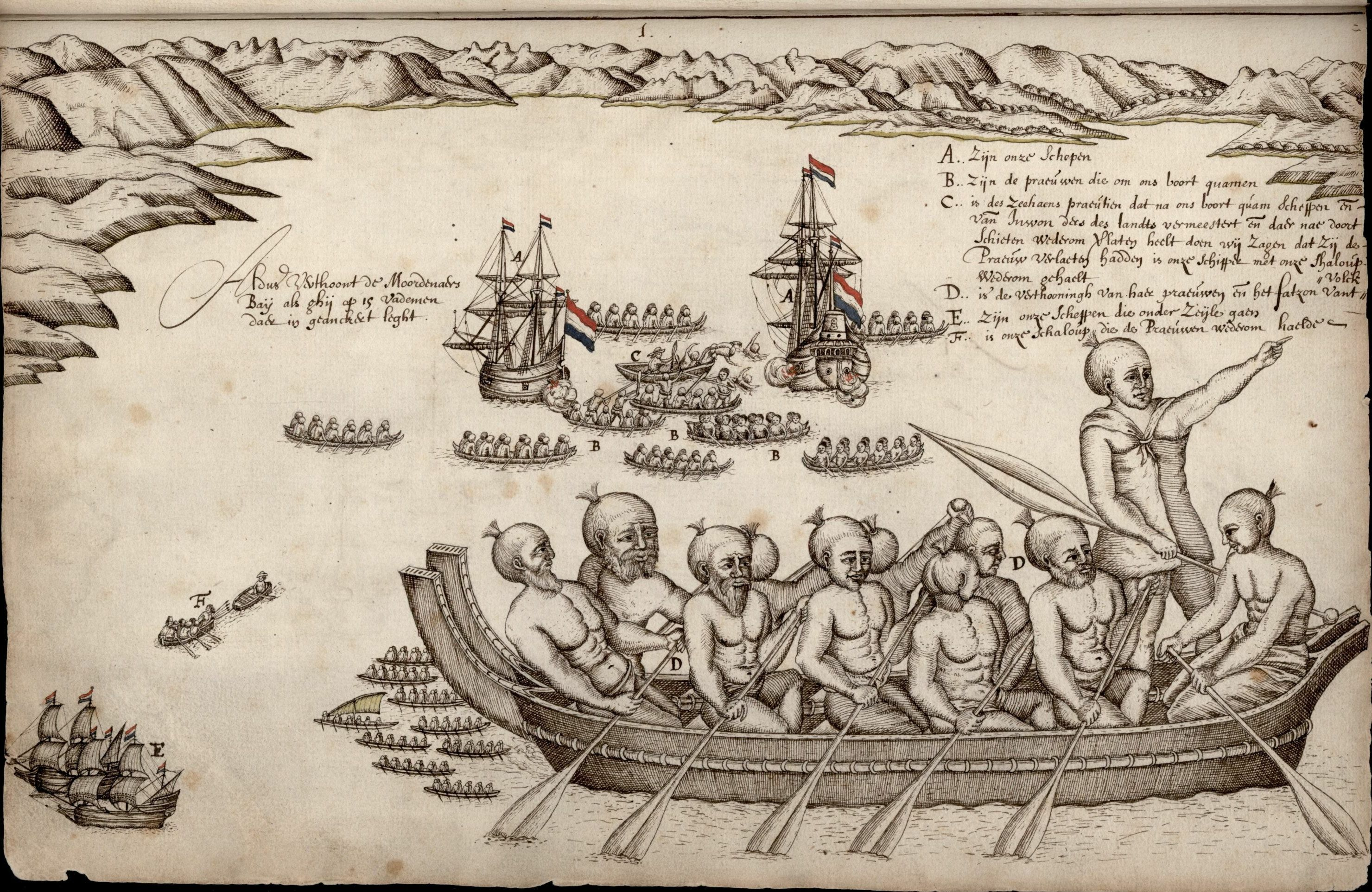
"Vista de Murderers' Bay, anclados a 15 brazas." Ilustración de Isaack Gilsemans (diciembre de 1642) para la edición de los diarios de Abel Tasman. Nationaal Archief, La Haya. Es la ilustración a la que hace referencia Joseph Banks.

Inmediatamente después, Cook, acompañado de Banks y otros, bajaron a tierra a inspeccionar el lugar. Pronto vieron que era ideal para sus necesidades: en la ensenada desembocaba un torrente en el que poder aguar, las colinas estaban cubiertas de bosque donde obtener madera, había abundante apio silvestre y hierba antiescorbútica, la orilla era segura, con un fondo inclinado apropiado para varar el barco, y la pesca era muy abundante. Cook juzgo el lugar como seguro y apropiado y no dudo en iniciar ese mismo día las tareas de limpieza del casco y otras reparaciones urgentes que el Endeavour necesitaba después de las duras semanas de singladura en la Isla Norte. Cook mandaba limpiar y calafatear de nuevo el casco solo dos meses después de la última vez que lo hizo en Mercury Bay. Aprovechando la marea alta, se aproximó el Endeavour a la orilla lo máximo posible para amarrarlo y escorarlo a estribor para que al bajar la marea quedara el casco de babor expuesto y poder realizar dichas las tareas. También había que recuperar suministros por lo que se empezaron a montar los toneles vacíos para rellenarlos de agua fresca, se organizaron partidas para recoger leña y se pescaba diariamente para dar de comer a la tripulación. Solo en el primer día en la ensenada, en unas pocas horas, se pescaron 300 libras (136 kg) de pescado que se repartieron entre todos los hombres. Cook también se permitió dar algo de descanso a sus hombres. El domingo 21 de enero, la tripulación tuvo su primer día libre en mucho tiempo.

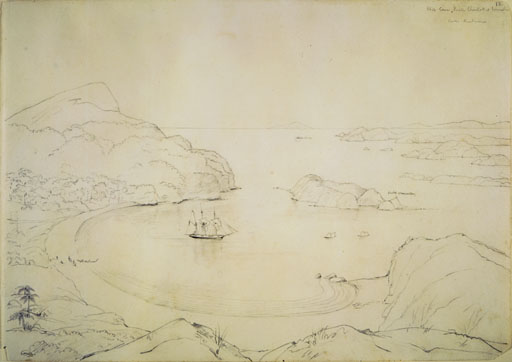
Ship Cove, Queen Charlotte's Sound. Cook's Rendevous. Ilustración de Charles Heaphy, (entre 1840-50), Auckland War Memorial Museum, Auckland (NZ).

El principal interés de Cook seguía siendo la geografía. Salía prácticamente todos los días en la pinaza, generalmente acompañado de Banks y Solander, para explorar y sondear las diversas ensenadas y entrantes del sound. Cada día avanzaba un poco más hacia el final de ese largo brazo de mar y su compleja costa de calas y ensenadas. Por la posición que Cook había calculado para Ship Cove dedujo que la bahía de los Asesinos (Murderer's Bay), la Moordenaers baai de Tasman, que actualmente se denomina Golden Bay, donde los holandeses perdieron a cuatro de sus hombres, se encontraba próxima hacia el noroeste. Cook y Banks interrogaron a los nativos sobre si existía en la zona alguna historia o recuerdo de la presencia de otros barcos europeos en sus costas. La respuesta fue que nunca habían visto ni oído hablar de ningún navío como el suyo, lo que parecía demostrar que la expedición de Tasman era desconocida en esa parte de la isla.
La tarde del 17 de enero, Cook y Banks remaron hasta la primera ensenada al norte de la suya, probablemente la que luego llamarían Caníbal Cove, y visitaron un poblado. Allí, según registraron en sus diarios, visitando a una familia que en esos momentos se disponía a preparar la cena asando un perro en un horno excavado en el suelo, vieron entre sus enseres huesos que indudablemente eran humanos y con signos que indicaban que podían haber servido de alimento, algo que los nativos no parecía que estuvieran preocupados en ocultar. Al ser preguntados por Tupaia, aquella familia admitió sin ambigüedades que en ocasiones practicaban el canibalismo aunque especificaron, como ya había pasado en la Isla Norte, que solo lo hacían con víctimas de clanes rivales muertos en algún enfrentamiento. Varios miembros de la tripulación estaban presentes, escuchando horrorizados. Los diarios de Cook y Banks dan escuetos detalles y ahondan en reflexiones al respecto. Pero los testimonios sobre las pruebas de antropofagia fueron recogidos también por otros tripulantes. La cuestión de la antropofagia de los maoríes ya había sido referida en varias ocasiones desde que se llegó a Nueva Zelanda pero hasta entonces no habían encontrado pruebas fehacientes de ello, pruebas que fueron repitiéndose durante los días siguientes. El anciano Topāa les mostró cuatro cráneos que guardaba como trofeos de combates con clanes rivales; habían sido cocidos al vapor y secados con humo para su preservación y les habían cosido ojos falsos. Banks cambió un viejo par de pantalones por una de esas calaveras. Con el paso de los días, los huesos humanos se convirtieron en objetos muy demandados por la tripulación del Endeavour, como una especie de souvenirs, huesos que los maoríes no dudaban en llevarles para comerciar con ellos. Banks escribió en su diario, refiriéndose a los nativos de aquella zona: "Supongo que viven íntegramente de peces, perros y enemigos".
En varias entradas de los diarios de Cook, Banks, Parkinson o William Monkhouse aparecen descritas diferentes prácticas de duelo funerario que pudieron observar en la zona en varias ocasiones durante esos días. Hay varias referencias a unos tocados de plumas que llevaban sobre todo las mujeres y que podría tratarse de un tocado que los maoríes suelen utilizar en señal de duelo. Aparecen en una ilustración de los pescadores del sound que hace Parkinson. Monkhouse encuentra en una casa vacía unos colgantes de mechones de pelo humano, otra práctica maorí habitual cuando muere un ser cercano. Cook presencia como varias mujeres se practicaban cortes y laceraciones en las extremidades y en la cara llorando a sus maridos fallecidos tras un enfrentamiento. Beaglehole explica que todos estos detalles observados por los británicos se debía a que quizá los habitantes de Tōtaranui estaban de luto por las bajas sufridas tras un enfrentamiento con tribus rivales pocos días antes de llegada del Endeavour a esa región. Estas luchas recientes y las víctimas habidas en ambos bandos quizá también explicarían la abundancia circunstancial esos días de huesos humanos.
A pesar de todo ello, el trato entre maoríes y británicos fue, en general, amistoso. Tupaia casi siempre acompañaba a los británicos en sus excursiones. Con frecuencia, los maoríes quedaban cautivados al oír hablar al raiateano sobre sus cultos religiosos, sus ancestros y su lugar de origen, con referencias culturales que de alguna manera compartían. Cook estimó que unos 300 o 400 maoríes vivían repartidos a lo largo de las calas y las ensenadas del sound, agrupados alrededor de diversas fortificaciones situadas en las elevaciones de las islas desde donde navegaban en sus canoas y ocupaban las pequeñas calas y bahías a ambos lados del canal. Parecían menos prósperos que los de la Isla Norte, sus canoas eran de construcción más simple y con adornos tallados más sencillos. No eran agricultores y vivían de la pesca, que era muy abundante, y la recolección de raíces de helecho y otros vegetales. Parkinson estaba intrigado por su método de pesca consistente en levantar los peces fuera del agua con grandes redes de aros y dibujó varias ilustraciones en las que aparecen los nativos faenando en sus canoas.

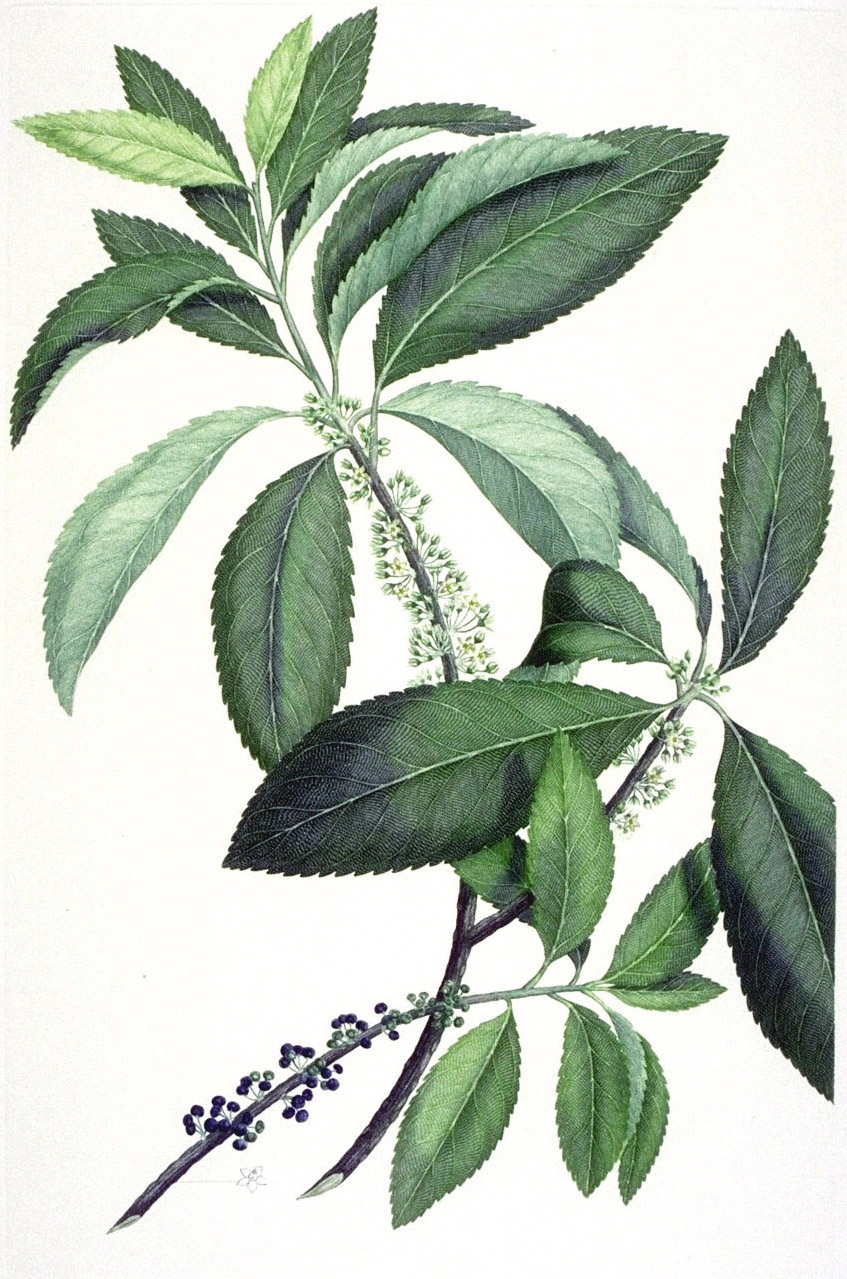
Māhoe (Melicytus ramiflorus) obtenida en Queen Charlotte Sound, Nueva Zelanda, entre el 15 de enero y el 6 de febrero de 1770. Grabado a color de Gerard Sibelius a partir de una acuarela de Sydney Parkinson. Museo de Historia Natural, Londres.

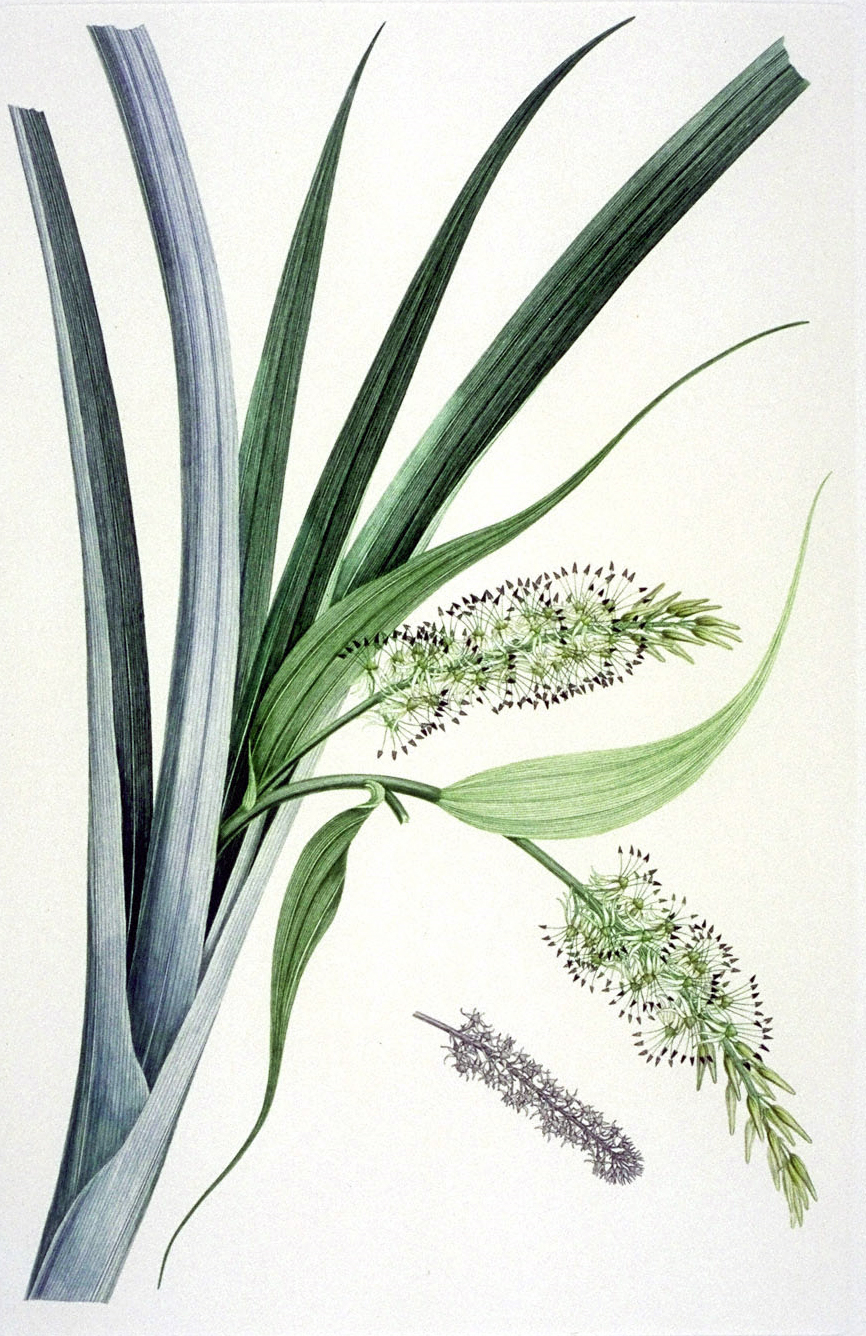
Kahakaha (Astelia hastata) obtenida en Queen Charlotte Sound, Nueva Zelanda, entre el 15 de enero y el 6 de febrero de 1770. Grabado a color de Frederick Nodder a partir de una acuarela sin firmar de fecha desconocida basada, a su vez, en un dibujo a lápiz de Sydney Parkinson. Museo de Historia Natural, Londres.

La ensenada y sus alrededores eran un paraíso para un naturalista. Banks, Solander y su equipo se dedicaron con la fruición habitual a recoger muestras de plantas y animales. Tuvieron también tiempo para poner orden su cada vez más abundante colección, “para liquidar nuestros fondos”, en expresión del propio Banks. En su estancia en Ship Cove recopilaron 207 especies de plantas diferentes, muchas de ellas desconocidas para la botánica occidental. También se ocuparon de observar su fauna. Aparte de la abundante fauna marina, las aves llamaron su atención. De su estancia aquí es el célebre párrafo del diario de Joseph Banks en el que la riqueza y abundancia de la fauna aviar de Nueva Zelanda queda muy bien expresada. El segundo día de su llegada a Ship Cove describe como le despertó el sonoro y llamativo coro matutino de las aves del bosque próximo a la ensenada:

“Me despertaron los cantos de los pájaros en la orilla, de la que estamos distantes apenas un cuarto de milla. Ciertamente debían de ser muy numerosos. Parecían esforzar sus laringes quizás replicándose; sus voces eran, sin duda alguna, la música salvaje más melodiosa que jamas haya escuchado, imitando pequeñas campanas, pero con el sonido argentino más afinado imaginable, [...]. Al preguntar a nuestros hombres, me dijeron que los habían observado desde que habíamos llegado aquí, y que comenzaban a cantar alrededor de la una o las dos de la mañana y continúan así hasta el amanecer, después de lo cual permanecen en silencio todo el día, como nuestro ruiseñores ".
Joseph Banks, Diarios, op. cit., 17 de enero de 1770.

Mientras Cook y los naturalistas estaban ocupados con sus tareas, los marineros continuaban con sus turnos de trabajo realizando alguna de las inacabables labores de mantenimiento que hay a bordo de un navío de la armada: hacer reparaciones, calafatear el casco y las cubiertas, revisar el lastre, secar la pólvora, pero también cortar leña, recoger forraje para el pequeño rebaño de ganado del barco o recolectar vegetales antiescorbúticos para completar la dieta de la tripulación. Se instaló la forja para confeccionar piezas metálicas o reparar las dañadas, sobre todo para reparar una importante avería del timón. La pesca era muy abundante en las aguas de la ensenada por lo que el pescado fue el componente fundamental de la dieta de toda la tripulación durante esas semanas, reservándose la carne, la harina y otras provisiones del barco. Los desayunos consistían en preparado de sopa deshidratada de la armada mezclado con apio silvestre o hierba antiescorbútica. La tripulación, que ya habían aprendido algo del idioma local, bajaba a tierra en su tiempo libre. En una de esas salidas, la del domingo 21 de enero, el primer día libre de la tripulación, hubo un enfrentamiento entre británicos y maoríes por algún malentendido. El máster Robert Molyneux y cinco petty officers (no se especifica quienes), salieron en uno de los botes a pescar. Se aproximaron a la isla de Motoura y dos canoas salieron a su encuentro. Los británicos se sintieron amenazados y Molyneux hizo fuego hiriendo a dos maoríes de los que uno de ellos murió poco después. Ni Cook ni Banks supieron de los hechos hasta que Topāa una semana después, una de las muchas veces que subió a bordo del Endeavour, se lo explicó a Cook. Los testimonios son confusos. Parkinson dice que quien disparó fue el guardiamarina Jonathan Monkhouse y Tupaia incluso dudó de la veracidad de lo contado por los nativos.

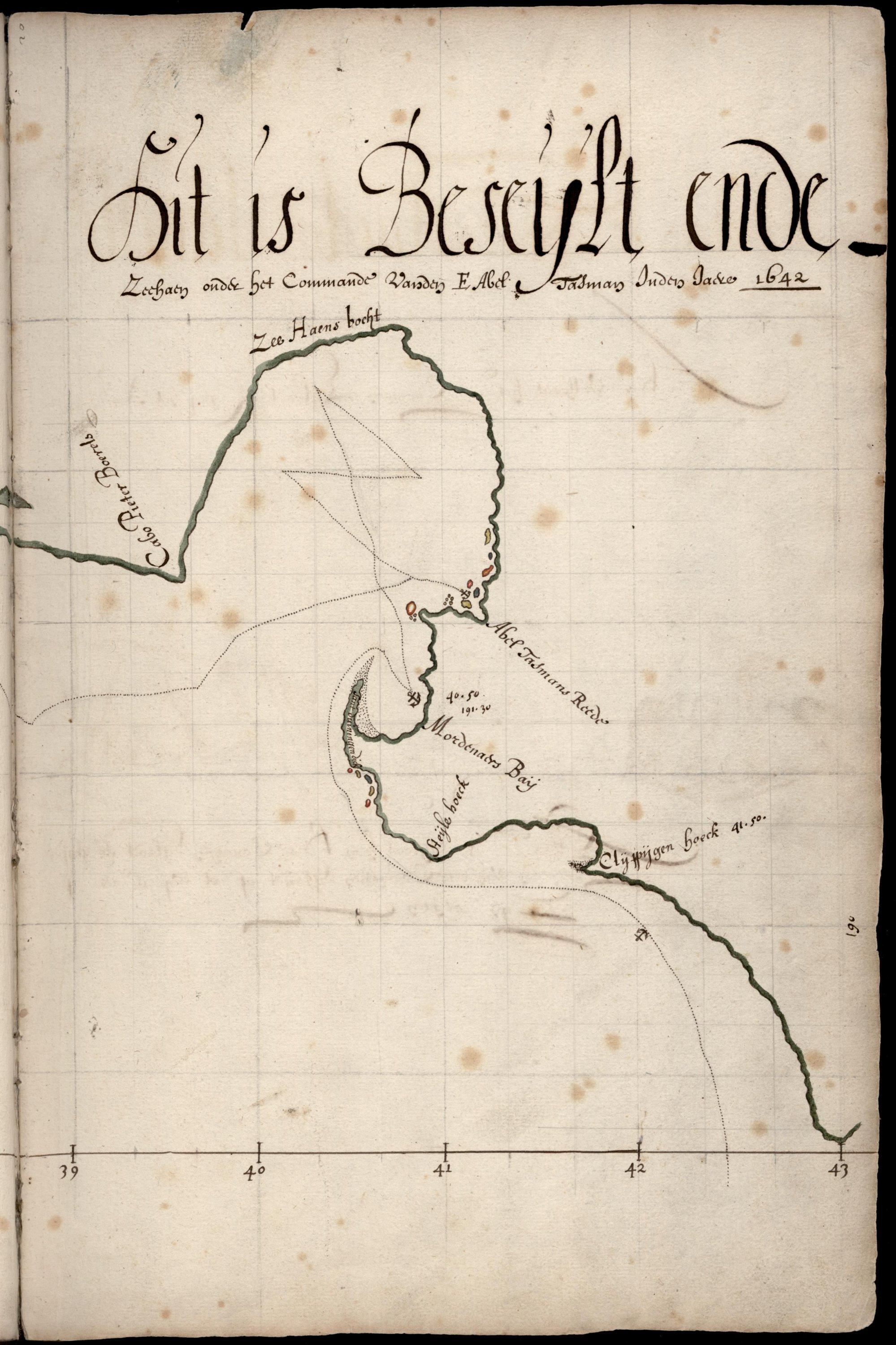
Mapa de la porción meridional de Staten Landt según aparece en el diario de Abel Tasman, p. 25. Con el norte situado a la izquierda, se perfilan las líneas de la costa neozelandesa correspondientes al suroeste de la Isla Norte, el estrecho de Cook, que Tasman cierra por el este, y el noroeste de la Isla Sur. Se distinguen bien el cabo Farewell y su lengua de arena y la Golden Bay, que Tasman llamó Mordenars Bay. También se marca la ruta llevada por Tasman. Scheepsjournal Abel Tasman (1642), Nationaal Archief, La Haya.

La mañana del martes 23 de enero de 1770, Cook salió con la pinaza junto con Banks y Solander. Tenía la intención de llegar hasta el final del Queen Charlotte Sound. Cuando llevaba 12 o 15 millas sin alcanzarlo, remando además con el viento en contra, se detuvieron y desembarcaron en el lado sureste del canal, probablemente en la bahía de Kaitapeha, en el extremo suroeste de la isla de Arapaoa. Mientras Banks y Solander se dedicaron a inspeccionar su vegetación y recolectar plantas, Cook, acompañado por uno de los marineros, ascendió una elevación que había ante ellos, la colina de Kahikatea, de 387 m de altitud. Desde lo alto Cook obtuvo una vista panorámica de los alrededores. Al sur y al oeste, las colinas intermedias todavía ocultaban el canal que bordea el sureste de esa isla, conocido por los maoríes como Te Kura-te-au ("el canal rojo por la sangre del pulpo") y que ahora se denomina canal Tory. Pero hacia el sureste vio lo que seguramente debió ser uno de los panoramas que más le impresionaron en su carrera como explorador y que:

“[…] recompensaba con creces los inconvenientes que he tenido subiendo esta colina, pues desde ella he visto lo que he creo que es el Mar Oriental y un estrecho o pasaje que desde éste va hacia el Mar Occidental.”
James Cook, Diarios, op. cit., 23 de enero de 1770.

Hacia el sureste, tras un primer plano con varias ensenadas y entrantes en la costa, más allá de las colinas boscosas, se veía una amplia vista de mar abierto que se extendía hasta el horizonte. Y hacia el otro lado, lo que se veía era un brazo de mar limitado por la costa de la Isla Norte que se extendía hacia el noroeste hasta que se curva en la ubicación actual de la bahía de Wellington. Lo que Cook estaba viendo fue lo que no vio Tasman. Lo que el holandés calificó como una bahía, el Zeehaens bocht en su carta de navegación, era en realidad un estrecho, un paso que conecta el Océano Pacífico con el Mar de Tasmania, estrecho que un europeo contemplaba por primera vez. Banks observó como Cook bajó de la colina con muy buen humor. Estaba más que justificado. Como dice Richard Aulie:

“Sin más esfuerzo que el de subir una empinada colina, Cook había resuelto el problema geográfico que había eludido a Tasman.”
Richard Aulie, «The Circumnavigation of New Zealand – Ship Cove.»
The Captain Cook Society Web.

Pero Cook era cauteloso con su descubrimiento. El viernes 26 de enero Cook se haca acompañar de nuevo por Banks y Solander en busca de otra elevación desde la que volver a observar el estrecho. Localizaron otra colina en el lado este de la isla Arapaoa desde la que había una vista panorámica más completa y que no dejaba lugar a dudas de que aquel brazo de mar separaba dos masas de tierra y que comunicaba dos masas de agua. Era el estrecho que llevará su nombre. Cook tomó la resolución de que en cuanto volviera a echarse a la mar buscaría el paso hacia el este de ese estrecho. Dejó en aquel mirador un mojón con piedras y bolas de mosquete con intención de que perdurara y que dejará constancia de la presencia británica en el lugar. Al bajar, la partida cenó en la orilla pescado preparado por los marineros que les esperaban mientras Tupaia estaba conversando amistosamente con los nativos de un poblado cercano que se habían acercado hasta allí. Cook aún hizo una tercera excursión para estudiar el estrecho. Esta vez se dirigió hacia la entrada del sound buscando otra elevación en su lado occidental para intentar ver la salida del estrecho hacia el noroeste. La última porción de tierra que avistó, a unas 30 millas al noroeste, era una isla que luego llamaría isla Stephens, en honor de Philip Stephens, el primer secretario del Almirantazgo, con el que Cook tenía muy buena relación. La entrada occidental del Queen Charlotte Sound la denominó cabo Jackson, por George Jackson, segundo secretario, mientras que para la entrada oriental, el extremo norte de la isla de Arapaoa, mantuvo su nombre nativo, cabo Koamaru. Erigió otro monolito con piedras, balas de mosquete y monedas y dejó ondeando un viejo estandarte.
El 31 de enero, el carpintero John Satterly preparó dos postes de madera en los que se gravaron el nombre del barco y la fecha. Uno de ellos se instaló en la zona de aguada de Ship Cove con una Union Jack ondeando en lo alto. Con el otro, Cook, acompañado por Tupaia y Monkhouse, cruzaron en la pinaza a la isla de Motuara para celebrar una toma de posesión. Primero se dirigieron al poblado fortificado donde ante la presencia de Topāa y otros miembros de su clan, solicitó permiso para, así lo explica en su diario, dejar allí un recordatorio de su estancia y que cualquier otro navío que llegará después supiera que ellos habían estado antes allí. Topāa y los demás presentes consintieron y prometieron que su pequeño monumento no sería derribado. Cook hizo regalos a cada uno de los presentes y a Topāa le obsequió personalmente con un clavo con el anagrama del rey grabado en él y una moneda de plata de 3 peniques acuñada en 1763. A continuación, acompañados por Topāa se dirigieron hacia la parte más elevada de la isla, el actualmente llamado Cook Cairns (128 m), donde plantó el poste con otra bandera británica y declaró:

“Dignifico este brazo de mar con el nombre Queen Charlotte Sound y tomo formalmente posesión de el y de las tierras adyacentes en nombre y para el uso de Su Majestad.”
James Cook, Diarios, op. cit., entrada de 31 de enero de 1770.

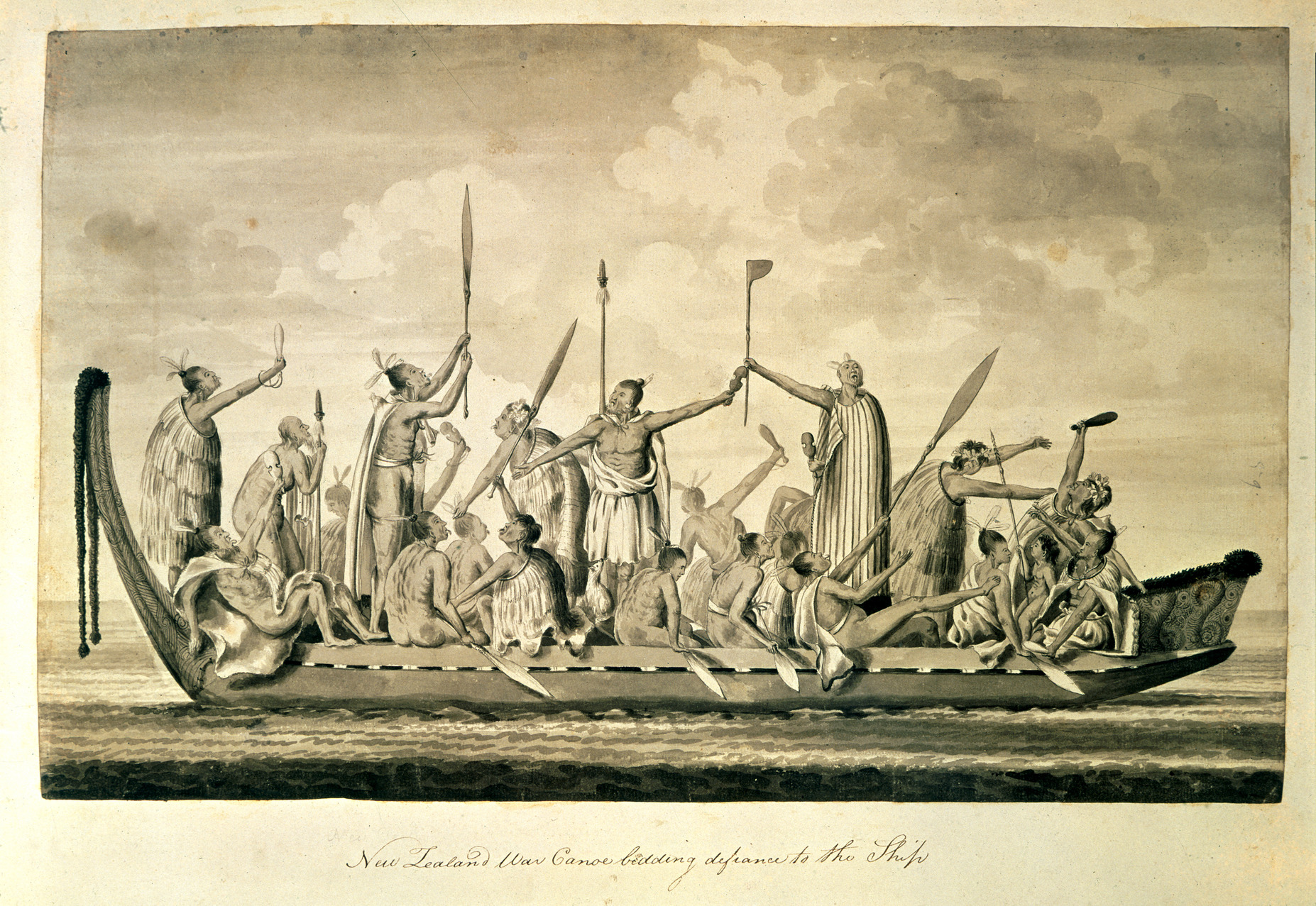
"Canoa de guerra neozelandesa lanzando un desafio al barco." Aguatinta de Sydney Parkinson, realizado en Queen Charlotte Sound, Isla Sur, hacia abril de 1770. (Add MS 23920, f. 50). British Library, Londres.

Solemnizaron la ocasión bebiendo una botella de vino a la salud de la reina consorte y la botella vacía se la regaló a Topāa, lo que, al parecer, fue de su agrado. En la isla de Motuara, la soberanía británica fue declarada por primera vez en la isla sur de Nueva Zelanda. Fue la última vez que Cook hizo una toma de posesión en Nueva Zelanda, quedando un poco incierto qué es lo que quiso definir con la expresión “tierras adyacentes”. Al terminar esta pequeña ceremonia, Cook quiso saber más sobre aquellas tierras e interrogó a Topāa. Preguntado específicamente sobre la existencia de un pasaje que comunicara con el mar hacia el este Topāa respondió afirmativamente. Explicó que había tres islas. Al norte de ese pasaje la llamada "Aeheino mouwe" (Te Ika-a-Māui, la Isla Norte; ver nota previa sobre el nombre de la Isla Norte), una gran tierra que requería de muchas lunas para darle la vuelta completa, como Cook ya sabía perfectamente. Y al sur habló de dos “Wannuaes” o whenuas, dos territorios o tierras o islas, según como se traduzca, llamadas "Tov-poenammu", o “el agua de las piedras verdes”, que podían ser circunnavegada en cuatro días de canoa. Richard Pickersgill, en la entrada del 4 de febrero de su diario, refiriéndose a otra conversación mantenida por Cook y Tupaia con los maoríes del pa de la isla de Aropaoa para obtener más información sobre la geografía de aquellas islas, recogió los datos con algo más de precisión: había una isla al norte y dos islas al sur. La primera tenía un tamaño tal que se necesitaban 3 meses para rodearla completamente (es decir, la Isla Norte). La segunda era la isla en la que se encontraban en ese momento “Arapawa”, Arapaoa, que se podía rodear en cuatro días. La tercera, situada al suroeste de la segunda, para aquellos maoríes era una tierra prácticamente desconocida que llamaban "Towie poe namou" (Te Waipounamu, la Isla del Sur) (ver nota previa sobre el nombre de la Isla Sur). Sin embargo, Cook, y también Banks, fijaron en su mente el esquema geográfico un tanto equívoco sobre la composición de islas de Nueva Zelanda derivado de la explicación de Topāa y no la que se desprende del diario de Pickersgill.
Una fuerte tormenta se desató entre el 1 y 2 de febrero. La maroma que amarraba el Endeavour a la costa se rompió y para evitar que fuera arrastrado a la deriva fuera de la ensenada hubo que asegurarlo con tres anclas, todas las que llevaba el barco. A causa de las fuertes lluvias se perdieron en el mar 10 toneles de agua que tenían en la orilla. El 4 de febrero Cook y el Endeavour estaban preparados para ponerse de nuevo en marcha. Se habían llenado todos los toneles de agua disponibles y todo el pescado seco comprado a los nativos se repartió entre la tripulación. El viento les impidió levar anclas hasta el día siguiente. Pero el día salió en calma y mientras se maniobra con lentitud para salir de la ensenada, el anciano Topāa subió a bordo para despedirse.  Tupaia mantuvo una última conversación con él, oída por Cook y Banks: no, nunca había visto una “canoa” tan grande como la de los británicos. Pero su abuelo le había hablado, tiempo atrás, de una o varias canoas o embarcaciones venidas de un lugar del norte llamado Olimaroa (Cook escuchó "un pequeño navío"; Banks, "2 grandes navíos"), y que cuatro hombres fueron asesinados al llegar a tierra. Cook recordó la historia contada por los nativos en la bahía de las Islas semanas atrás, haciendo referencia a la estancia de unos antepasados en una isla hacia el norte; Banks se preguntó si este vago relato no hacía mención a Tasman. Al ser interrogado por la procedencia de sus antepasados Banks entendió un lugar llamado "Heawye" (una de las fonéticas de "Hawaiki", el hogar ancestral mítico de todos los polinesios) y que Banks relacionó con el nombre de la isla de la que Tupaia hacía proceder a sus antepasados y los de los maoríes. Cook llamó a la ensenada en la que había estado fondeado tres semanas "Ship Cove". Su nombre maorí es Meretoto, pero el que le dio Cook se ha mantenido también hasta la actualidad. Actualmente hay un monumento conmemorativo en recuerdo de su estancia. Sería su puerto de escala en cuatro ocasiones más, un lugar que quizás quiso preservar de los demás porque aparentemente no dice que la región fuera adecuada para un asentamiento. Sus recomendaciones para una futura colonización son lugares de la Isla Norte como la bahía del estuario del río Támesis o de la bahía de las Islas.

##### Desde Queen Charlotte Sound al cabo Sur: 7 de febrero – 12 de marzo.

Carta náutica del estrecho de Cook, publicada por la Oficina Hidrográfica del Almirantazgo británico en 1858 (Admiralty Chart No 2054 New Zealand, hoja 5).

El 7 de febrero, el Endeavour salía del Queen Charlotte Sound y se dirigía rumbo sur a través del pasaje que Tasman no supo encontrar: el estrecho de Cook. Pero el estrecho que lleva el nombre del explorador británico parece que no fue escogido por él. Cook nunca lo menciona con ese nombre en su diario, aunque sí aparece como "Cook Strait" en sus mapas de Nueva Zelanda. Es Banks el que nos hace saber que ese estrecho tiene que llevar el nombre del capitán, lo que da entender que quizá fue Banks el que lo propuso y que, probablemente, debió insistir en ello. Una vez en aguas del estrecho, Cook puso rumbo sur buscando su salida oriental y no tardo en sufrir por sí mismo sus peligrosas corrientes. Cuando pasaban a cuatro millas de unos islotes que Cook llamó Los Hermanos, la combinación de una fuerte marea y un viento flojo arrastró al Endeavour peligrosamente hacia la costa. Evitaron estrellarse contra las rocas echando el ancla en una profundidad de setenta y cinco brazas soltando ciento cincuenta brazas del cable del ancla para lograr detener el barco a solo unos 300 m de distancia del peligro. El Endeavour no pudo volver a navegar sin peligro hasta que, ya hacia la medianoche, empezó a bajar la marea y hubo viento favorable, necesitándose 3 horas para levar un ancla echada a tanta profundidad. Por uno de los diarios de la tripulación sabemos que la situación pudo ser diferente a la como la explica Cook, y que cuando la marea y el viento les empujaba hacia las rocas hubo confusión, órdenes contradictorias y aparentemente cierta irresolución por parte del comandante. Es una de las pocas veces en las que se critica la capacidad náutica y de mando de James Cook.
El Endeavour pasó por la parte más angosta del estrecho, entre la isla de Arapaoa y el cabo de Terawhiti, con rumbo sursudoeste buscando la costa este de la Isla Sur. Cook fijó la posición del que observó que podía ser el extremo este de la Isla Sur, y límite del estrecho por ese lado, y le dio el nombre de cabo Campbell, por el vicealmirante John Campbell, la persona que presentó a Cook a la Royal Society como candidato para la expedición. El cabo que quedaba en el otro lado de la salida del estrecho, el más meridional de la Isla Norte, al este y a unas 12 millas al norte, lo llamó cabo Palliser, en honor de “su apreciado amigo el capitán Palliser”. El almirante Sir Hugh Palliser fue uno de los primeros hombres en la armada inglesa que se fijó en las cualidades de Cook y que le apoyó en su carrera. Cook estuvo bajo las órdenes de Palliser, entonces capitán, cuando era ayudante del master en el HMS Eagle desde 1755 a 1758 y de nuevo cuando Palliser fue gobernador de Terranova y Cook estuvo allí al mando del HMS Grenville cartografiando su costa hasta que se le destinó al Endeavour. Cook estaba marcando los puntos cardinales de la salida sur de su descubrimiento y nombrándolos apropiadamente. Al suroeste ven la prominente y nevada cima del monte Tapuae-o-Uenuku (2885 m), de la cordillera de Kaikoura. Es la cima más elevada de dicha cordillera, visible a 165 km de distancia, siendo un punto prominente en el horizonte para todo aquel que atraviesa el estrecho de Cook.
Cook pretendía continuar hacia el sur siguiendo la costa oriental de la Isla Sur pero cuando ya habían dejado atrás el cabo Campbell hubo cambio de planes. Algunos de los oficiales plantearon a su comandante sus dudas respecto a la hipótesis de insularidad de aquellas tierras. En ninguna de las fuentes se especifica quienes eran estos oficiales. Banks debió de ponerse de parte de ellos porque era uno de los pocos que seguía convencido de que Nueva Zelanda era el continente austral que buscaban. Al haberse dado la vuelta en el cabo Turnagain en la Isla Norte hacia ya casi 3 meses se habían quedado sin inspeccionar unas 36 o 45 millas de la costa al sur de ese cabo. Algunos opinaban que no se podía descartar que hubiera un istmo hacia el sureste que uniera la supuesta isla del norte con la tierra del sur y que fueran, después de todo, una única masa de tierra o incluso el continente que estaban buscando. A pesar de que Cook deja claro en sus diarios que tal suposición no estaba entre sus hipótesis, estaba siendo desafiado en su propio terreno, su afán por la precisión cartográfica de las costas que exploraba, y no puso finalmente reparos a ese cambio de rumbo para aclarar todas las dudas. Un cambio en la dirección del viento, que favorecía poner rumbo norte, le facilitó la decisión.
En la tarde del 9 de febrero, navegando ya en aguas del litoral este de la Isla Norte, tres canoas, con alrededor de 30 o 40 nativos cada una, se aproximaron al barco y quisieron subir a bordo. Por su comportamiento demostraban que ya habían oído hablar antes del Endeavour. No manifestaban temor, pidieron ver clavos, pero cuando se les dieron, preguntaron a Tupaia lo que eran, de modo que su conocimiento se limitaba simplemente a haber oído hablar del maravilloso material que tenían los extraños visitantes. Banks pensó que parecían más prósperos y aseados que los de Queen Charlotte Sound. A la mañana siguiente, el cabo Turnagain estaba a la vista, a unas 21 millas al noroeste, sin rastro de ningún istmo. Cook llamó a los oficiales al alcázar y les preguntó si ya estaban satisfechos respecto a la insularidad de la isla Norte. Con la respuesta afirmativa de su oficialidad, viró y puso rumbo sur. El 14 de febrero ya sobrepasaban de nuevo el cabo Campbell, con la cima del Tapuae-o-Uenuku siempre a la vista, que algunos a bordo creen más elevado que el Teide. Frente a la península de Kaikoura varias canoas de doble casco salieron a su encuentro pero se limitaron a observarles desde el agua sin hacer intención de querer aproximarse ni de subir a bordo por lo que Cook le dio a la pequeña península el nombre de Lookers On (los espectadores). Son días de calma que Banks aprovecha para cazar albatros y paiños desde su chalupa. Por las notas del diario se evidencia una vez más la gran población de aves marinas que los litorales costeros tenían en aquella época. El jueves día 15 Banks abate 6 albatros en menos de 1 hora y asegura que si el viento no se hubiera levantado, lo que interrumpió su sesión de tiro, podría haber matado 60.

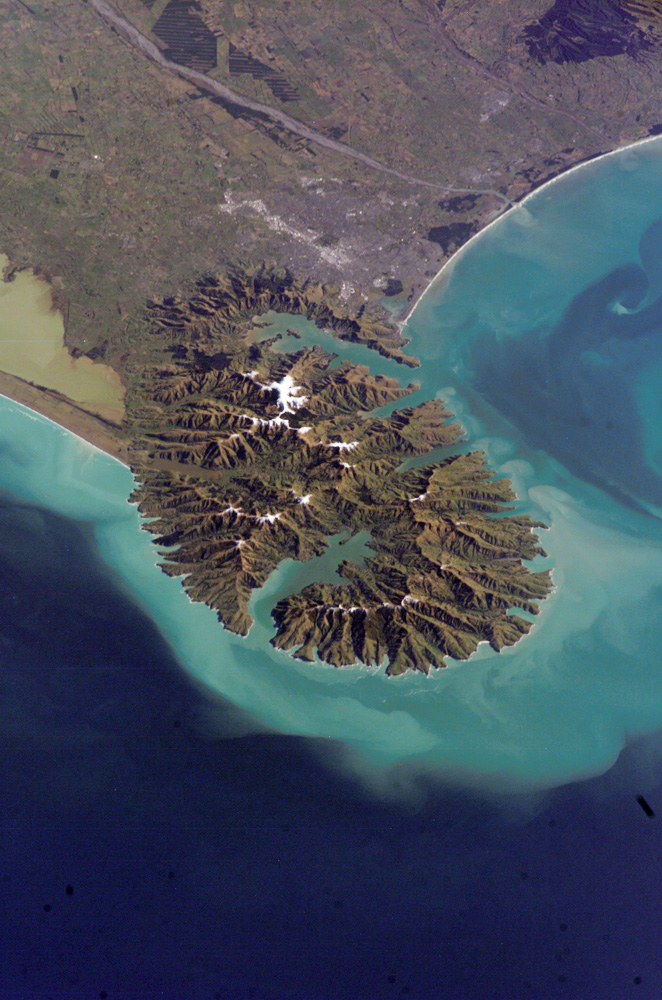
Vista de la península de Banks, Isla Sur de Nueva Zelanda, tomada desde la Estación Espacial Internacional el 15 de agosto de 2006.

La mañana del viernes 16 de febrero avistan al suroeste el accidente costero más prominente desde que dejaron el estrecho de Cook. A primera vista les parece una isla separada de la costa principal. La describió como "una figura circular, de una superficie irregular muy rota, teniendo más aspecto de esterilidad que de fertilidad". Cook la llamó isla de Banks, denominación que quizá por modestia no menciona el propio Banks en su diario. Se trata en realidad de una península, la península de Banks, pero Cook creyó ver paso entre ella y la costa, aparentemente engañado por el contorno de tierras más altas detrás de la misma. Es uno de los pocos errores gruesos que tiene su mapa de Nueva Zelanda. El segundo teniente John Gore, que había sido el oficial de la primera guardia matinal (de las 4 a 8 a. m.) del día anterior, explicó a su capitán que creyó haber visto tierra en dirección sureste. Aunque Cook argumentó que se trataban de nubes que luego se disiparon sin que detrás se viera tierra, Gore mantuvo su opinión en el alcázar y Cook, para que nadie dijera que dejaba sin comprobar la posibilidad de que su segundo teniente estuviera en lo cierto, ordenó cambiar el rumbo en la siguiente virada en esa dirección. Se puso rumbo este-sureste durante 28 millas náuticas mar adentro desde el mediodía hasta las 7 de la mañana del día siguiente cuando, sin haber vuelto a tener el más mínimo avistamiento de tierra en el horizonte, se puso de nuevo rumbo sur hacia el oeste, rumbo que se mantuvo hasta el medio día, lo que supuso hacer un rodeo de 70 millas náuticas, quedando la isla de Banks a 84 millas de distancia hacia el noroeste. Cook decidió que era el momento de virar y navegar de ceñida hacia el oeste para volver a la costa que habían dejado atrás. Tras veinticuatro horas de navegar en ese rumbo, estimó que ya estaba en la longitud apropiada pero seguía sin verse tierra por lo que hizo varios cambios de rumbo. Estimó que la isla de Banks estaba a 90 millas, lo que significaba que había 40 o 50 millas de costa que no habían podido observar de cerca ni topografiar. Quizá es el único tramo de costa de Nueva Zelanda que Cook se permitió perder de vista durante tantos días, ese tramo de la costa de la Isla Sur que va desde la península de Banks hasta el sur de Timaru. Esto contribuyó en perpetuar el error de la insularidad de la península de Banks.
Basándose en la información geográfica que Topāa les había dado en Motuara, que parecía dar a la Isla Sur unas dimensiones mucho menores que a la Norte, Cook calculó que podía haber alcanzado la latitud a la que debía estar el extremo sur de Tovy Poenammu. En esta ocasión estaba equivocado. El lunes 19 de febrero, a los 44°38′ de latitud sur, Cook estaba bastante sorprendido al volver a ver tierra y que esta continuaba extendiéndose lejos hacia el sureste sin que pareciera verse su final. Entre la tripulación volvió a discutirse sobre si esa costa que perseguían era la del continente austral. Banks explica en su diario que en el Endeavour se habían formado dos grupos de opinión al respecto: uno de ellos, que por aquellas fechas era ya el mayoritario y en él que habría que incluir al comandante, estaba formado por los partidarios de la tesis de que Tovy Poenammu era una isla, grupo al que Banks da el nombre de los “No-continentales”; el otro, el de los “Continentales”, en el que estaba Banks y era el minoritario entre la tripulación, estaría formado por los partidarios de la tesis continental. Banks hacía sus propias reflexiones sobre la geografía de Tovy Poenammu, intentando sustentar su convicción del carácter continental de Nueva Zelanda. Según el entendió de la conversación con Topāa en Motuara y la que luego escucharon en Arapaoa sobre la composición de Nueva Zelanda, creía que podía haber dos estrechos uniendo los mares occidentales y orientales. El estrecho de Cook era uno de ellos. Llevaban ya los días de navegación que según Topāa bastaban para rodear la isla que estaba al sur. Entre el cabo Palliser y el lugar en el que se encontraban en ese momento había un considerable tramo de más de 30 millas de anchura (la costa de la región de Canterbury, al sur de la península de Banks) que al estar en mar abierto no habían podido explorar y en el que bien podía estar la entrada del segundo estrecho. Y al sur del mismo estaría esa otra masa de tierra que el apostaba que era el continente que buscaban, cuya costa algunos, como el segundo teniente John Gore, estaban avistando hacia el sureste. Por supuesto, entendía que todo eso era una conjetura, y se vio obligado a admitir que el asunto se resolvería en los próximos días, aunque Cook ya había dejado claro que no tenía ninguna intención de volver por esa costa hacia el norte y que no sería posible comprobar que esa zona no explorada era la entrada de un segundo paso hacia el mar occidental.
Los siguientes días fueron difíciles, con unas condiciones climáticas desfavorables por fuertes vendavales y continuos cambios de la dirección del viento. Situado frente a la costa que hay entre las actuales ciudades de Timaru y Oamaru Cook intentaba mantenerse cerca de ella para no dejar más terreno sin explorar, por lo que durante unos días avanzaba y retrocedía sin ganar millas reales según le mandaba el viento. En los intervalos de mejoría y visibilidad despejada se conseguía vislumbrar tierra y tomar referencias. Entre las nubes se veían altas montañas nevadas que parecían parte de una cadena montañosa de gran extensión. El territorio montañoso al que miraban era más extenso que cualquier otro del que los maoríes hubieran hablado y estaba claro que era imposible de rodear en cuatro días de navegación. Pasaron cuatro jornadas antes de que el tiempo amainara, rasgandose algunas velas y rompiendose masteleros y vergas, y que el Endeavour pudiera retomar rumbo suroeste. El domingo 25 de febrero marcaron otro punto de referencia, un saliente en el lado sur-oriental de la actual península de Otago, el cabo Saunders, por el vicealmirante Sir Charles Saunders, qui3n en 1759 comandaba la flota del río San Lorenzo, Canadá, en la que Cook estaba destinado. Había varias bahías prometedoras, aunque no habían visto ningún signo de que la región estuviera habitada, pero Cook resistió la tentación de fondear y detenerse. Su instinto le decía que no debía demorarse y perder más tiempo. Si como suponía, Tovy Poenammu era una isla y su intención era completar su circunnavegación, su tamaño era mayor del esperado. El tiempo le daría la razón.

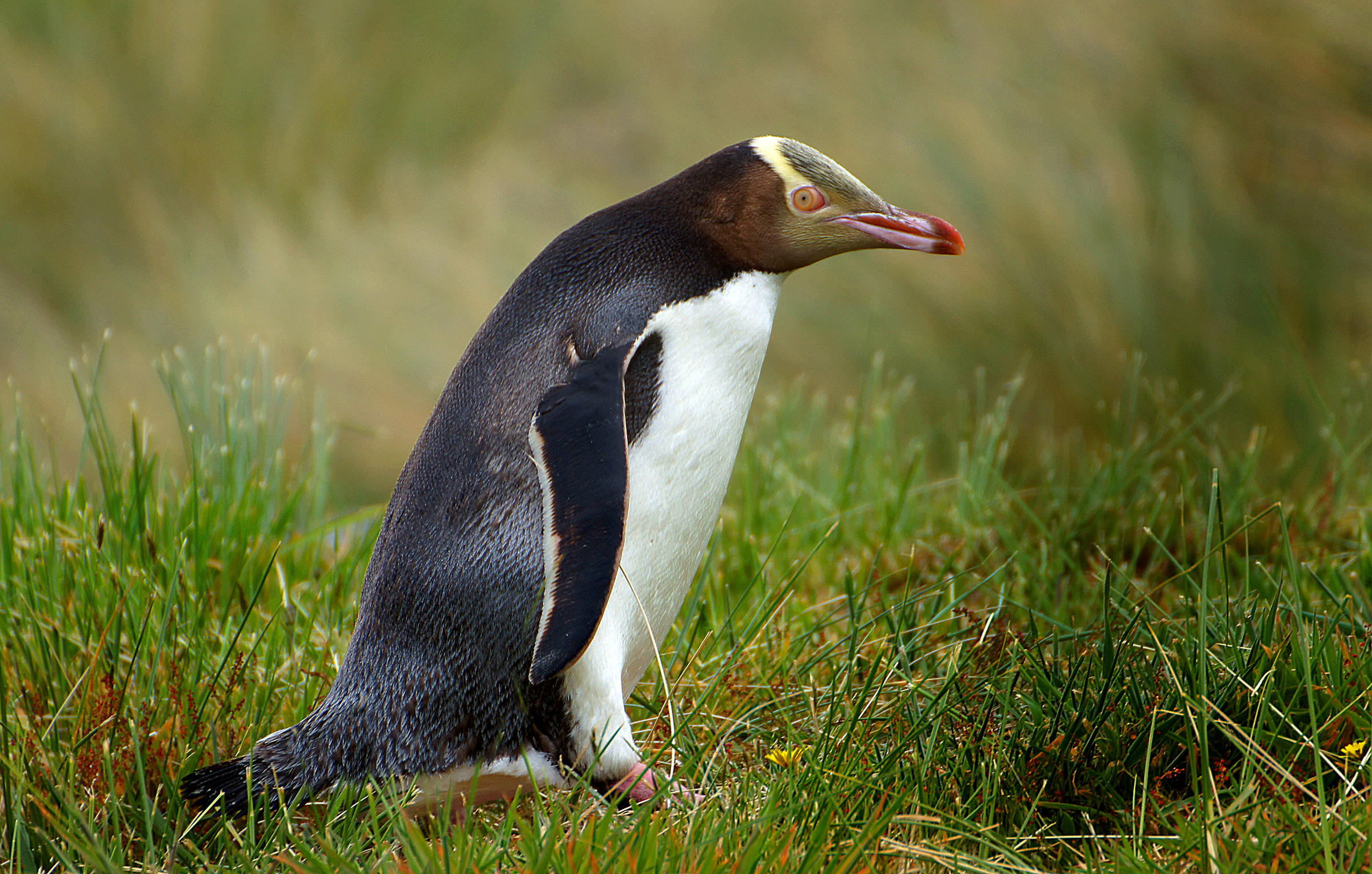
Hoiho, o pingüino de ojos amarillos (Megadyptes antipodes). Vistos en el agua desde la cubierta por la tripulación del HMB Endeavour navegando en aguas de la costa este de la Isla Sur de Nueva Zelanda.

Otra fuerte tormenta les sacó de su curso y volvieron a sufrir daños en el aparejo, rompiéndose un foque y la gavia del mayor, que tuvieron que ser reemplazadas por velas nuevas. Los termómetros bajaron hasta los 8° Celsius de temperatura. A finales de febrero se encontraban a 120 millas náuticas al sur y al este, muy alejados de la costa sin tierra a la vista en ningún punto del horizonte. Con condiciones climáticas muy adversas por el oeste, pudieron controlar su curso y poner rumbo norte para luego virar hacia el suroeste y volver a virar al norte desde la latitud 48°, con una fuerte corriente marina del sudoeste que inducía a pensar que más allá no había masas de tierra de consideración. La noche del 1 al 2 de marzo, hubo luna nueva y Tupaia explicó que, en las fechas en las que estaban, eso marcaba el día de Año Nuevo en su isla. El 2 de marzo volvieron a tener tierra a la vista, el cabo Saunders de nuevo, a 68 millas de distancia. Los dos días siguientes, con viento del sur, Cook viró y largo toda la vela que pudo para ganar terreno hacia el oeste. Se avistaron ballenas, focas y pingüinos. La costa se continuaba hacia el suroeste pero no hacia el sur por lo que Cook pensó que ahora el límite meridional de la Isla Sur sí que estaba próximo. Por la noche vieron una gran hoguera en la orilla, signo de que esa parte del país estaba habitada. A uno de los entrantes de la costa se le dio el nombre del master, Molyneux Harbour.
En las entradas de su diario de esos días, no encontramos la misma tenacidad por el detalle que Cook mostró en el pasado diciembre en el extremo septentrional de la Isla Norte. Parece que su prioridad era deshacer la incógnita de si Nueva Zelanda era o no un continente sin demorarse más tiempo del necesario en ello. La fuerte corriente oceánica que venía del sur apoyaba la tesis de los “No-continentales”. Pero cuando se despejaba el tiempo, los “Continentales” tuvieron la esperanza de ganar la partida porque avistaron tierra hacia el sur, un avistamiento dudoso. Hacia el oeste y suroeste sí que tenían claramente a la vista el elevado perfil de la costa de lo que inicialmente parecía una isla, no unida a la costa principal en el norte, la actualmente denominada la isla Stewart.  No entró en el supuesto estrecho sino que continuó hacia el suroeste para rodearla hasta que fuera patente que había alcanzado el extremo sur. Su curso puso en evidencia que la supuesta tierra vista los días previos en la lejanía no eran otra cosa que nubes. El Endeavour avanzaba con lentitud por la falta de viento, todavía con rumbo suroeste y oeste. La luna llena les permitió ver un lecho de rocas cercano sobre las que el mar rompía con fuerza, durante la noche del 9 y la mañana del 10 de marzo, cuando se encontraba en el extremo sur de la isla Stewart. Debido a la dirección del viento, las rocas no podían ser evitadas, por lo que Cook viró hacia el este y se alejó del peligro gracias a un cambio afortunado del viento. Se libraron del naufragio por muy poco. A estas rocas se les dio el nombre de las Trampas. Los percances y dificultades de la navegación por aguas desconocidas no les impide disfrutar de momentos más relajados. Parkinson relata como, el viernes 9 de marzo, fue el cumpleaños de uno de los suboficiales. Pickersgill fue el encargado de organizar la fiesta y decidió que para celebrarlo de una manera especial se cocinaría un perro, que se había criado a bordo, al estilo de Tahití. Se asaron los cuartos traseros, se hizo un pastel de carne con los cuartos delanteros y con el estómago y otras vísceras se confeccionaron lo más parecido a unos haggis, probablemente preparados siguiendo las indicaciones de los marineros de origen escocés que había entre la tripulación. Detalles como estos sugieren tanto la resiliencia de los marineros como la buena disposición general en la que se encontraba la tripulación del Endeavour.
Al atardecer del sábado 10 de marzo (fecha náutica), para Cook y toda la tripulación quedó patente que habían llegado al extremo más meridional de Tovy Poenammu. La costa a la vista giraba desde ese punto hacia el noroeste y l a presencia de una poderosa corriente marina desde el suroeste apoya aún con más fuerza la tesis de la insularidad. Cook fijó la posición del que parecía el punto más meridional y le dio el nombre de cabo Sur, que en realidad era el extremo suroeste de la isla Stewart. Y desde allí puso rumbo oeste para iniciar la vuelta de retorno a la isla por su costa oeste hasta su punto de partida. La tesis de los “Continentales” se desmoronó definitivamente dando fin a cinco meses en los que la hipótesis del continente austral se mantuvo plausible.

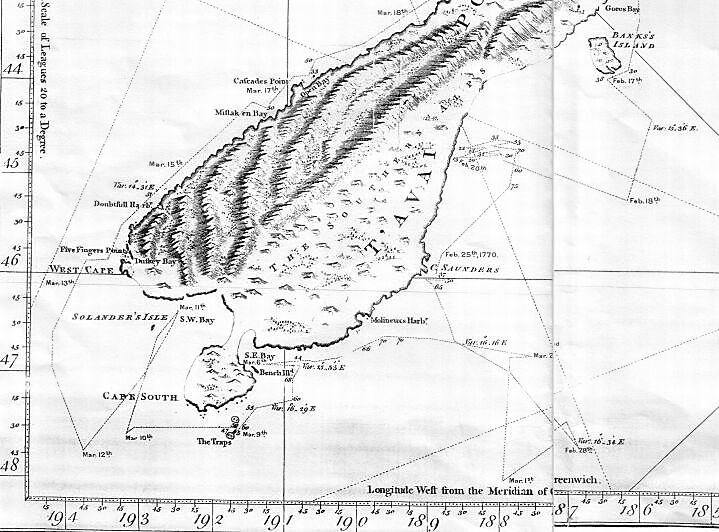
Parte de la ruta del HMB Endeavour por la mitad sur de la Isla Sur de Nueva Zelanda. Puede verse como insulariza la península de Banks y dibuja una unión a la costa principal para la isla Stewart. Fragmento del grabado de John Bayly del mapa de Nueva Zelanda realizado por James Cook e Isaac Smith, 1769-70.

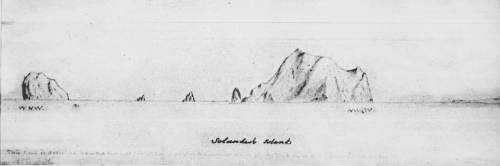
Vista de los islotes Solander, al oeste de la isla Stewart en el sur de la Isla Sur de Nueva Zelanda. Dibujo de Herman Spöring fechado el 11 de marzo de 1770. British Library, Londres, (Add MS 15507, f. 38 (b), n.º 78).

Cook hizo virar al Endeavour hacia el norte para aproximarse a la costa. Paso cerca de un pequeño islote al que le dio el nombre del Dr. Solander. Desde allí podían ver la masa de tierra de la isla Stewart y el 11 de marzo alcanzan la entrada occidental del estrecho que la separaba de la costa principal. Algunos oficiales no parece que tuvieran dudas sobre la existencia de tal estrecho. Así lo recogen el primer teniente Hicks, y el ayudante del master Pickersgill en sus respectivos diarios. Pero Cook, sorprendntemente, finalmente dictaminó que había un istmo que unía la supuesta isla a la costa principal. En la entrada del 11 de marzo de su diario explica de que al llevar sobre el papel los rumbos estimados que habían realizado le hacían dudar de que hubiera un paso entre la costa principal y esa masa de tierra. Y que cambió de opinión cuando al intentar colocar sobre el mapa la supuesta isla según las observaciones realizadas, a su modo de ver, el mapa solo era coherente si aquella masa de tierra estaba unida a la principal. El que quizá fuera el mejor cartógrafo marino de su época cometía un error grueso cuando sus propias observaciones sobre el terreno parecían contradecirlo y sin ni siquiera aproximarse a la entrada del supuesto estrecho para confirmar su existencia cuando en otras ocasiones había dado rodeos mucho más largos en aras del rigor cartográfico. En contra de la forma habitual de razonar de Cook, la evidencia de los sentidos es vencida por un razonamiento abstracto. La conclusión de Cook sobre la isla de Stewart fue asumida por todo el mundo durante treinta y ocho años, y los navegantes, actuando en consecuencia, al hacer esa ruta rodeaban la supuesta península y su cabo sur en lugar de acortar por el estrecho que en los admirados mapas de Cook no existía. No fue hasta principios de 1809 cuando se corrigió el error, y el estrecho de Foveaux se reveló al mundo del transporte marítimo. Al propio Beaglehole se le hace incomprensible entender cómo Cook pudo cometer ese error. Por eso, algunos autores avalan la tesis de que en este casó, como quizá en el de la península de Banks, y más tarde en la ausencia de referencias a Port Jackson en Australia, Cook pudo introducir intencionadamente, y autorizado posteriormente por el Almirantazgo, pequeños errores cartográficos en su mapa con una intención militar y estratégica. Camerón-Ash ha estudiado y comparado los dos mapas de Nueva Zelanda que Cook completó al terminar el viaje. El que mando al Almirantazgo (Add. Ms 7085.16), y que se custodió allí sin publicar durante años, muestra la isla Stewart separada de la Isla Sur. Cook hizo un segundo mapa de Nueva Zelanda (Add. Ms 7085.17), prácticamente idéntico al primero pero donde la isla Stewart sí que está unida a la costa de la Isla Sur por un istmo dibujado de forma muy esquemática, detalle que también aparece en el mapa que Cook hizo del océano Pacífico con su ruta. Estos dos últimos mapas estaban destinados a publicarse, como así aparecen en la recopilación del viaje que editó Hawkesworth y que durante mucho tiempo fue la única fuente de información publicada sobre el primer viaje de James Cook, muy popular y traducida a varios idiomas ya en su tiempo. Convertir una península en isla, o al revés, hacia de ella un objetivo militar diferente para una hipotética potencia rival. Introducir factores de confusión en un mapa para inducir a errores al enemigo era una práctica habitual.

##### La costa oeste de la Isla Sur: 13 – 26 de marzo.

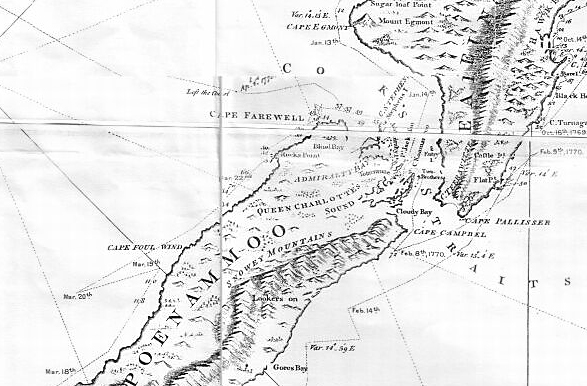
Fragmento de la ruta del HMB Endeavour en la mitad norte de la Isla Sur y del estrecho de Cook, Nueva Zelanda. Fragmento del grabado de John Bayly del mapa de Nueva Zelanda realizado por James Cook e Isaac Smith, 1769-70.

Los fuertes vendavales desviaron el curso del Endeavour hacia el sur, mar adentro, hasta la latitud 47 °40 '. En la mañana del día 13 se volvieron a ver lo que parecía ser la extensa cadena montañosa de la isla sur con las cimas nevadas en la distancia, no muy lejos de un cabo en que Cook fijó como el extremo suroeste de la Isla Sur y nombró cabo Oeste. Por la tarde llegaron a una bahía con una amplía entrada, dentro de la cual una línea de islotes prometía un fondeadero y refugio seguros. Sin embargo, no pudo entrar en ella antes de que oscureciera, y el viento era demasiado fuerte como para arriesgarse a adentrarse en una bahía desconocida por la noche y a barlovento, por lo que finalmente optó por continuar ruta hacia el norte siguiendo la costa. La llamó Dusky Bay (bahía Oscura), pero tomó buena nota de ella y la visitaría con más detenimiento en su segundo viaje. Un poco más al norte apareció otro posible puerto, otra bahía de entrada más estrecha que la anterior, con una isla en el medio, flanqueada por altos y perpendiculares acantilados y montañosas cubiertas de nieve detrás. Era Doubtfull Sound. Banks quiso entrar en esa bahía para detenerse uno o dos días, desembarcar, explorar el terreno y recoger muestras de su vegetación. No se habían detenido ni desembarcado desde que dejaron Queen Charlotte Sound. Insistió en ello pero Cook se opuso. Tenía razones suficientes. La disposición y forma de la bahía y la dirección predominante de los vientos aconsejaban no entrar porque intuía que salir de ella no iba a ser sencillo y podía traer serias dificultades. Él era responsable de su barco y de su tripulación, incluidos los naturalistas y sus ayudantes. Pero tenía más argumentos que entonces no parecían tan evidentes y que no quiso exponer ante los demás en ese momento.
Y de hecho tampoco desembarcarían ni se detendrían en ningún momento de su singladura de la costa oeste de la Isla Sur. Se puso rumbo norte-noreste con viento, en general, favorable, y se avanzó sin pausas pudiendo estudiar la costa y cartografiarla desde cubierta. Los suboficiales a los que el astrónomo Charles Green había estado formando estuvieron también muy activos en este periodo de navegación. Green supervisaba y corrigía sus observaciones. Nombra en su diario a Forwood, el artillero y a los guardiamarinas Bootie y Jonathan Monkhouse, quien al parecer es el que mejor lo hace de los tres En sus cartas náuticas nombran la bahía Mistaken (ahora Big Bay),Cascades Point y Open Bay (ahora Jackson). Y siempre a estribor podían contemplar la gran cadena montañosa paralela a la costa de los Alpes neozelandeses, con sus cimas nevadas y los glaciares que llegaban prácticamente hasta el mar. El aspecto de aquella costa era sobrecogedor y llamaba la atención de los miembros más observadores de la tripulación. Pickersgill comparaba el paisaje con el de la costa Noruega. Y Parkinson, muy impresionado por las vistas, escribió el 16 de marzo:

“[el territorio] era tan salvaje y romántico como se pueda concebir. Rocas y montañas, cuyas cimas estaban cubiertas de nieve, se veían unas encima de las otras desde el borde mismo del agua: y las que estaban próximas a la orilla estaban cubiertas de vegetación, así como algunos de los valles entre las colinas, cuyas cumbres alcanzaban las nubes.”
Sydney Parkinson, Diarios, op. cit., p. 123-124 

Días más tarde, el habitualmente sobrio Cook escribiría:

“Inmediatamente detrás de las colinas se levanta la cadena de montañas que son de una altura prodigiosa, que parecen no estar hechas más que de peñascos pelados, recubiertos en muchos sitios por grandes placas de nieve, que quizás estén allí desde la creación; no existe sobre la tierra una región que presente un aspecto más áspero y desolado que ésta, desde el mar hasta el interior, hasta donde alcanza la vista, no se ve otra cosa que las cimas de estas montañas rocosas, […] y tuve ocasión de pensar que una sola cadena de montañas ininterrumpida se extiende de un extremo a otro de la isla.”
James Cook, Diarios, op. cit. entrada del 23 de marzo de 1770.

Dejando atrás Abut Head van acercándose a la posición que Abel Tasman dio para su primer avistamiento de Staeten Landt  el 13 de diciembre de 1642: la latitud 41°50′ S del Clyppygen hoeck (“punta Rocosa”). El día 20, el viento desvió al Endeavour hacia el noroeste, con un tiempo brumoso y lluvioso. Cook, forzado a navegar por un horas hacia el oeste, a unas 10 millas de la costa, cálculo por estima su posición y pudo virar para seguir la derrota de Tasman. Cook ve entre la niebla el punto de referencia del navegante holandés y lo llamó cabo Foulwind. Envueltos por la niebla y con una fuerte corriente que les empujaba hacia la costa, Cook prefiere navegar algo alejado de ella.  El día 22, cuando no estaba a más de tres o cuatro millas se vio amenazado por la proximidad de un acantilado y unas peligrosas rocas, pero su pericia y la de su tripulación lograron mantener al barco alejado del peligro y sin tener que recurrir a echar el ancla en un lugar con una profundidad de 54 brazas, lo que les habría hecho perder mucho tiempo. Al día siguiente fija la posición de Rocks Point, Steijle hoeck (punta Escarpada), otra de las referencias de Tasman, y pasa junto al que más tarde llamaría cabo Farewell, en una latitud de 40°19′ S, posición que ya queda al norte de la latitud de Ship Cove en el Queen Charlotte Sound. Verificadas todas las referencias de Tasman, Cook ya sabía por el holandés lo que le quedaba por recorrer de la costa oeste y sabe que está ya próximo a terminar su plan. Se detiene en su diario a describir el aspecto de la isla que está a punto de circunnavegar, su aspecto áspero y montañoso, aparentemente deshabitada, y cuyas observaciones le hacen pensar que una gran cordillera la recorre de norte a sur. En su mapa de la isla llamó a esta cordillera los Alpes del Sur, nombre que ha perdurado hasta la actualidad. Lo que no vio Cook ni su tripulación, por la niebla que tuvieron esos días, fue la lengua de arena del cabo Farewell que cierra el norte de Murderer's Bay, la actualmente denominada Golden Bay, que también se pasó de largo así como el gran entrante que hay entre ella y la isla de isla D'Urville, una gran extensión a la que en su mapa le da el descriptivo nombre de Blind Bay (bahía Ciega) y en la que está situada Tasman Bay. De hecho, en sus mapas de Nueva Zelanda esa parte de la costa apenas esta esbozada y tiene un trecho en blanco.
El viento roló hacia el este y durante todo un día no pudieron avanzar. Cuando volvieron a tener viento, establecieron rumbo este-sureste, hasta que la mañana del lunes 26 de marzo avistaron la isla Stephens y, tras superarla al mediodía, la entrada noroeste del Queen Charlotte Sound, a poco más de 30 millas de distancia. Estaba confirmado, se había completado la circunnavegación de la Isla Sur. En bastante más tiempo que los cuatro días que Cook entendió por la explicación que le dio Topāa unas semanas atrás en Motuora. Cercionado de que se había dado la vuelta a la Isla Sur, ya no hizo falta llegar hasta su apreciada ensenada del Queen Charlotte Sound. Después de rodear la isla Stephens, navegó a lo largo de la costa de la actual isla D'Urville (Rangitoto ki te Tonga en maorí) hasta llegar a una cala en su costa oriental llamada bahía de Low Neck. Echaban el ancla a las 6 de la tarde del martes 27 de marzo (fecha náutica) después de 77 días de navegación ininterrumpida desde que salieron de Ship Cove.

##### Aprovisionamiento y despedida de Nueva Zelanda: 27 – 30 de marzo.
Había llegado el momento de abandonar Nueva Zelanda pero antes había que reaprovisionarse. Durante los siguientes cuatro días, con un tiempo cubierto y lluvioso, amarrado el barco a la orilla de la ensenada, la tripulación del Endeavour estuvo ocupada preparándose para zarpar a alta mar de nuevo: se rellenaron los 30 toneles de agua potable que se habían consumido, se reabastecieron de leña y se sacaron las redes de pesca para llenar las despensas. La mañana del 30 de marzo, amainando la lluvia, con todos los toneles de agua llenos y el barco listo, Cook decidió que era momento de partir y ordenó soltar amarras y remolcar el barco fuera de la ensenada para poder coger viento en las velas. Pero el comandante tenía que cumplir con sus obligaciones como cartógrafo hasta el último momento. Dejó a su tripulación terminando las maniobras de salida y de preparación para zarpar y sale con la pinaza tan solo acompañado por unos marineros a los remos. Después de bogar unas 6 millas desembarca en un playa que mira al oeste para buscar una elevación desde la que dar su última mirada al estrecho que llevaba su nombre. Desde lo alto de una colina pudo ver todo el complejo entramado de entrantes, ensenadas e islas que va desde la isla de D'Urville hasta el Queen Charlotte Sound, un terreno lleno de bosque y tupida vegetación, con multitud de posibles caladeros donde fondear protegidos del mar. Las proximidades de donde se encontraba no parecía ser una zona habitada aunque se han topado con grupos de chozas que tenían signos de llevar abandonadas varios meses. A la bahía que ve a sus pies la llamó Admiralty Bay y marca sus puntos limítrofes con los nombres de los secretarios de esa institución naval británica, que ya había utilizado anteriormente: el noroeste, que es en realidad el extremo norte de la isla de D'Urville, cabo Stephens, por el primer secretario del Almirantazgo; el del sureste (que también era el límite noroccidental del Queen Charlotte Sound), punta Jackson, por George Jackson, segundo secretario. Cuando por la tarde Cook baja de la colina y retorna a bordo del Endeavour, ya puede desplegar velas.
Los dos objetivos principales de la misión que se le había encomendado, la observación del tránsito de Venus y la búsqueda del continente austral o, en su defecto, la exploración de Nueva Zelanda, habían sido cumplidos y ambos meritoriamente. La tripulación sabe que se ha hecho un buen trabajo, y en general la salud de todos ellos era excelente. Citando a Richard Aulie:

“El Endeavour semana tras semana había sido un ejemplo de eficiencia, de buen humor, incluso se celebró una fiesta de cumpleaños con un aplomo casi rutinario. Los marineros de Cook eran esforzados, bebedores, bulliciosos y groseros por naturaleza, jóvenes, alguno de ellos poco más que adolescentes, pero rápidos en su trabajo, de pies firmes encaramados en las grandes vergas en lo alto de los mástiles, en los que se podía confiar para el trabajo a bordo; y estaban sanos”.
Richard Aulie.  «The Circumnavigation of New Zealand - Epilogue.». En: The Captain Cook Society

Siguiendo las órdenes del Almirantazgo, solo quedaba volver a casa. Y había que resolver, cuál era la ruta de retorno más apropiada. Las instrucciones le daban la potestad de elegir por donde volver, por el este vía cabo de Hornos o por el oeste vía cabo de Buena Esperanza. Pero los planes de James Cook incluían algo más que simplemente escoger el camino de retorno. El comandante reunió a sus oficiales y a Joseph Banks. Según Beaglehole, muy probablemente Cook no convocó la reunión sin tener tomada ya su decisión y es también más que probable que esa decisión la hubiera meditado y escogido bastantes días atrás. Pero no quiso expresarla demasiado pronto ni tener que imponerla a sus oficiales prematuramente. En su negativa a detenerse en Doubtfull Sound así como en la de no perder tiempo en la singladura de la costa oeste de la Isla Sur, se intuye que Cook ya había hecho cálculos de sus planes futuros y entre esos cálculos el tiempo que iba a necesitar para llevarlos a cabo y por el camino de retorno que ya había escogido. Sin embargo, aquella tarde, probablemente en la gran cabina, solo con sus oficiales y Banks, lejos de los oídos del resto de la tripulación, Cook explicó que había tres opciones. Primero, la ruta que a él le hubiera gustado hacer: volver por el este vía cabo de Hornos con los vientos favorables en los cuarenta de latitud sur, lo que les iba a permitir demostrar o refutar definitivamente si existía o no alguna traza de una masa de tierra continental en latitudes australes. Pero estaban a finales de marzo y eso significaría navegar en altas latitudes al inicio del invierno austral, para lo cual, y en esto todo el mundo estaba de acuerdo, las condiciones del barco después de 20 meses de viaje no eran las adecuadas para soportar el duro invierno en el océano durante miles de millas. La segunda opción era volver hacia el oeste, por la vía más corta hacia el cabo de Buena Esperanza, dirigiéndose hacia la tierra de van Diemen y desahacer la ruta de Abel Tasman por el sur de Nueva Holanda. Pero esa ruta tenía las mismas objeciones climatológicas que la primera, además de que en esas regiones no se podía esperar hacer ningún descubrimiento que los holandeses no hubieran hecho ya. Cook explicó, por último, la tercera opción: volver por el este por la ruta tradicional desde las Indias Orientales hacia el cabo de Buena Esperanza, como ya hizo Tasman y hacían la mayor parte de exploradores y navíos comerciales, pero introduciendo una variación. Como en esos momentos el barco llevaba provisiones más que suficientes para llegar a las Indias, lo que Cook había ideado era hacerlo desviándose primero hacia el oeste desde la latitud en la que se encontraban para alcanzar la tierra de van Diemen, desde allí encontrarse con la costa este de Nueva Holanda para seguirla hacia el norte explorándola y cartografiandola para una vez alcanzado su final septentrional dirigirse a las Indias (y aquí hay ecos de que Cook contaba con la información que le hacia confiar con muy alta probabilidad que lo que las cartas náuticas españolas robadas por Dalrymple en Manila y el mapa de De Brosses mostraban, la existencia de un paso entre Nueva Guinea y Nueva Holanda, era cierto). Si esta ruta no fuera practicable por el motivo que fuera, una vez alcanzado el extremo norte de Nueva Holanda habría que llegar a las Indias por la región en la que Quirós situaba las islas Salomón. La ruta por las Indias les permitiría, además, recalar en alguno de los puertos de las colonias europeas, como la holandesa de Batavia, donde realizar reparaciones antes de poner rumbo definitivo a Inglaterra. Cook condujo con tacto y diplomacia la reunión para que su oficialidad compartiera y tomara con él la decisión que, por otra parte y desde varios puntos de vista, era más que razonable. Esta nueva ruta era, sin duda, una ambiciosa adición a los planes originales pero tenía una indiscutible lógica geográfica. El propio Cook lo dice explícitamente en sus diarios del segundo viaje: “Tenía otros objetivos más grandes a la vista, a saber, el descubrimiento de toda la costa oriental de Nueva Holanda.” A la mañana siguiente, sábado 31 de marzo, con la decisión tomada, largó  velas y puso rumbo oeste hacia el mar abierto. Por la tarde el Endeavour dejaba atrás el cabo Farewell adentrandose en el mar de Tasmania.
La circunnavegación de las dos grandes islas neozelandesas cumplía con el segundo gran objetivo del viaje del Endeavour. Y cumplía con lo que a Cook se le había pedido en sus órdenes: la de la navegación y cartográfica de sus costas, y la exploración y descripción de las regiones que encontrara. Cook desembarcó en seis lugares de la Isla Norte y en dos de la Isla Sur, pasando unas siete semanas en tierra. En ese tiempo se recopiló una cantidad extraordinaria de información sobre aquellos territorios y sus habitantes. Los diarios, sobre todo los de Cook, Banks y Parkinson, dentro de sus límites, son enciclopédicos. De alguna manera, toda la tripulación percibió que aquel era uno de los momentos culminantes del viaje. Se refleja en los diarios de algunos oficiales, como los de Pickersgill o Wilkinson, que hasta que no llegaron a Nueva Zelanda sus entradas en los mismos eran poco más que una copia rutinaria de las posiciones del barco y las direcciones del viento recogidas en el cuaderno de bitácora.  En sus diarios Cook no hace si no cumplir fielmente las instrucciones que había recibido por parte del Almirantazgo de observar y describir el lugar y las gentes que descubría. La actitud ilustrada y científica de Joseph Banks influyó en Cook y en su forma de redactar, cada vez más detallista, las secciones descriptivas que iban más allá de las cuestiones de navegación, una influencia que también sucedió en la dirección opuesta. Pero así como la descripción que Cook hace de Tahití debe mucho a Banks, la de Nueva Zelanda tiene más autoría propia de cada uno, si bien es cierto que hay resonancias de uno en el otro. Cook que ha comenzado el viaje como un competente marino, hidrógrafo y con conocimientos de astronomía, ha ampliado su visión y conocimiento del mundo y la capacidad de transmitirlo a los demás. La última entrada de su diario en tierras neozelandesas, la del 31 de marzo, se sigue de una descripción general de las dos islas que ocupa 5 páginas de su cuaderno, en la que no deja ningún tema ni área del conocimiento sin tratar. Primero hace una revisión crítica de la carta náutica que acaba de realizar de las dos islas. Continúa describiendo el aspecto y características geográficas de las mismas, de su flora, de su fauna y de los recursos que de ellas se pueden obtener. Hace referencia a los posibles lugares de asentamiento para futuras misiones británicas de colonización, recomendando el estuario del Támesis o Bay of Islands como los lugares más apropiados. Se centra luego en el pueblo maorí, en su aspecto físico, su modo de vestir, sus tatuajes y escarificaciones ornamentales de la piel, sus modos de comportamiento, sus poblados fortificados, sus viviendas, herramientas y armas, la descripción y características de sus canoas, su dieta, su música y los instrumentos con la que la ejecutan, las danzas rituales. Describe su tendencia a la división y la belicosidad entre las tribus, así como da por probada la práctica de antropofagia ritual de los enemigos que caían en combate. Describe como no encontró un gran pueblo unido bajo el gobierno de un único rey, si no decenas de tribus divididas y con diferentes grados de prosperidad.
Cook cierra su resumen con un listado de 42 palabras inglesas seguidas de su equivalente en maorí y tahitiano, incluidos los números del 1 al 10 y la traducción a ambas lenguas polinesias de la pregunta “¿qué nombre le das a ésto a aquéllo?”. Finalmente hace dos consideraciones. Primero, y en relación con las similitudes lingüísticas y culturales entre los habitantes de Tahití y los de Nueva Zelanda, la inequívoca relación antropológica que hay entre los maoríes y los nativos de las islas Sociedad, así como su intuición de que no provenían ni de Sudamérica ni de un hipotético continente austral, en cuya existencia Cook no cree. Y, segundo, en relación con este hipotético continente austral, deduce, con base en las zonas y latitudes del Pacífico que ha explorado, la poca probabilidad de que haya una masa de tierra de cierta consideración y tamaño, delimitando y restringiendo en que regiones concretas podría aún localizarse y cuál debería ser la ruta que un viaje de exploración debería llevar para encontrarla o refutar su existencia definitivamente. Para un viaje de este tipo, y es un reconocimiento explícito de la gran ayuda que ha sido para él tener a bordo a una persona como Tupaia, recomienda que debería hacerse en vida de Tupaia para que éste pudiera formar parte de la tripulación y en caso de no ser así, recomienda hacerse con los servicios de alguien como él al llegar a las islas del Pacífico Sur:

“[en caso de poder contar con Tupaia a bordo, ese navío] tendría una prodigiosa ventaja sobre otros navíos que han intentado hacer descubrimientos en estos mares con anterioridad; [...] te dirigirá de isla en isla y tendrás la seguridad de ser recibido amistosamente pudiendo así avituallarte en cada isla a la que llegues;[...]”.
James Cook, Descriptions in the Journal of Places and Peoples encountered during the Endeavour Voyage: General Description of New Zealand, p. 74

Deja para el final una interesante lista con los nombres de 74 islas del Pacífico y su situación respecto a Tahití obtenidas del mapa realizado por el propio Tupaia, mapa que incluye un total de 130 islas.

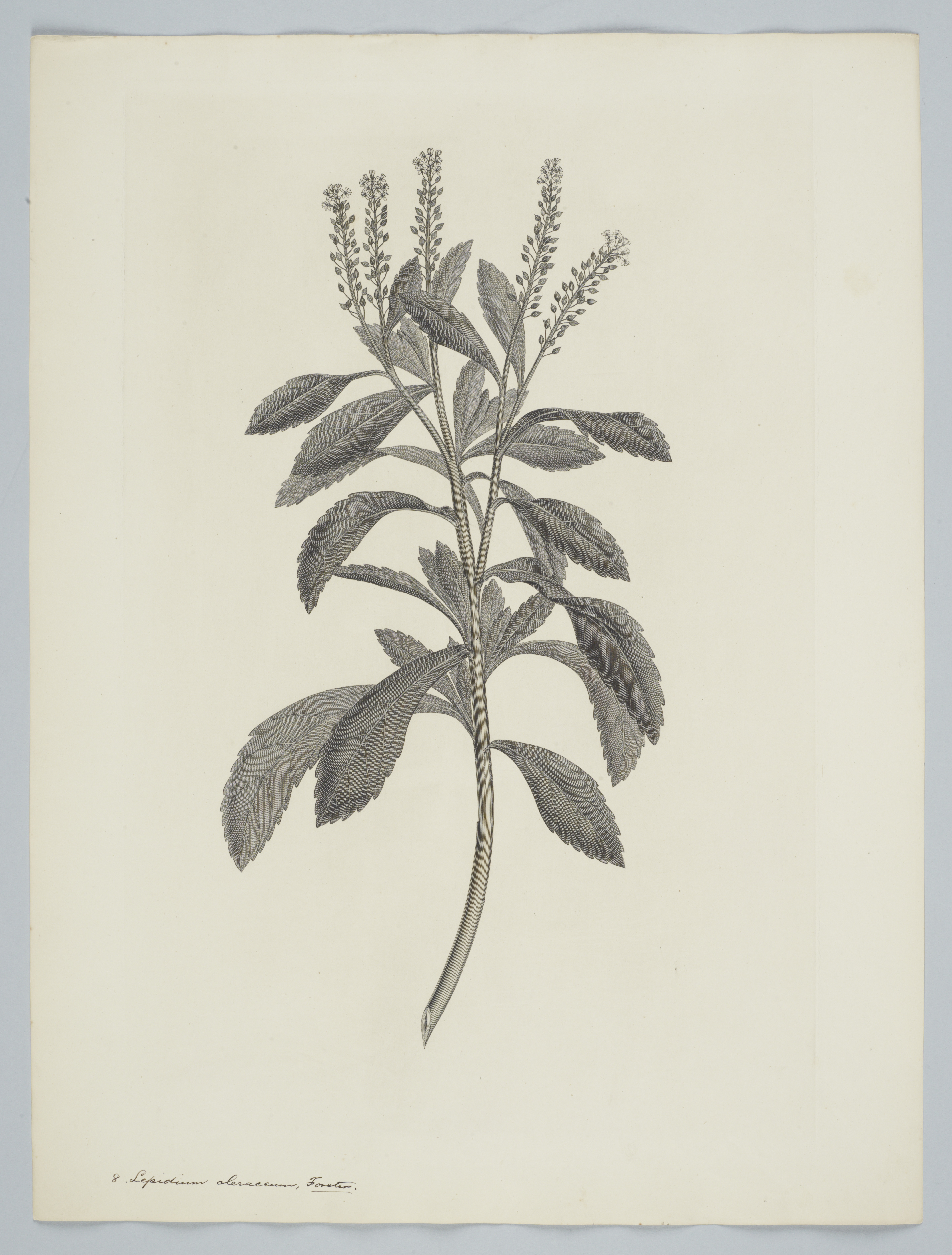
La hierba del escorbuto de Cook (Lepdium oleraceum). Grabado de Daniel MacKenzie a partir de una acuarela de Frederick Nodder basada en un boceto a lápiz de Sydney Parkinson realizado de un espécimen recolectado en Mercury Bay en noviembre de 1769. Obsequio del British Museum, 1895. Te Papa (1992-0035-2353/1464), Museum of New Zealand/Te Papa Tongarewa.

Joseph Banks y su equipo de naturalistas tuvieron una actividad frenética. Para ellos, ser los primeros europeos en explorar aquellas tierras fue una gran oportunidad que no desaprovecharon. Aunque solo pudieron estar en tierra 44 días de los casi 6 meses que el Endeavour estuvo en las costas neozelandesas, aprovecharon cada oportunidad que tuvieron para desembarcar y llevar a cabo su labor. El trabajo recolector de Banks, Solander y sus ayudantes les reportó una remarcable colección de aproximadamente más de 350 especímenes botánicos, la mayor parte géneros o especies desconocidas en occidente. Fueron obtenidos en ocho localizaciones diferentes, seis de la Isla Norte (Poverty Bay, Anaura Bay y Tolaga Bay en la costa este, Mercury Bay y el estuario del Támesis en Coromandel, y Bay of Islands en su costa norte) y dos de la Isla Sur (Queen Charlotte Sound y Admiralty Bay, ambos en los Marlborough Sounds). El herbario se completó con un gran número de dibujos, notas de color y acuarelas realizadas por Parkinson de las muestras recogidas. Desde la muerte de Buchan, Parkinson era el único dibujante de la expedición, por lo que su labor, aunque ayudado por Spöring, fue ímproba. De las ilustraciones realizadas en Nueva Zelanda, Banks seleccionaría posteriormente 182 de ellas para ser grabadas a color y destinadas a su proyectado Florilegium. Esta remarcable colección es una buena representación de la flora neozelandesa y de sus características distintivas. Así por ejemplo, plantas neozelandesas tan emblemáticas como los helechos, muy bien representados con 22 grabados,  la pōhutukawa (Metrosideros excelsa), el harakke o flax neozelandés (Phormium tenax), o la hierba del escorbuto (Lepidium oleraceum). Las muestras recolectadas se prensaban y secaban en pliegos de papel. El papel utilizado para ello en Nueva Zelanda provenía de las pruebas de imprenta de una edición de El paraíso perdido de Milton, como parte del acopio de papel que Banks y Solander hicieron en Londres antes de partir destinado a preservar las muestras para el herbario.
Respecto a la zoología neozelandesa, para la época en la que el Endeavour llegó a las islas de Nueva Zelanda ya se había producido la extinción de la megafauna aviar neozelandesa, como el moa, debido a la caza intensiva practicada por los maoríes, aves que ya no pudieron ver los naturalistas británicos. En sus registros se describieron 8 tipos de conchas de moluscos, crustáceos como el Cancer chelatus o el Notomithrax peronii,3 varios insectos, especialmente coleópteros, y 39 especies de peces. Solander hacía una tarjeta con la denominación, clasificación y descripción de cada espécimen recogido. De muchos de ellos hay ilustraciones de Parkinson o Spöring. A los naturalistas les llamó la atención la práctica ausencia de mamíferos terrestres, de los que solo encontraron la kiore o rata polinesia (Rattus exulans), y kurī, el perro polinesio, subespecie actualmente extinta. En lo referente a las aves, llama la atención, dada la abundancia y predominancia de esta clase de animales en las islas neozelandesas, la relativa escasez tanto de especímenes como de ilustraciones de ellas recogidas por los naturalistas en Nueva Zelanda. Se calcula que apenas fue un centenar de ejemplares de aves los que trajeron los naturalistas en el Endeavour. El tamaño de los ejemplares respecto al poco espacio disponible para almacenaje en el barco en un viaje tan prolongado, las deficientes técnicas de conservación de la época (poco más que no fuera sumergir el espécimen en alcohol) y su dispersión, una vez llegaron a Inglaterra, por diversas colecciones y su posterior pérdida, hacen que apenas queden una docena de ejemplares. Los diarios reflejan la frecuencia con la Banks se dedicaba a cazar aves cada vez que tiene ocasión, casi como una actividad deportiva, y como muchas de esas veces anota y describe las especies que ha cazado. Pero en general, la predilección de Banks por la botánica y la dificultad de conservación y almacenaje citada hicieron que el muestrario de plantas fuera mucho más abundante que el de animales, como pasaría en el resto de la expedición. Al respecto Beaglehole hace la siguiente reflexión:

“Es curioso que entre las numerosas ilustraciones de historia natural de plantas y animales de Nueva Zelanda y Australia realizadas por Parkinson, y también bastantes por Spöring, solo hay un boceto de un ave terrestre, la cacatúa banksiana (Nota propia: se refiere a la cacatúa coliroja, Calyptorhynchus banksii), que se hizo en el río Endeavour. Sabemos por el diario de Parkinson, así como por Banks, que se cazaron muchas otras y que se hicieron notas de los colores de sus plumajes de algunos de ellos, lo que apenas habría hecho si no hubiera realizado los dibujos de contorno de acuerdo con su habitual práctica. Parece ser que un folio con bocetos de pájaros se extravió durante el viaje de retorno, lo cuál es comprensible, ya que la muerte de Parkinson y la de Spöring tuvieron lugar con pocos días de diferencia (en febrero de 1771), y es posible que haya habido alguna confusión sobre sus pertenencias, especialmente en ese momento cuando tantos otros hombres en el Endeavour estaban enfermos.”
Beaglehole, JC, 1962a, op. cit., p. 416, nota 1.

Como Cook, Banks también redacta en su diario un pequeño compendio descriptivo final de Nueva Zelanda, aunque añade poco que no haya aparecido antes en sus entradas diarias. Y no hay duda, como ya hemos dicho, de que hay influencia mutua, sobre todo en los campos en los que cada uno es menos competente (Cook en el del mundo natural y el ámbito de las letras y la cultura, Banks en el náutico, matemático y astronómico) y ambos compartían sus escritos con normalidad. Como ya se vio en otras etapas del viaje y así lo prueba su diario, Banks demuestra una vez más la amplitud enciclopédica de sus intereses, su visión ilustrada, no quedando ningún ámbito fuera de su curiosidad. Aunque la vida natural y especialmente la botánica era su principal interés, no deja de observar con agudeza e imparcialidad todos los aspectos de las tierras que estaba descubriendo. También especialmente del pueblo maorí, con una anticipada visión antropológica bastante objetiva para la época, interesándose por todas sus manifestaciones y aspectos ya sean sociales, bélicos, culturales, religiosos o lingüísticos. En Nueva Zelanda, como luego en Australia, Banks dio lo mejor de si como naturalista. Los pocos días que pudo pasar en tierra fueron altamente productivos para su labor botánica y las descripciones de la sociedad maorí y de los territorios que visitó son inestimables. Razona sobre los hechos cruentos de Poverty Bay, busca pruebas de antropofagia antes de darla por hecho, aprende el lenguaje maorí siendo capaz incluso de ver diferencias dialectales y lo compara con el de Tahití aplicando razonamientos históricos y de filología comparada y descubriendo la unidad lingüística subyacente entre ambas lenguas. Como lo describe Beaglehole: “Banks es omnívoro”.

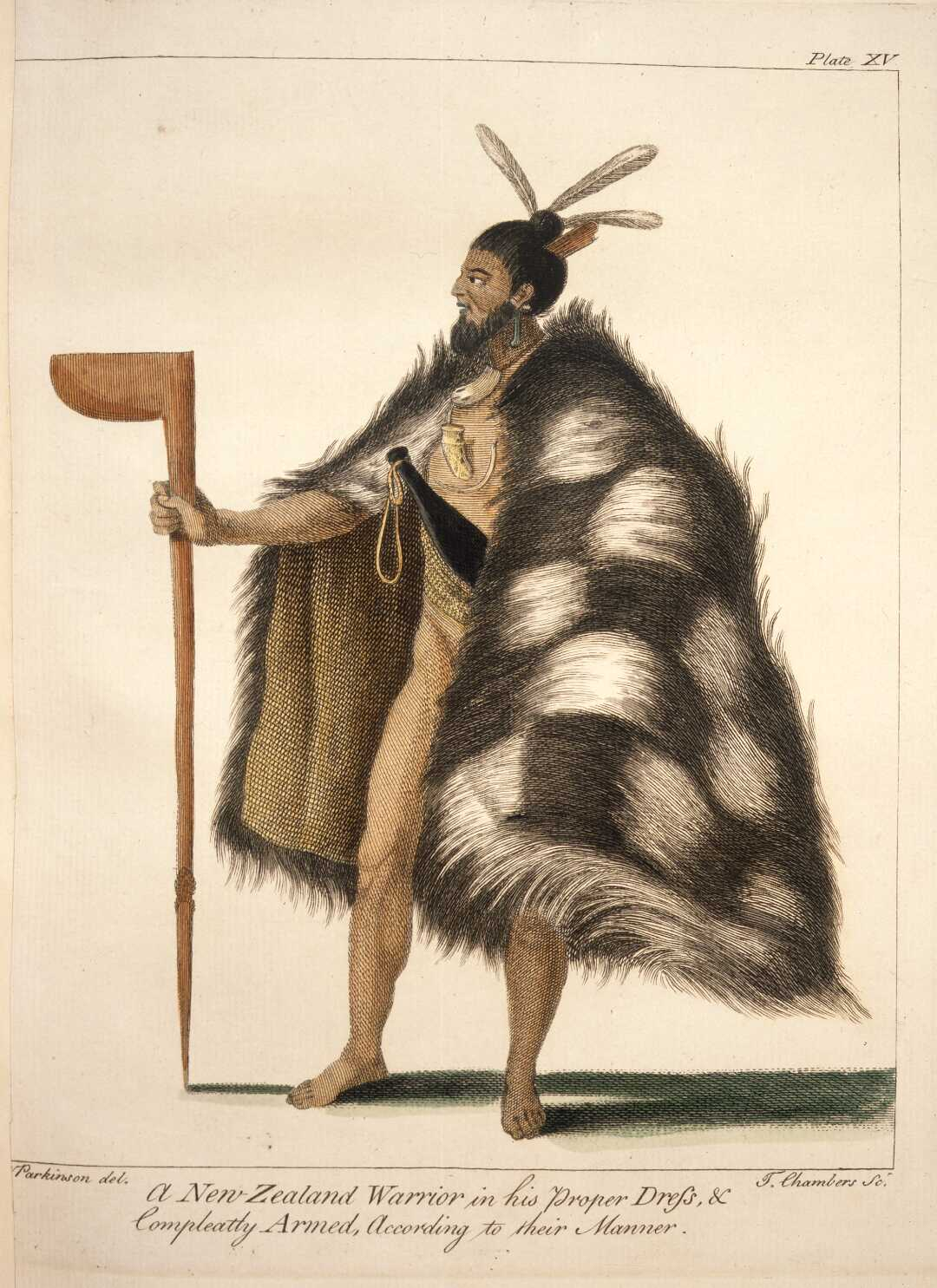
"Guerrero neozelandes ataviado adecuadamente y completamente armado según sus costumbres." Grabado de Thomas Chambers de 1784, basado en un dibujo previo de Sydney Parkinson de 1769, para la edición de los diarios de este último. Biblioteca Nacional de Nueva Zelanda, Wellington.

El tema del origen de los pueblos polinesios y las relaciones de los maoríes con los pueblos de las Islas de la Sociedad fue sin duda debatido en la gran cabina del Endeavour. Para Cook, las similitudes del lenguaje son motivo de peso para ver esta relación y pensar en un origen común para ambos pueblos. Banks era de la misma opinión y también cree que el origen no está en América. Aquí probablemente Cook y Banks se influyen uno en el otro. Por su parte, Parkinson creía que se produjo una migración desde Nueva Zelanda a Tahití y que es el pueblo maorí el que influyó en el tahitiano. Cook respetaba al pueblo maorí. Un pueblo que el considera fuerte, activo, abierto, ingenioso, con habilidades artísticas, valiente, belicoso. También Banks, quien muestra también su admiración por varios aspectos de su modo de vida y de su cultura. Por lo que respecta a Tupaia, aunque no tenemos testimonio directo suyo y las referencias son indirectas, en general parece que tenía una peor opinión de los maoríes que la que tenía Cook o Banks y en especial de algunas de sus costumbres como la antropofagia. En ocasiones da la impresión de que siente cierta superioridad moral e intelectual respecto a ellos. En cualquier caso, no hay que olvidar que en gran parte fue mérito de Tupaia resolver y facilitar las relaciones entre británicos y maoríes. Es llamativo que Cook no registró los nombres de ningún de los maoríes con los que se relacionó o que subieron a bordo del Endeavour, y fueron muchos. Los nombres que hemos recibido de los nativos se los debemos a Banks y Parkinson, y Banks solo nos da cinco: los tres niños de Poverty Bay, el anciano Torava en Mercury Bay y el de Topāa en Queen Charlotte Sound. Parkinson dos, el del maorí muerto por los disparos de John Gore en la bahía Mercurio y el de uno de los heridos en el enfrentamiento de los británicos con los maoríes en la playa de Motuarohia en Bay of Islands. El resto de nombres que se dan provienen de la tradición maorí que guarda memoria de la estancia del Endeavour y los británicos, tradición recogida por fuentes posteriores a la época del viaje.
Respecto al tema de la antropofagia, el canibalismo fue en gran medida un concepto inventado por los europeos originado en prejuicios y desconocimientos del otro. Los exploradores británicos buscaron activamente evidencia del mismo entre los pueblos que encontraban en sus exploraciones y luego informaban de ello. Lo mismo hicieron Cook y Banks. La evidencia del consumo de carne humana en las tribus maoríes sugiere una antropofagia ritual limitada, en ocasiones claramente destinada a honrar e incorporar al difunto a uno mismo. Cook recoge esos testimonios y lo que parecen pruebas irrefutables de esta costumbre, pero es capaz de no hacer juicios de valor ni dejarse llevar por visiones simplistas o prejuicios de superioridad. Por ejemplo:

“Se comen a sus enemigos muertos en batalla, lo que parece ser una costumbre y no una disposición salvaje, de lo que no se les puede acusar pues parecen tener pocos vicios. Su comportamiento carece de falsedad.”
James Cook, borrador del 25 de octubre de 1769.

En cualquier caso, Cook no es un hombre de letras. Su gran obra en Nueva Zelanda, además de su marineria, del mando y del gobierno del barco y de su tripulación, son sus mapas, sus cartas de navegación, sus cálculos de posición y de sus coordenadas de los puntos de referencia. Como dice Beaglehole:

“Nos gustaría tener una impresión más cercana de la que tenemos de todo el proceso mediante el cual Cook realizó la carta náutica completa de la costa: 2,400 millas en menos de tres meses. No se han conservado borradores ni anotaciones en papel de sus pruebas, ni páginas de cálculos, ni las referencias que utilizó para trabajar en la gran cabina, aunque uno supone que en muchas ocasiones el capitán tuvo que continuar su trabajo en sus propias dependencias. Fue una exploración, casi en su totalidad, realizada desde el mar, con un ojo mirando constantemente los rumbos de la brújula y los ángulos de los sextantes, aunque las ocasiones en las que estuvieron fondeados o en tierra el tiempo suficiente, como en Queen Charlotte Sound, pudo realizar triangulaciones. Siempre que pudo, subió a las elevaciones del terreno y tomaba referencias: en su última tarde antes de levar anclas definitivamente de Nueva Zelanda, lo tenemos observando desde la cima de una colina en el lado oeste de Admiralty Bay. Pero en el mar no podía escalar colinas. Fue escrupuloso al fijar las posiciones de sus principales puntos de referencia: "puntos de referencia", una frase que no transmite lo suficiente la determinación y marinería de las que tuvo que echar mano en el Cabo Norte.“
JC Beaglehole, 1974, op. cit., pp. 220-221.

El propio Cook, consciente tanto del valor como de las limitaciones de su trabajo, hace un resumen crítico su carta marítima de Nueva Zelanda:

“Este país, que antes se creía que era parte del continente imaginario del sur (“Palabras significativas, para alguien que conociera la mente de Cook” dice Beaglehole),consiste en dos grandes islas ... Situado entre las latitudes de 34 ° y 48 ° S y entre la longitud de 181° y 194° oeste desde el Meridion de Greenwich. Pocas partes del mundo tiene su situación mejor determinada que la de estas islas habiendo quedado resueltas por unos cientos de observaciones del Sol y de la Luna y una del tránsito de Mercurio realizada por el Sr. Green que fue enviado por la Sociedad Real para observar el tránsito de Venus.”
James Cook, Diarios, op. cit., entrada del 31 de marzo de 1770.

La frase final de la cita pone en valor la gratitud que Cook tenía hacia su astrónomo, Charles Green y el ingente trabajo realizado por éste en las múltiples observaciones y los complejos cálculos del método lunar, así como el trabajo que el astrónomo realizó con la formación y supervisión del resto de oficiales y suboficiales en esas tareas. Cook continua enumerando y poniendo en valor tanto los puntos fuertes del mapa como especificando todas y cada una de las partes de la costa cuyo trazado es imperfecto o está ausente porque las condiciones de la navegación o de la climatología no se lo permitieron. En realidad, como también explica Beaglehole, su mapa tiene un error sistemático de varios minutos en las longitudes, error del que Cook no se percató hasta su segundo viaje cuando volvió a recalar en estas islas y utilizaba los cronómetros de John Harrison para los cálculos, un método más preciso que el de las tablas lunares del Almanaque Náutico de Maskelyne. Un error del que tanto él como Green eran responsables. Las longitudes de la Isla Norte se dan en general 30' más al este de las reales y las de la Isla Sur con 40' más en la misma dirección, un hecho que le dolió comprobar en sus segunda visita a Nueva Zelanda pero que supo asumir y rectificar. Contemplado en su totalidad y sabiendo las limitaciones y errores que tiene, dada la complejidad de la costa neozelandesa y las condiciones técnicas y meteorológicas en las que se realizó el trabajo hay que concluir, citando a Beaglehole:

“[...] no solo sus afirmaciones son sinceras y ecuánimes, sino que la carta náutica en su conjunto es una de las más notables de la historia de la cartografía.”
JC Beaglehole, 1974, op. cit., pp. 220-221.

O en palabras de Richard Aulie:

“Esa simple línea que Tasman había dibujado para marcar su descubrimiento se había transformado en una impresionante carta de navegación de toda la costa de Nueva Zelanda. […] El mapa de Nueva Zelanda es una obra maestra de la cartografía, [...]”
Richard Aulie.  «The Circumnavigation of New Zealand - Epilogue.». En: The Captain Cook Society.

Un contemporáneo, marino como Cook, miembro de la armada de la potencia rival de Inglaterra, Francia, el teniente Julien Crozet, segundo al mando del explorador francés Marion du Fresne a bordo del Mascarin, escribía en 1772 en el norte de la costa de Nueva Zelanda:

“Tan pronto como tuve la información del viaje del caballero inglés, comparé cuidadosamente la carta náutica que yo había preparado de esa parte de la costa de Nueva Zelanda que habíamos recorrido con la realizada por el Capitán Cook y sus oficiales. La encontré de una exactitud y un rigor por el detalle que me sorprendió más allá de todas las palabras que pueda expresar, y dudo mucho que las cartas náuticas de nuestras propias costas francesas se hayan realizado con más precisión que ésta. Creo, a mi pesar, que yo no podré confeccionar una carta náutica de nuestra ruta por Nueva Zelanda mejor que la de este célebre navegante.”
H. Ling Roth, Crozet's Voyage to Tasmania, New Zealand, the Ladrone Islands, and the Philippines in the years 1771-1772, (Londres, 1891), p. 22